# Memoriali e monumenti unionisti

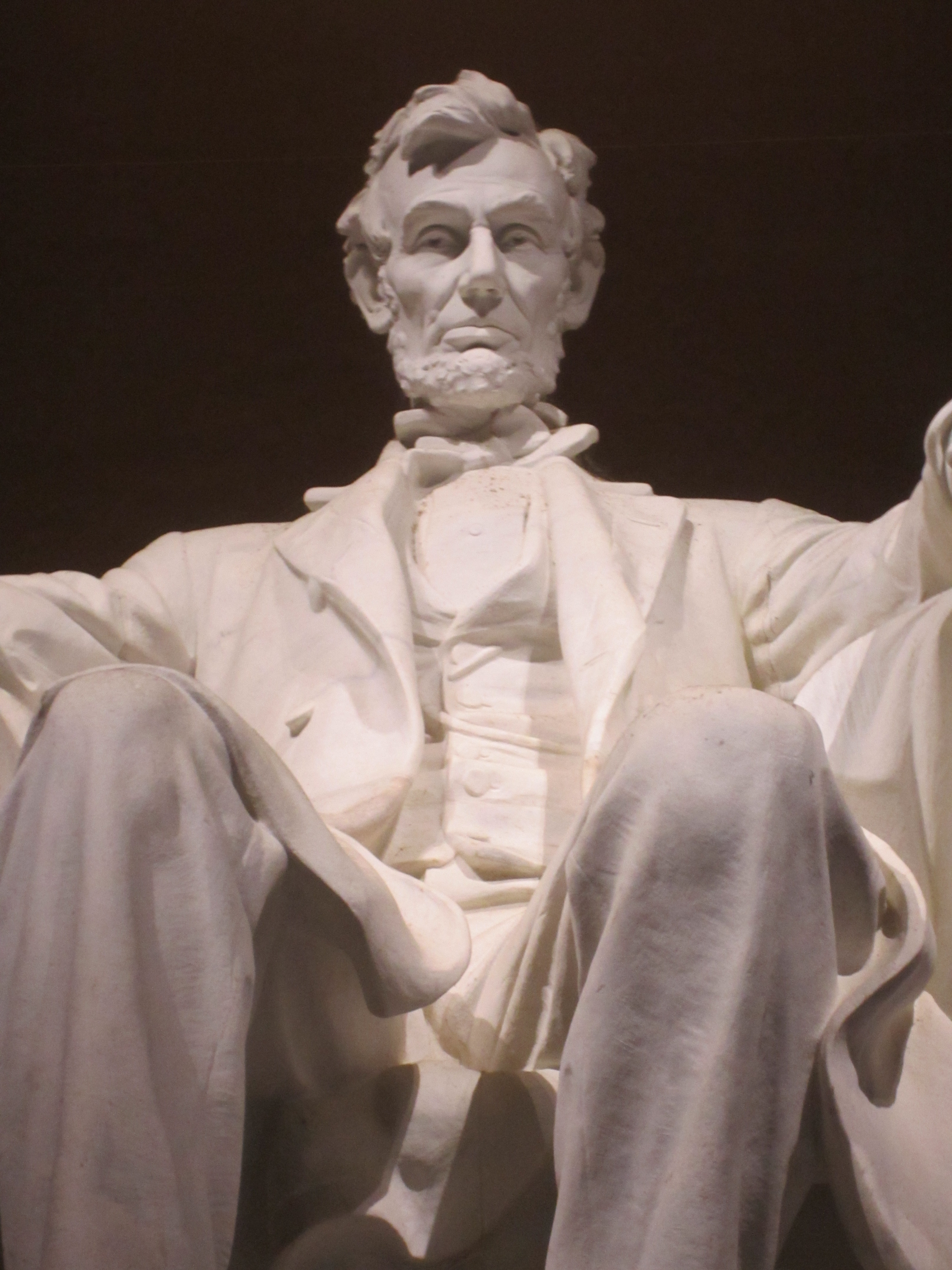
Particolare della statua presidenziale del 1920, opera dello scultore Daniel Chester French ed ospitata all'interno del Lincoln Memorial di Washington.

I memoriali e monumenti unionisti dedicati al ricordo della guerra di secessione americana e dei principali comandanti dell'Unione sia in ambito civile che militare sono sparsi in gran parte degli Stati federati degli Stati Uniti d'America. Per lo più sono associati ai più significativi episodi bellici che videro come protagonisti l'Union Army e l'Union Navy.
L'elenco qui proposto segue un ordine cronologico per Stato di appartenenza.

## Distretto di Columbia
- Distretto di Columbia

I Monumenti della guerra di secessione americana a Washington includono, tra gli altri, i monumenti dedicati a 16 generali e ammiragli unionisti.
La statua di Abraham Lincoln, opera dello scultore irlandese americano Lot Flannery (1836–1922) inaugurata nel 1868.

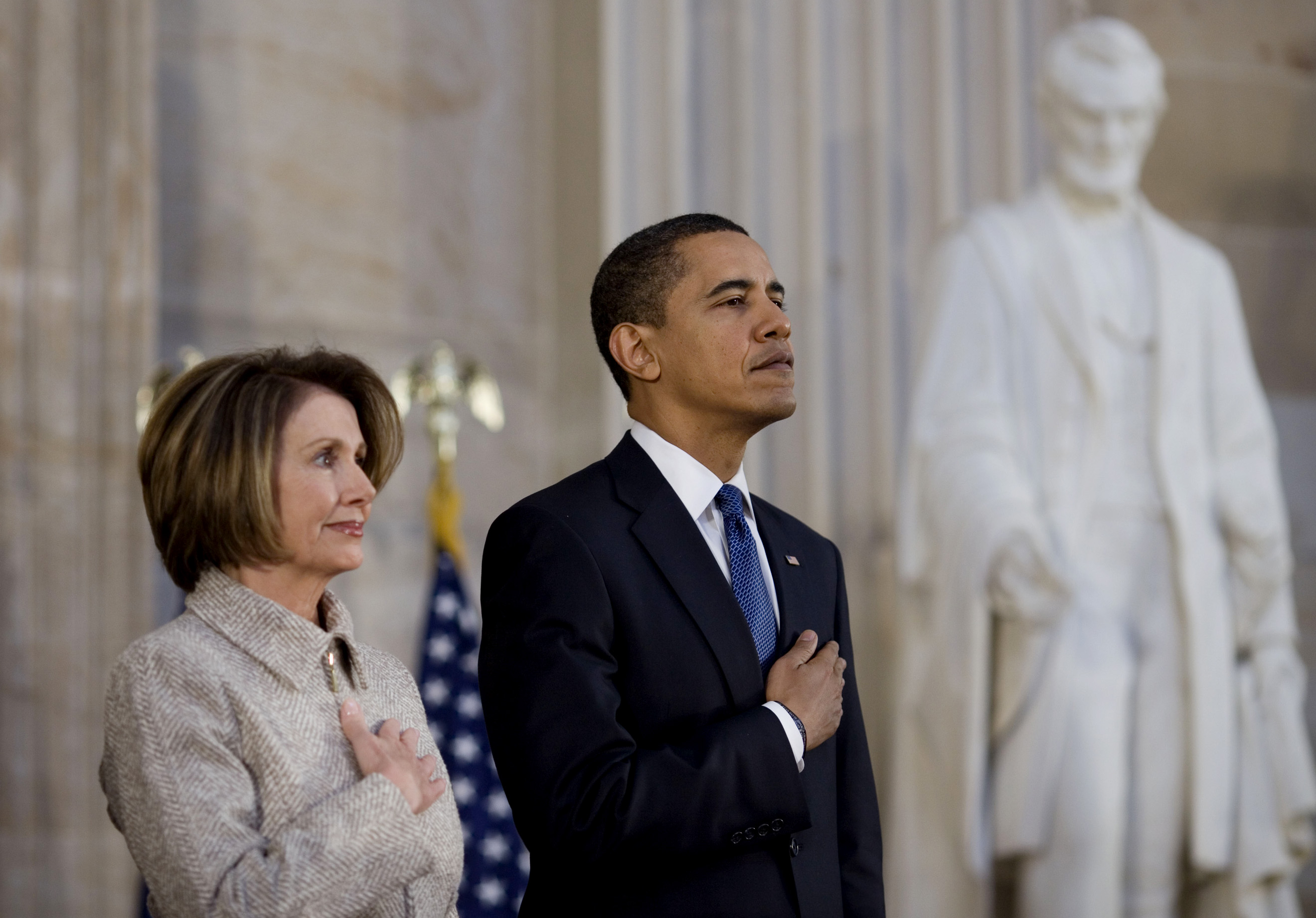
Nancy Pelosi e Barack Obama con, sullo sfondo, la statua di Abraham Lincoln di Vinnie Ream (foto di Pete Souza).

La statua Abraham Lincoln della scultrice Vinnie Ream (1847–1914), collocata nella Rotonda del Campidoglio nel 1871.
La Generale John A. Rawlins dedicata a John Aaron Rawlins, opera dello scultore franco-americano Joseph Alexis Bailly (1823 o 1825–1883) ed inaugurata nel 1874.
La  Brevet Lt. General Winfield Scott, statua equestre dedicata al Comandante generale dell'esercito statunitense Winfield Scott, opera dello scultore Henry Kirke Brown (1814–1886) ed inaugurata nel 1874.

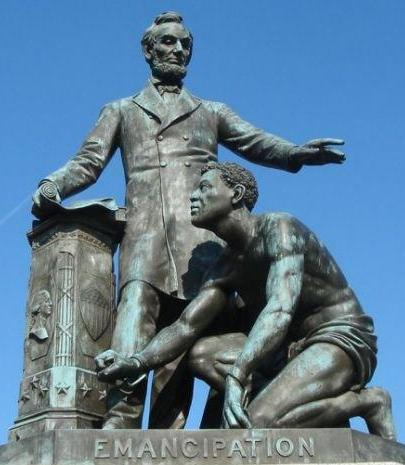
Emancipation Memorial.

L'Emancipation Memorial dell'artista Thomas Ball (1819–1911), del 1876.
La  Major General James B. McPherson dell'italoamericano Louis Thomas Rebisso (1837–1899), dedicato alla memoria dell'eroe di guerra James B. McPherson e risalente al 1876.
Il Peace Monument dello scultore Franklin Simmons (1839–1913,) dedicato ai caduti dell'Union Navy nel 1877.
La Major General George Henry Thomas, statua equestre in onore di George H. Thomas, opera di John Quincy Adams Ward (1830–1910) e risalente al 1879.
La Admiral David G. Farragut dedicata all'ammiraglio David G. Farragut, opera di Vinnie Ream del 1881.

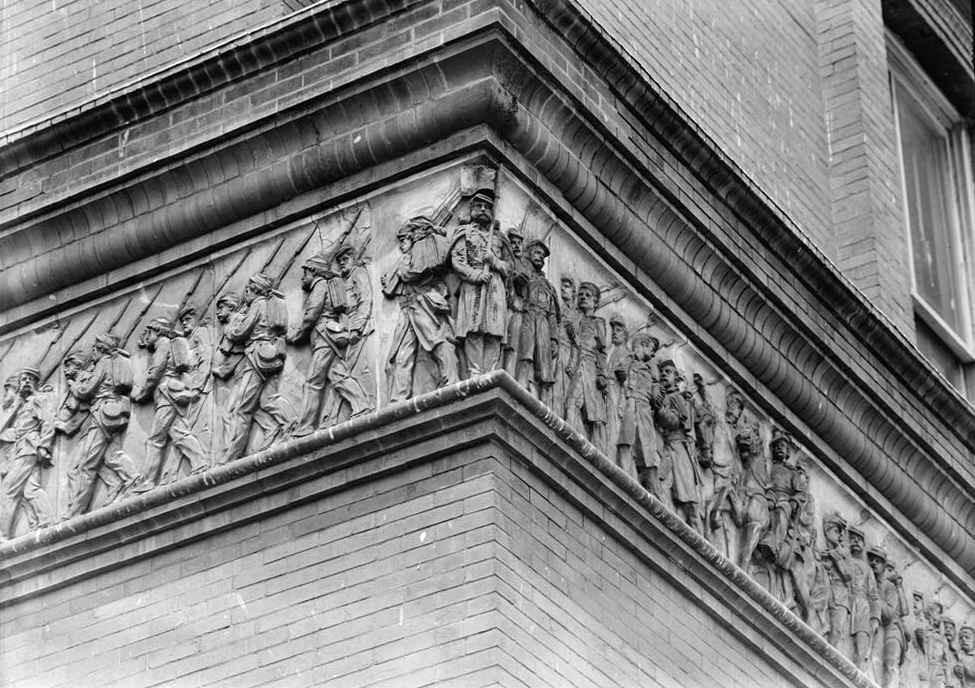
Il fregio del National Building Museum.

Il fregio nell'edificio ospitante il National Building Museum, opera di Caspar Buberl (1834–1899) e risalente al 1887.
Il James A. Garfield Monument dedicato al presidente James A. Garfield, opera di John Quincy Adams Ward ed inaugurata nel 1887.
La General Winfield Scott Hancock, statua equestre dedicata alla memoria di Winfield Scott Hancock, opera dello scultore ornamentale Henry Jackson Ellicott (1847–1901) ed inaugurata nel 1896.
La Major General John A. Logan dedicata al generale e uomo politico John A. Logan, opera di Franklin Simmons ed inaugurata nel 1901.

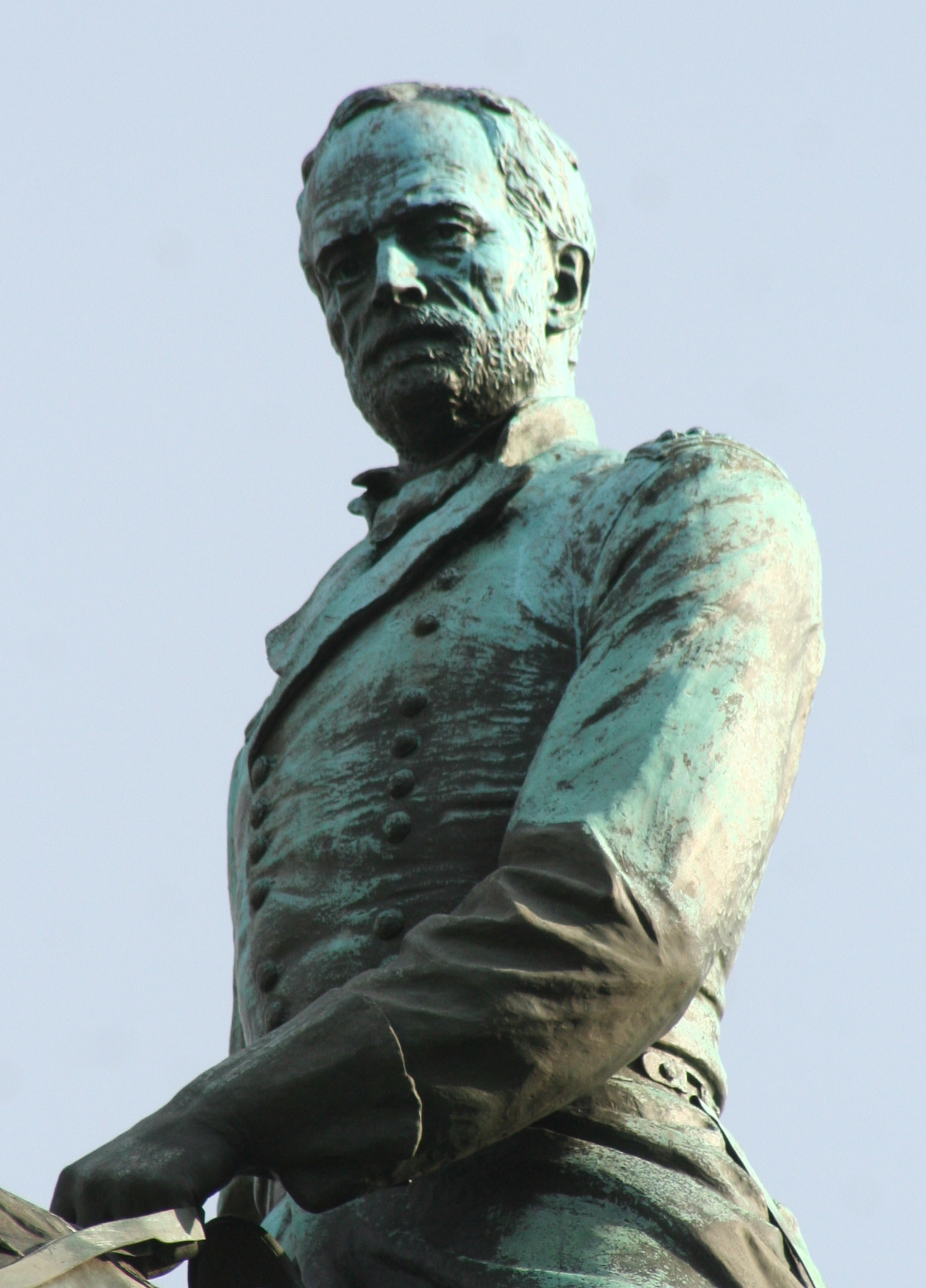
Particolare del General William Tecumseh Sherman Monument.

Il General William Tecumseh Sherman Monument, statua equestre dedicata a William Tecumseh Sherman in bronzo e granito di autori vari, risalente al 1903.
La Major General George B. McClellan dedicata a George McClellan, opera di Frederick William MacMonnies (1863 –1937) risalente al 1907.
La General Philip Sheridan, scultura bronzea dedicata a Philip Henry Sheridan, opera di Gutzon Borglum ed inaugurata nel 1908.
Lo Stephenson Grand Army of the Republic Memorial dello scultore scozzese-statunitense John Massey Rhind (1860–1936), dedicata nel 1909.
La Dupont Circle Fountain, opera di Daniel Chester French e risalente al 1921.
Il Lincoln Memorial, monumento nazionale dedicato al ricordo dl presidente Abraham Lincoln inaugurato nel 1922, opera di Henry Bacon e Daniel Chester French (1850–1931); al cui interno ospita la colossale statua di Abraham Lincoln dello stesso D. C. French, l'iscrizione del Discorso di Gettysburg e quella del secondo discorso inaugurale.

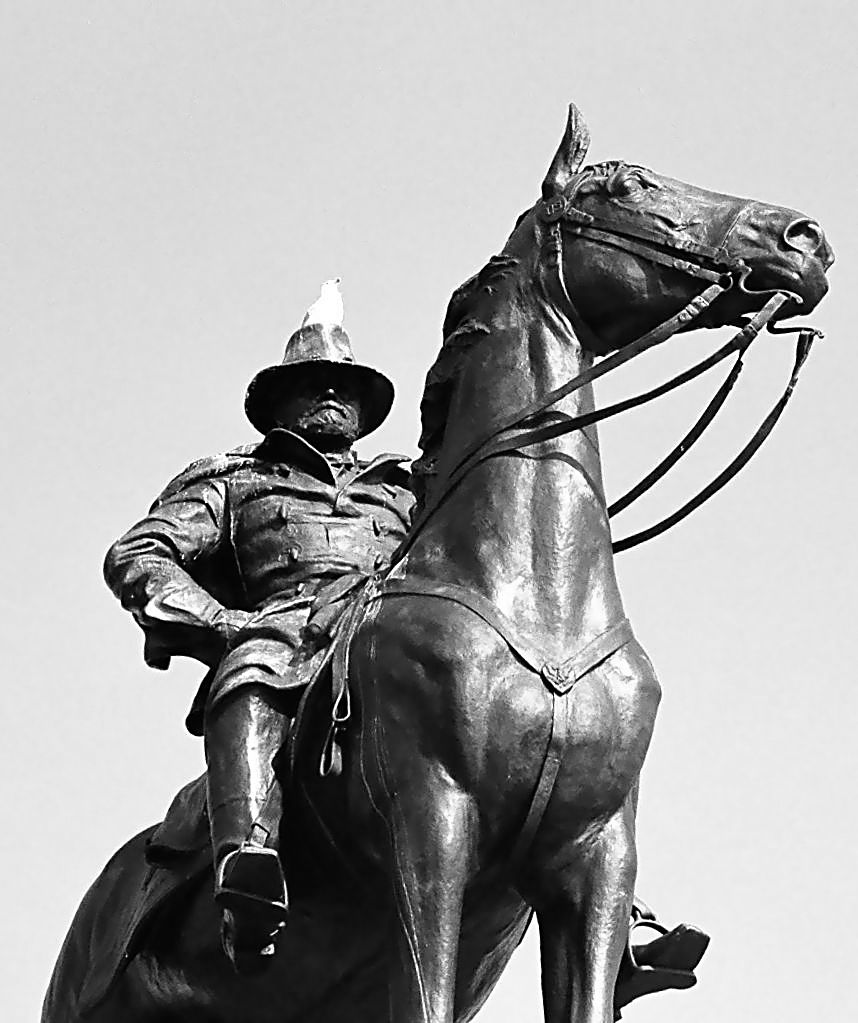
Particolare dell'Ulysses S. Grant Memorial

L'Ulysses S. Grant Memorial, opera dell'artista Henry Shrady  (1871–1922) del 1924.
La Nuns of the Battlefield dello scultore irlandese Jerome Connor (1874–1943) del 1924.
Il George Gordon Meade Memorial dell'artista Charles Grafly (1862–1929), dedicato a George G. Meade e risalente al 1927.
Il Teatro Ford e la Petersen House.
L'African American Civil War Memorial, opera dell'artista afroamericano Ed Hamilton (nato il 14 febbraio 1947) ed inaugurato nel 1997.
La U Street (metropolitana di Washington), che contiene l'African-American Civil War Memorial/Cardozo nel suo sottosuolo.
Il Lincoln Temple United Church of Christ della Chiesa unita di Cristo.

Il President Lincoln and Soldiers’ Home National Monument istituito nel 2000.

Logo dell'archivio online della Biblioteca del Congresso.

## Alabama
- Alabama

La città di Grant (Alabama)

## Alaska
- Alaska

Il Fort Greely, base militare del 1942 dedicata alla memoria del maggior generale Adolphus Greely.

## Arizona
- Arizona

Il Picacho Peak State Park commemora la Battaglia di Picacho Pass, lo scontro della guerra di secessione americana combattuto più ad Ovest; segnala i tre soldati dell'Unione sepolti sul campo e include sia la bandiera degli Stati Uniti d'America che la bandiera degli Stati Confederati d'America.

## Arkansas
- Arkansas

La città di Lincoln.
La Contea di Grant, battezzata nel 1869 in onore del neo-presidente Ulysses S. Grant.

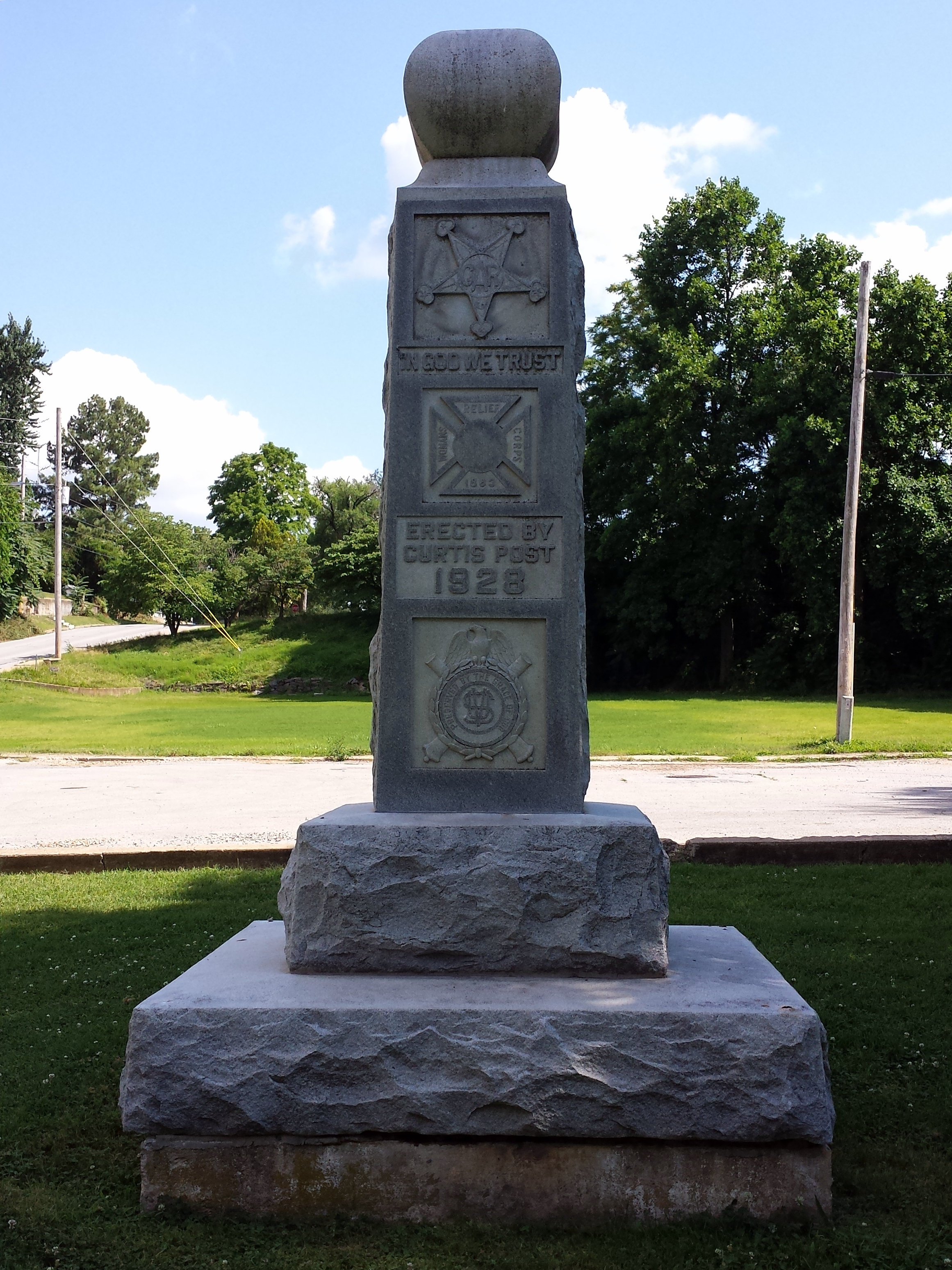
Il "Grand Army of the Republic Memorial" di Siloam Springs.

Il Grand Army of the Republic Memorial a Judsonia, un obelisco circondato da 16 tombe di soldati unionisti, risalente al 1894.
L'Officers Killed/Union Wounded Memorial di Leola, inaugurato nel 2015.

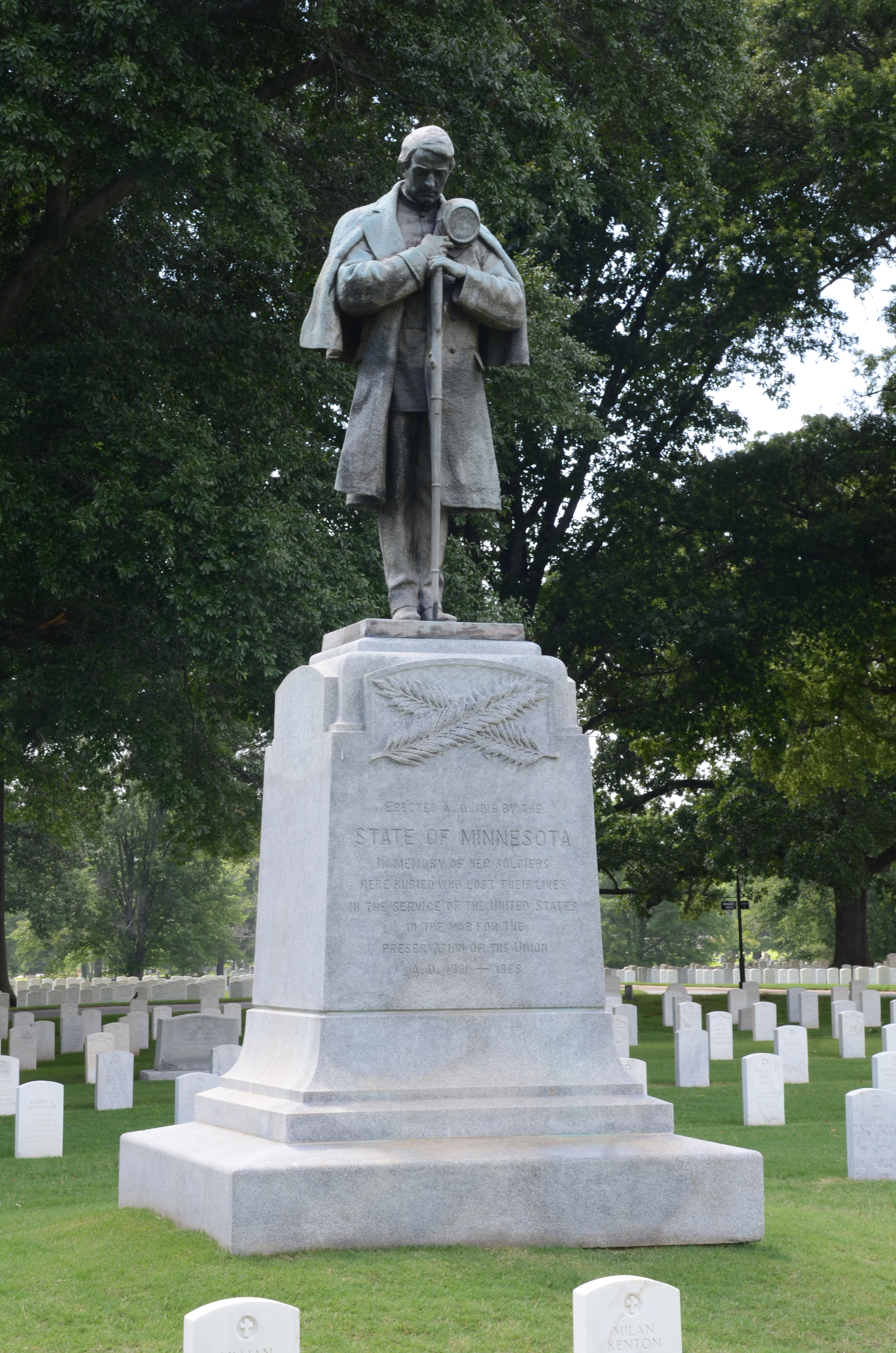
Il "Minnesota Monument" di Little Rock.

Il Minnesota Monument al Little Rock National Cemetery di Little Rock, scultura di John Karl Daniels (1875–1978), parte dei Cimiteri nazionali degli Stati Uniti d'America.
Il Reunited Soldiery Monument del 1889 a Pea Ridge, uno dei primi monumenti collocati sul campo (della battaglia di Pea Ridge) ad onorare sia i soldati dell'Unione che quelli confederati.
Il Prairie Grove Battlefield State Park commemorante la battaglia di Prairie Grove del 7 dicembre 1862, con i memoriali dedicati a James Gillpatrick Blunt (1826–1881), Francis Jay Herron (1837–1902) e John Charles Black (1839–1915).
La località di Sheridan, battezzata in onore di Philip Henry Sheridan durante l'Era della Ricostruzione.
Il Grand Army of the Republic Memorial di Siloam Springs, inaugurato nel 1928.

## California
- California

Il General Grant Grove del parco nazionale di Kings Canyon nella Contea di Fresno e la sequoia gigante "Generale Grant".
La pianta monumentale Generale Sherman nella Foresta gigante all'interno del Parco nazionale di Sequoia.
La Lincoln Elementary School di Newark.
La Lincoln Elementary School di Oakland.

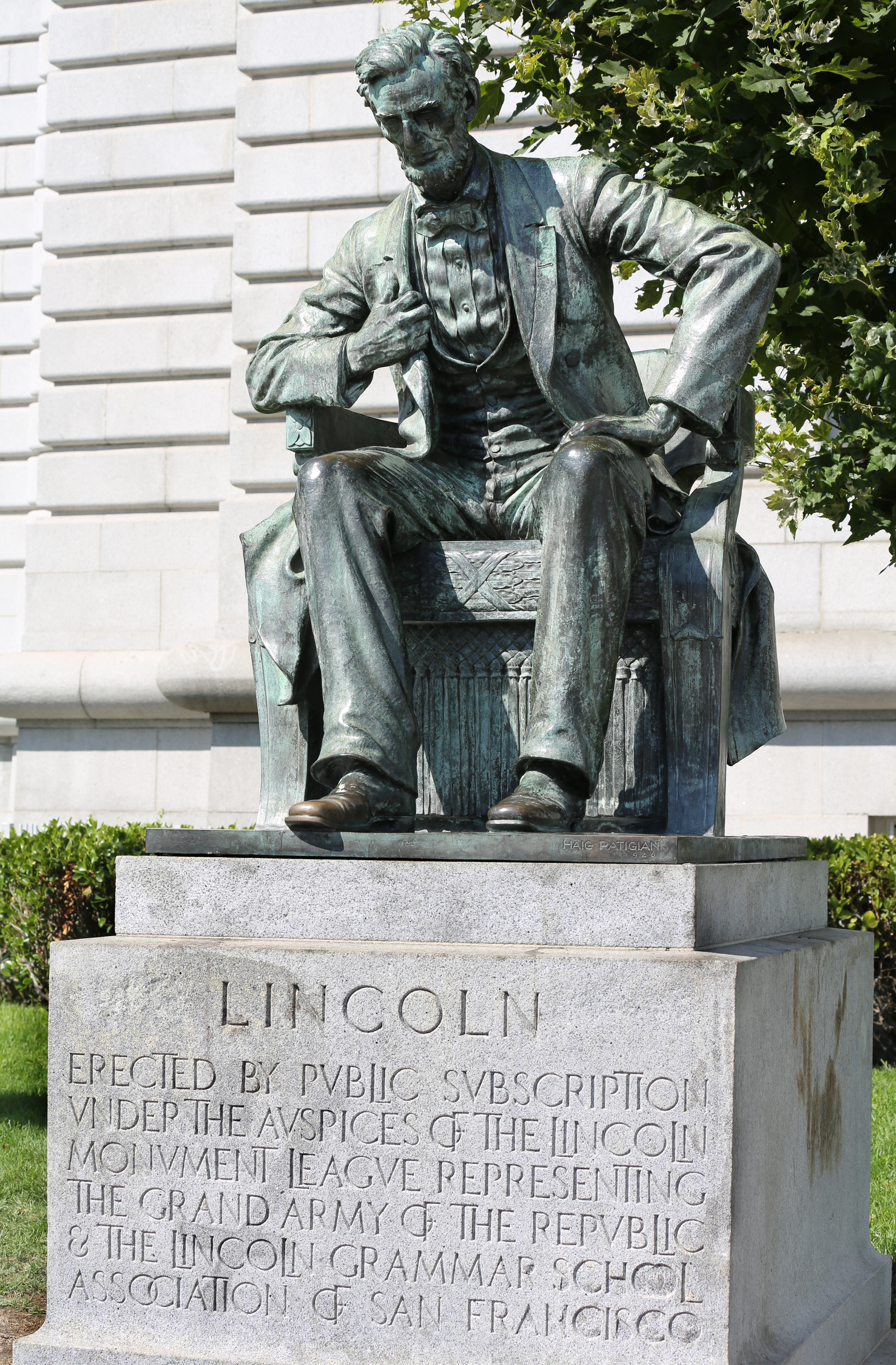
Il "Lincoln Memorial" di San Francisco.

La Abraham Lincoln High School di Los Angeles, istituto d'istruzione secondaria fondato nel 1878.
L'U.S. Grant Hotel di San Diego (1910).
La Lincoln Law School di San Jose (1919)
La Abraham Lincoln High School di San Francisco (1940).
La Abraham Lincoln High School di San Jose (1942).
La Grant High School di Los Angeles (1959).
La Lincoln Law School di Sacramento (1969).
La Lincoln University di Oakland.

## Carolina del Nord
- Carolina del Nord

La Lincoln Academy di Kings Mountain, istituto scolastico primario e secondario fondato nel 1886.

## Colorado
- Colorado

Il Fort Logan National Cemetery di Denver risalente al 1889 e battezzato in onore del generale John A. Logan. Chiuso nel 1960.
La Contea di Garfield, battezzata in onore dell'ex presidente James A. Garfield nel 1833.

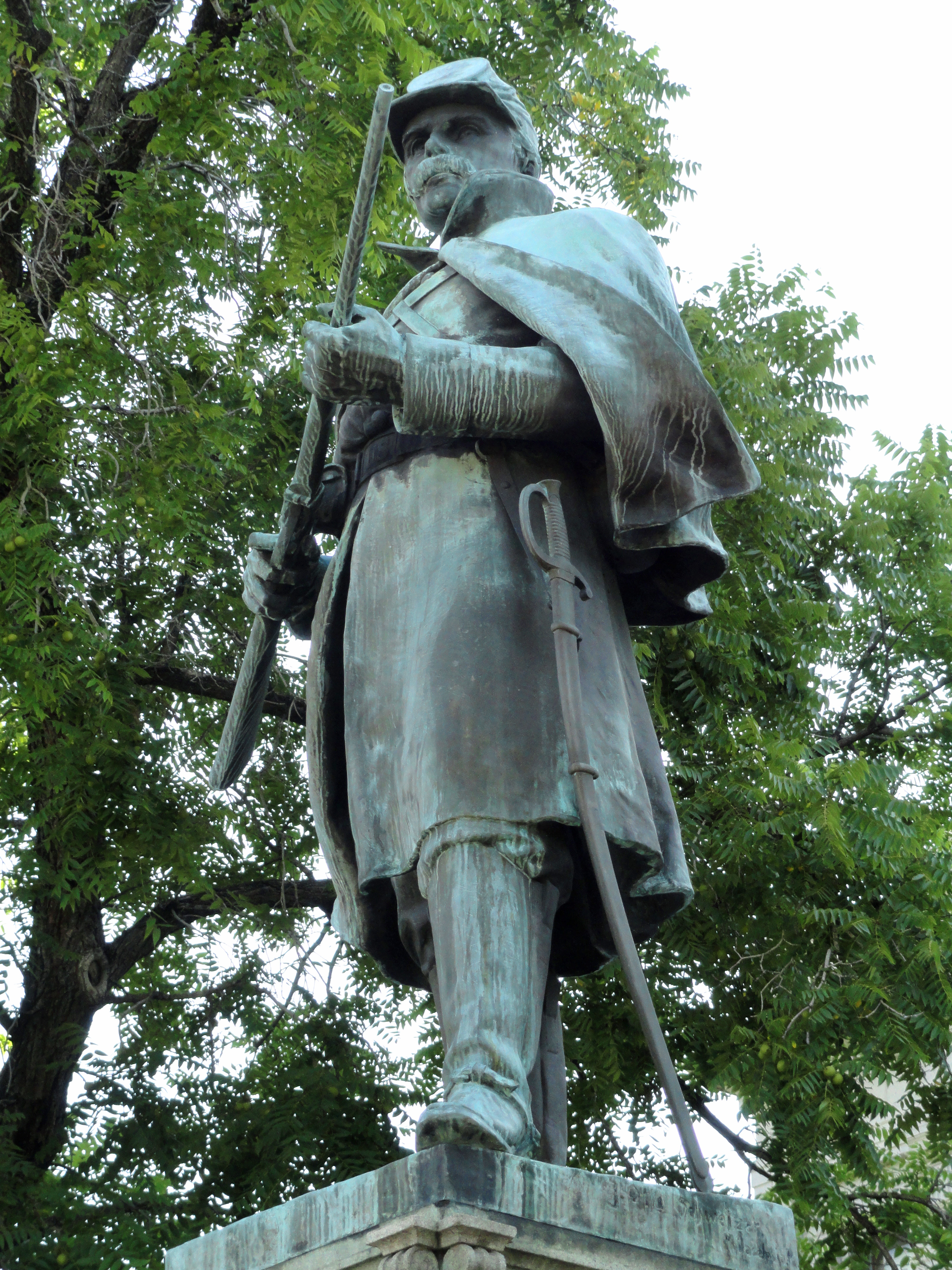
Particolare del Soldier's Monument di Jakob Otto Schweizer.

Il Soldier's Monument situato nel Campidoglio di Denver, opera dello scultore svizzero-americano Jakob Otto Schweizer (1863–1955) ed inaugurato nel 1909.
La Abraham Lincoln High School di Denver (1959).

## Connecticut
- Connecticut

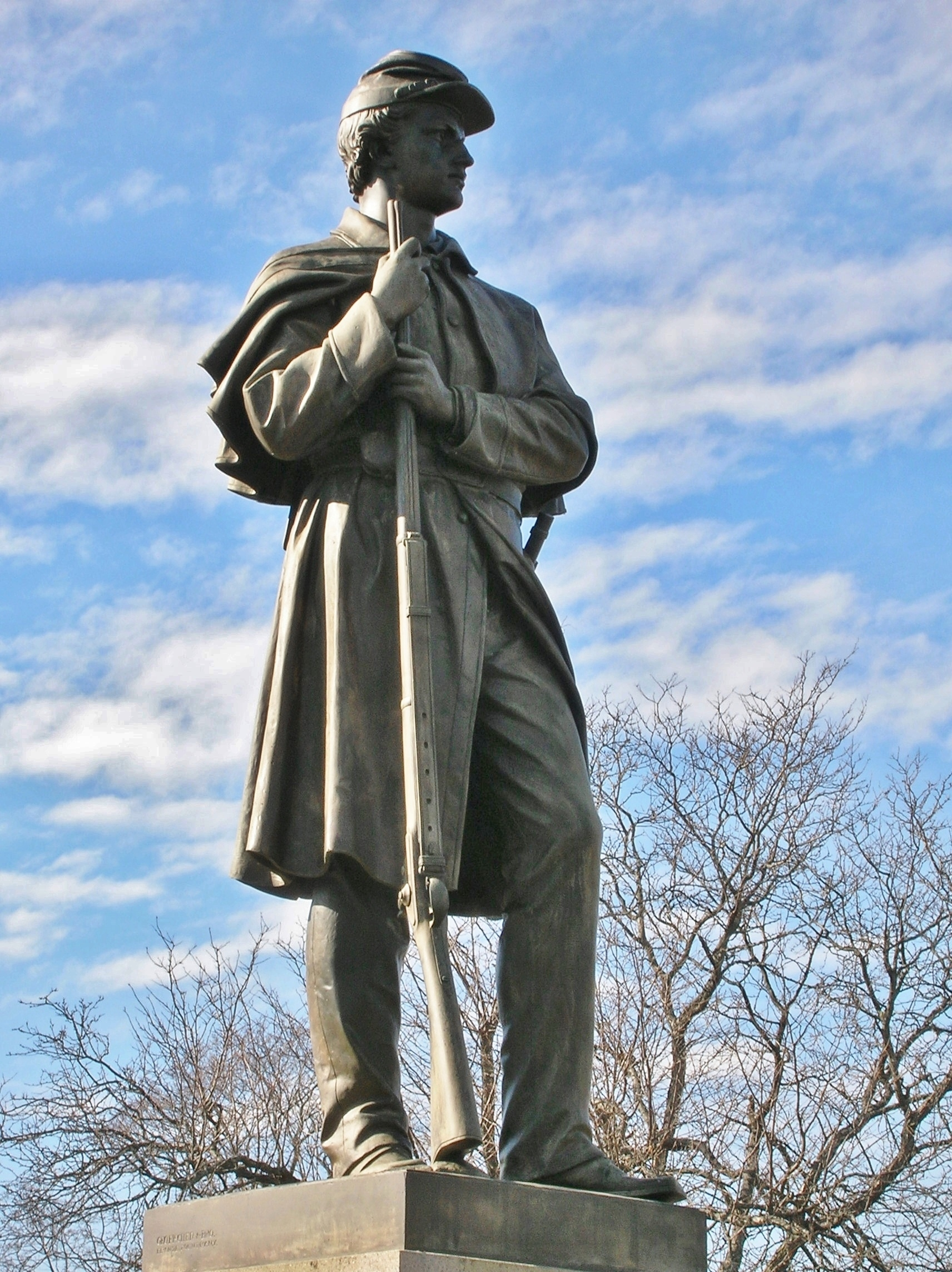
Il Civil War Soldier Monument di Carl Conrads a Manchester (1876)

Il Soldiers' Monument a Bristol, inaugurato nel 1865 e dedicato ai caduti della Battaglia di Antietam, della Battaglia di Fredericksburg, della battaglia di Fort Wagner e della battaglia di Irish Bend; contiene inoltre anche una lista di soldati unionisti che combatterono alla battaglia di Gettysburg e alla battaglia di New Bern.
Il medaglione dedicato al governatore del Connecticut Joseph Roswell Hawley (1826–1905)e situato nel Campidoglio di Hartford, opera dello scultore Herbert Adams datata 1878.
Il Soldiers and Sailors Memorial Arch di Hartford, commissionato all'architetto George Keller (1842–1935) e completato nel 1886.
Il Lincoln College of Technology a East Windsor.

Il Lincoln College of New England a Southington, fondato nel 1966.

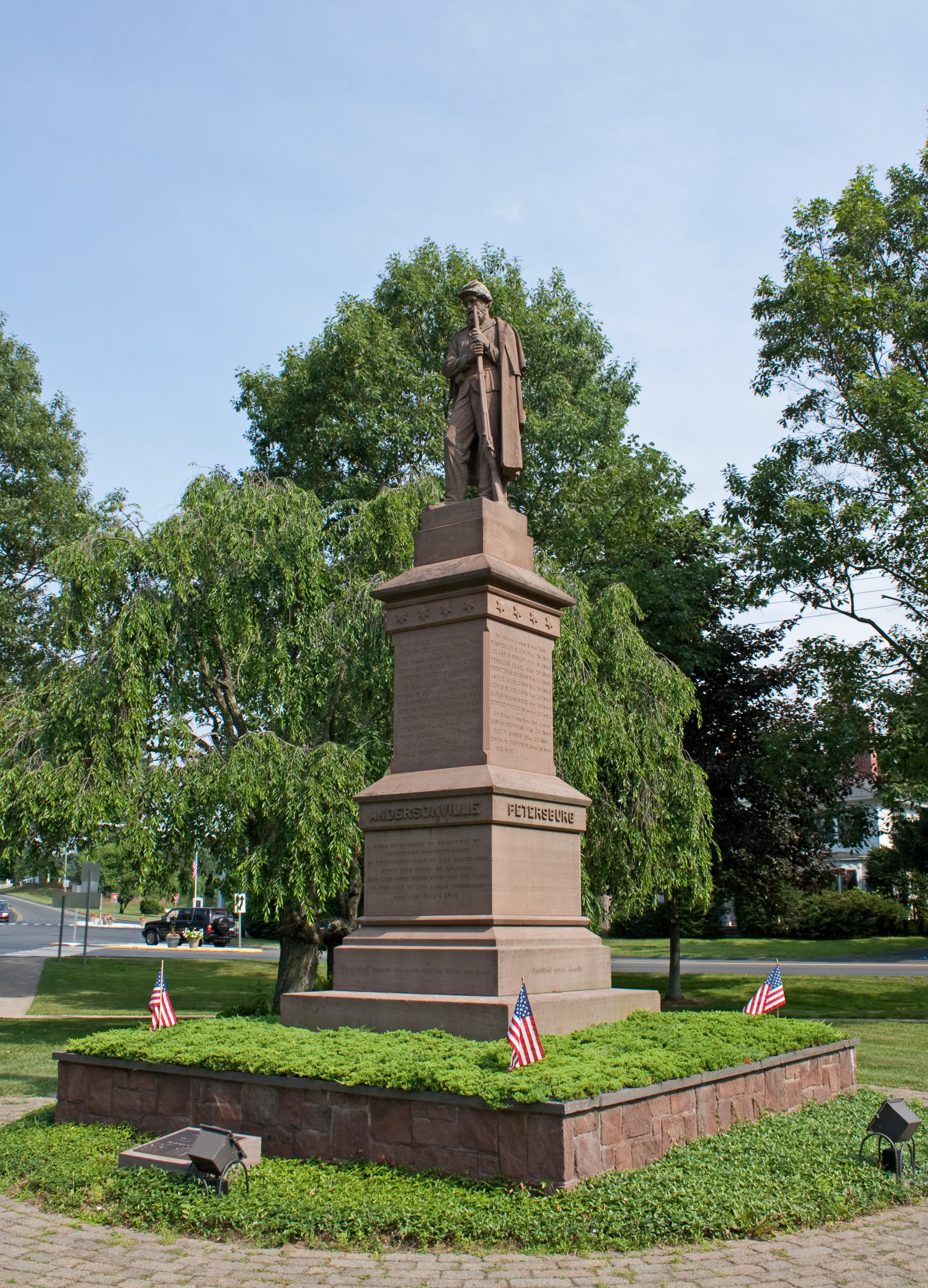
Soldiers' Monument a Granby (Connecticut)
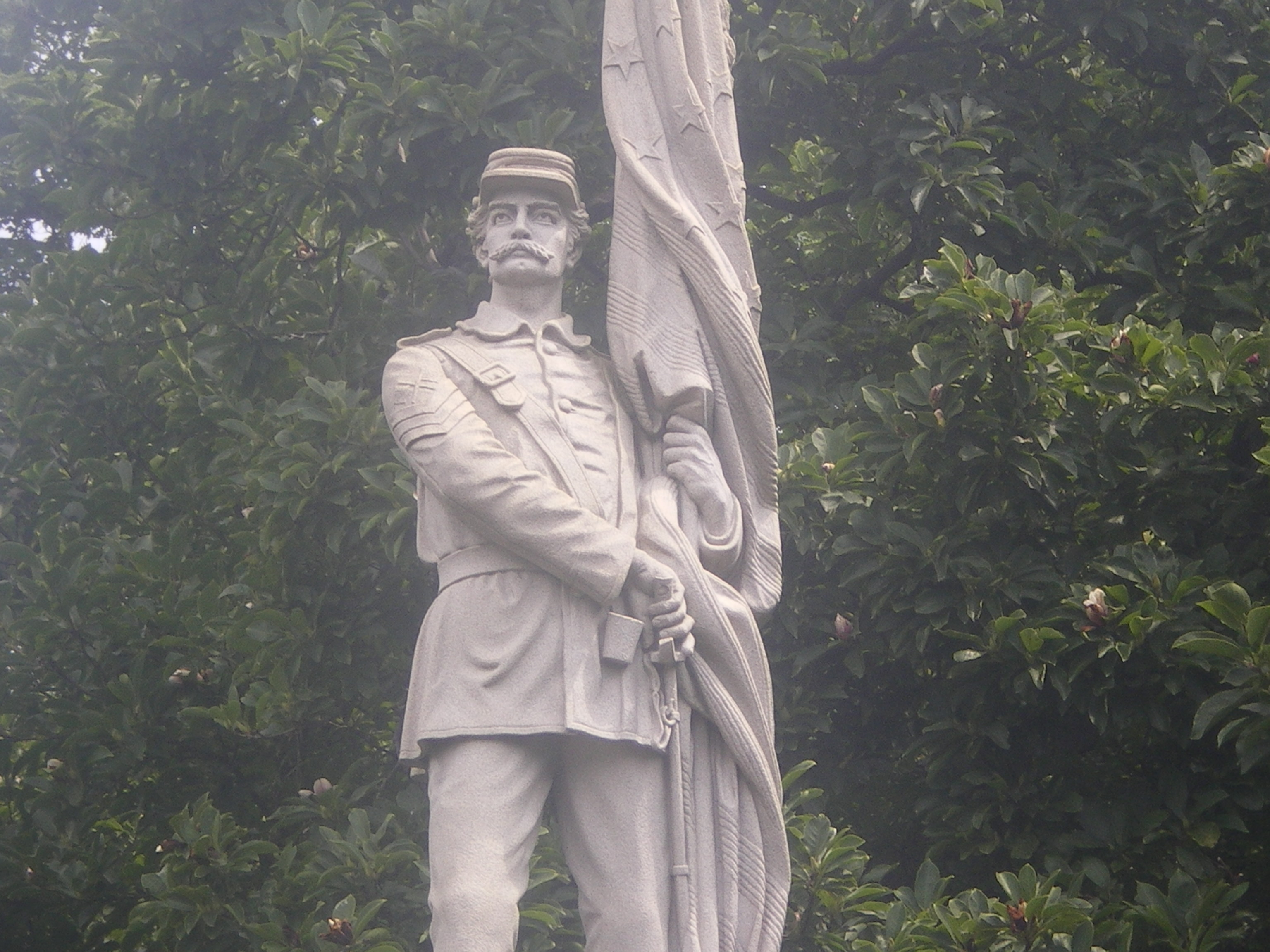
Civil War Memorial a Greenwich (Connecticut)
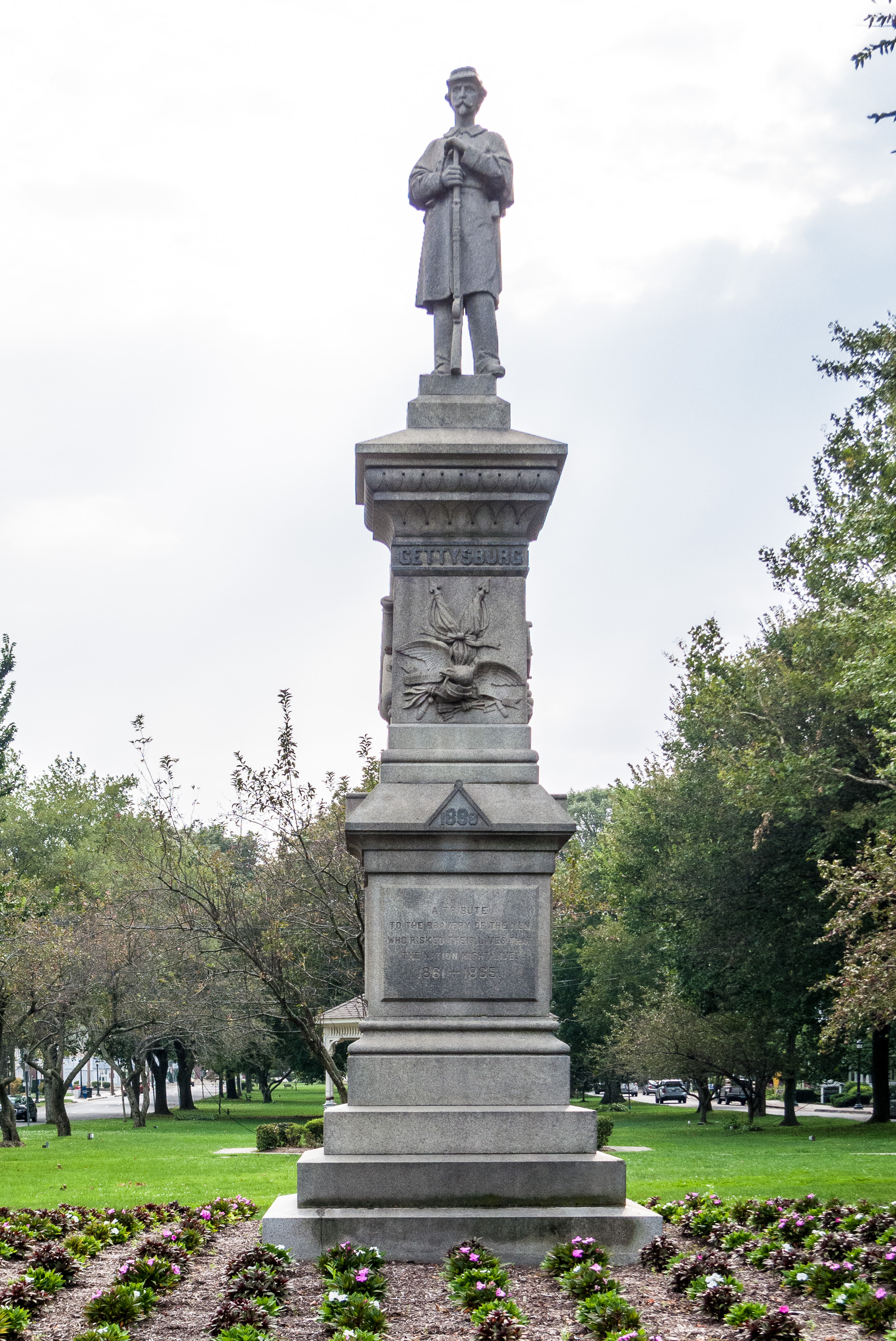
Soldiers and Sailors Monument a Milford (Connecticut)
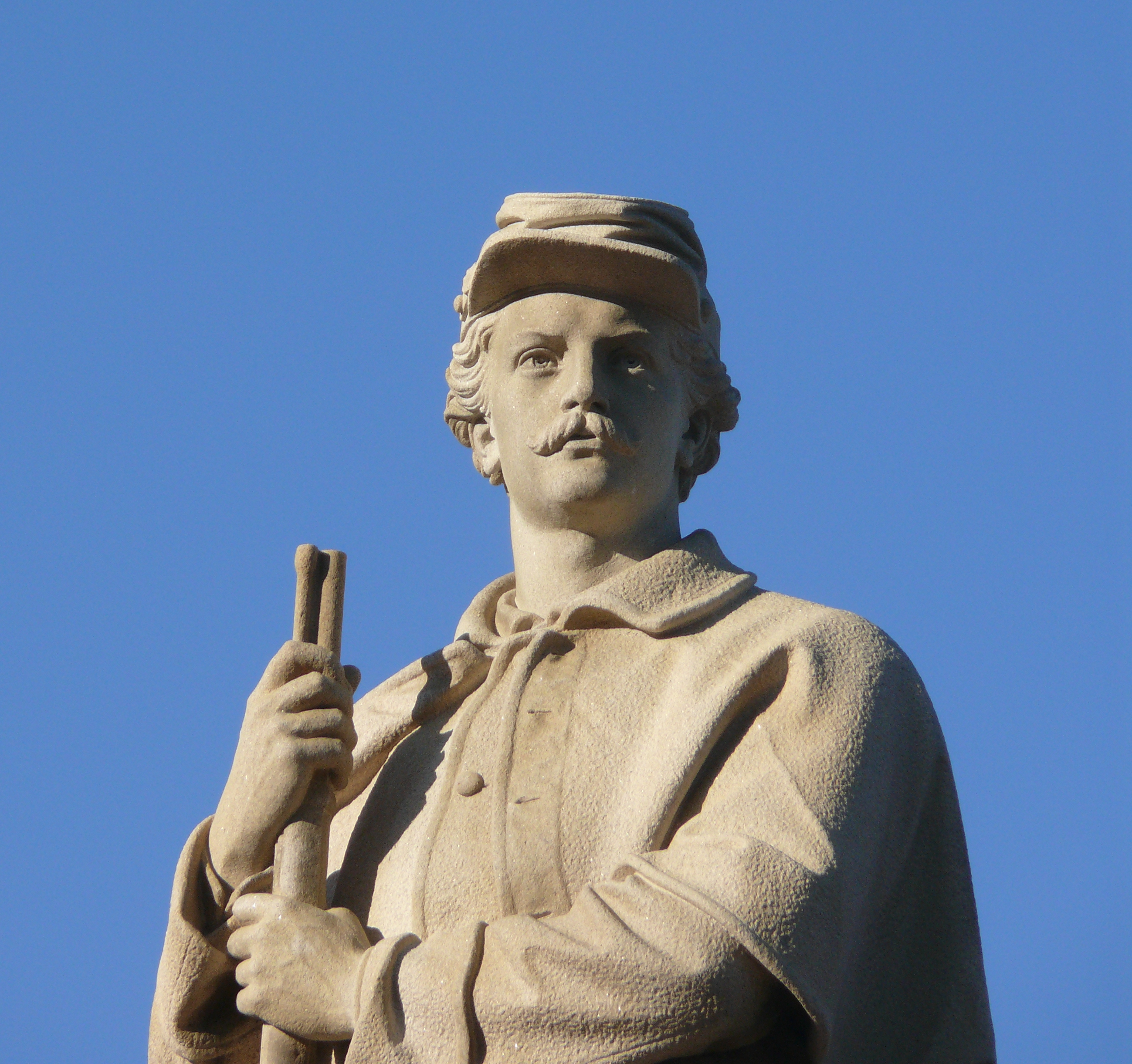
Soldiers' Monument a Mystic (Connecticut)
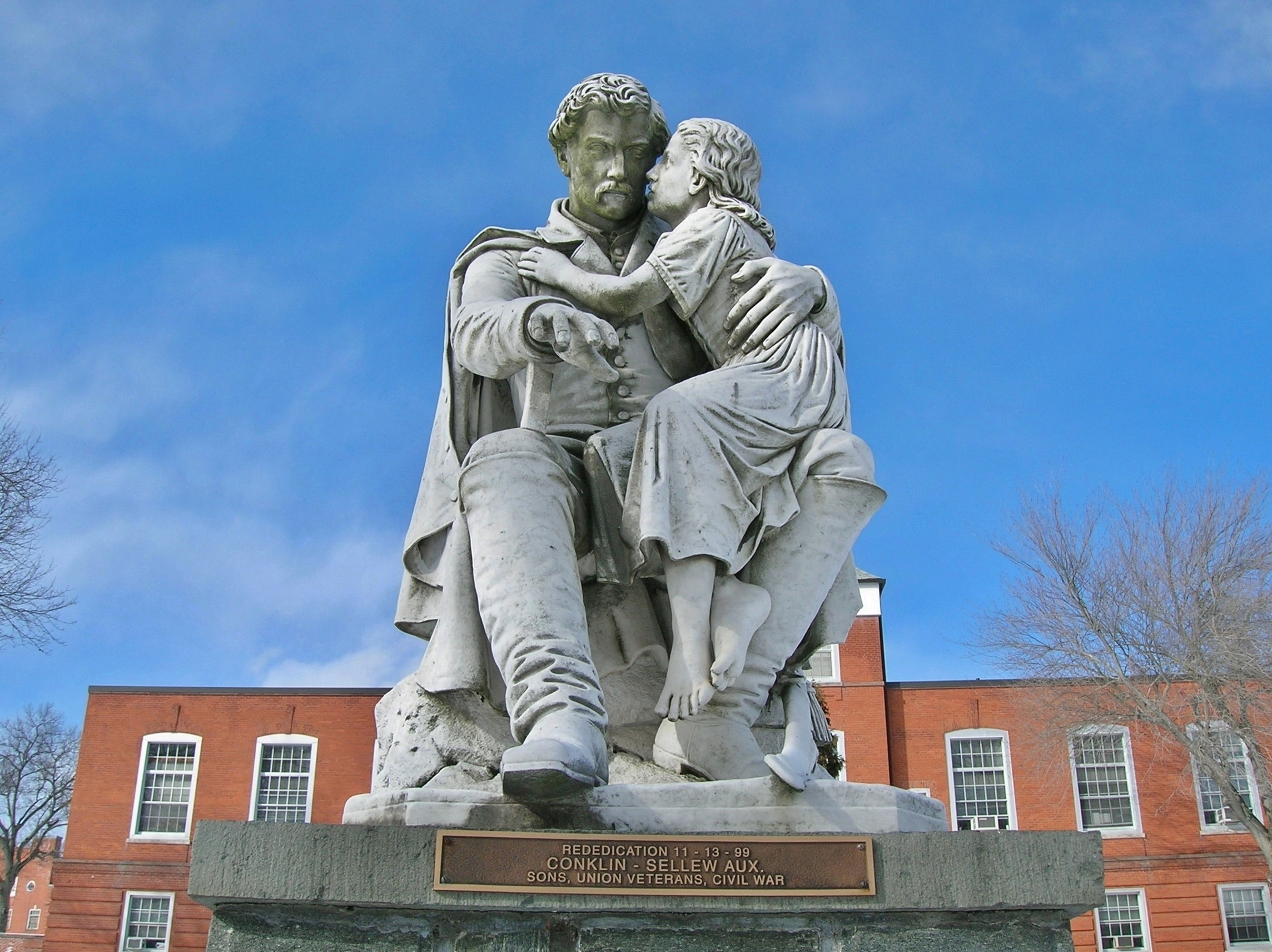
Returned Soldier Monument di Larkin Goldsmith Mead, Jr. a Rocky Hill (Connecticut)
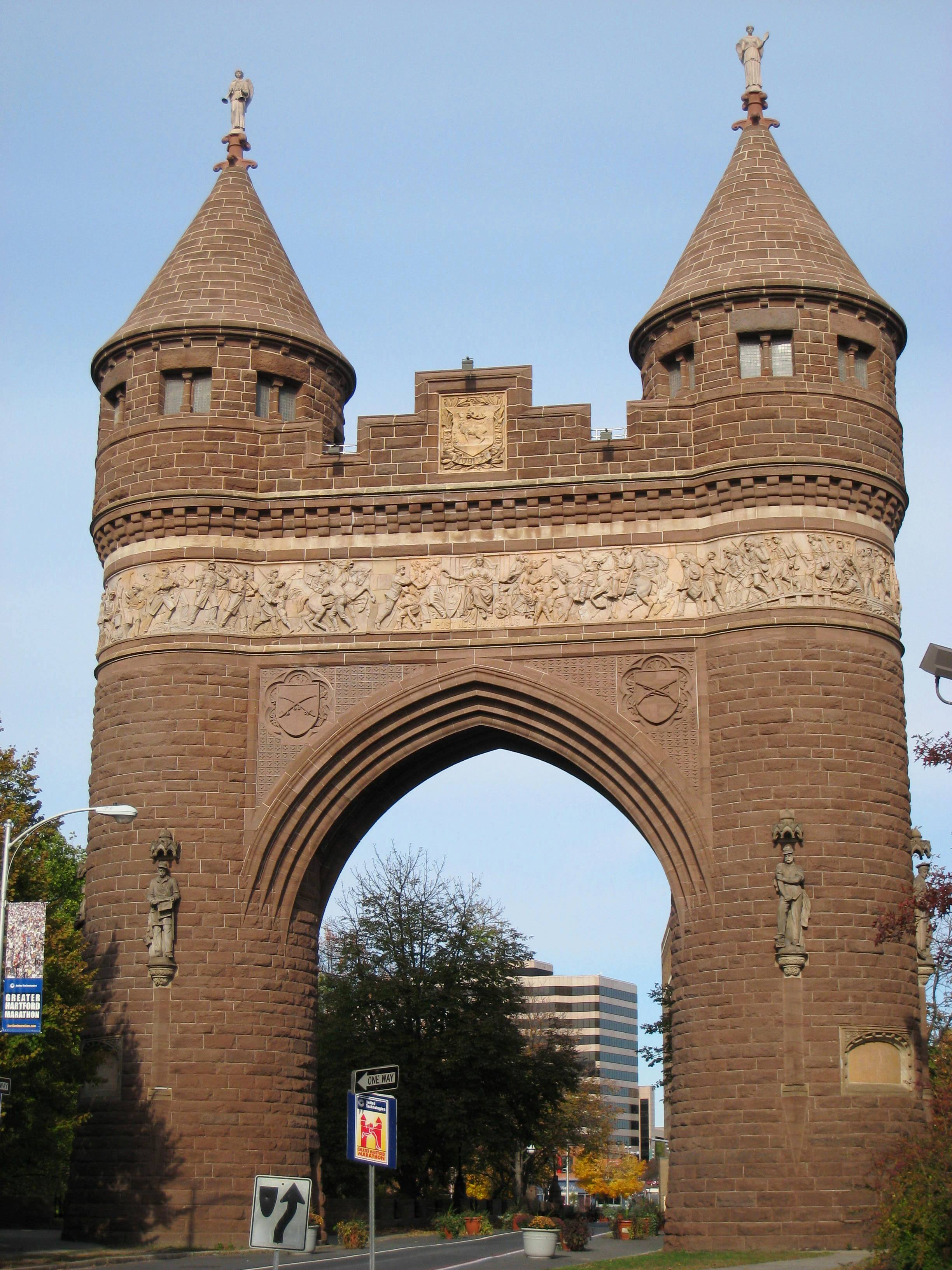
Soldiers and Sailors Memorial Arch ad Hartford

## Dakota del Nord
- Dakota del Nord

La contea di Grant
La città di Lincoln, fondata nel 1977.

## Dakota del Sud
- Dakota del Sud

La contea di Grant

## Delaware
- Delaware

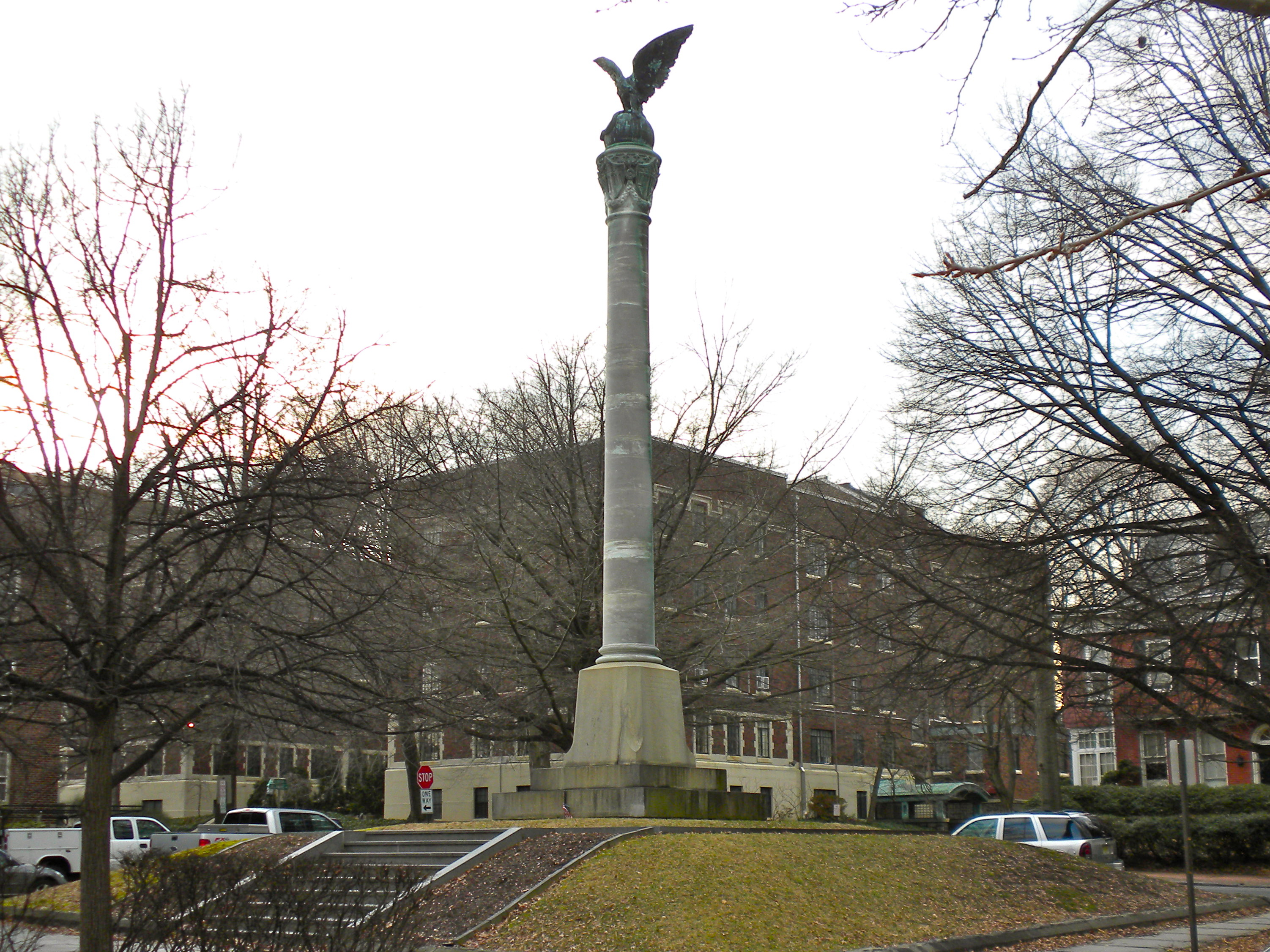
Il Soldiers and Sailors Monument di Wilmington (Delaware).

Il Soldiers and Sailors Monument eretto nel 1871 a Wilmington.
La Rear Admiral Samuel Francis Du Pont dedicata all'ammiraglio Samuel Francis Du Pont (1803–1865), originariamente eretta nel Dupont Circle di Washington nel 1884 e successivamente trasferita nel Rockford Park di Wilmington a partire dal 1920.
Il Fort DuPont State Park a Delaware City
La General Alfred Thomas Archimedes Torbert, statua dedicata a Alfred Thomas Archimedes Torbert (1833–1880) a Milford (Delaware) ed eretta nel 2008.

## Florida
- Florida

L'obelisco di Clinton Square nel Bayview Park a Key West, risalente al 1866.

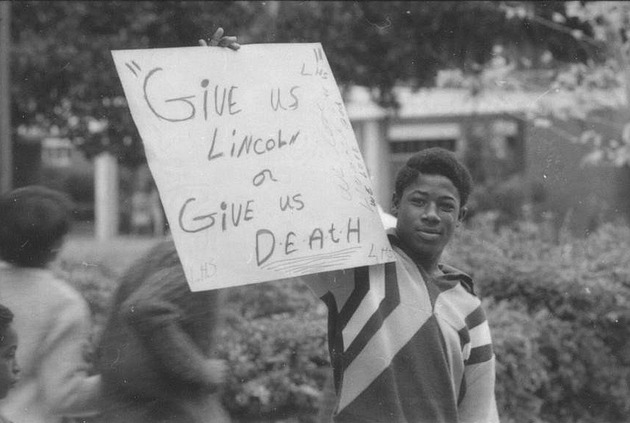
Uno studente della Lincoln High School di Gainesville (Florida) nel 1968: "Dacci Lincoln o dacci la morte".

La Lincoln High School di Gainesville, risalente al 1866 ed una delle prime istituzioni scolastiche create appositamente per gli afroamericani.
La Old Lincoln High School risalente al 1869 e la Lincoln High School di Tallahassee fondata nel 1975.
L'Union Soldier's Memorial all'Evergreen Cemetery di Jacksonville, eretto nel 1891.
L'Union Monument nel Greenwood Cemetery di Saint Petersburg, eretto nel 1900.

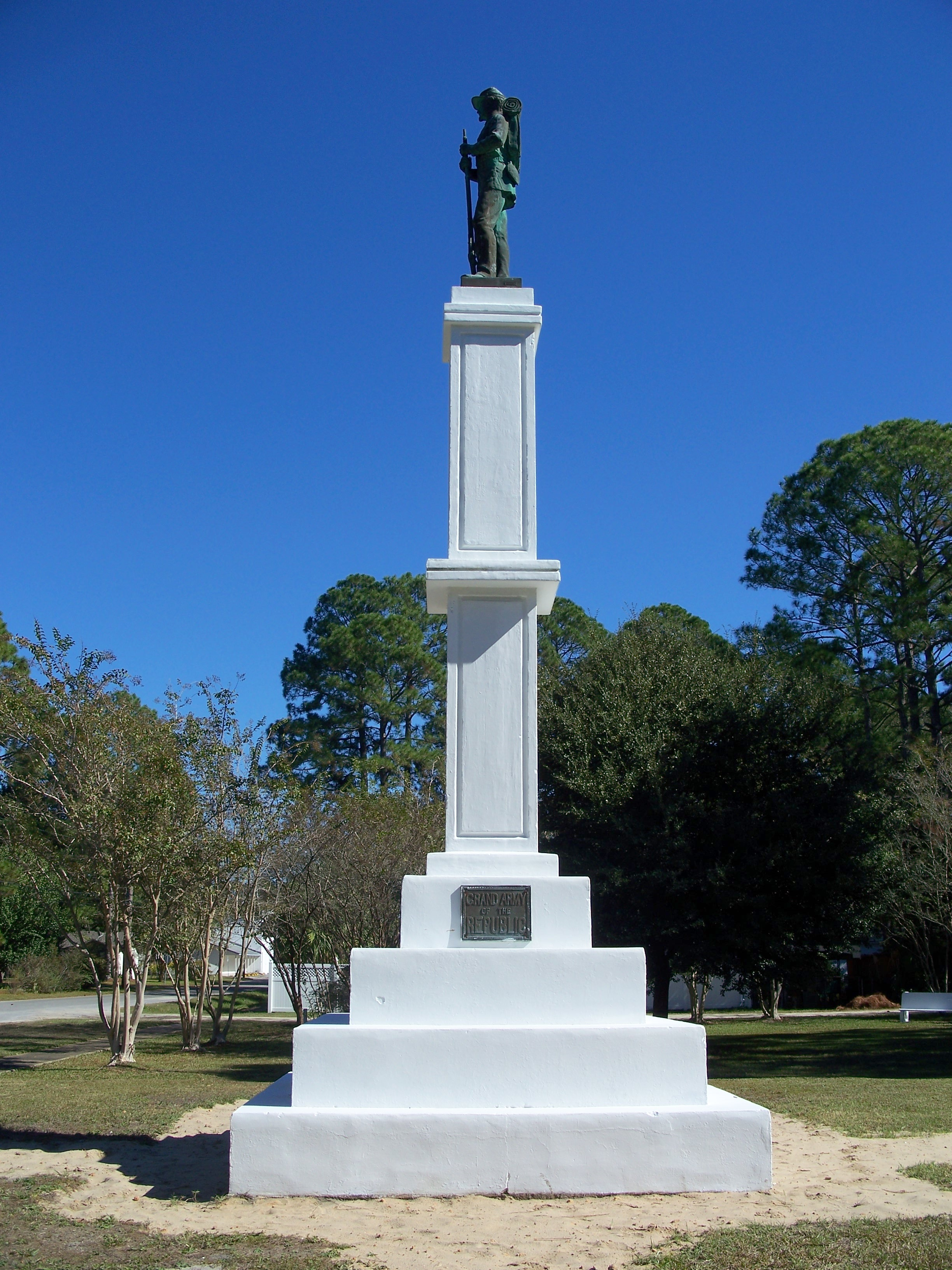
LUnion Soldier monument a Lynn Haven.

Il Monument Park a Lynn Haven, dedicato nel 1920.
Il Grand Army of the Republic (G.A.R.) Memorial nel Woodlawn Cemetery a Miami, dedicato nel 1939.
Il G.A.R. Monument nel Greenwood Cemetery a Orlando.
Il Daughter of Union Veterans Monument dell'Oaklawn Cemetery e In Memory of Our Union Veterans a Tampa.
Il G.A.R. Monument nel Veterans Park a St. Cloud, inaugurato nel 2000.
L'Unknown Soldiers Monument del Mount Peace Cemetery a St. Cloud.
Il 2nd Regiment Infantry, U.S. Colored Troops Monument nel Centennial Park di Fort Myers, dedicato nel 2000.
Il Forgotten Soldier Memorial in onore dei soldati afroamericani situato nel Bayview Park di Key West ed inaugurato nel 2016.
La città di Grant-Valkaria

## Illinois

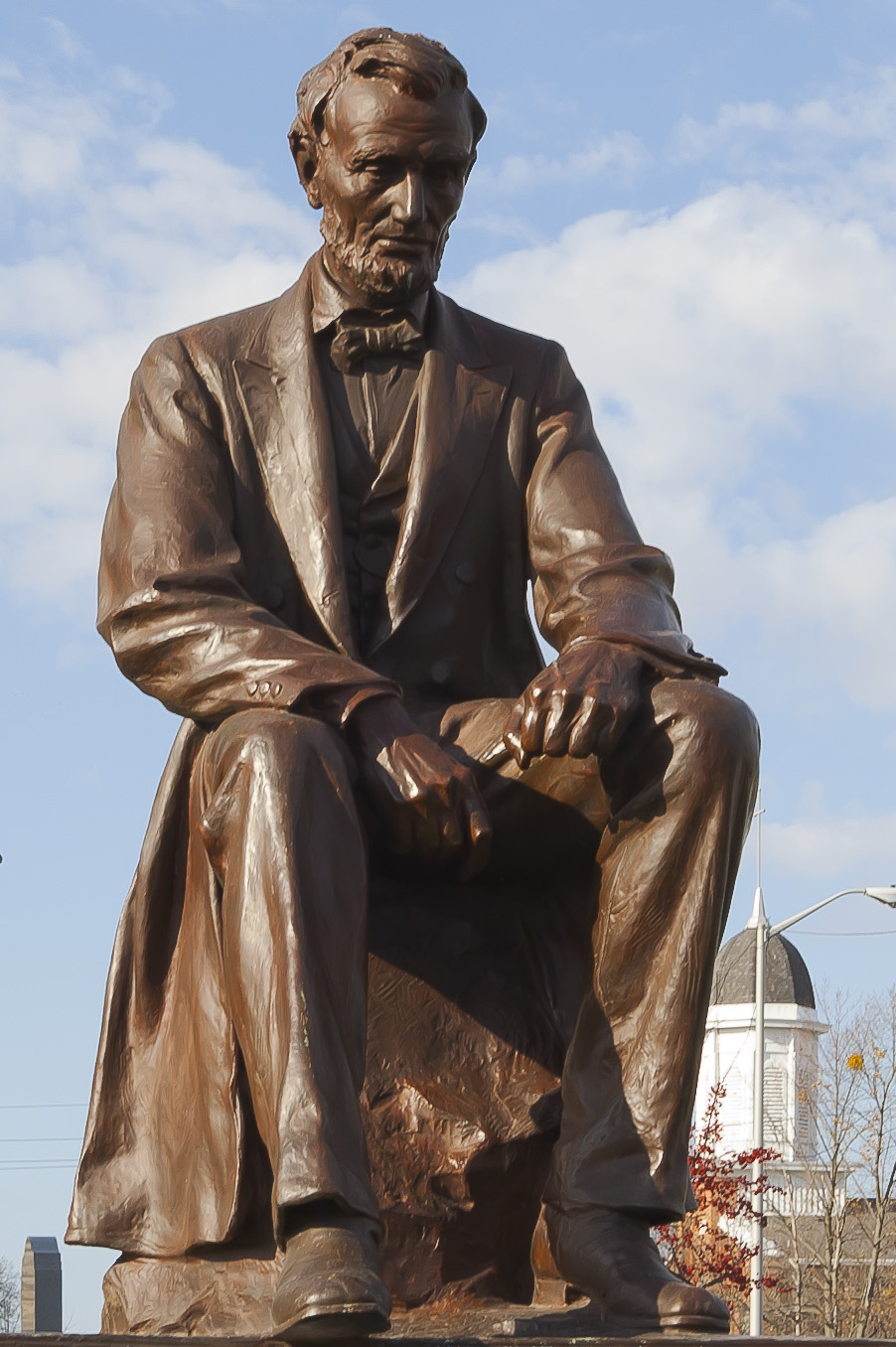
Il Lincoln Monument (Wabash).

- Illinois

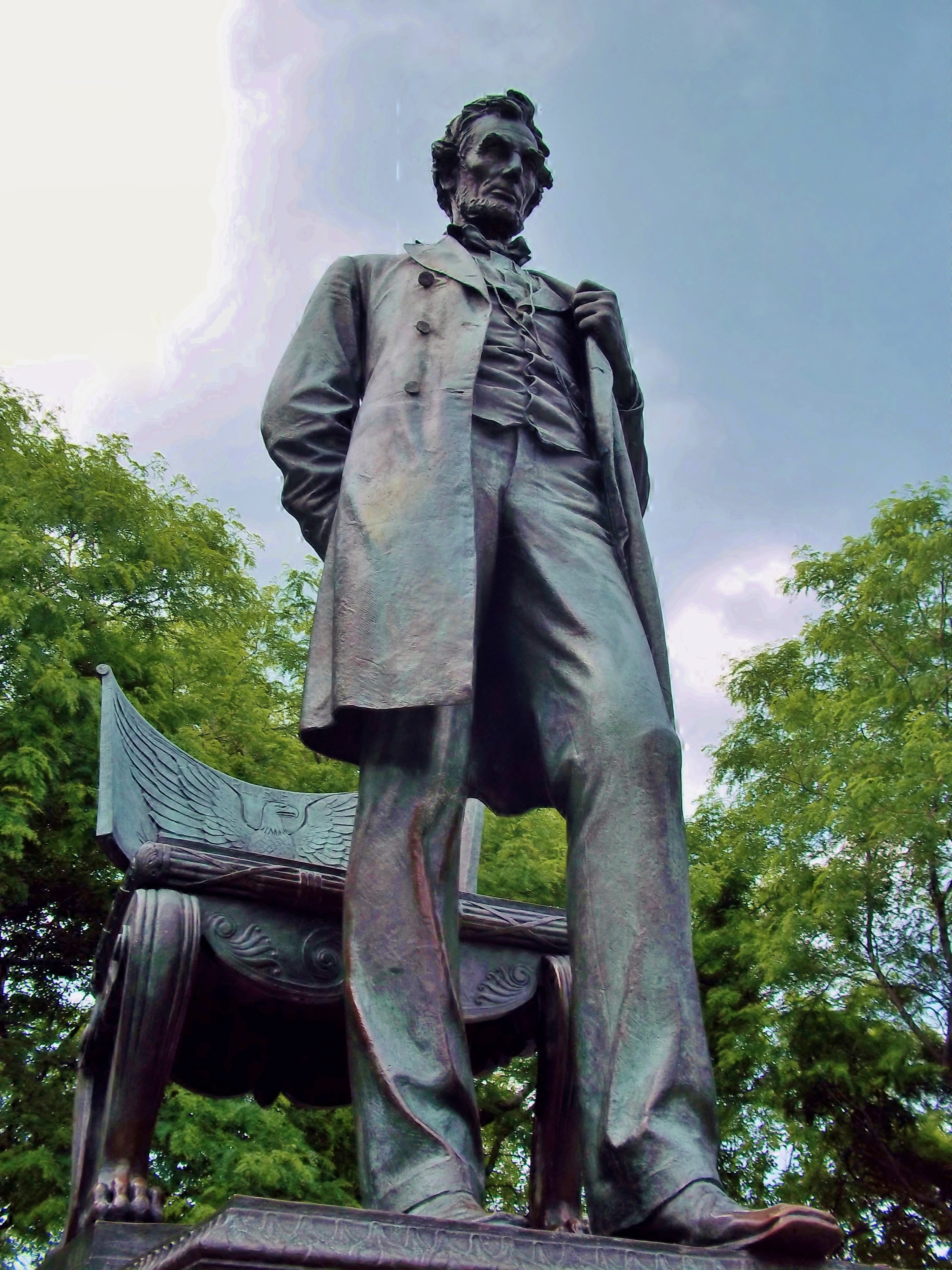
Abraham Lincoln: The Man al Lincoln Park di Chicago, opera di Augustus Saint-Gaudens del 1887.

Il Lincoln College a Lincoln, istituzione scolastica privata fondata nel 1865 (quando il presidente era ancora vivo).
La Tomba Lincoln nell'Oak Ridge Cemetery di Springfield (Illinois).
Il Soldiers' Monument di Freeport (Illinois), risalente al 1871.
Lo Sheridan Reserve Center nella Contea di Lake e risalente al 1888, dedicato al Comandante generale dell'esercito statunitense Philip Henry Sheridan; fortezza chiusa nel 1993.

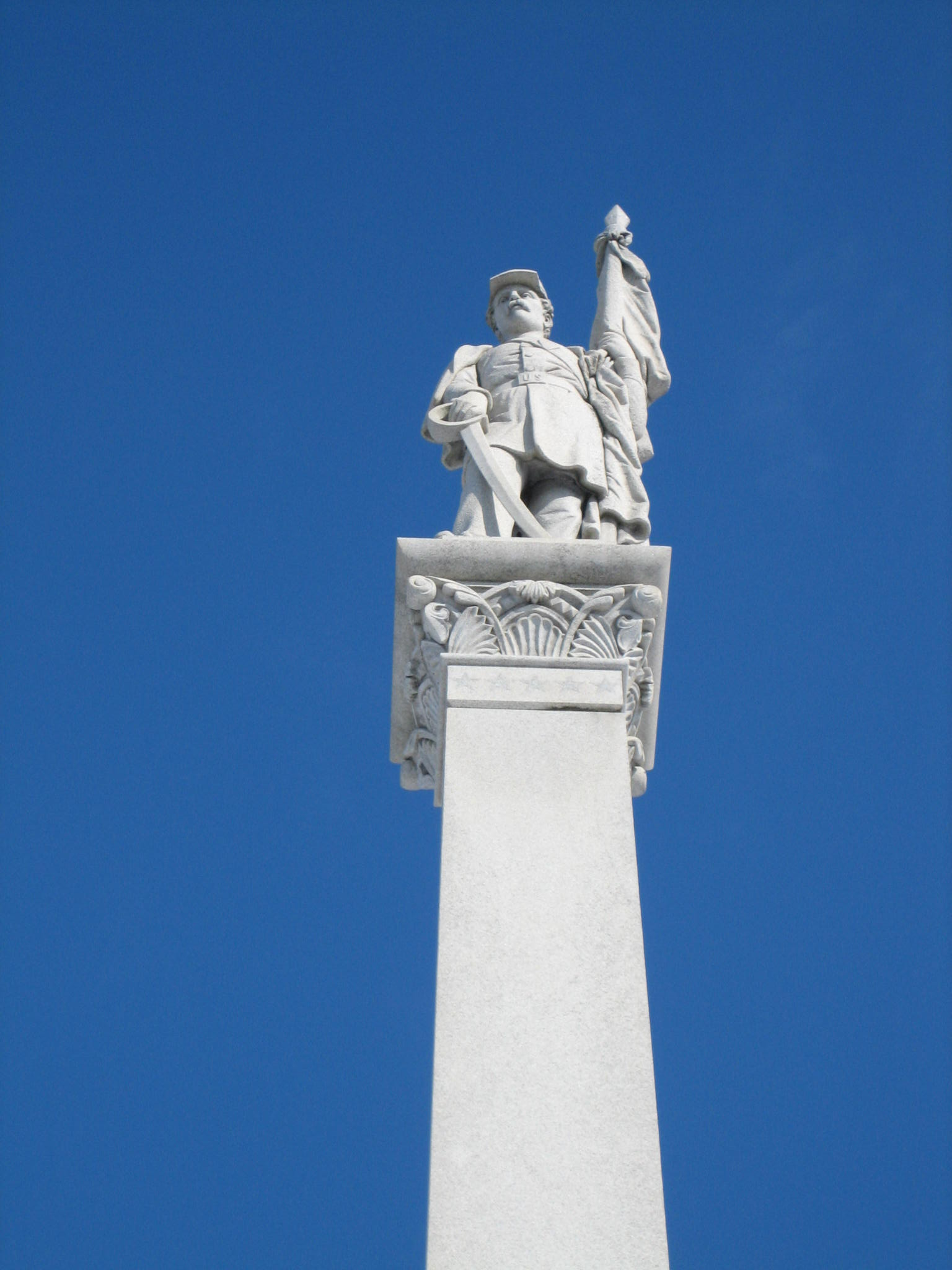
La figura del soldato sulla cima della colonna del Civil War Memorial a Sycamore (Illinois).

Il Civil War Memorial di Sycamore, del 1896.
Il General John A. Logan Monument di Augustus Saint-Gaudens e Alexander Phimister Proctor (1860 o 1862–1950), statua equestre nel Grant Park di Chicago risalente al 1897.
La statua Abraham Lincoln: The Head of State nel Grant Park di Chicago, opera di Augustus Saint-Gaudens completata nel 1908.
The Soldiers' Monument a Oregon, scultura bronzea opera di Lorado Taft e risalente al 1916.
Il villaggio di Lincoln's New Salem nella Contea di Menard, istituito ed aperto al pubblico nel 1921.
La General Philip Henry Sheridan a Chicago, statua equestre opera dello scultore Gutzon Borglum inaugurata nel 1923.

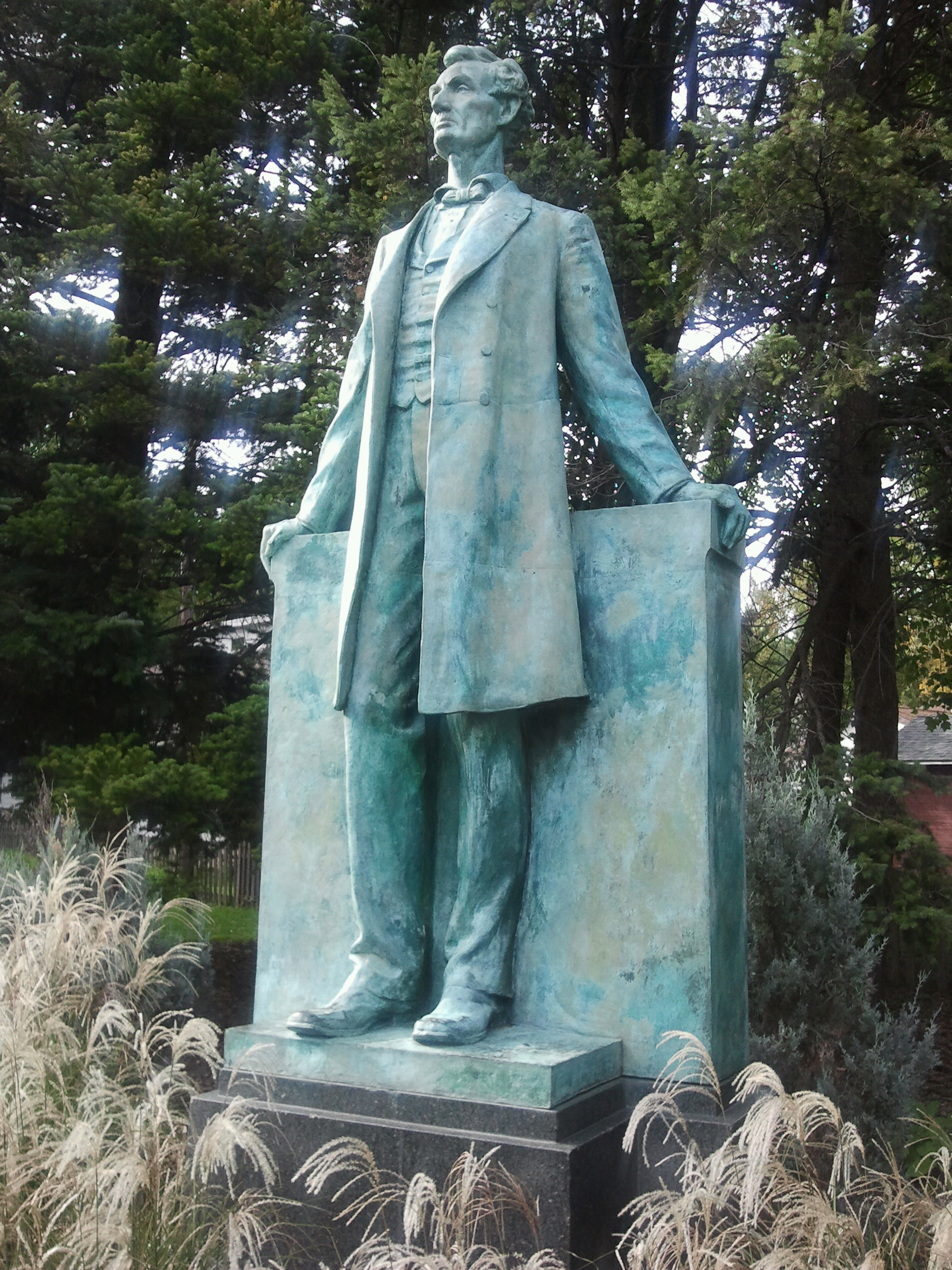
Lincoln the Lawyer.

La statua Lincoln the Lawyer di Urbana, opera dello scultore Lorado Taft completata nel 1927.
Il Lincoln Monument di Dixon, opera dello scultore Leonard Crunelle (1872–1944) inaugurata nel 1930.
Il Lincoln Trail Homestead State Memorial nella Contea di Macon, istituito nel 1938.
The Lincoln Academy of Illinois, organizzazione non a scopo di lucro istituita dal governatore dell'Illinois Otto Kerner (1908–1976) nel 1964.
Il Lincoln Land Community College a Springfield, fondato nel 1967.
Il Lincoln Home National Historic Site di Springfield.
Il villaggio di Grant Park.
Il Lincoln Log Cabin State Historic Site tra Charleston e Lerna.
La Abraham Lincoln Presidential Library and Museum di Springfield.
La statua The Chicago Lincoln.

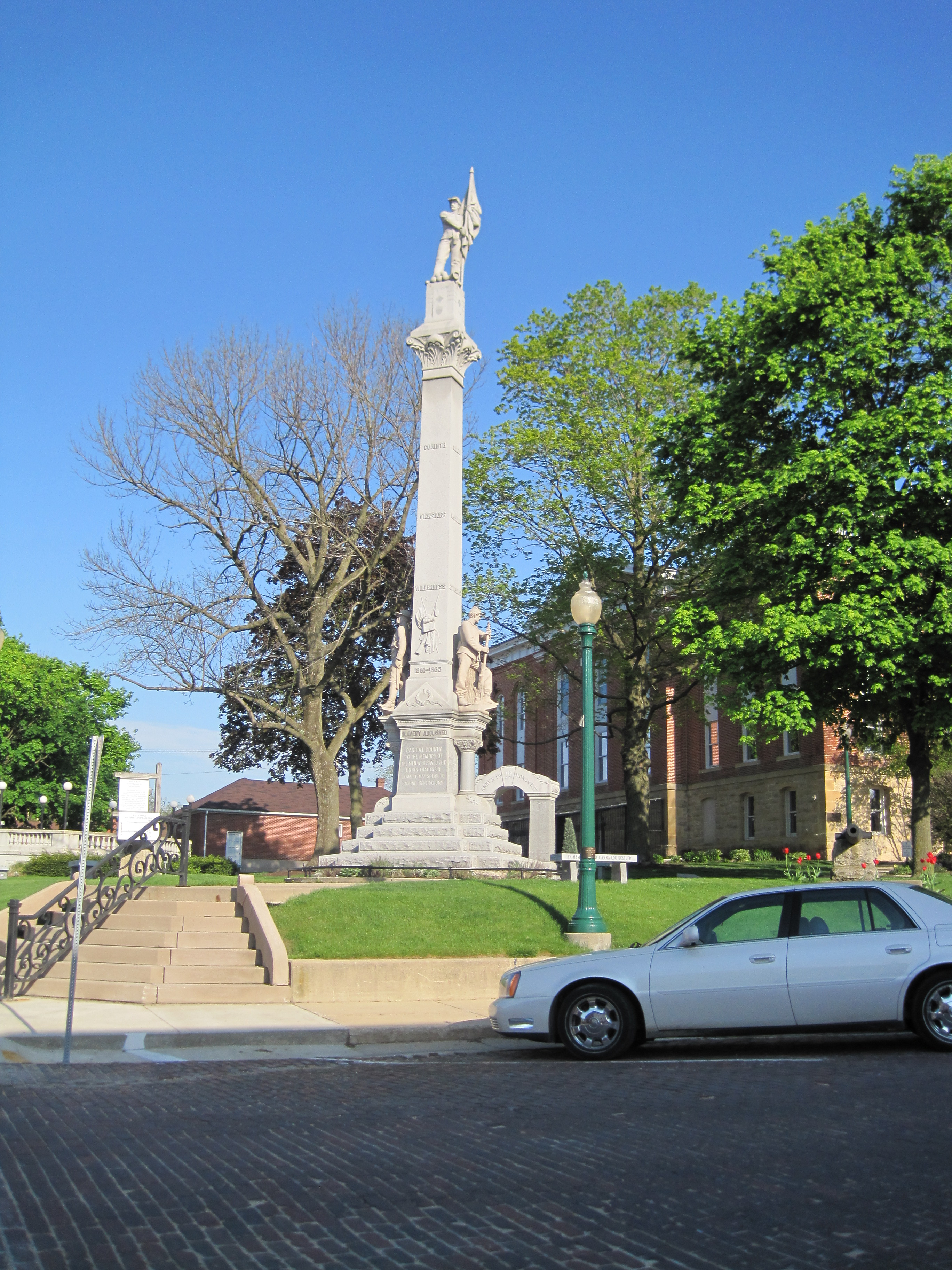
Mount Carroll
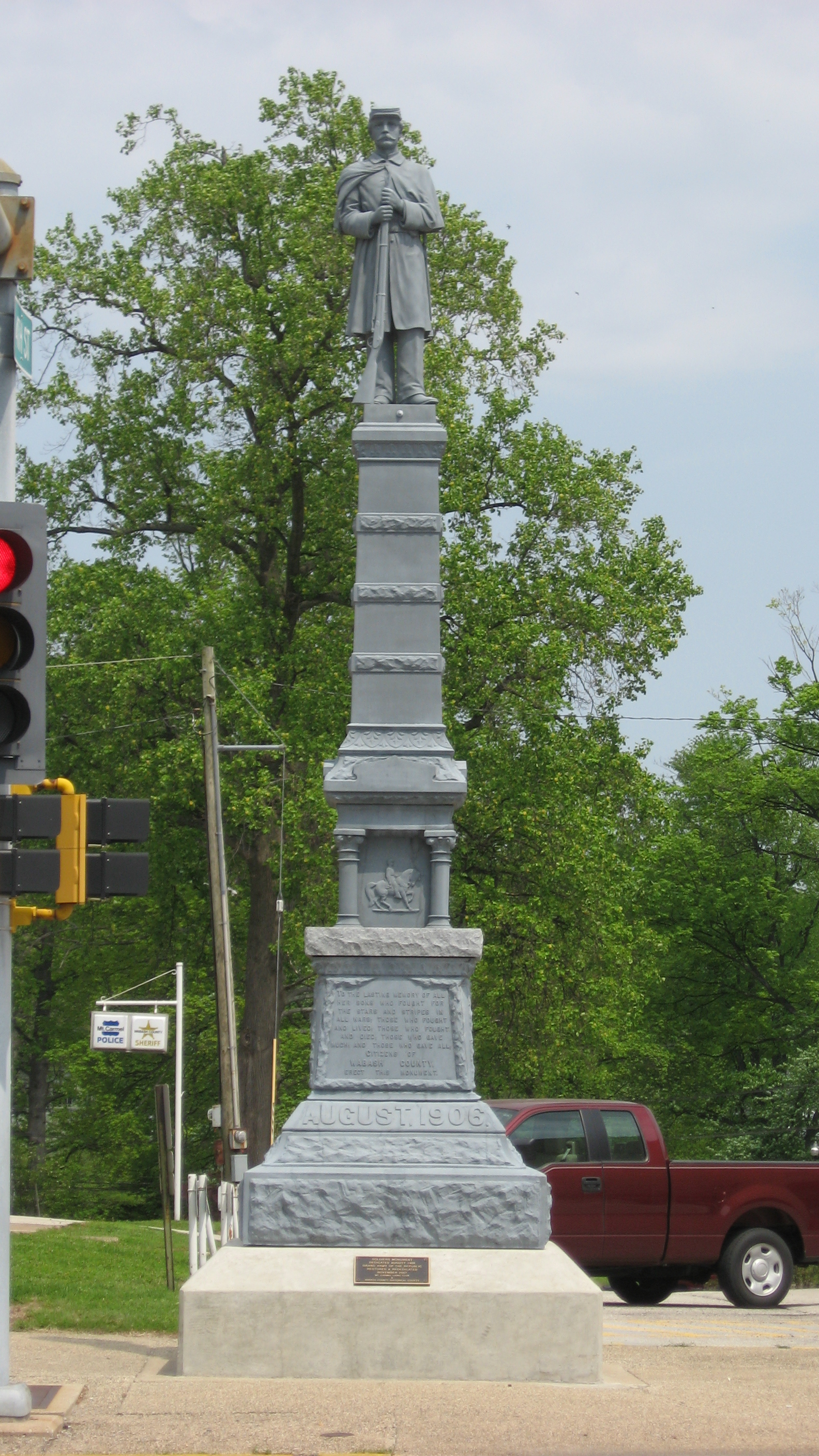
Mount Carmel (Illinois)
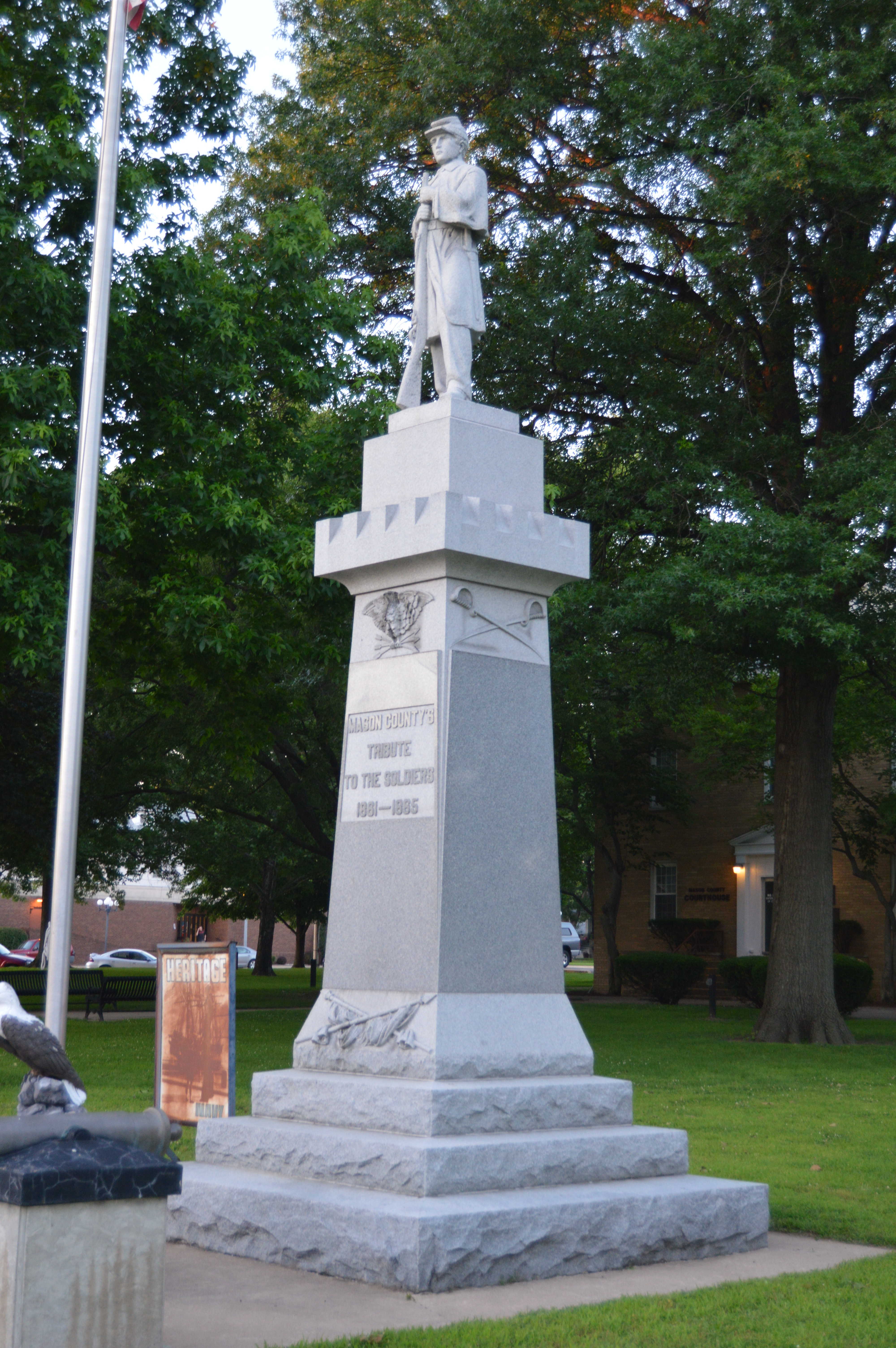
Havana (Illinois)

## Indiana
- Indiana

Il Soldiers and Sailors Monument a Delphi, opera dello scultore di origini austriache Rudolf Schwarz e dell'architetto tedesco Bruno Schmitz (inaugurato nel 1888).
Il Soldiers' and Sailors' Monument a Indianapolis, opera di Bruno Schmitz risalente al 1888.
Il Corydon Battle Site a Corydon (Indiana), in memoria della battaglia di Corydon.

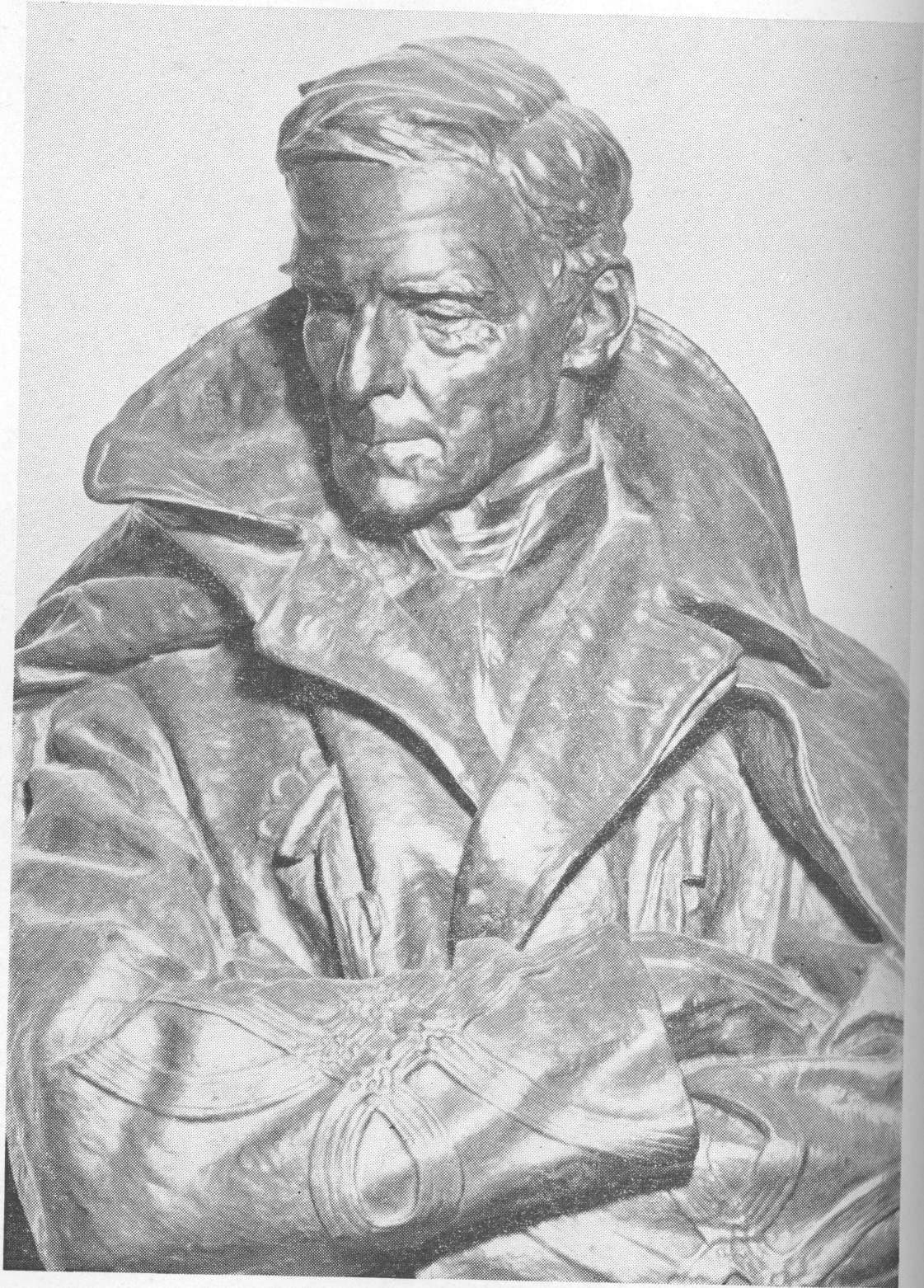
Colonel Richard Owen bust nel Campidoglio di Indianapolis

Il busto del colonnello Colonel Richard Owen, dello scultore Belle Kinney Scholz nel Campidoglio di Indianapolis, dedicato da organizzazioni di ex confederati (prigionieri della battaglia di Fort Donelson e della battaglia di Shiloh) al comandante unionista di Camp Morton Richard Owen (1810–1890).
La Lincoln Bank Tower inaugurata nel 1930 a Fort Wayne, con i tre pannelli intitolati Pioneer Backwoodsman, Preservation of the Union e Emancipation Proclamation ospitati sul suo portone d'ingresso.
La Contea di Grant.
La stele commemorativa Abraham Lincoln a Indianapolis, opera di Rudolf Schwarz (1866–1912)) completata nel 1906 e dedicata l'anno seguente.
La Abraham Lincoln: The Hoosier Youth a Fort Wayne.
Il Lincoln State Park della Contea di Spencer, istituito nel 1932.
Il Lincoln Boyhood National Memorial, National Historic Landmark della Contea di Spencer istituito nel 1960.
La Young Abe Lincoln a Indianapolis, opera dello scultore David Kresz Rubins (1902–1985) completata nel 1962.

## Iowa

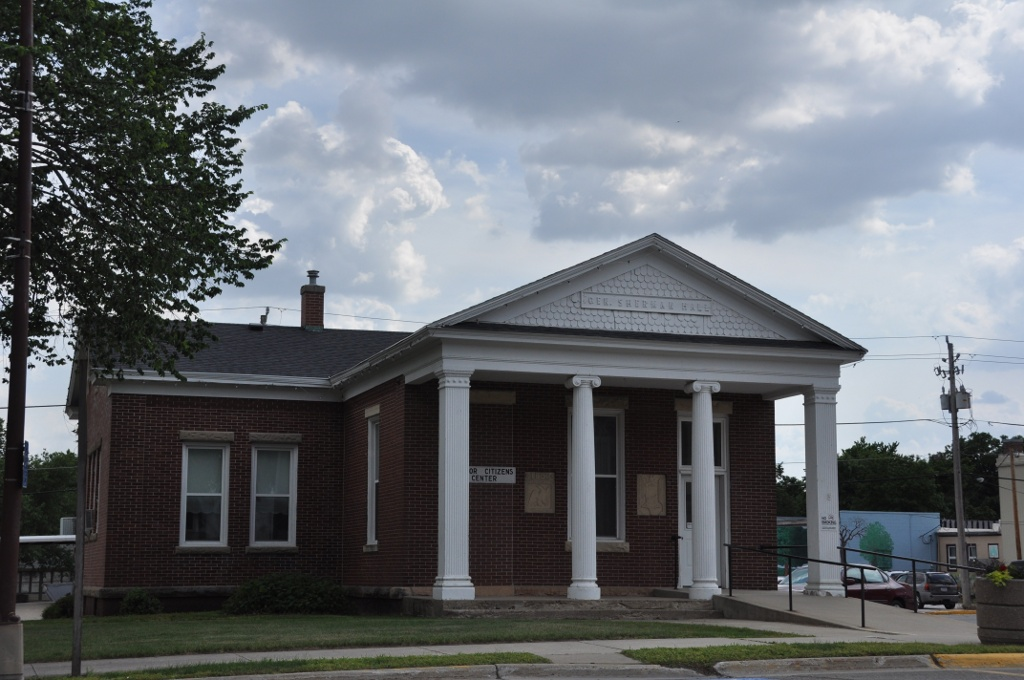
L'abitazione di William Tecumseh Sherman a Sac City.

- Iowa

L'Abraham Lincoln Statue and Park a Clermont, opera di George Edwin Bissell (1839–1920) eretta nel 1903 alla memoria dei soldati e marinai unionisti.
Il Soldier's Monument a Davenport, inaugurato nel 1881.
Il Sac City Monument Square Historic District a Sac City, composto dalla General Sherman Hall, dalla Memorial Statue e da 4 Civil War Cannon ed inaugurato nel 1894.
Il Soldiers and Sailors Monument a Des Moines, opera dello scultore Carl Rohl-Smith (1848–1900) del 1896.
Il "Clayton County Soldiers' and Sailors' Monument" a Elkader.
La città di Grant (Iowa).
La città di Lincoln (Iowa)
La Lincoln Elementary School a Manchester (Iowa), costruita nel 1916 in stile Prairie School.
La Abraham Lincoln High School di Des Moines (1923).

La Abraham Lincoln High School di Council Bluffs.

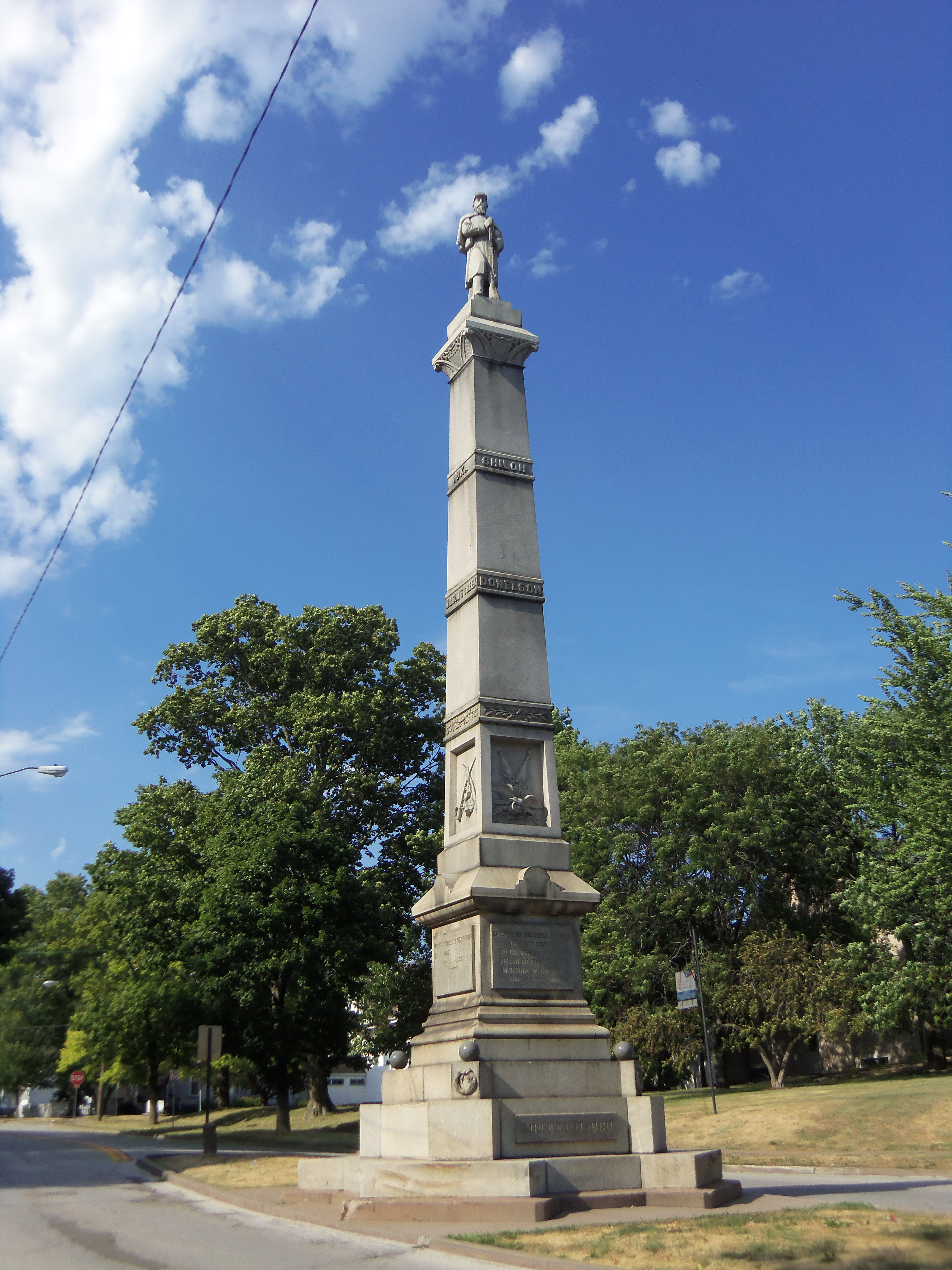
Davenport (Iowa)
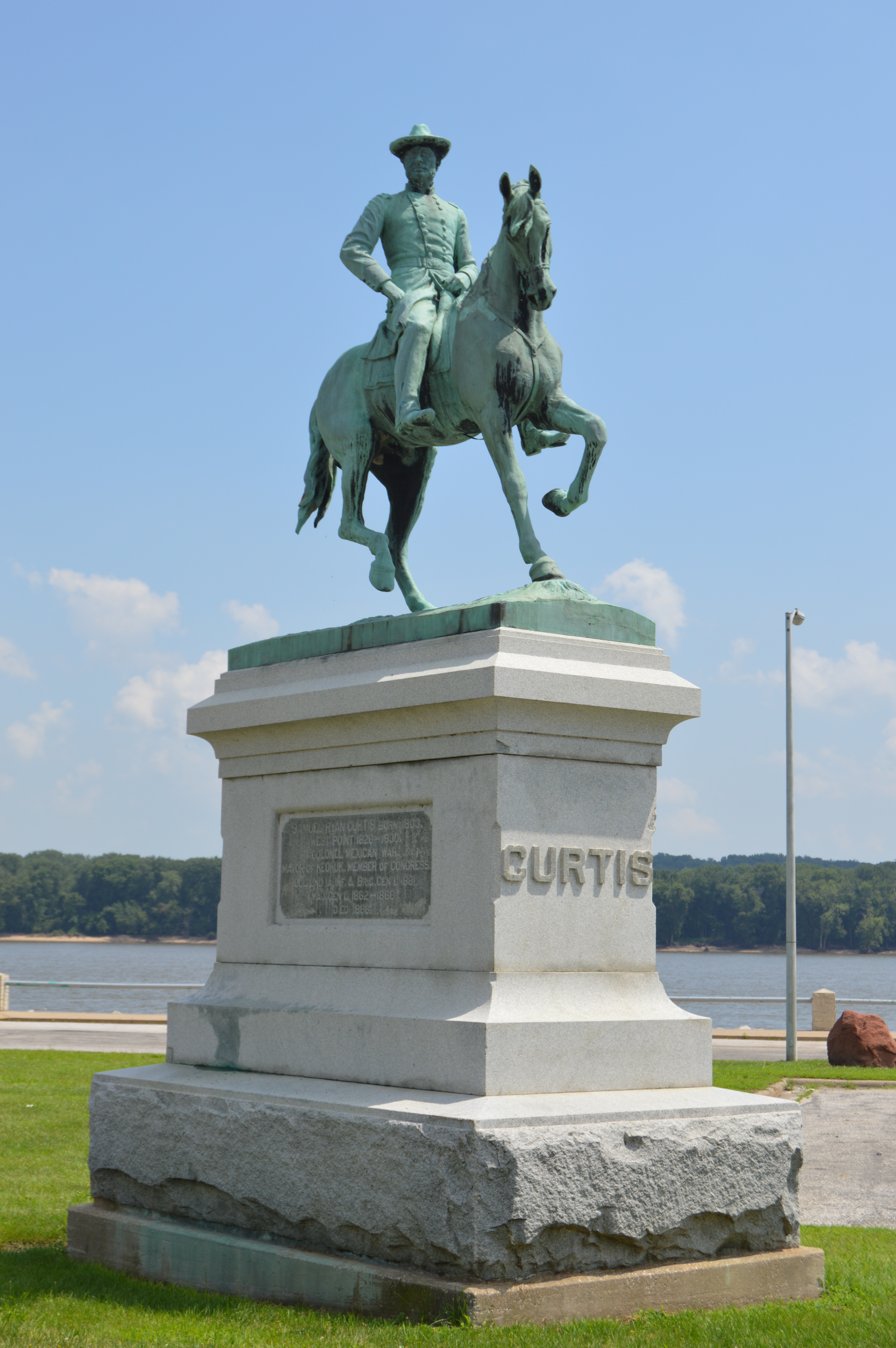
Statua equestre di Samuel Ryan Curtis a Keokuk, scultura di Carl Rohl-Smith
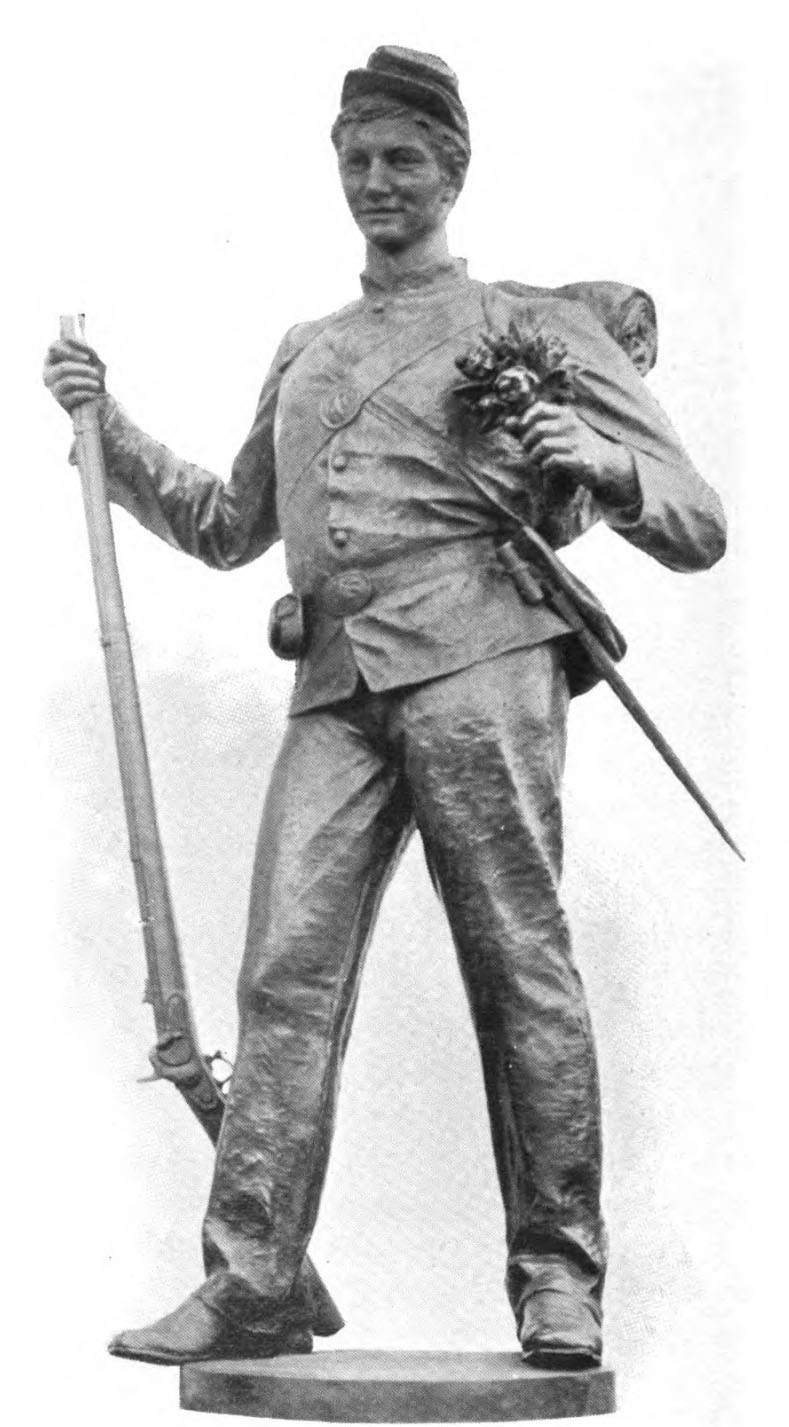
Particolare del "Soldiers and Sailors Monument" di Des Moines
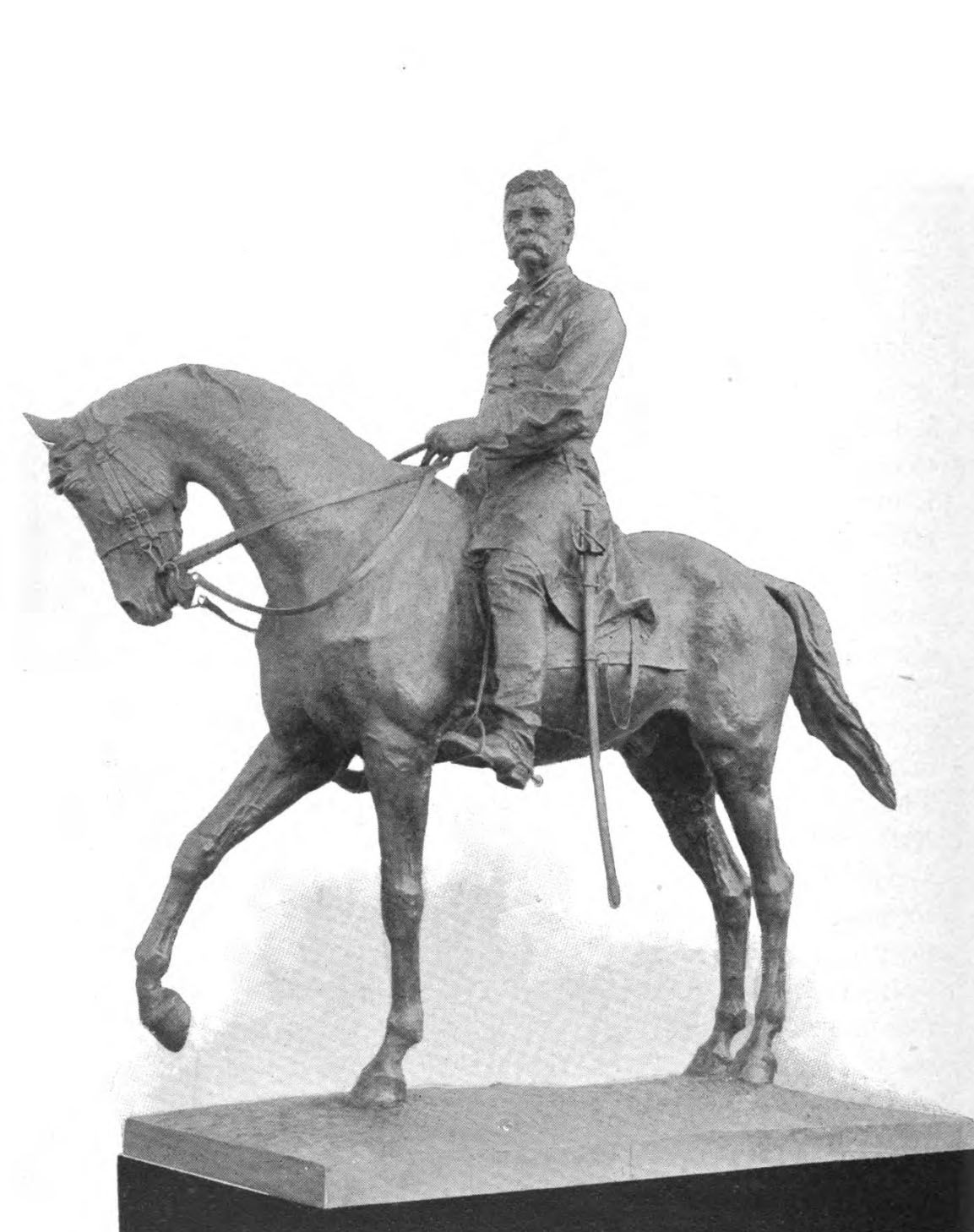
Il generale Grenville M. Dodge
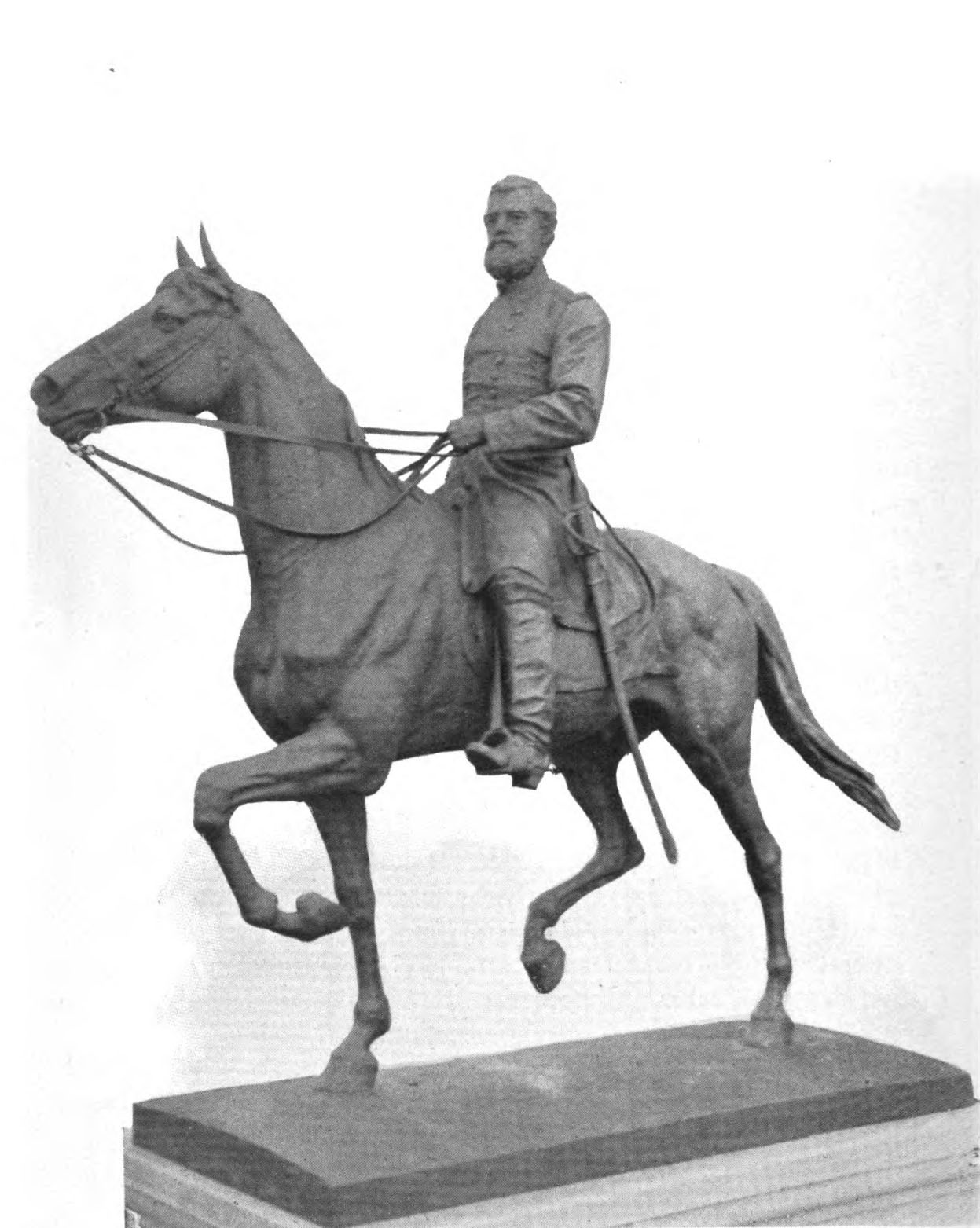
Il brigadier generale Marcellus M. Crocker
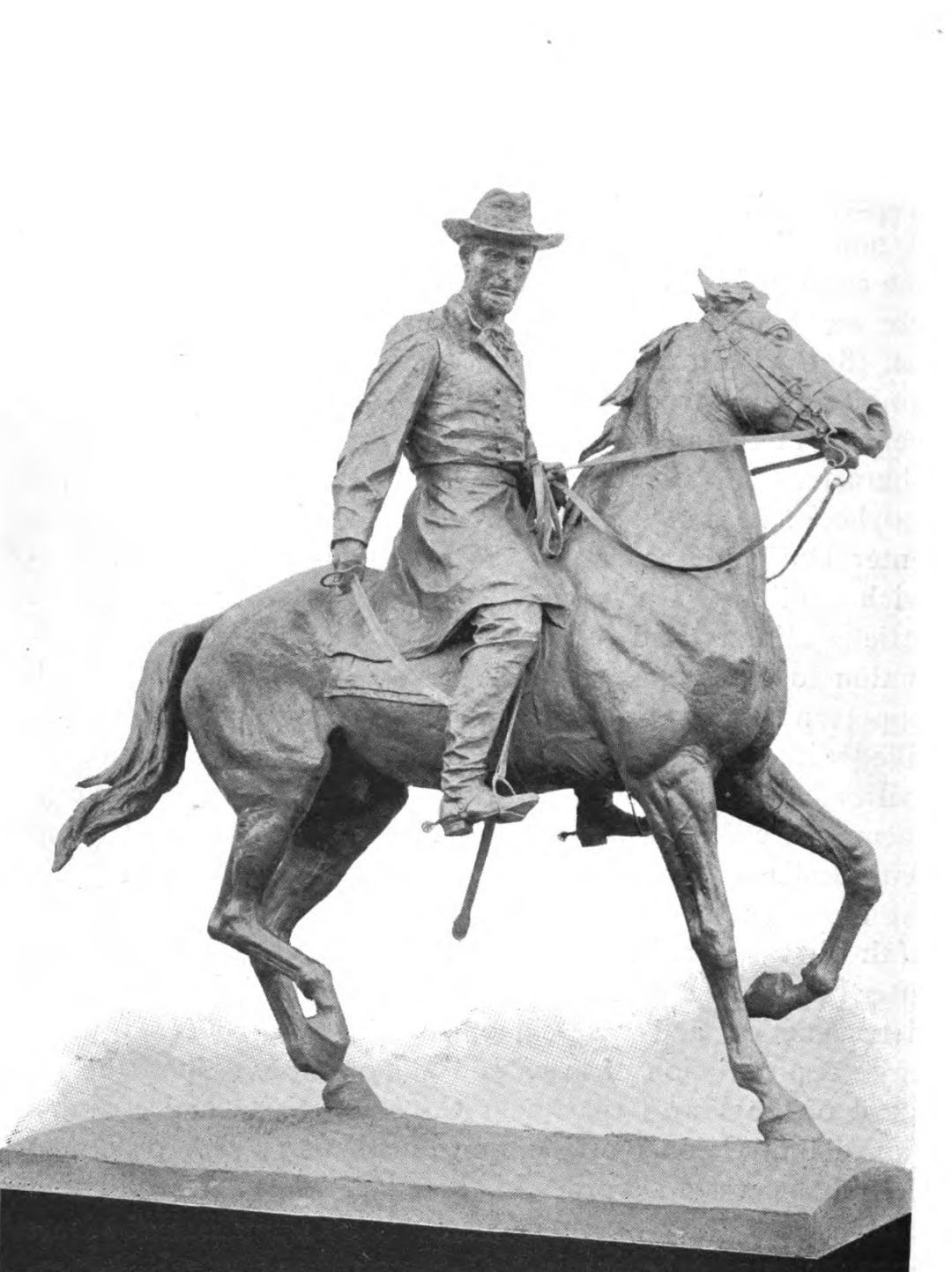
Il generale John Murray Corse

## Kansas
- Kansas

Secondo il Kansas Civil War Monuments (kcwmonumnets.com) praticamente tutte le contee dello Stato federato ospitano almeno un monumento dedicato alla memoria dei soldati dell'Unione; molti di essi sono stati finanziati dal "Grand Army of the Republic" (G.A.R.) o dai "Sons of Union Veterans of the Civil War". Tra questi i maggiormente rilevanti includono:
Il Kinsley Civil War Monument, nel Cimitero di Hillside a Kinsley, elencato nel Registro Nazionale dei luoghi storici della contea di Edwards.
La Contea di Sherman, battezzata con il nome del generale William Tecumseh Sherman a partire dal 1873.
La Contea di Grant, battezzata con il nome di Ulysses S. Grant - comandante generale dell'esercito statunitense durante la guerra civile - a partire dal 1888.

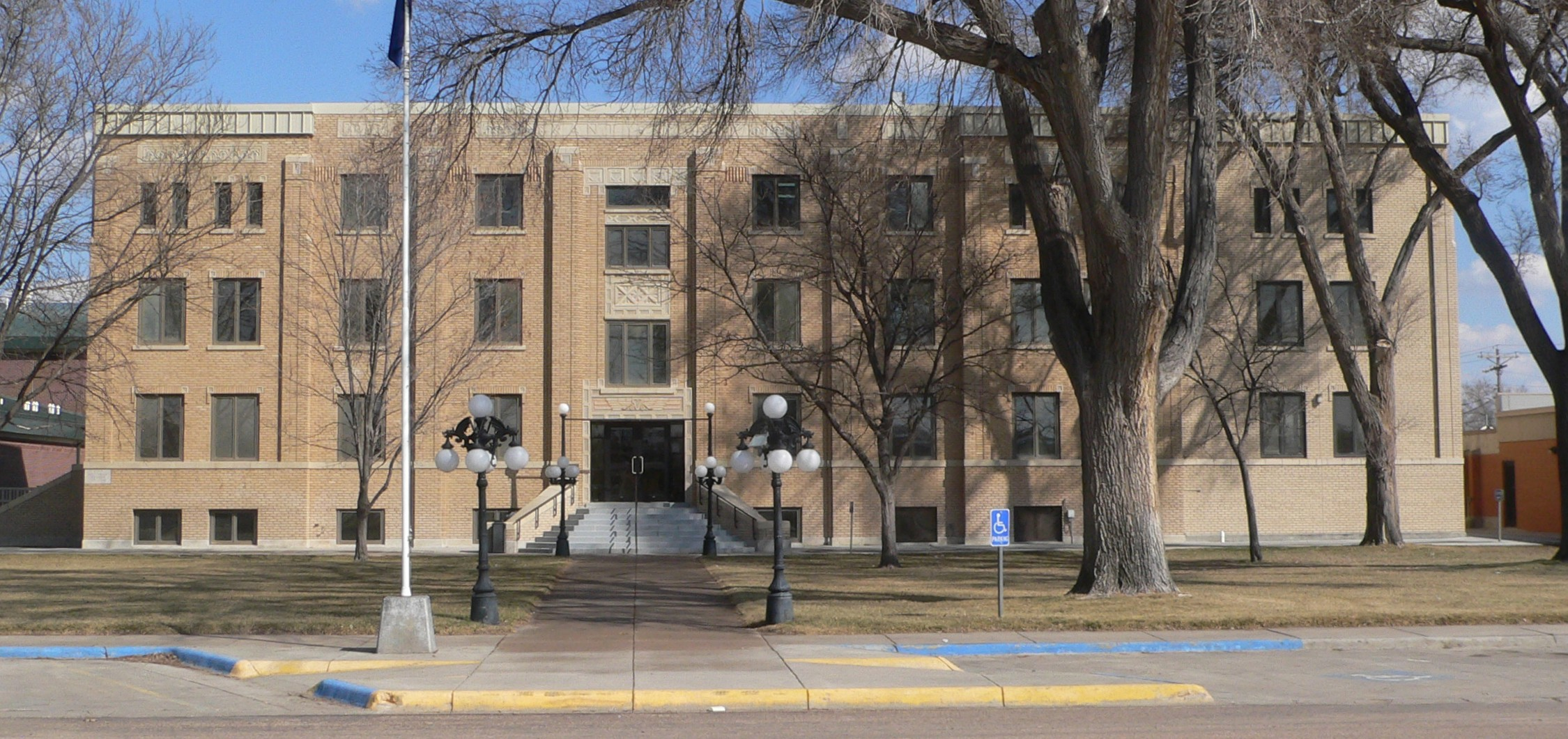
Veduta della "Grant County courthouse" di Ulysses (Kansas).

La Contea di Lincoln e la città di Lincoln Center.
La città di Ulysses, chiamata così in onore dell'ex presidente Ulysses S. Grant a partire dal 1885.

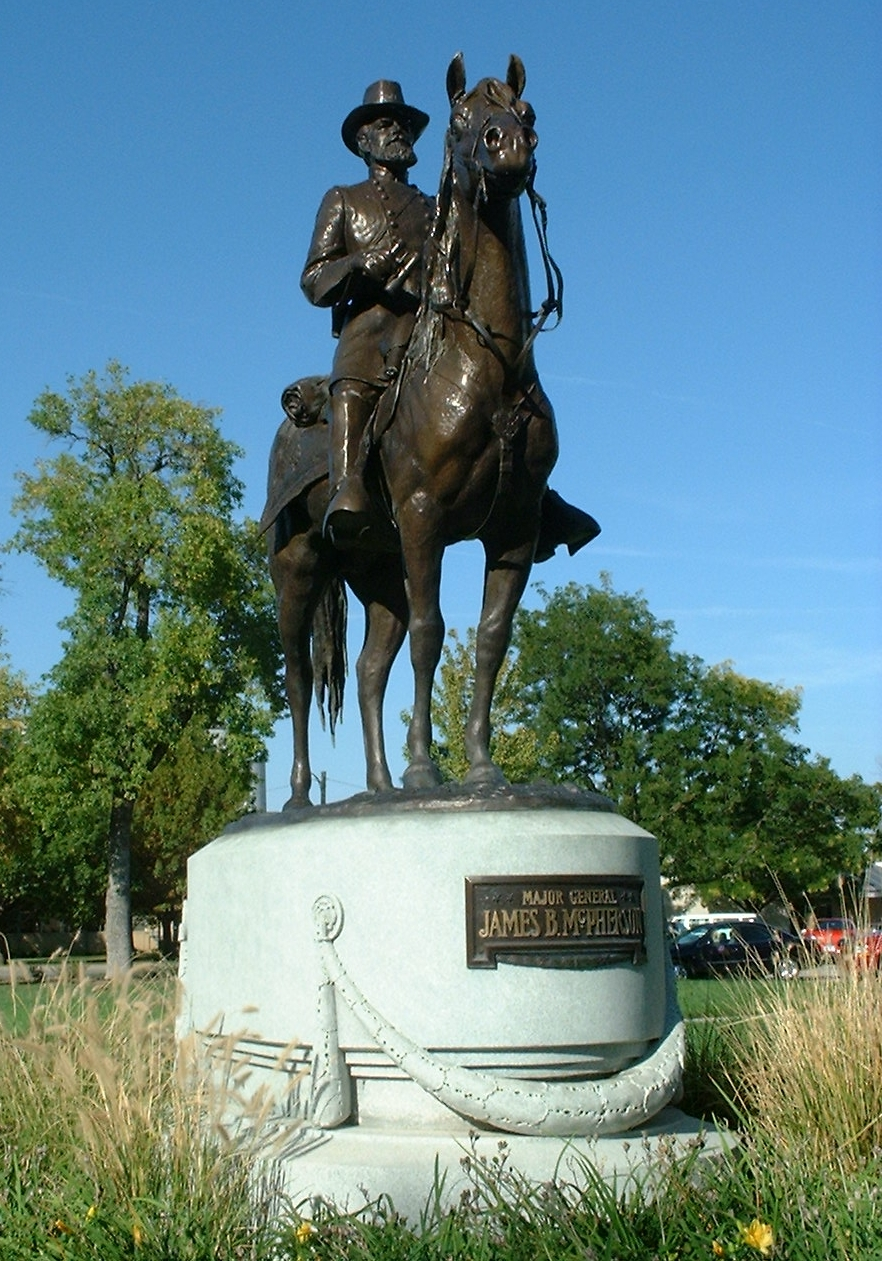
La statua equestre dedicata al generale James B. McPherson.

La città di McPherson (Kansas) e la Contea di McPherson (Kansas) prendono il loro nome dal generale James B. McPherson; esiste inoltre anche un monumento alla sua memoria eretto nel 1917 ed un altro dedicato ai soldati che combatterono per lui.
Il Baxter Springs Civil War Monument venne inaugurato nel 1886 dopo che il G.A.R. ebbe raccolto oltre 7.000 firme da parte di ex soldati; si trova nel "lotto del soldato" del cimitero di Baxter Springs ed è dedicato ai 132 militari dell'Union Army che morirono nel corso della battaglia di Fort Blair avvenuta l'8 ottobre del 1863.
Il Grand Army of the Republic Memorial Arch, innalzato nel 1898 a Junction City.

## Kentucky

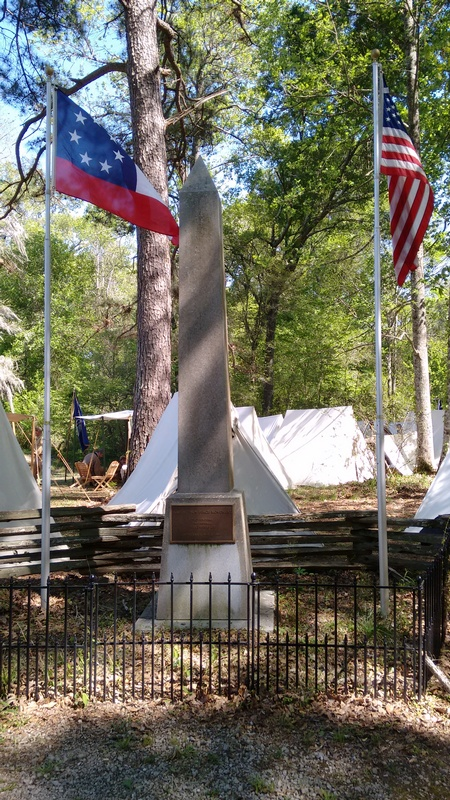
Il "Port Hudson Peace Monument" a Baton Rouge.

- Kentucky

Il "Battle of Tebb's Bend Monument" nei pressi di Campbellsville in ricordo della battaglia di Tebbs Bend (4 luglio 1863); comprende una placca commemorativa dello Stato del Michigan che ricorda i soldati dell'Unione, per lo più immigrati provenienti dai Paesi Bassi, ai quali furono consegnati gli ordini di battaglia in lingua olandese.
La statua di A. Lincoln a Hodgenville, opera di Adolph Alexander Weinman (1870–1952) completata nel 1909.
L'Abraham Lincoln Birthplace National Historical Park nella Contea di LaRue, istituito nel 1916.

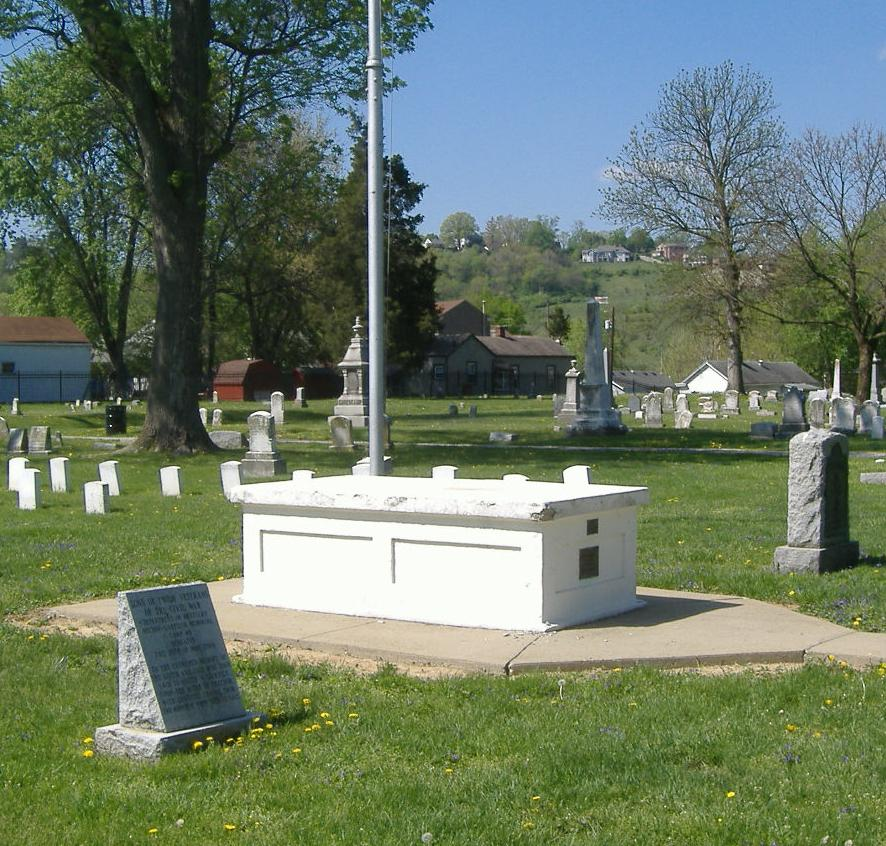
Il "GAR Monument" di Covington (Kentucky).

Il GAR Monument al Linden Grove Cemetery di Covington, inaugurato nel 1929.
La Knob Creek Farm-Lincoln Boyhood Home ricostruita nel 1931 e la Nancy Lincoln Inn nella Contea di LaRue.
Il Veteran's Monument di Covington; uno dei due soli presenti nel Kentucky dedicato per entrambe le parti in conflitto, inaugurato nel 1933.

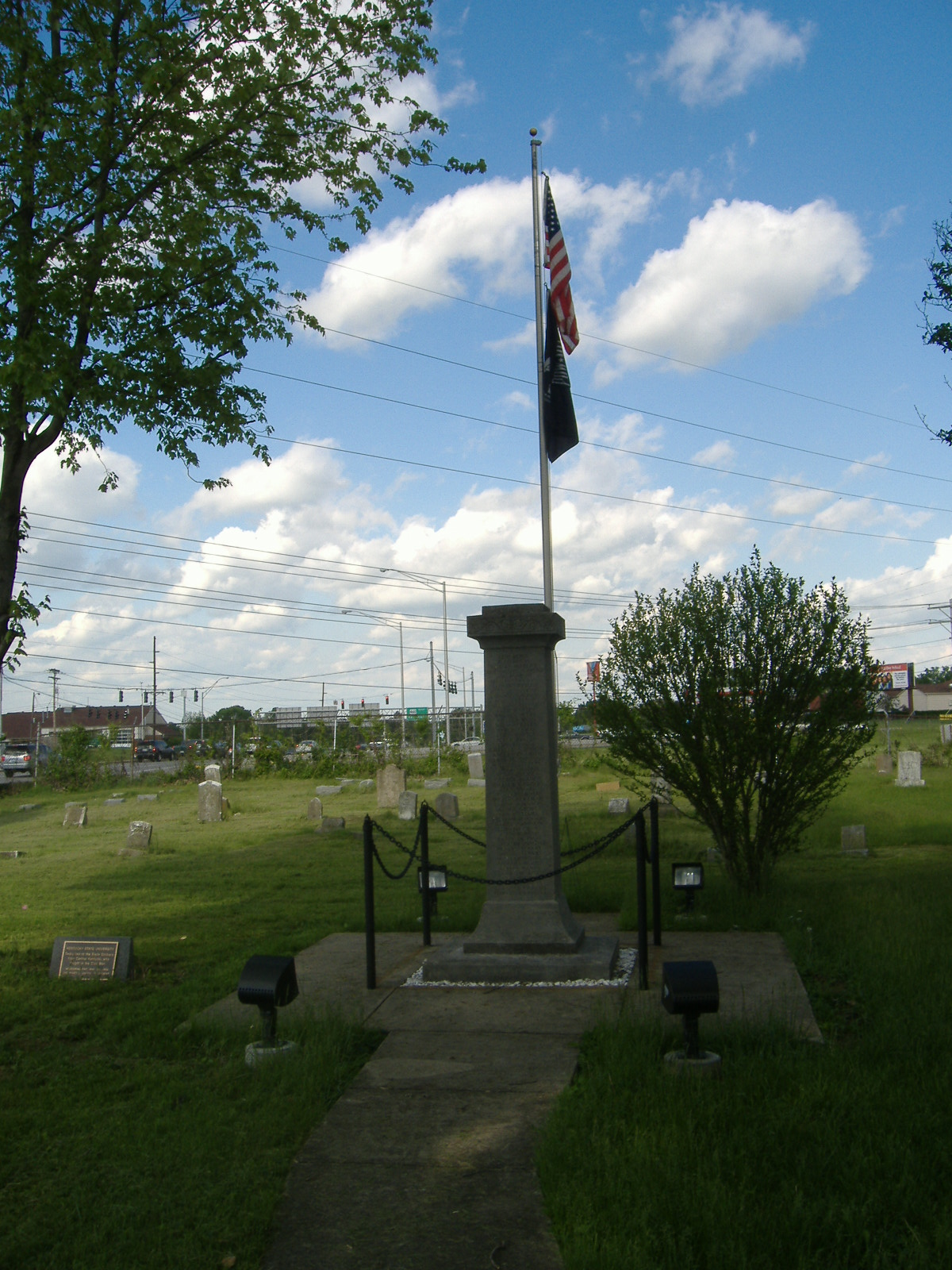
Il "Colored Soldiers Monument" di Frankfort (Kentucky).

Il Colored Soldiers Monument al Cimitero di Green Hill di Frankfort, inaugurato nel 1934; si tratta di uno dei relativamente rari monumenti innalzati a perenne ricordo dei soldati afroamericani che parteciparono alla guerra civile americana.
Il Captain Andrew Offutt Monument in onore di Andrew Offutt del 5th Regiment Kentucky Volunteer Cavalry a Lebanon, inaugurato nel 1921.

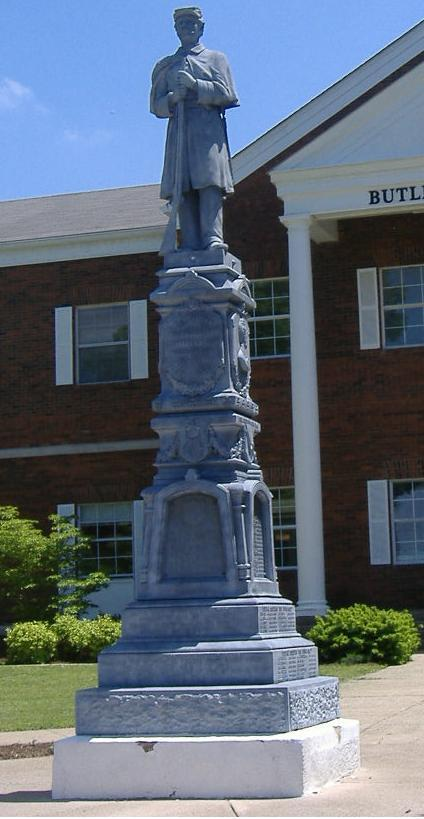
Il "Confederate-Union Veterans' Monument" di Morgantown (Kentucky).

Il Confederate-Union Veterans' Monument di Morgantown nella Butler County Courthouse, inaugurato nel 1907.
Il 32nd Indiana Monument nelle immediate vicinanze di Munfordville; è il più antico memoriale superstite della guerra civile, erette nel 1862.
L'Union Monument di Perryville (Kentucky), inaugurato nel 1928 a ricordo della battaglia di Perryville.
L'Union Monument di Vanceburg, inaugurato nel 1884.
La Contea di Grant (Kentucky)

## Louisiana
- Louisiana

La Parrocchia di Grant, una parrocchia civile fondata nel 1869 col nome del generale Grant.
La Parrocchia di Lincoln.

## Maine
- Maine

La Memorial Hall di Oakland, del 1870.
Monument Square a Portland

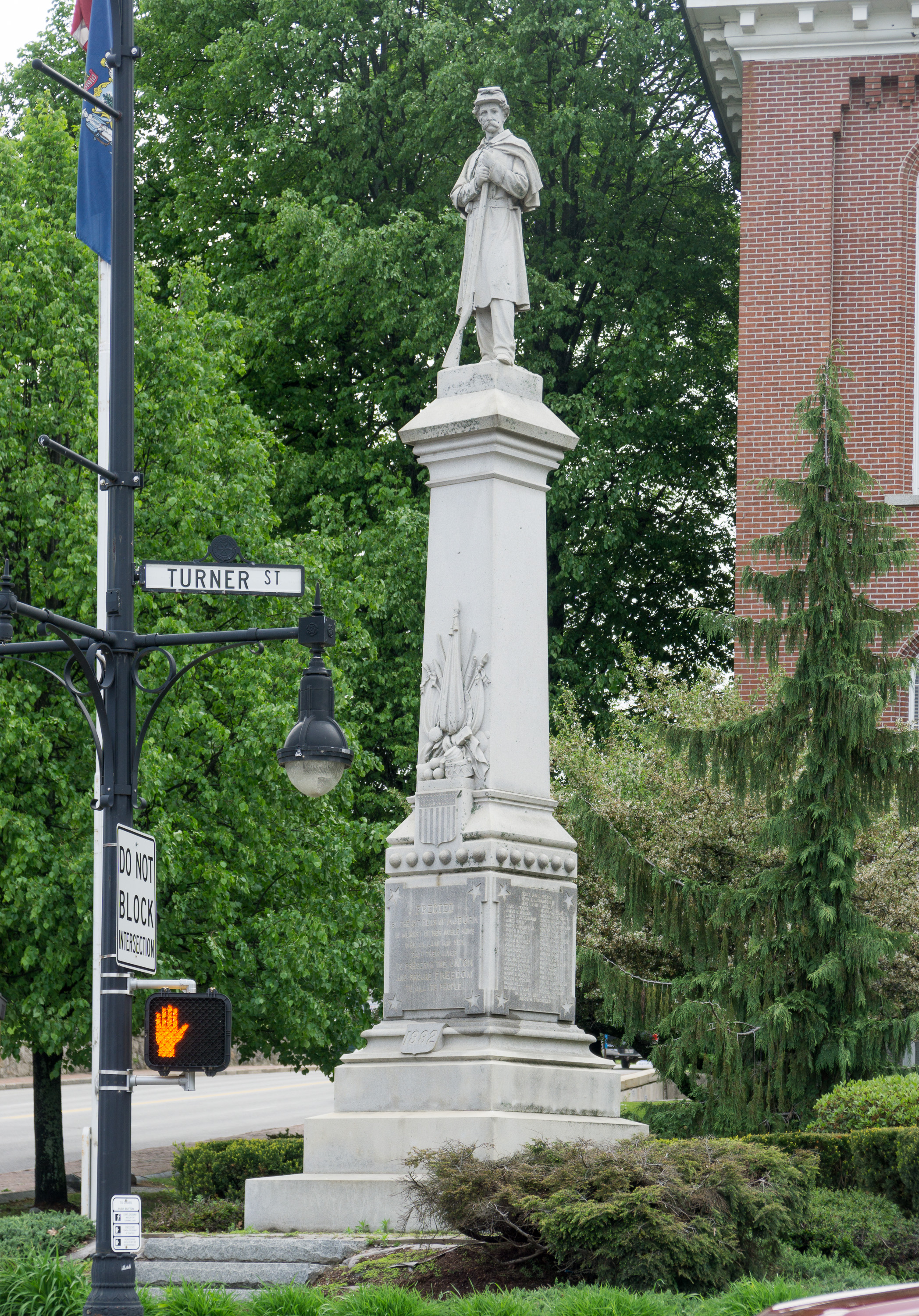
Auburn (Maine)
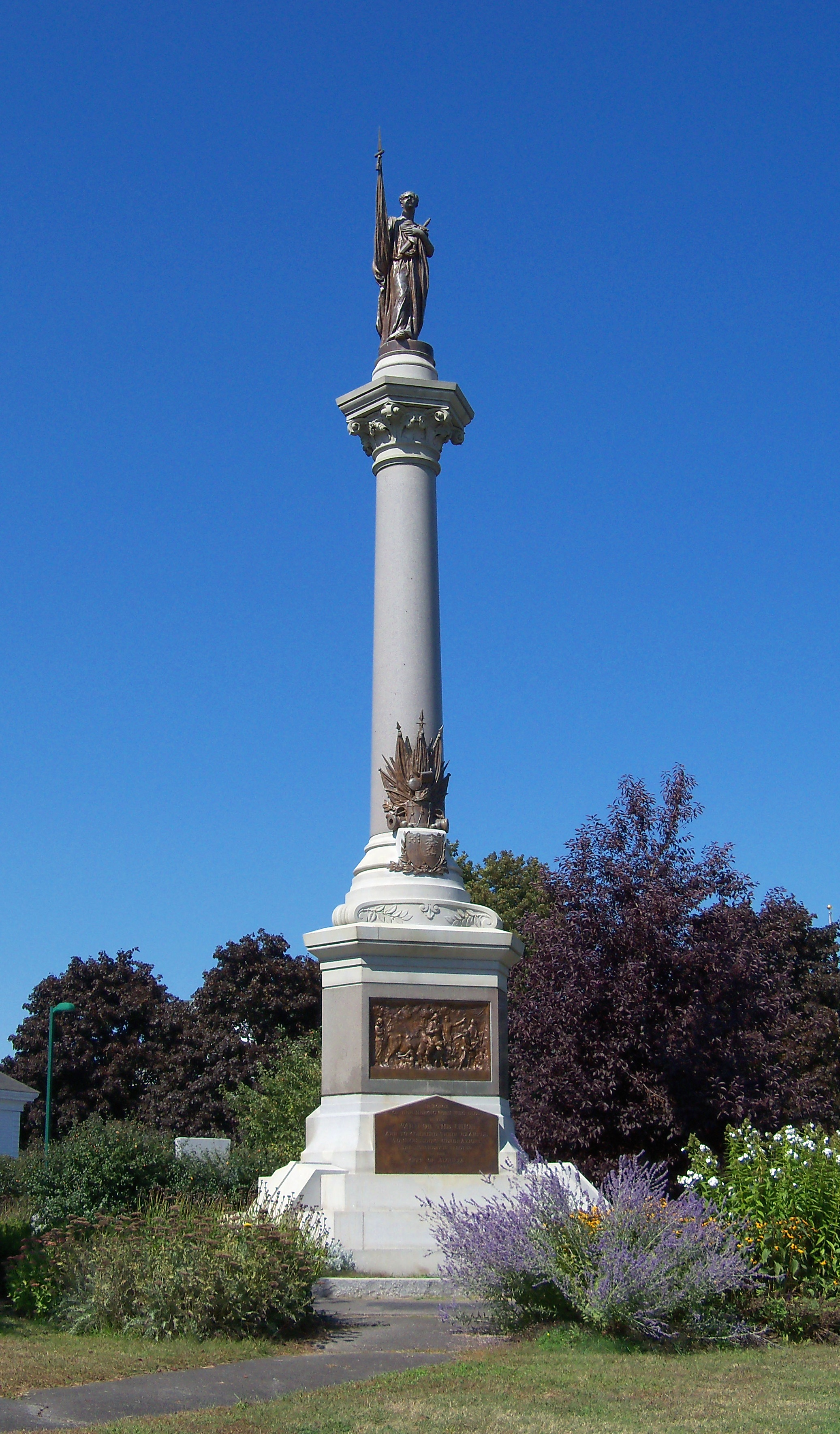
Augusta (Maine)
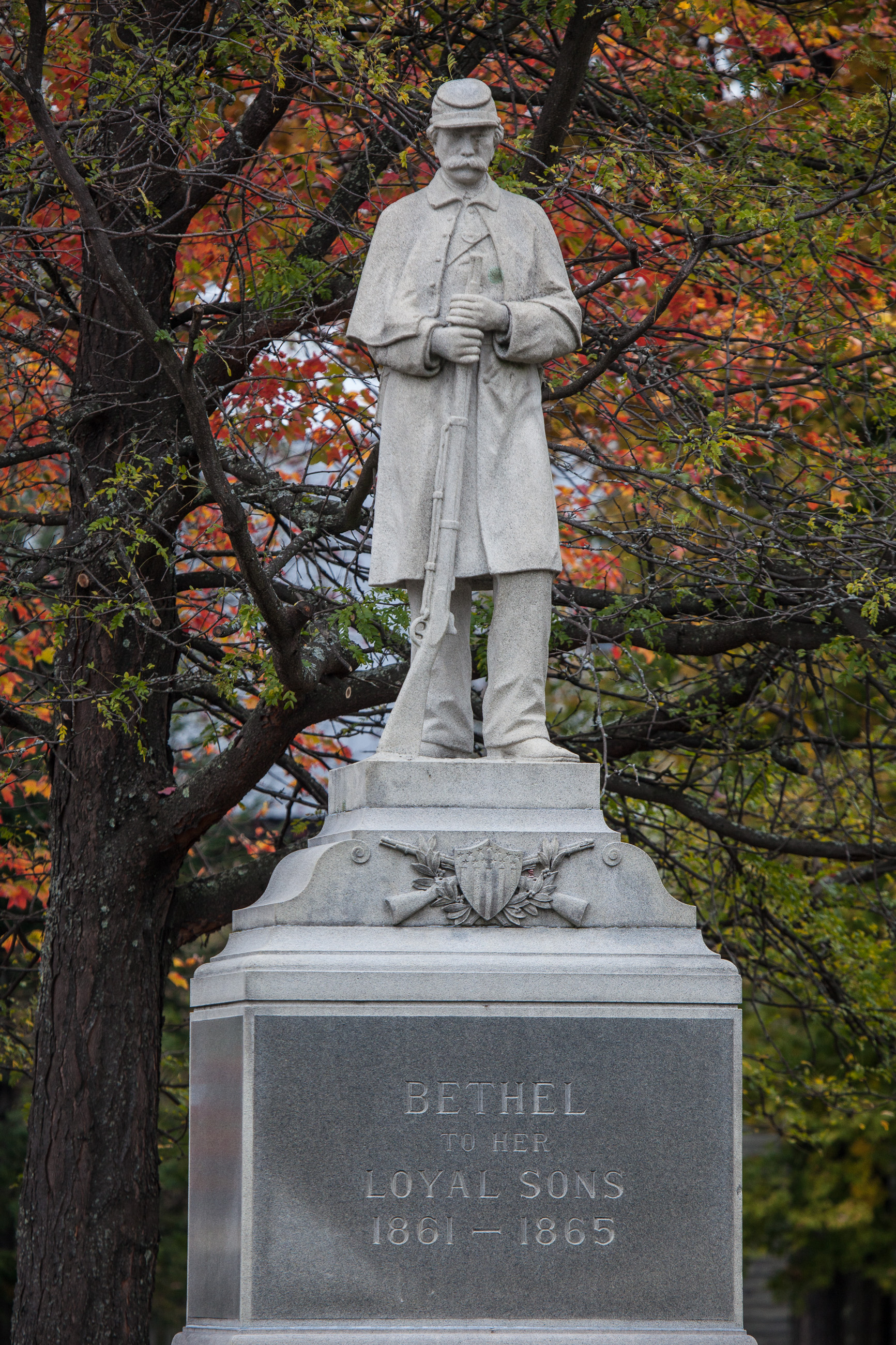
Bethel (Maine)
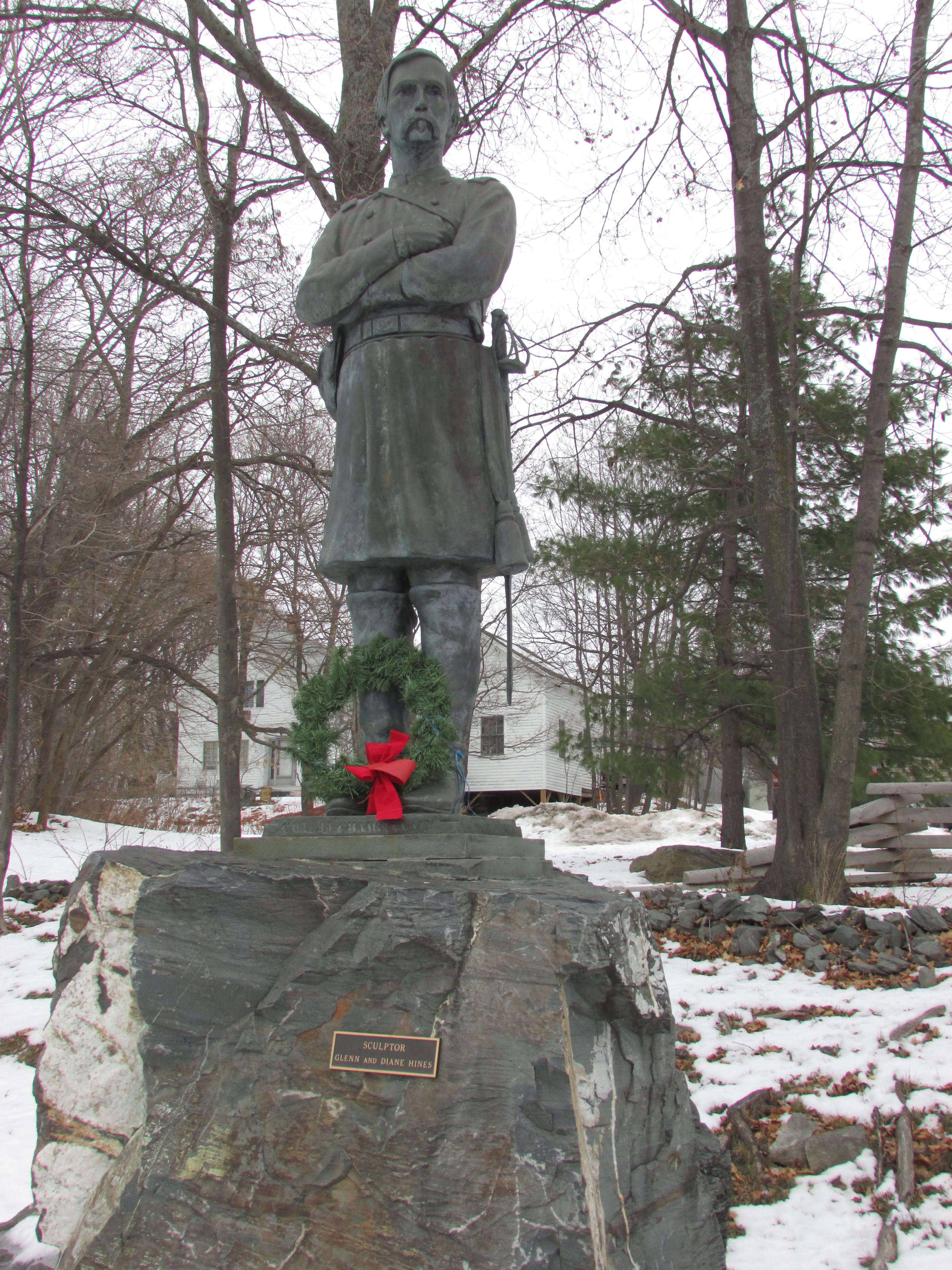
Statua di Joshua Chamberlain a Brewer
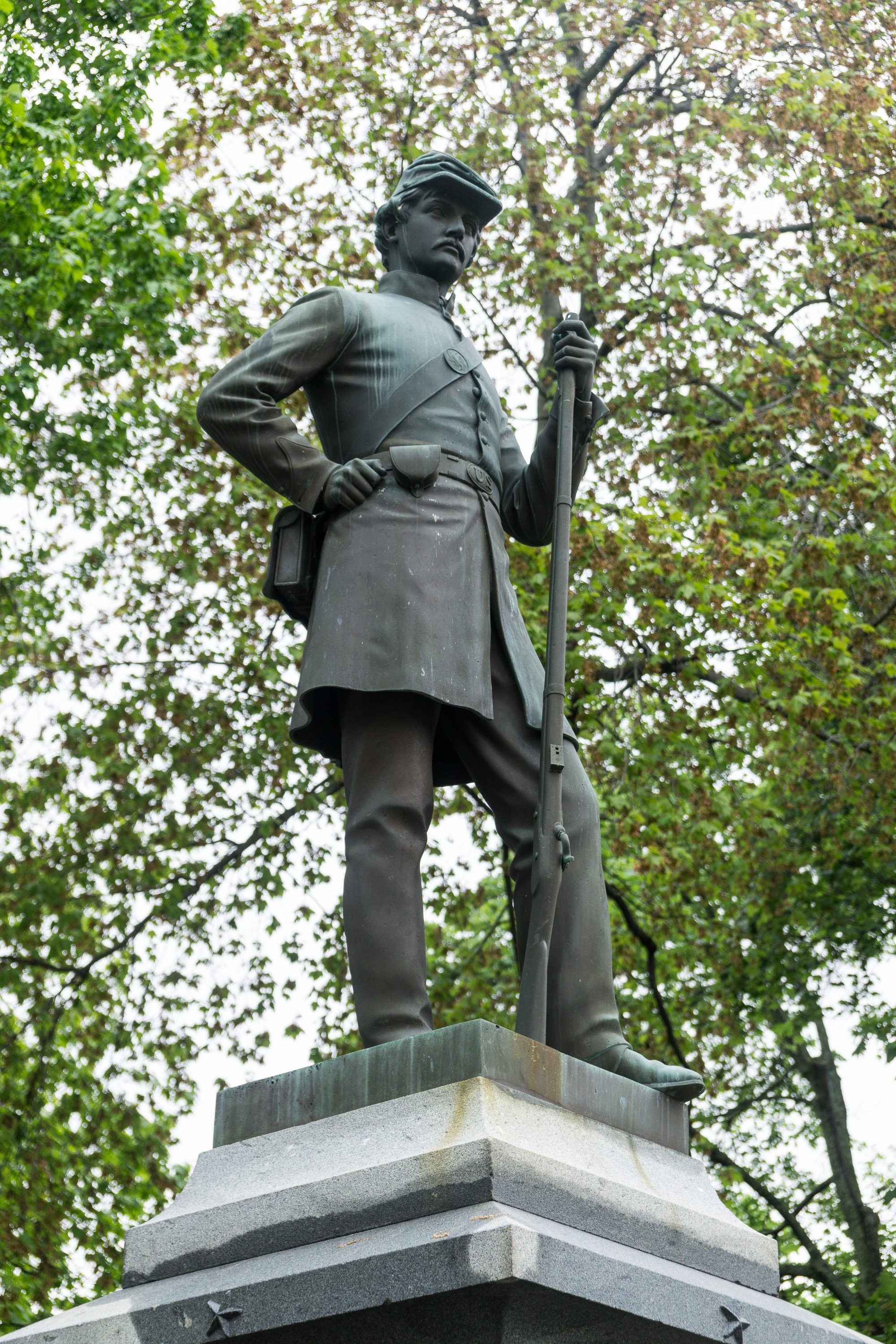
Lewiston (Maine)
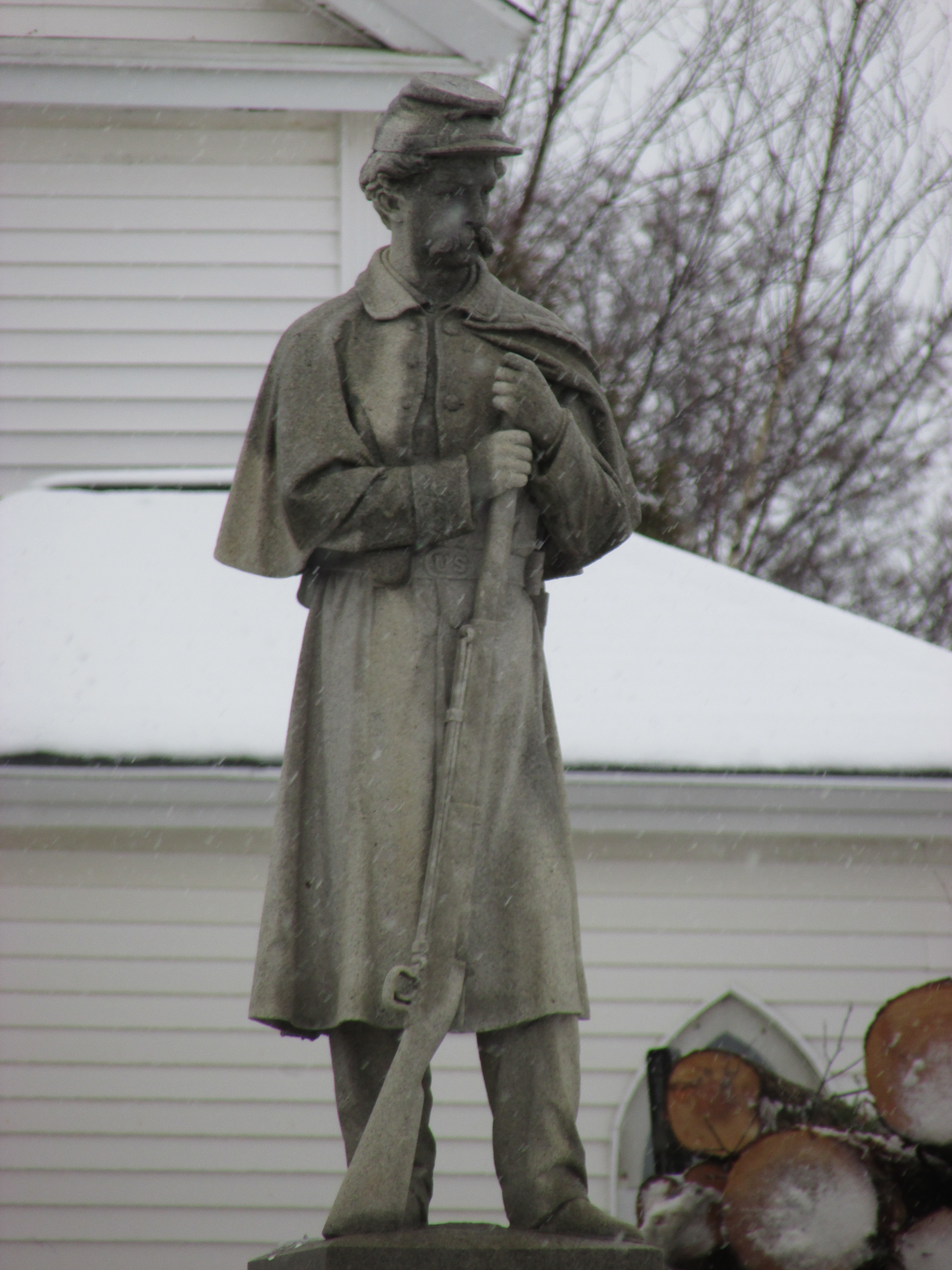
Lincoln (Maine)
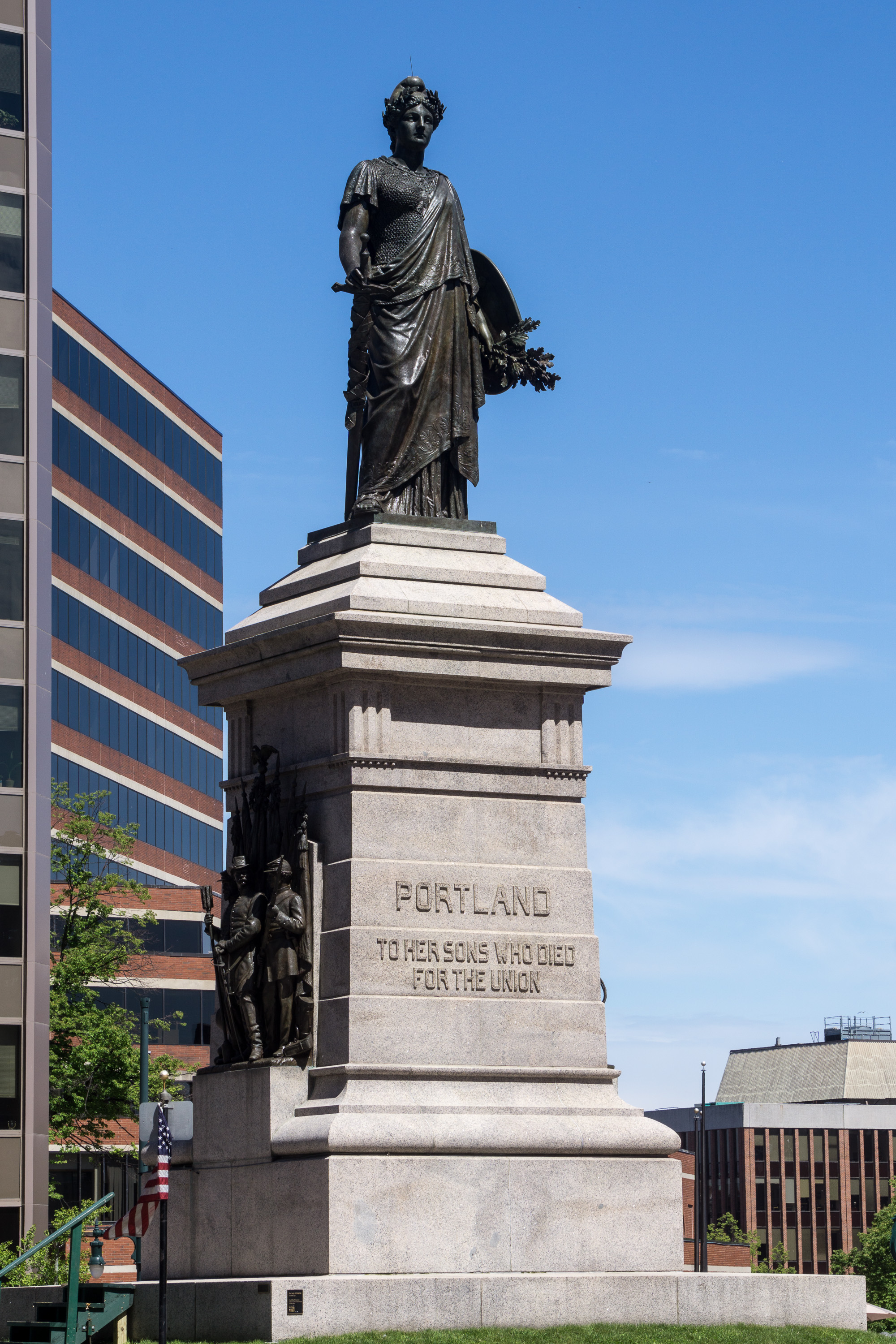
"Our Lady of Victories"[153], Portland
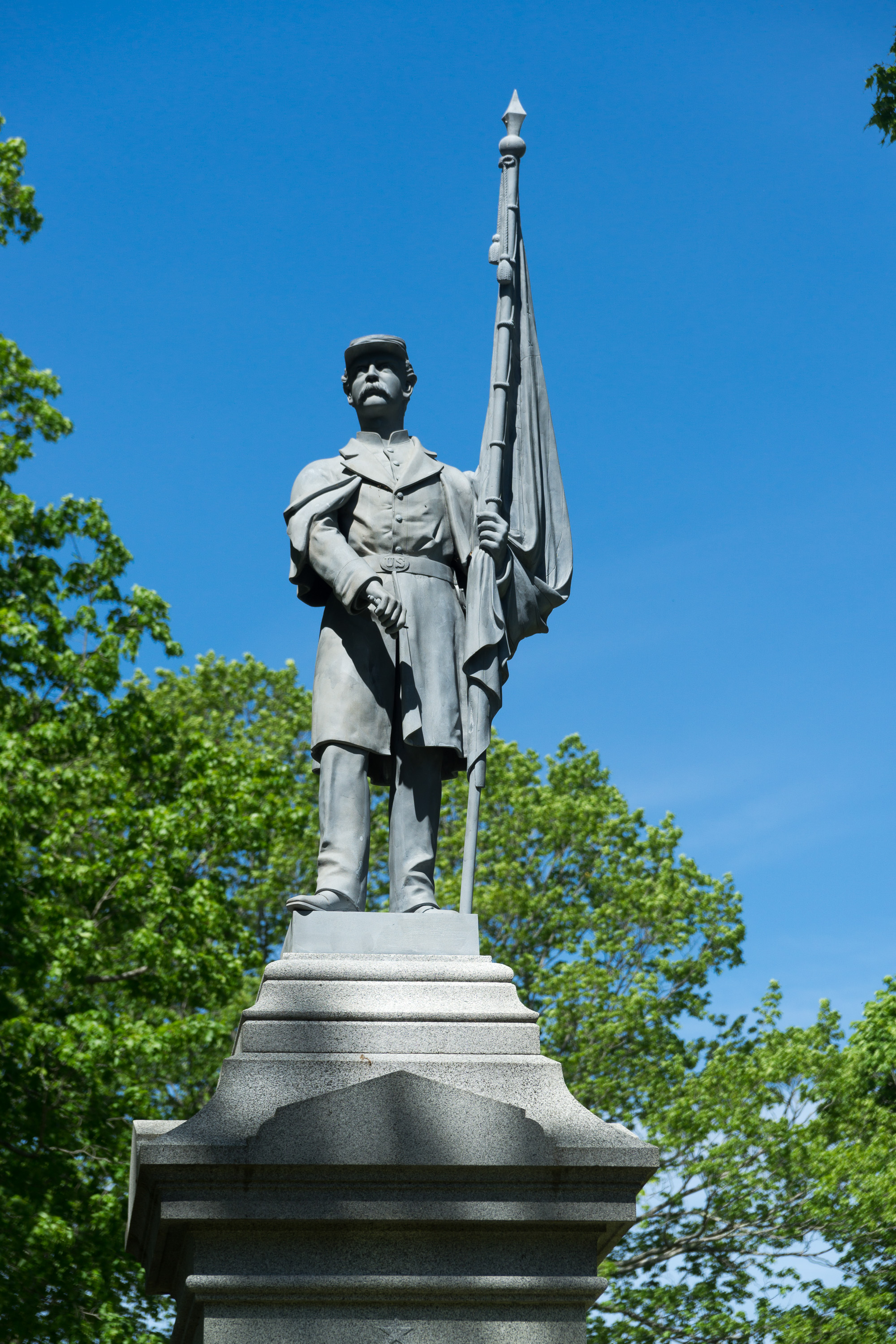
"Evergreen Cemetery", Portland
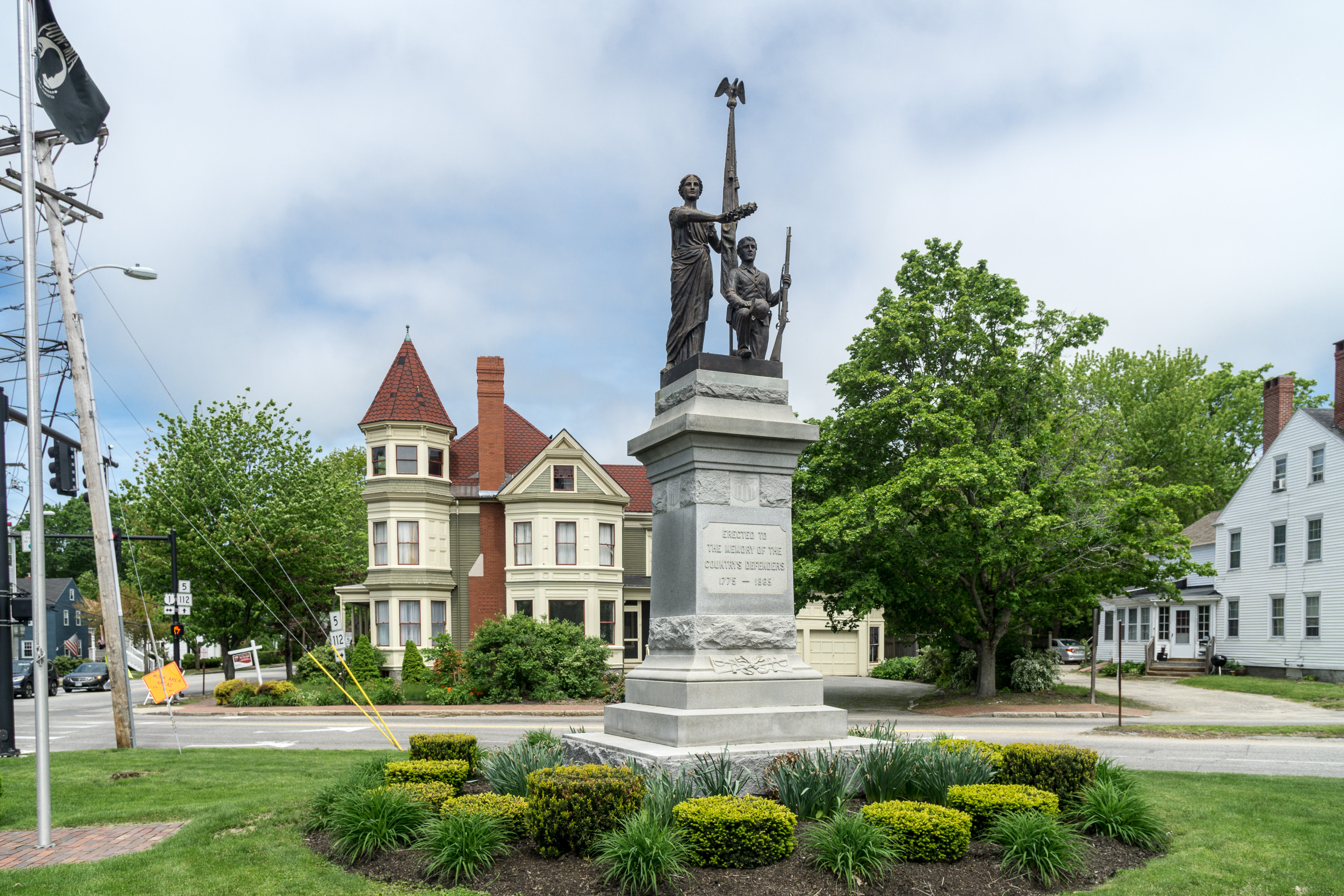
Saco (Maine)
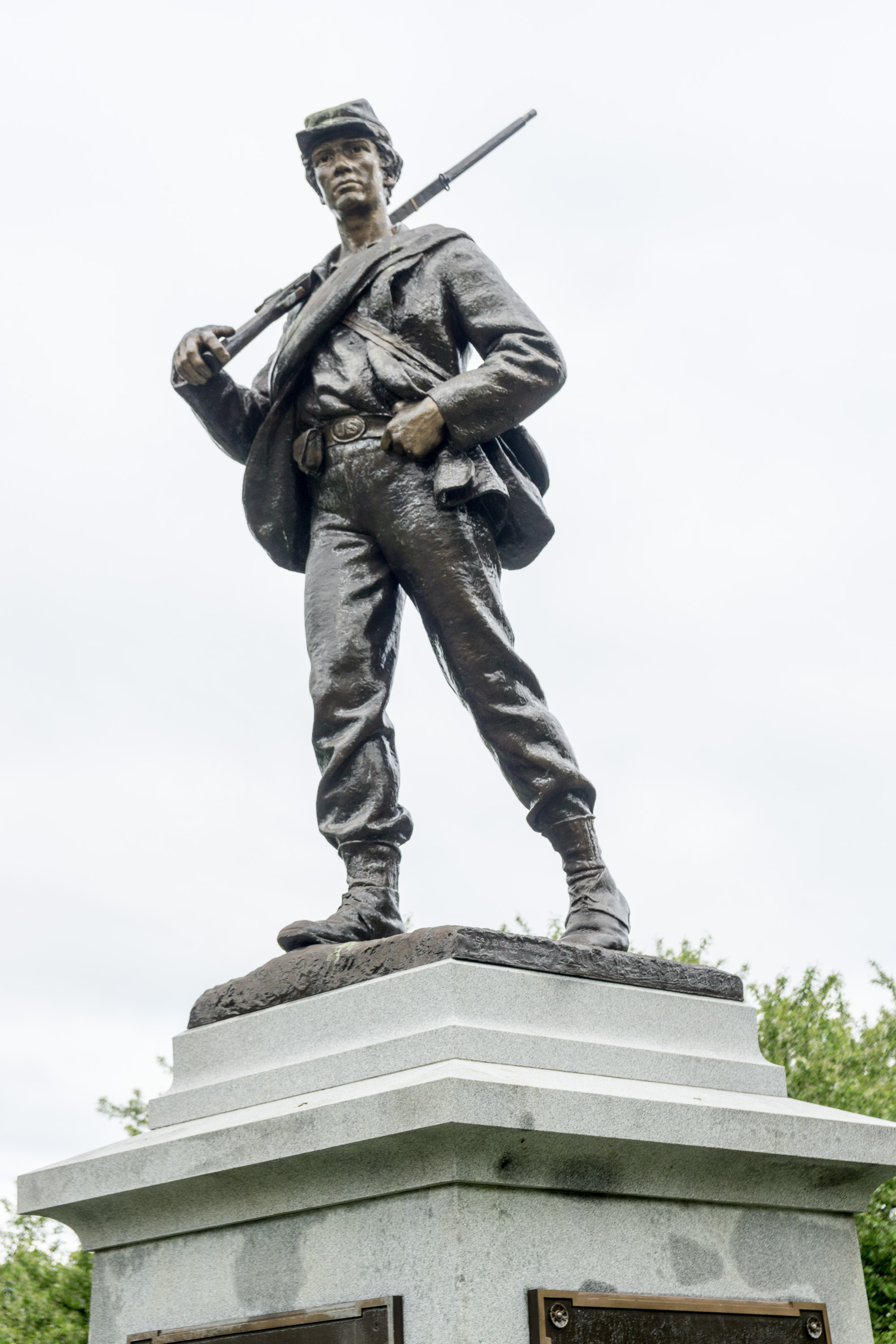
Westbrook (Maine)
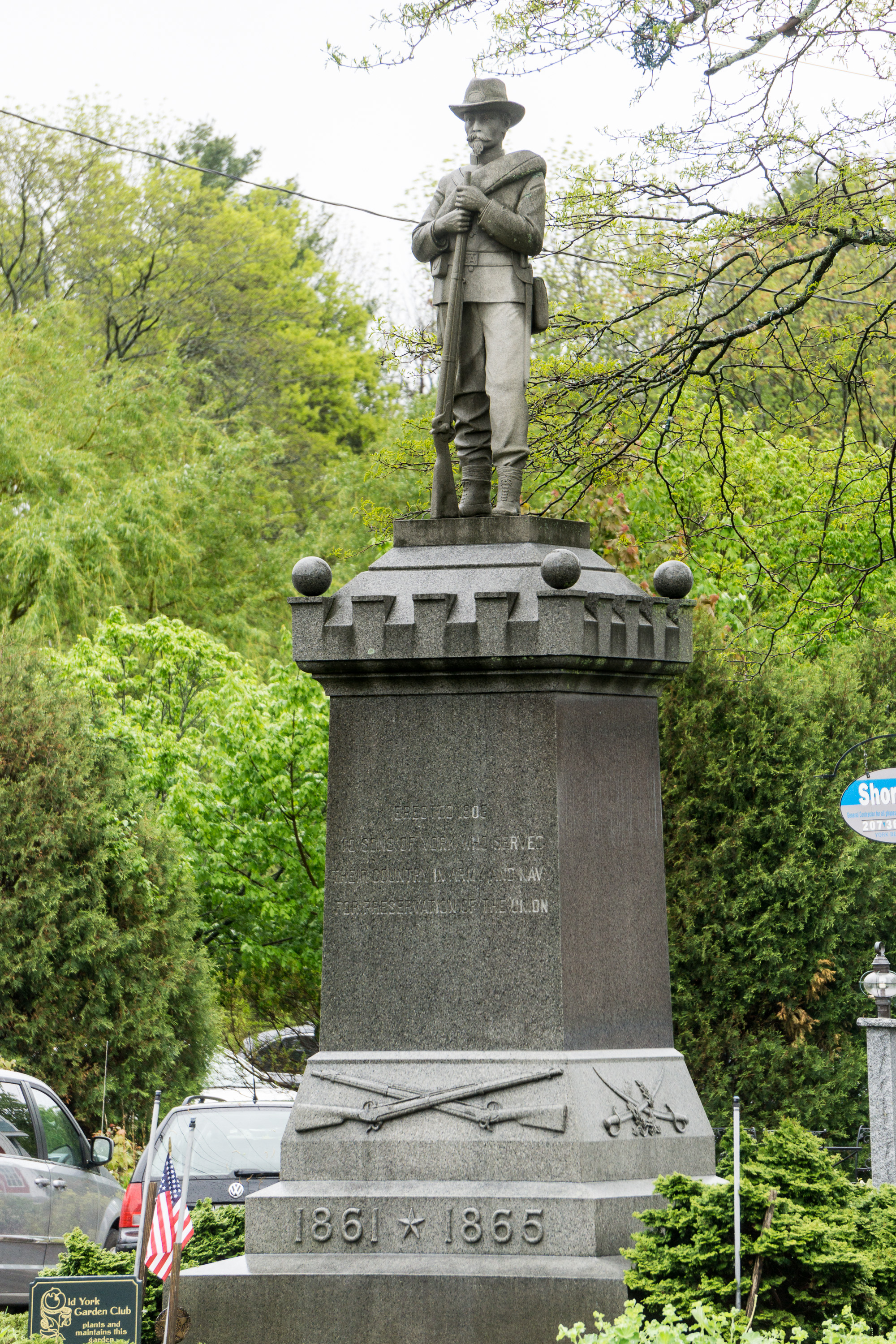
York (Maine)

## Maryland
- Maryland

La statua intitolata The American Volunteer dello scultore Carl H. Conrads nel cimitero dell'Antietam National Battlefield, luogo ove si svolse la battaglia di Antietam; completata nel 1876 e dedicata 4 anni più tardi a Sharpsburg (Maryland).
L'Union Soldiers and Sailors Monument nel Wyman Park di Baltimora, opera in bronzo, granito e marmo dello scultore tedesco americano Adolph Alexander Weinman, inaugurata nel 1906.

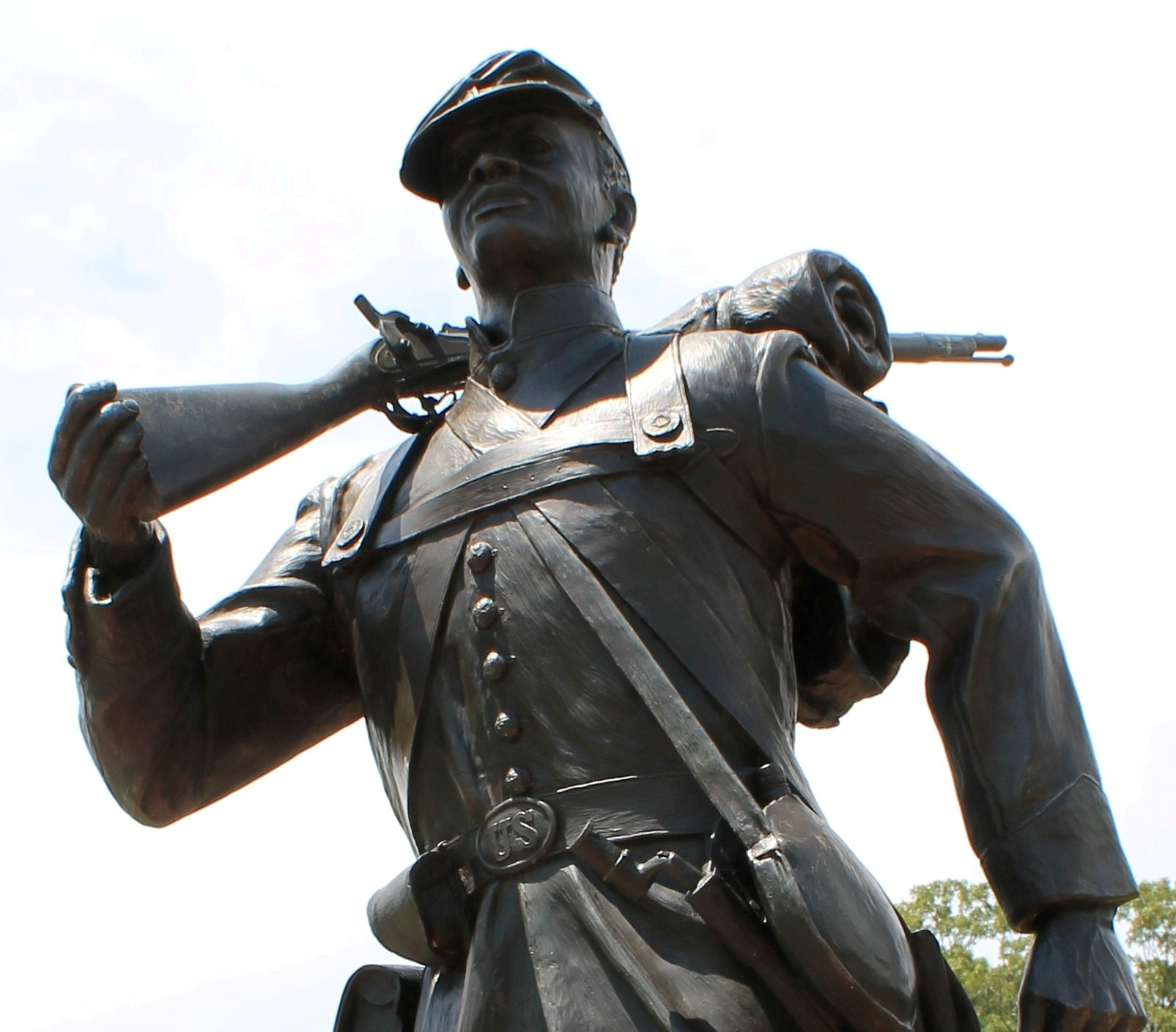
Primo piano della United States Colored Troops Memorial Statue di Lexington Park

La United States Colored Troops Memorial Statue di Lexington Park, completata e dedicata nel 2012 alla memoria di William Henry Barnes (1840/1845–1866) e James H. Harris (1828–1898): due afroamericani che ricevettero la Medal of Honor nel corso della battaglia di Chaffin's Farm (29-30 settembre 1864).

## Massachusetts
- Massachusetts

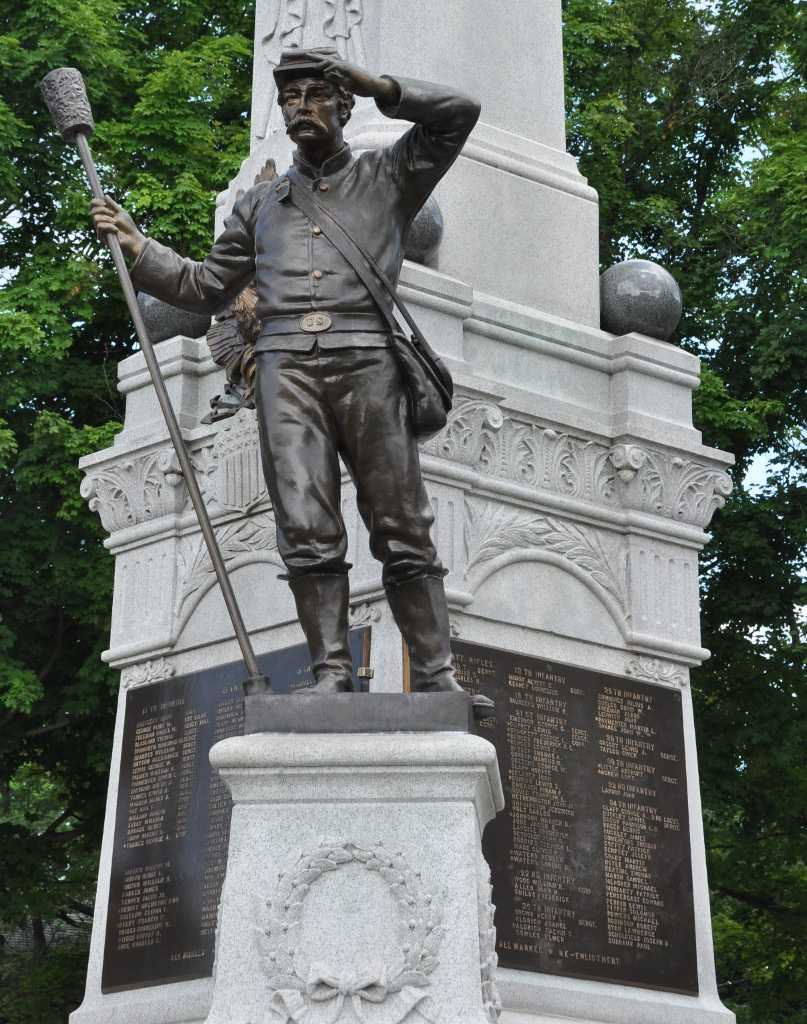
Dettaglio del Civil War Memorial di Framingham raffigurante un artigliere.

Il Civil War Memorial di Framingham, opera del 1872 dello scultore Martin Milmore (1844–1883).
Il Soldiers' Monument di Worcester (Massachusetts), risalente al 1874.
Il Soldiers and Sailors Monument del parco cittadino di Boston, realizzato tra il 1874 e il 1877.

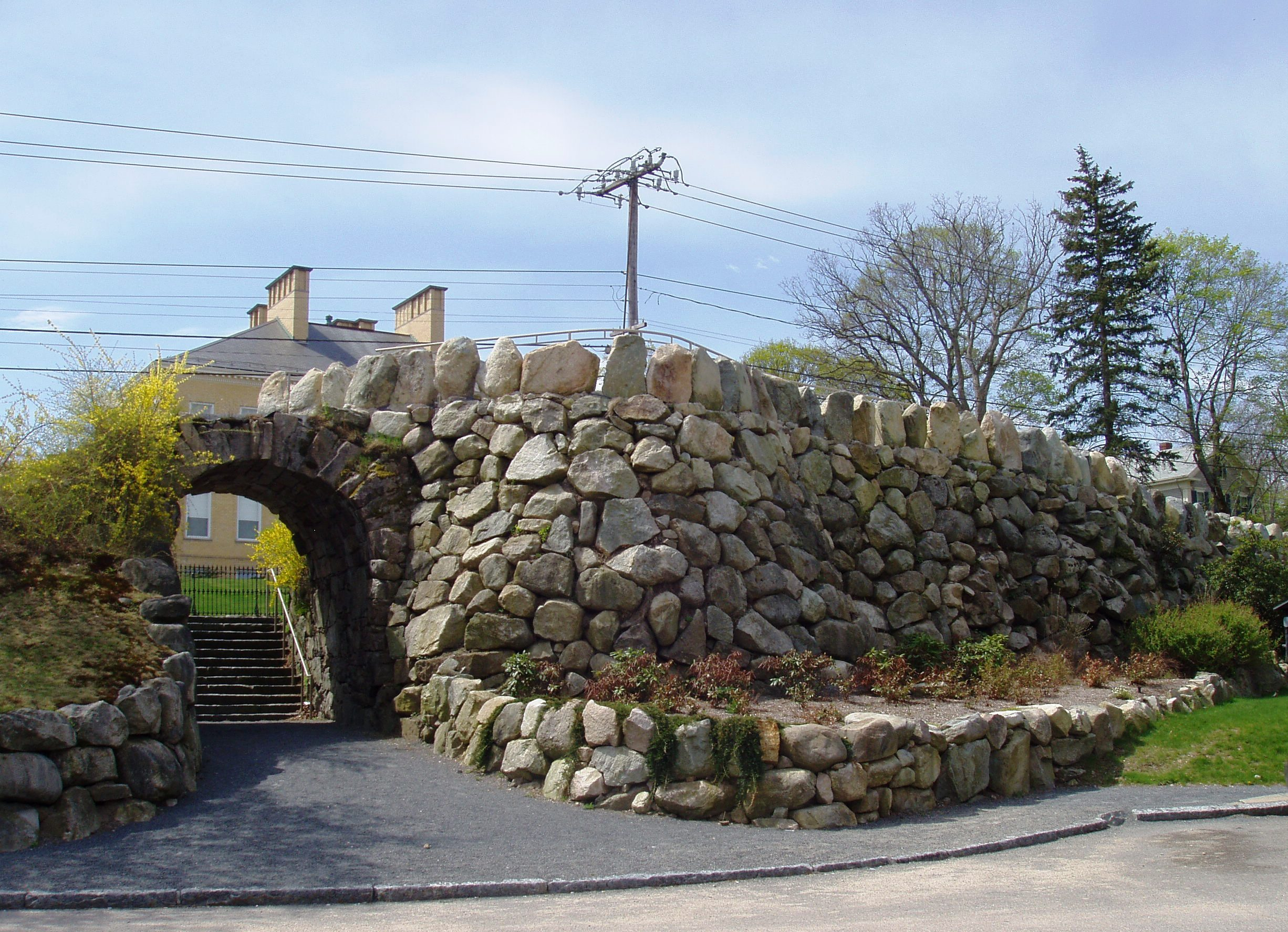
"The Rockery".

The Rockery di Frederick Law Olmsted a Easton (Massachusetts), risalente al 1882.
Il Robert Gould Shaw Memorial di Boston dedicato a Robert Gould Shaw - colonnello del 54th Massachusetts Infantry Regiment, il primo nella storia americana ad essere composto interamente da afroamericani - (caduto il 18 luglio 1863 nella battaglia di Fort Wagner); opera di Augustus Saint-Gaudens realizzata nel 1884.

Il Civil War Memorial di Webster (Massachusetts), inaugurato nel 1907.

## Michigan
- Michigan

Il "Michigan Soldiers' and Sailors' Monument" a Detroit, opera dello scultore Randolph Rogers risalente al 1867.
Il Civil War Memorial di Adrian (Michigan), del 1870.

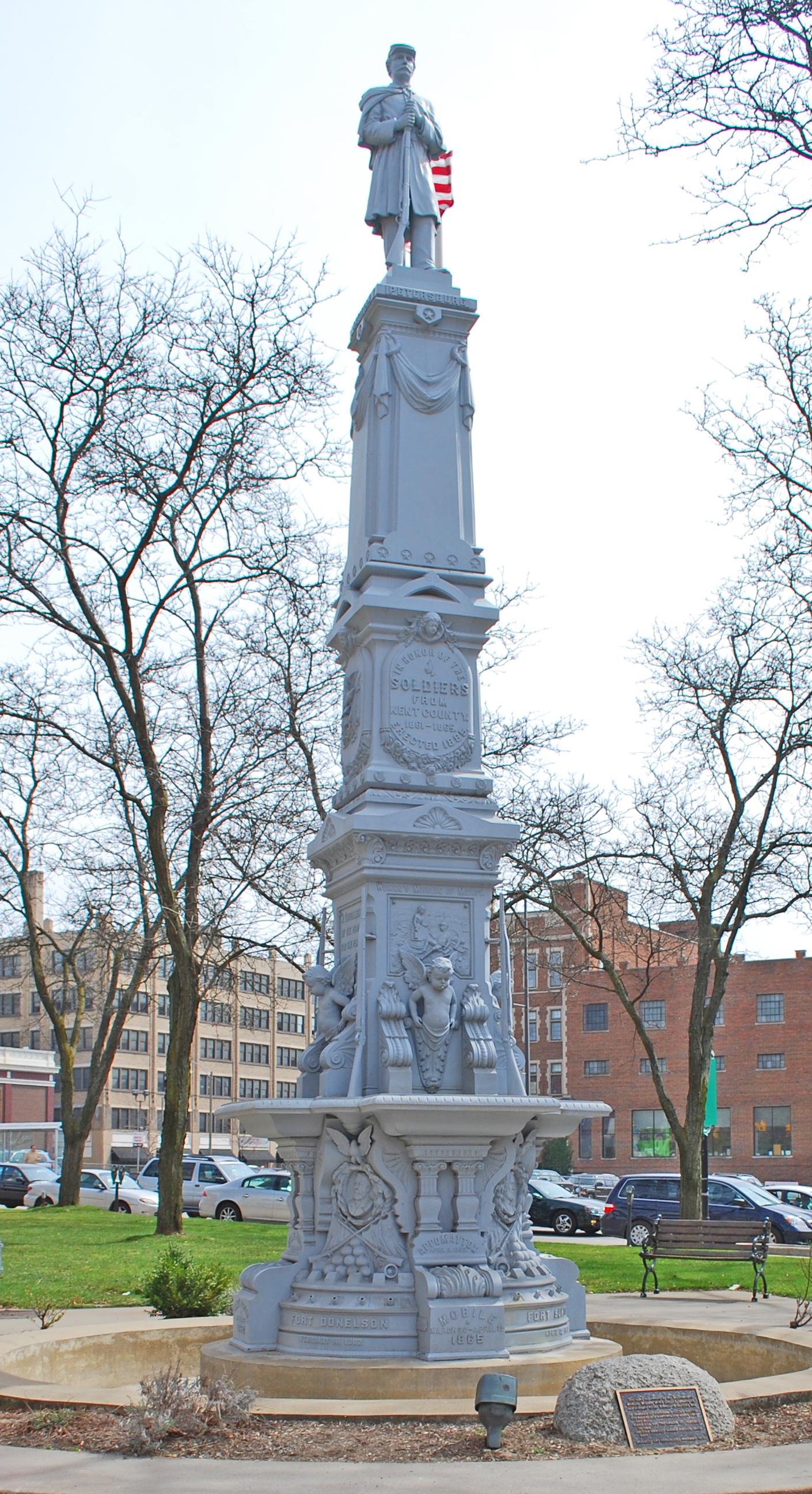
Il "Kent County Civil War Monument" di Grand Rapids (Michigan).

Il Kent County Civil War Monument a Grand Rapids (Michigan), risalente al 1885.
Il Defense of the Flag di Withington Park a Jackson (Michigan), opera dello scultore Lorado Taft risalente al 1904.
L'Abraham Lincoln Monument di Ypsilanti (Michigan), opera dello scultore Samuel Cashwan (1900–1988) del 1938.
La città di Grant (Michigan)

## Minnesota
- Minnesota

La contea di Grant (Minnesota) prende il nome da Ulysses S. Grant.
La città di Grant (Minnesota).

## Mississippi
- Mississippi

Il Monumento dedicato alle "United States Colored Troops (1st e 3rd Mississippi Infantry) al "Vicksburg National Military Park. L'iscrizione recita: "Commemorazione per il servizio della 1ª e 3d fanteria del Mississippi, discendenti africani e di tutti i Mississippiani di discendenza africana che hanno partecipato alla campagna di Vicksburg".
Monumento in onore del 18th Wisconsin Volunteer Infantry Regiment al "Vicksburg National Military Park".
Monumento dedicato all'ammiraglio David G. Farragut al "Vicksburg National Military Park", opera dello scultore Henry Hudson Kitson.
L'"Illinois Memorial" al "Vicksburg National Military Park". Commemora i 36.325 soldati dell'Illinois che hanno partecipato all'assedio di Vicksburg; ha 47 gradini, uno per ogni giorno in cui Vicksburg (Mississippi) è rimasta sotto assedio.

Il "Kentucky memorial" composto da statue bronzee di Abraham Lincoln e Jefferson Davis, entrambi nativi del Kentucky, al "Vicksburg National Military Park".

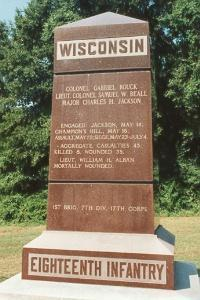
18th Wisconsin Volunteer Infantry Regiment , Vicksburg
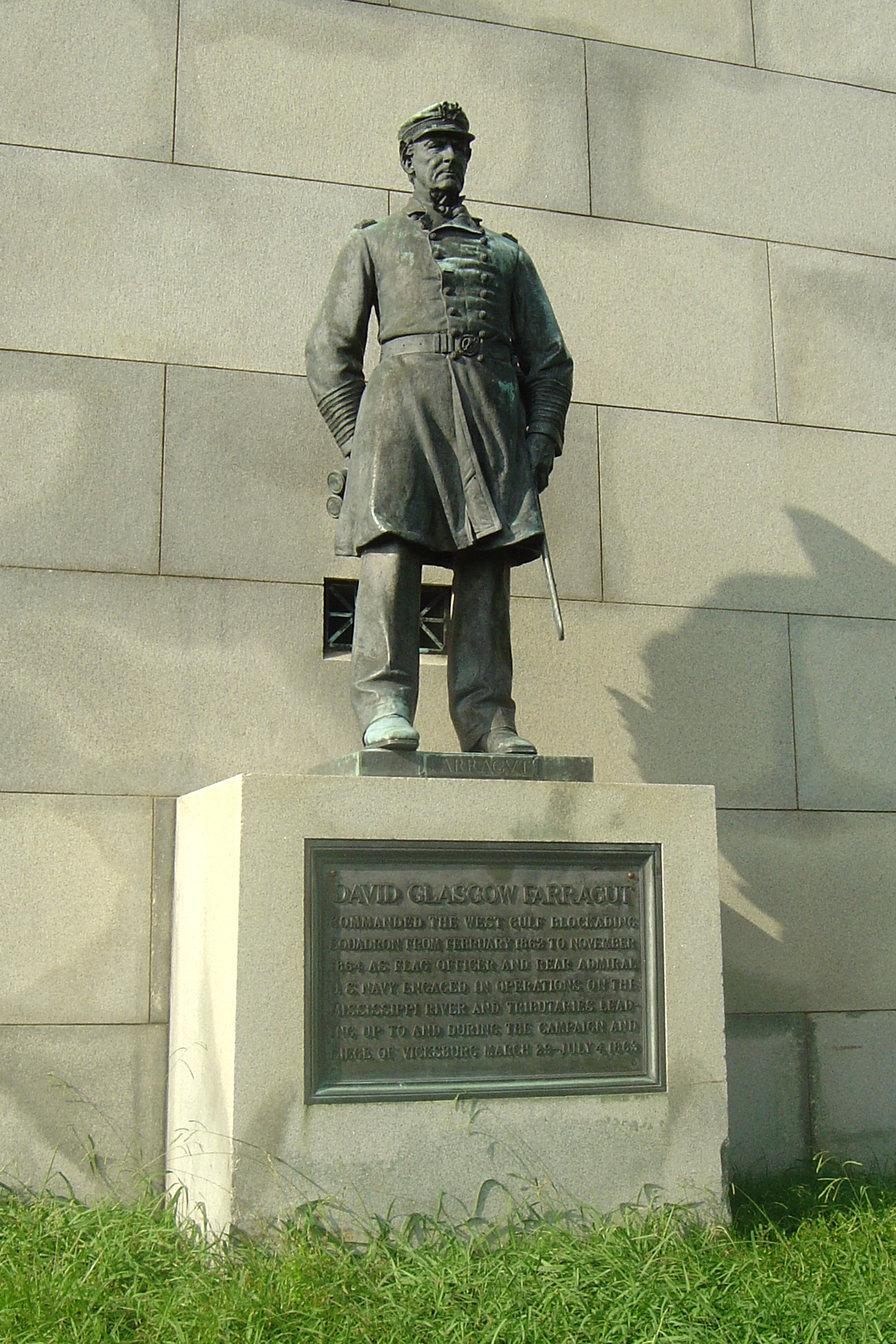
David G. Farragut Monument, Vicksburg
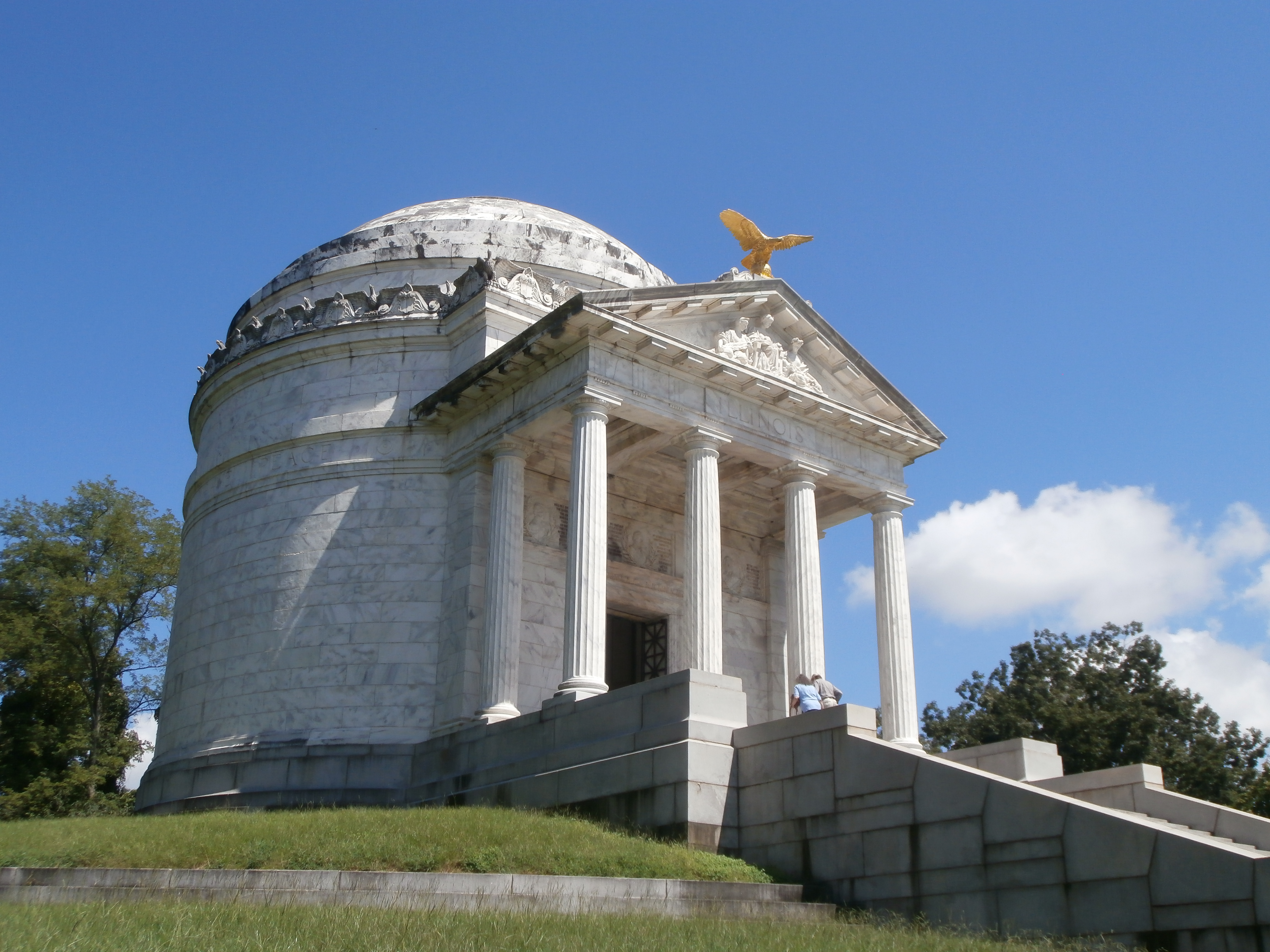
"Illinois Memorial", Vicksburg
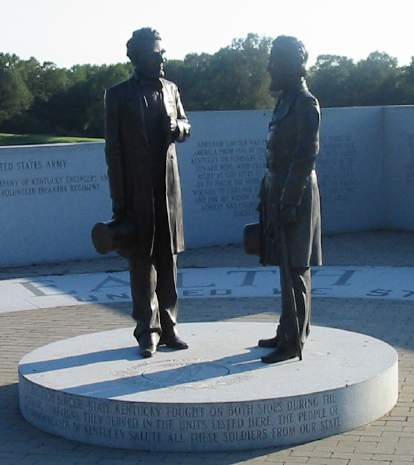
"Kentucky Memorial", Vicksburg

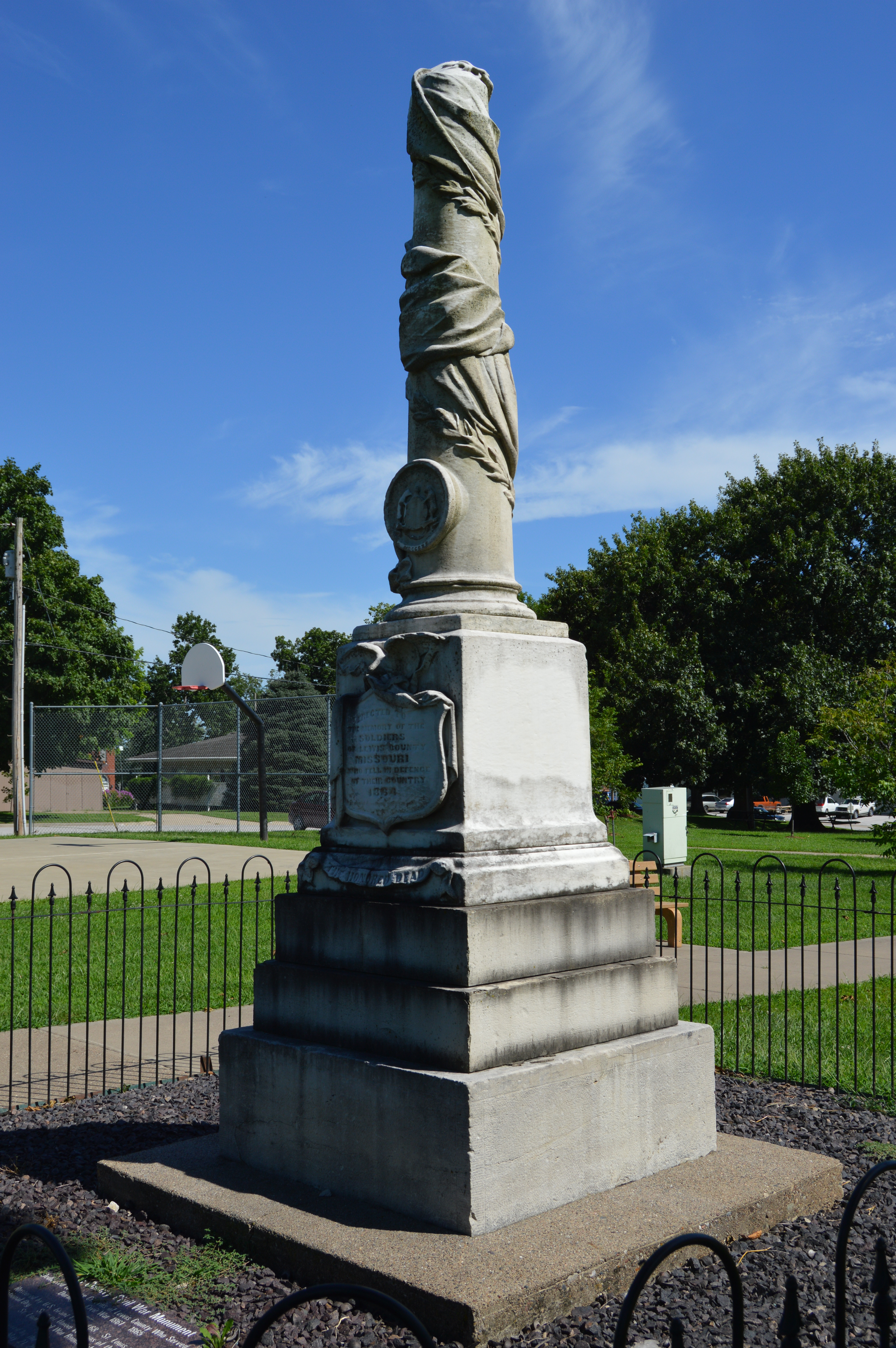
Il monumento unionista di La Grange (Missouri).

## Missouri
- Missouri

Il comune di Grant City, fondato nel 1864.
La città di Lincoln (Missouri), fondata nel 1866.

## Montana
- Montana

La contea di Garfield (Montana) porta il nome del presidente James A. Garfield.

## Nebraska
- Nebraska

La capitale statale Lincoln (Nebraska), ribattezzata nel 1868 in onore del presidente.
La contea di Garfield (Nebraska)
La contea di Grant (Nebraska)
La città di Grant (Nebraska).
La statua Abraham Lincoln (French 1912) al Campidoglio (Lincoln), opera di Daniel Chester French.

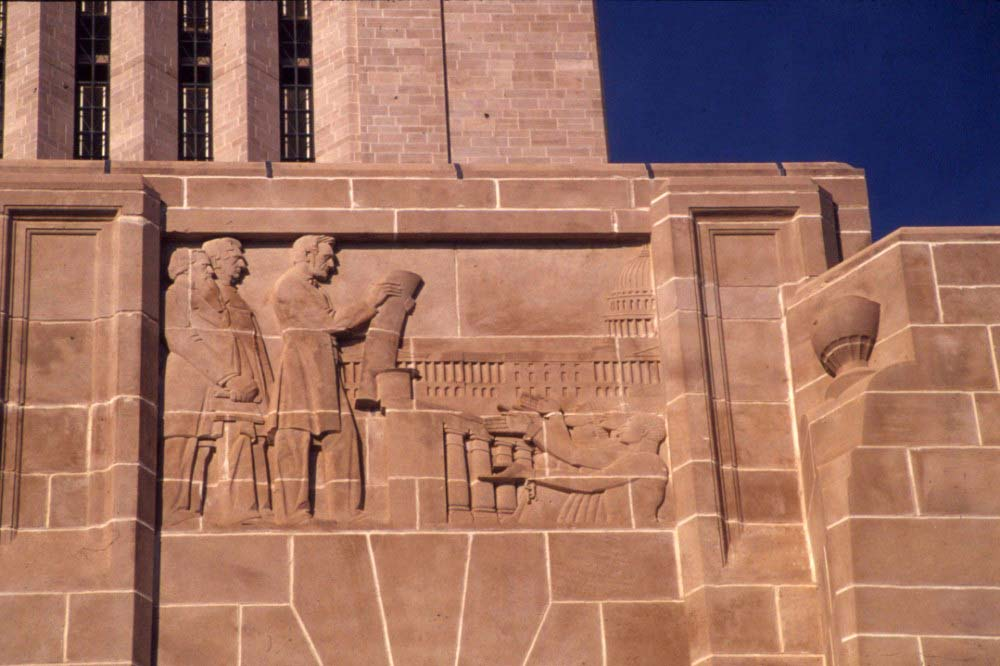
Il pannello dedicato al ricordo del proclama di emancipazione nel Campidoglio (Lincoln).

Il pannello dedicato al ricordo del proclama di emancipazione nel Campidoglio (Lincoln), opera dello scultore Lee Lawrie inaugurata nel 1932.

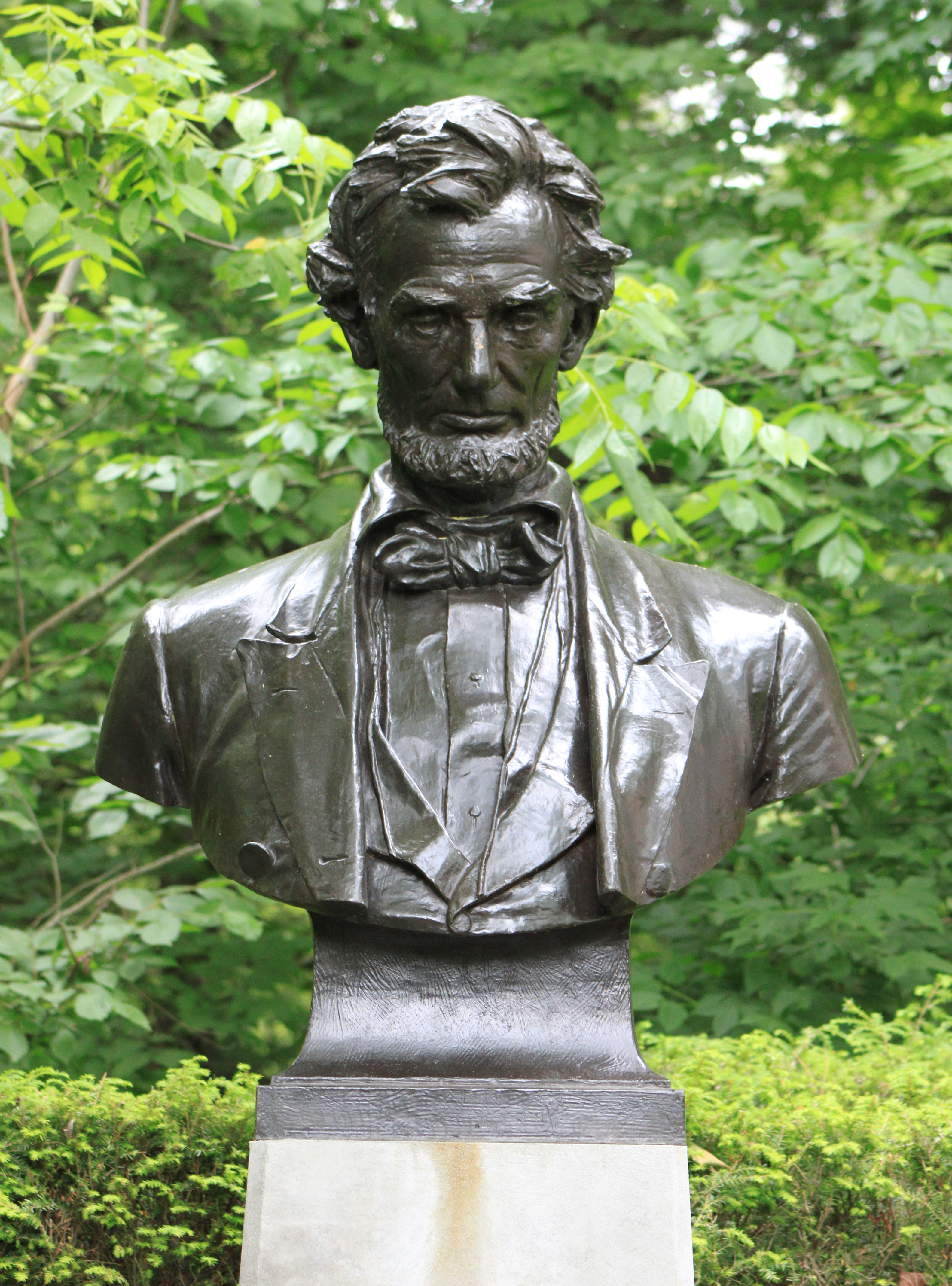
Il Busto di Abraham Lincoln a Cornish (New Hampshire), opera di Augustus Saint-Gaudens.

L'Università del Nebraska-Lincoln.

## New Hampshire
- New Hampshire

Un pezzo separato del "Robert Gould Shaw Memorial" si trova presso il "Saint-Gaudens National Historic Site" a Cornish (New Hampshire), originariamente posizionato nel 1897.

## New Jersey
- New Jersey

La Seated Lincoln a Newark.
La "Lincoln Tech", istituzione scolastica professionale fondata nel 1946 a West Orange (New Jersey).

## New York
- New York

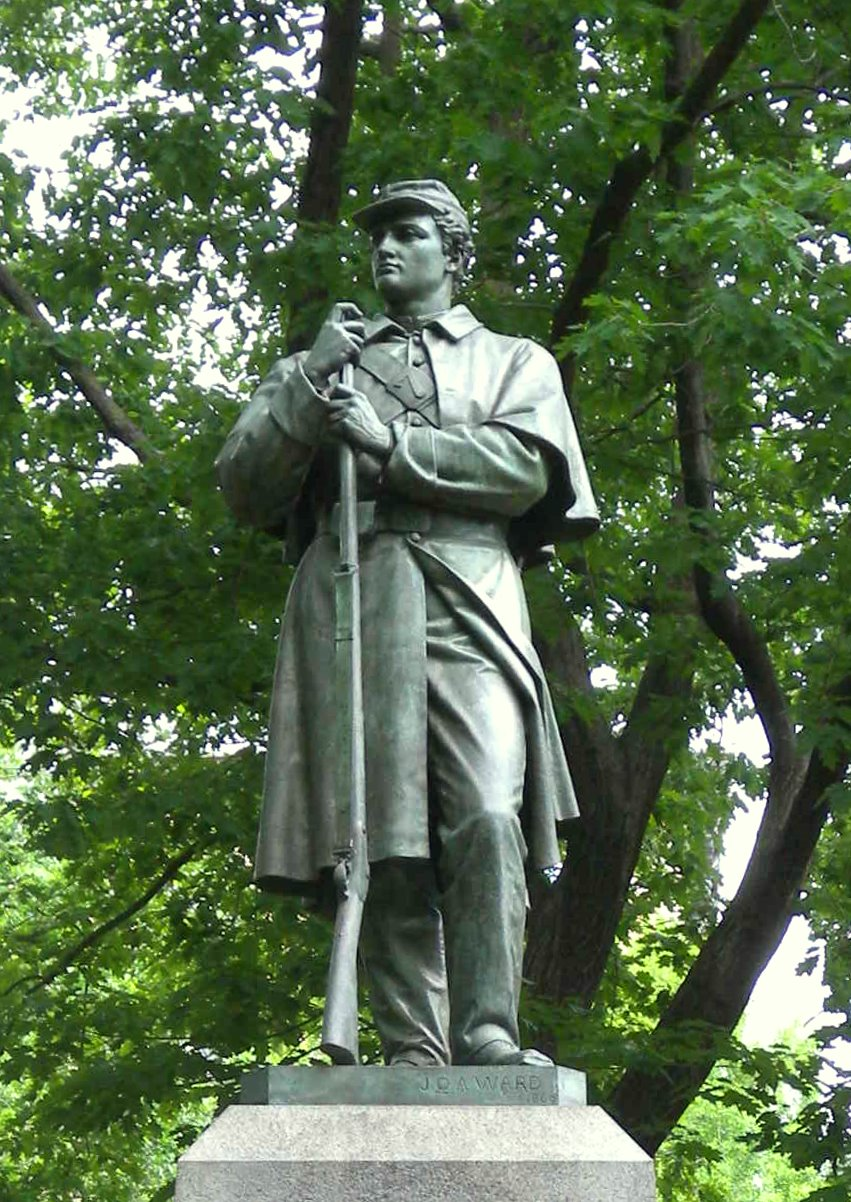
Particolare del "Seventh Regiment Memorial" di New York.

- Il "Seventh Regiment Memorial" di New York, opera dello scultore John Quincy Adams Ward risalente al 1869/1874.
- Il "Soldiers' and Sailors' Arch"[183][184] di Brooklyn, un arco di trionfo opera di Frederick Law Olmsted risalente al 1892.
- La William Tecumseh Sherman (Saint-Gaudens) nella Grand Army Plaza di Manhattan, opera di Augustus Saint-Gaudens risalente al 1902.
- Il "Soldiers' and Sailors' Monument" di Manhattan inaugurato nel 1902.
- La "Abraham Lincoln High School" di Brooklyn (1929).
- Il General Grant National Memorial.

Il "Soldiers and Sailors Monument" di Buffalo, opera dello scultore Caspar Buberl risalente al 1882.
Il "Lewis County Soldiers' and Sailors' Monument" di Lowville (New York) nella contea di Lewis (New York), risalente al 1883.
Il "Soldiers and Sailors Monument" di Troy (New York), opera di James Edward Kelly risalente al 1890.
Il "Soldiers and Sailors Monument" di Syracuse (New York), inaugurato nel 1910.
Il "Grant Cottage State Historic Site" a Moreau (New York).

La "Lincoln High School" di Yonkers (1953).

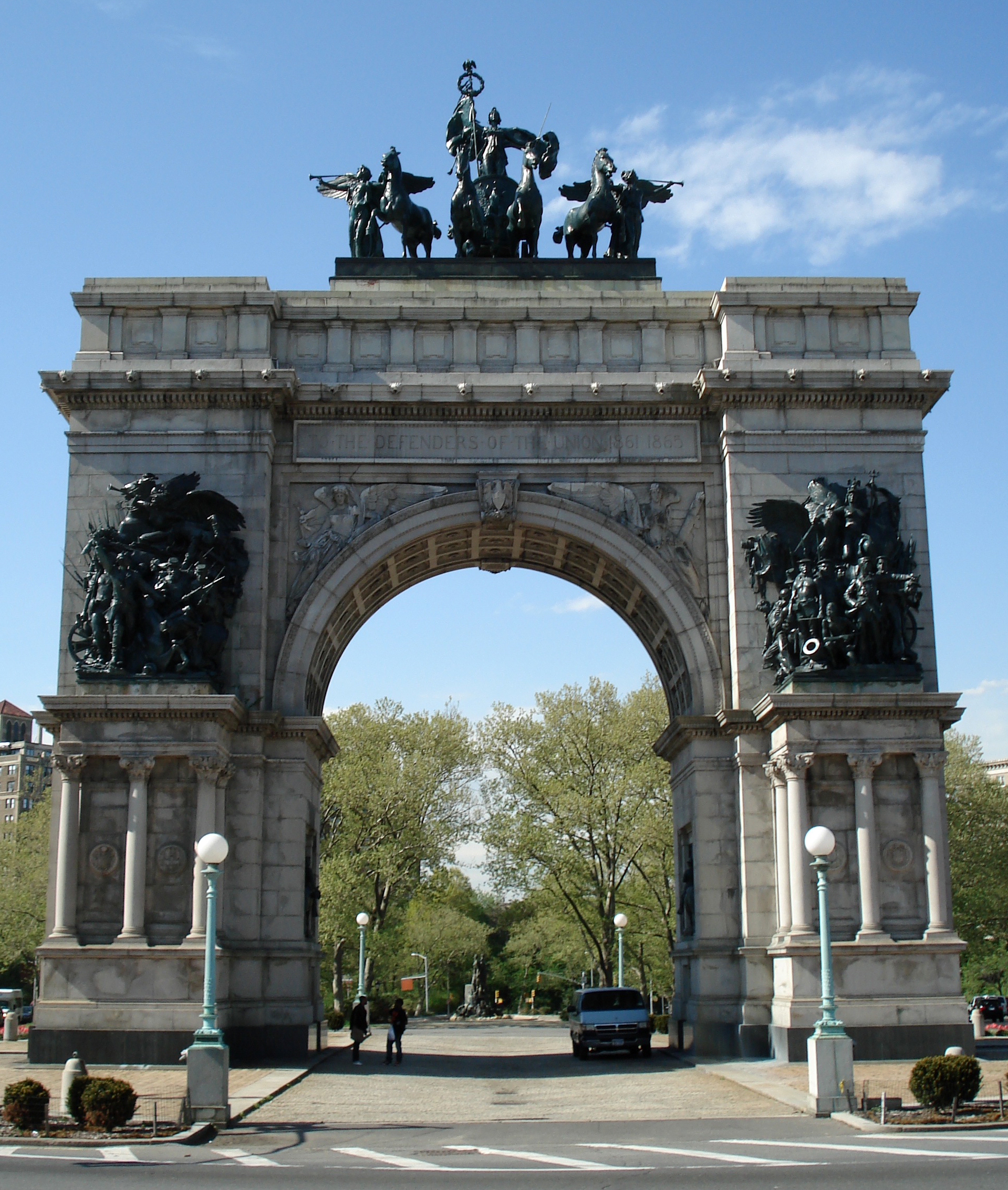
Il "Soldiers' and Sailors' Arch" di Brooklyn
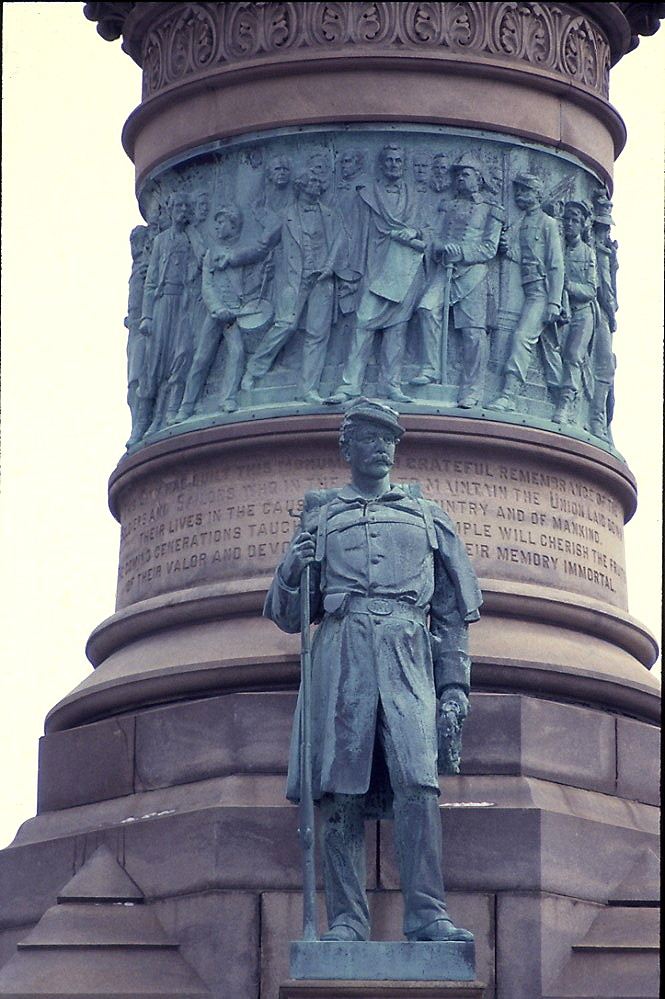
Buffalo
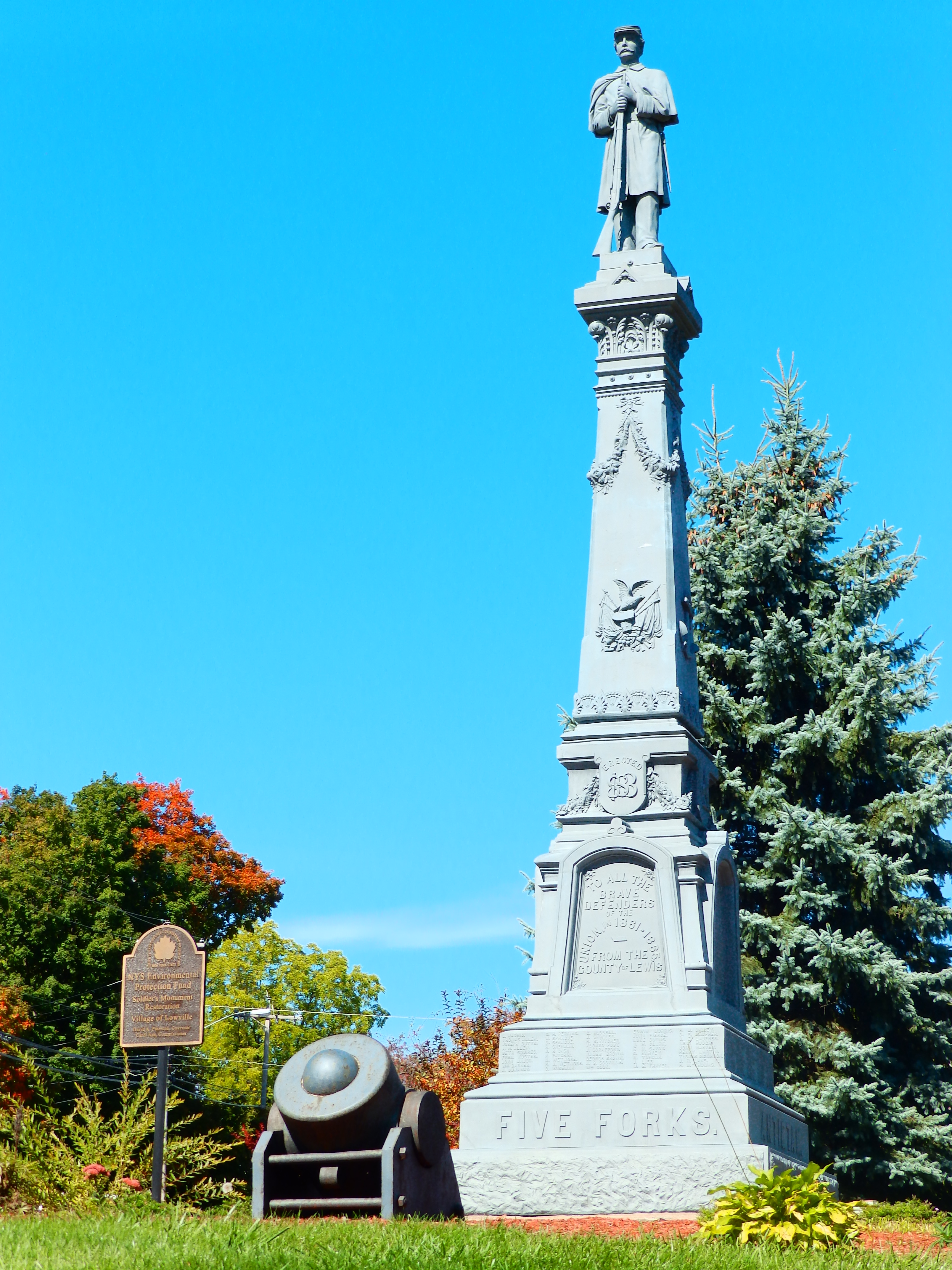
Il "Lewis County Soldiers' and Sailors' Monument" di Lowville (New York)
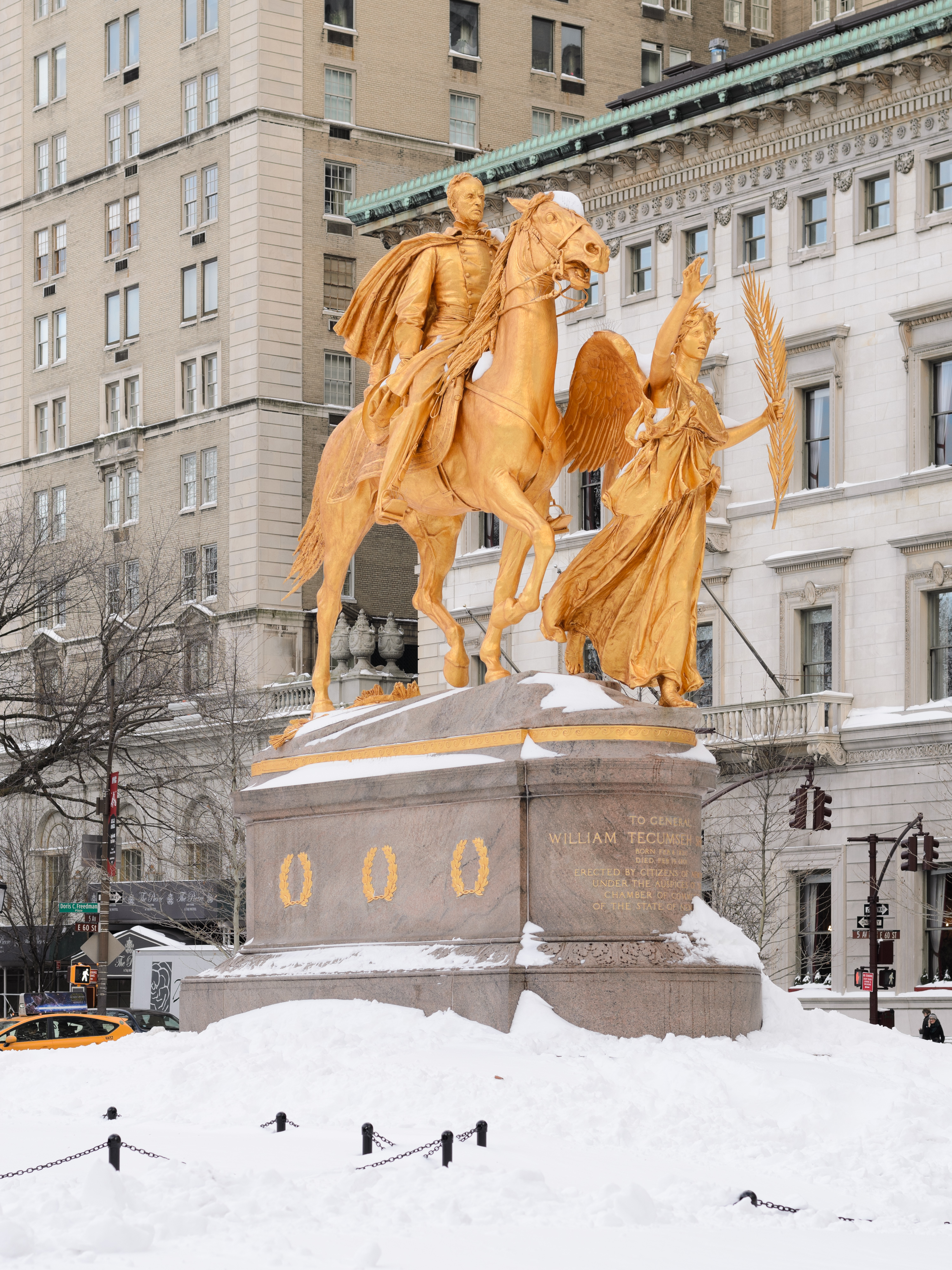
La William Tecumseh Sherman (Saint-Gaudens) di Manhattan
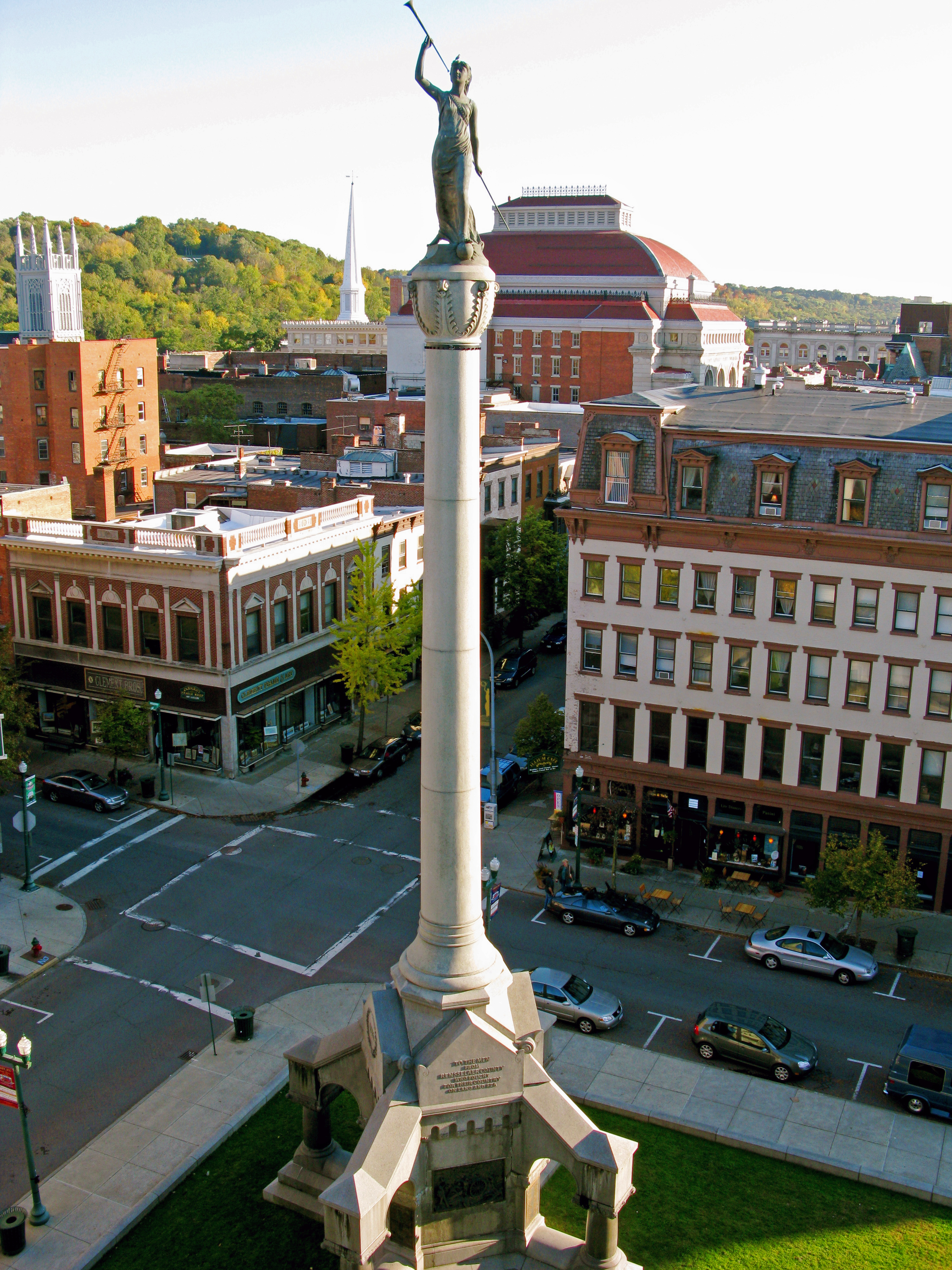
Il "Soldiers and Sailors Monument" di Troy (New York)

## Nuovo Messico
- Nuovo Messico

La Contea di Grant (Nuovo Messico)
La Contea di Lincoln (Nuovo Messico), creata nel 1869.

## Ohio

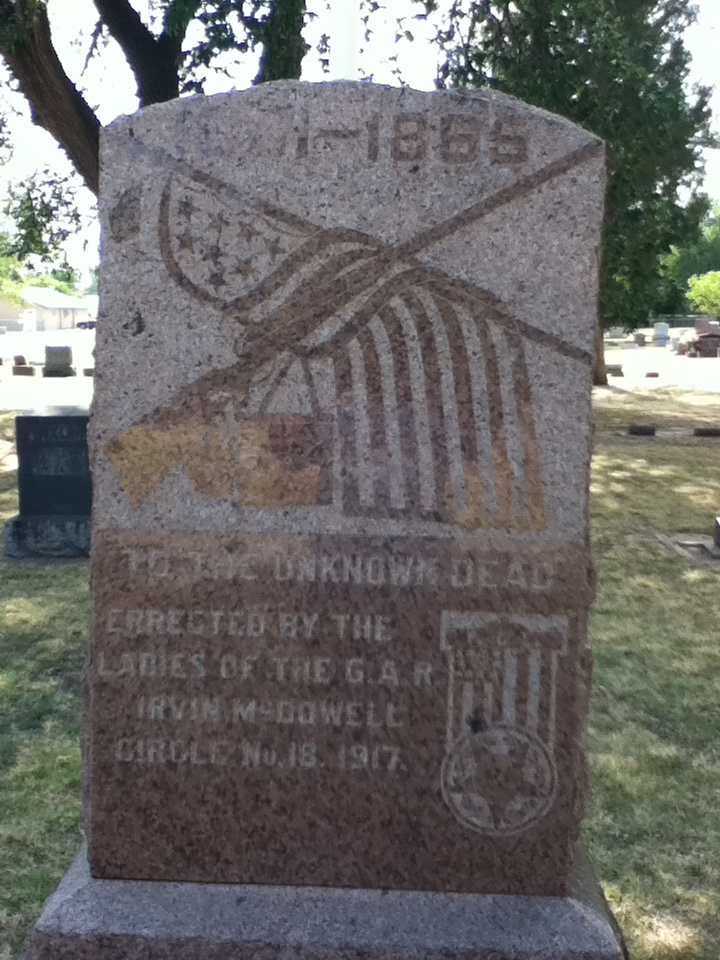
Lapide in onore di un milite Ignoto unionista a Enid (Oklahoma).

- Ohio

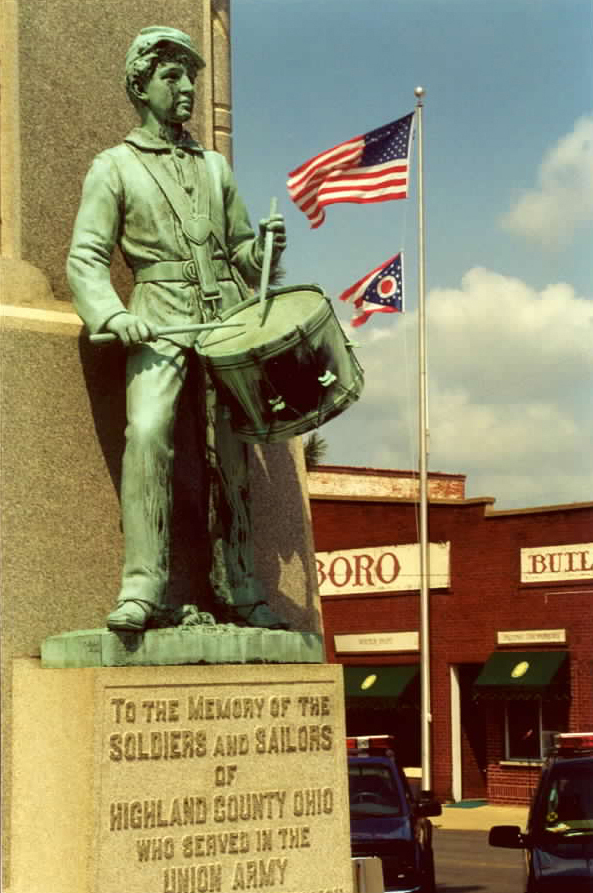
Il "Soldiers and Sailors Memorial" di Hillsboro (Ohio).

Lo "Jewish Civil War Memorial" di Cincinnati nel cimitero ebraico cittadino.
La "Circleville Memorial Hall" di Circleville (Ohio), risalente al 1871 circa.
Il "Civil War Soldiers Monument" di Dayton (Ohio), risalente al 1884.
Il "Soldiers' and Sailors' Monument" di Cleveland, risalente al 1894.
La statua equestre in onore di Philip Henry Sheridan a Somerset (Ohio), opera dello scultore Carl Heber inaugurata nel 1905. La figura in cima al monumento è stata sostituita da una versione in bronzo dello stesso pezzo a partire dal 1993.
La "Dayton Memorial Hall", che commemora la guerra civile e altre guerre, dedicata nel 1910.
La Abraham Lincoln (Barnard) di Cincinnati risalente al 1917.
Il "These Are My Jewels monument" di Columbus (Ohio)

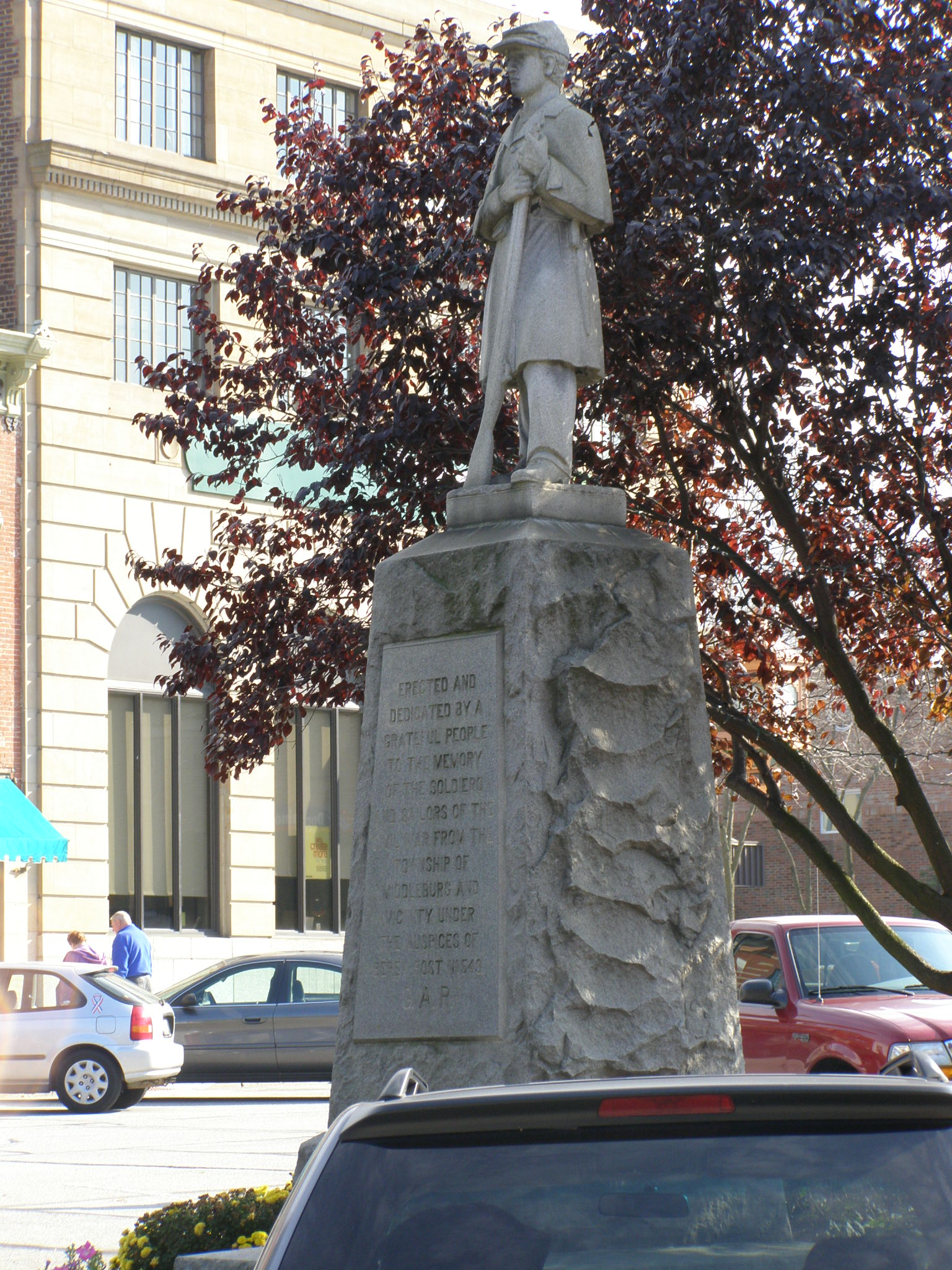
Berea (Ohio)
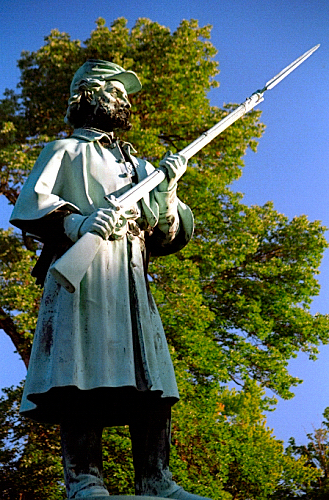
La sentinella dello "Spring Grove Cemetery" a Cincinnati
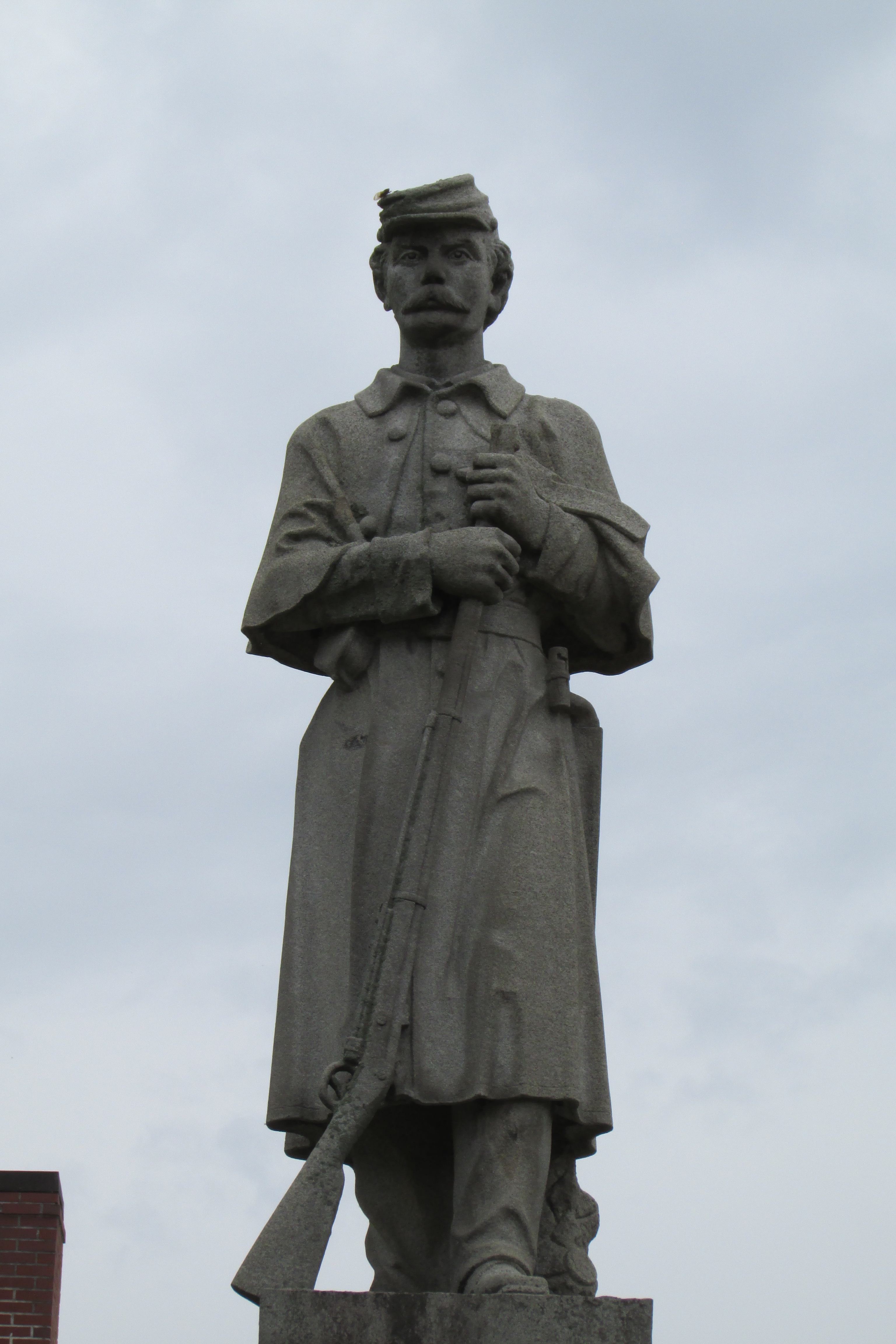
Millersburg (Ohio).
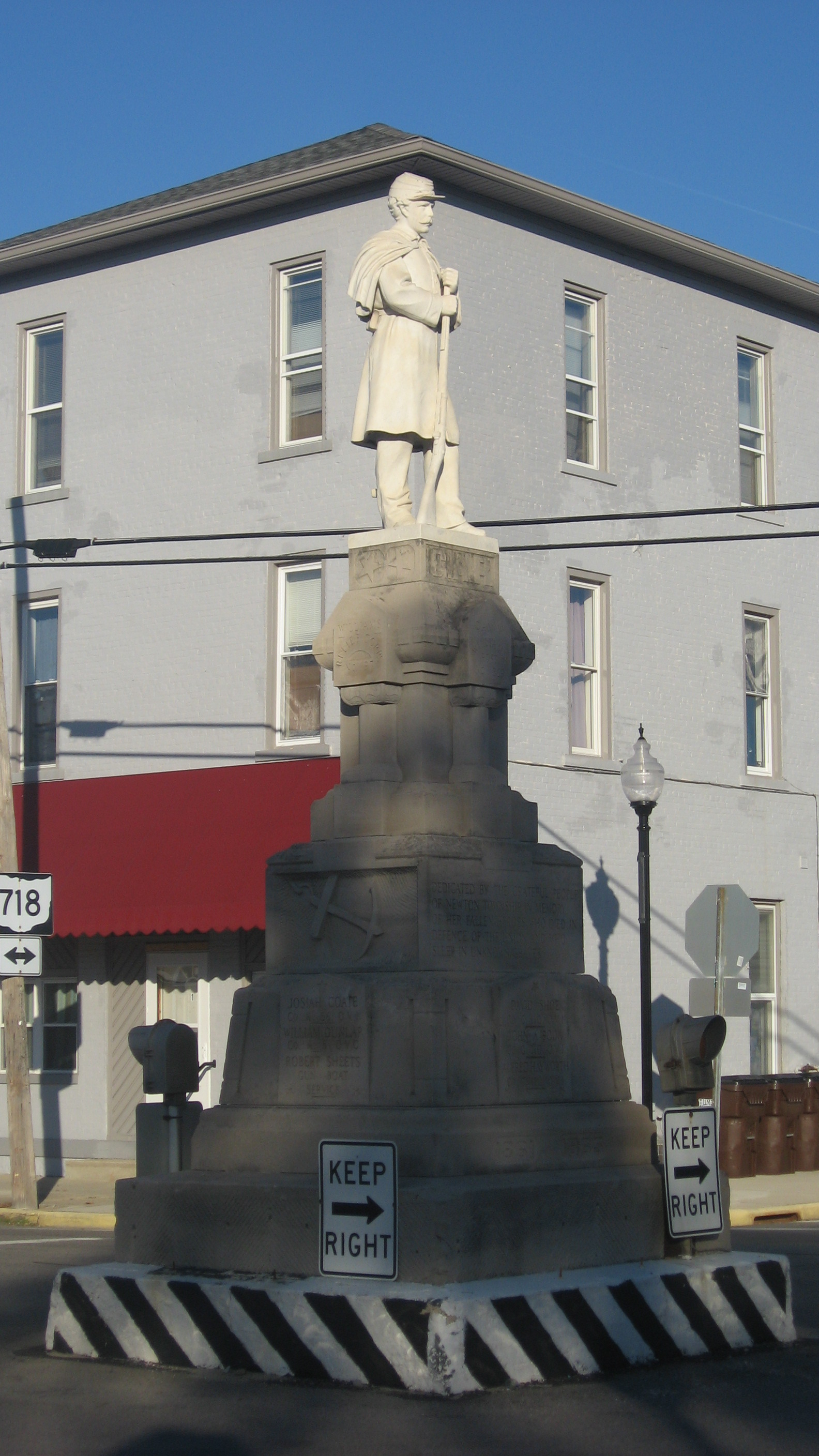
Pleasant Hill (Ohio)

## Oklahoma
- Oklahoma

A Ardmore (Oklahoma): Monumento dell'Unione davanti alla casa dei veterani (vecchia casa confederata).
A Enid (Oklahoma): Monumento dell'Unione nel cimitero di Enid dedicato al milite Ignoto (1917).
A Miami (Oklahoma): Monumento in onore de soldati morti al cimitero del GAR.
A Oklahoma City: l'"Union Monument" nel cimitero di Fairlawn (Ohio) del GAR (1918), successivamente ampliato con una nuova targa per onorare tutti i soldati statunitensi.
A Rentiesville: il "Monument to Union Soldiers" nell'"Honey Springs Battlefield" (1986).
La contea di Garfield (Oklahoma).
La contea di Grant (Oklahoma).
Fort Blunt a Fort Gibson (Oklahoma), ribattezzato per onorare la memoria del maggior generale James Gillpatrick Blunt.

## Oregon

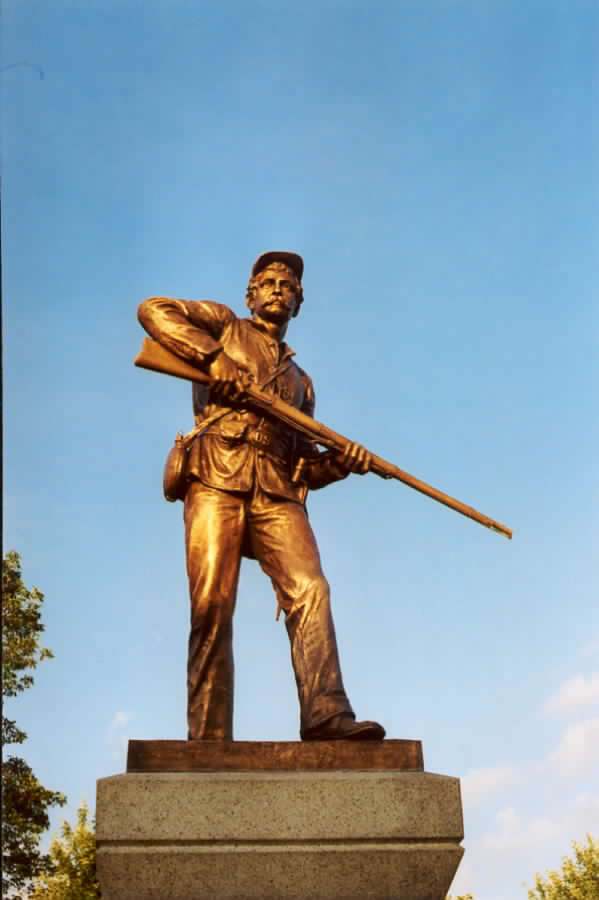
Il "111th NY Infantry Monument" di Gettysburg (Pennsylvania).

- Oregon

La contea di Grant (Oregon)

## Pennsylvania
- Pennsylvania

Il "Soldiers' National Monument" al Cimitero nazionale di Gettysburg, opera di Randolph Rogers dedicata nel 1869.

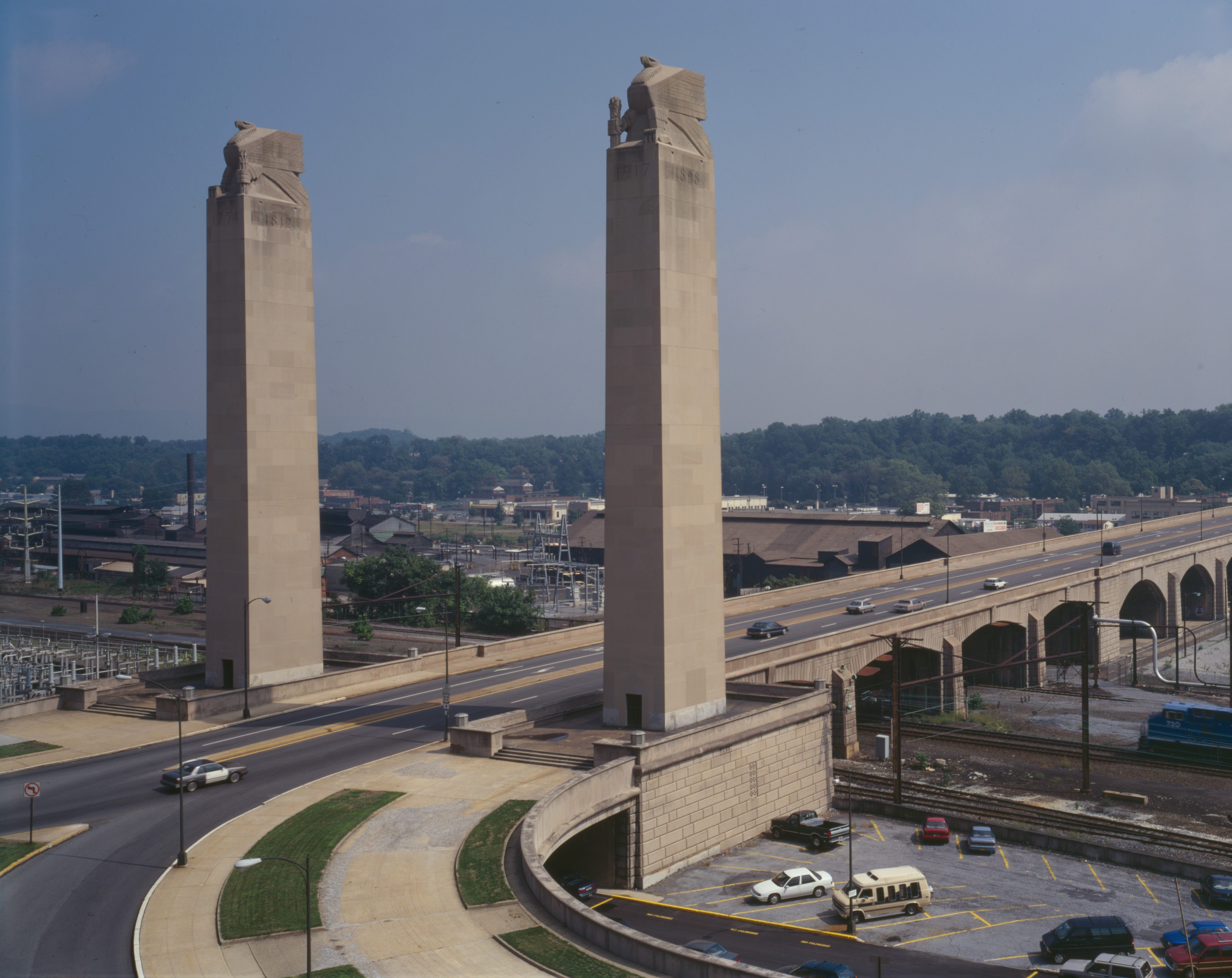
Il "Soldiers and Sailors Memorial Bridge" di Harrisburg.

Il "Soldiers and Sailors Monument" di Lancaster (Pennsylvania), risalente al 1874 ma commissionato due anni prima.
Il "Soldier's Monument" di York (Pennsylvania), opera dello scultore Martin Milmore risalente al 1874.
Il "Dauphin County Veteran's Memorial Obelisk" di Harrisburg, completato entro il 1876.
Statua dedicata al Colonnello Augustus van Horne Ellis, facente parte del "124th New York Infantry Monument" (1884).
Il "Thomas Devin Relief, 6th New York Cavalry Monument" (1889), dedicato al Maggior generale Thomas Casimer Devin.
Il "Vermont State Monument"-"Stannard's Vermont Brigade Monument" (1889).

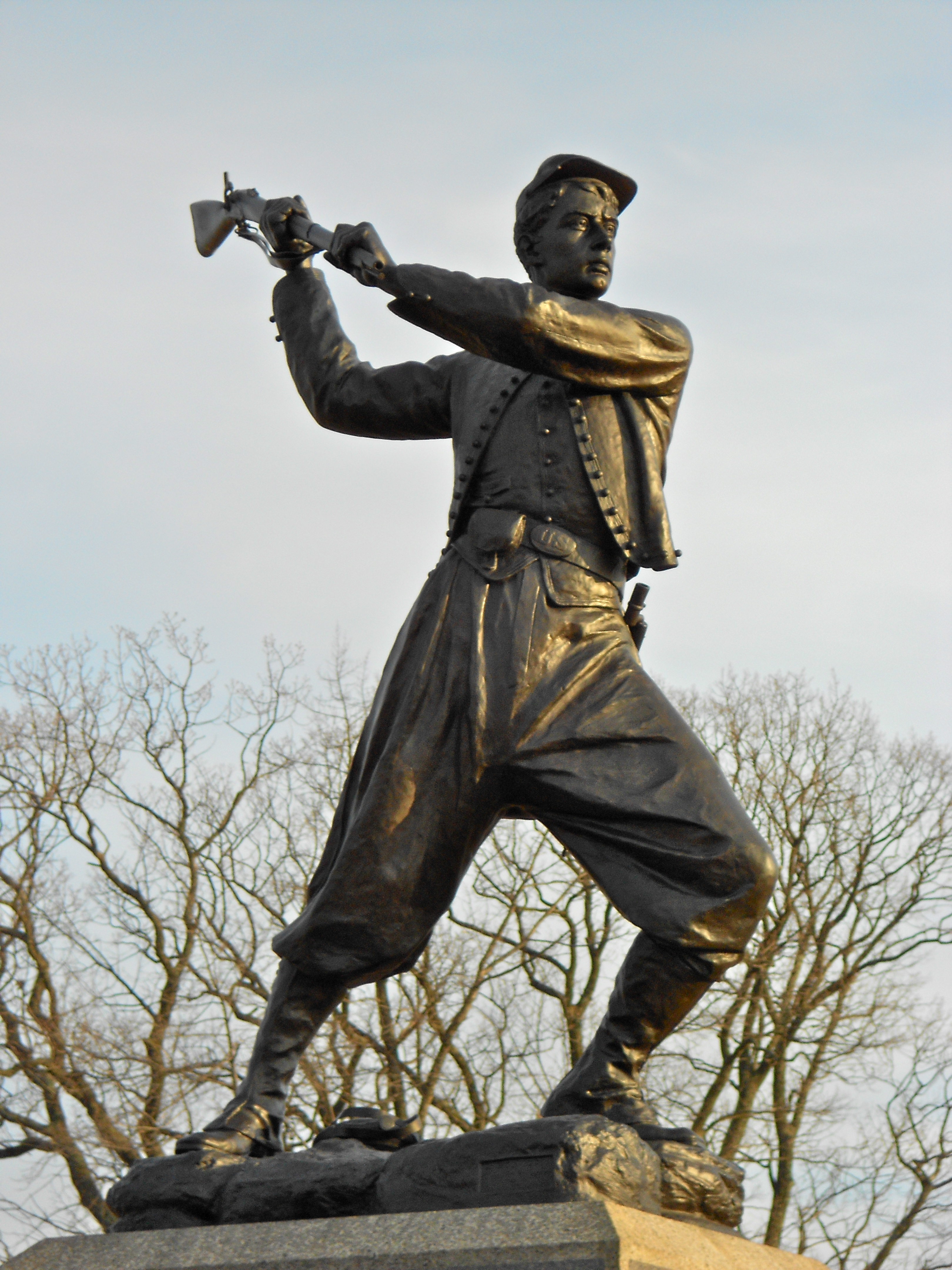
Particolare del "72nd Pennsylvania Infantry Monument", dedicato alla memoria della brigata degli zuavi.

Il "72nd Pennsylvania Infantry Monument" del 1891, al "Gettysburg Battlefield".
Il "44th and 12th New York Infantry Monument" del 1893, primo monumento eretto nel sito dedicato al ricordo della battaglia di Gettysburg dotato di un ponte di osservazione.
Il "New York State Monument" (1893).
La "Captain Henry V. Fuller Marker, 64th New York Infantry" (1894).
Statua dedicata al Maggior generale John Buford (1895).
Lo "Smith Memorial Arch" di Filadelfia, con statue busti collettivi risalenti al 1898-1912.

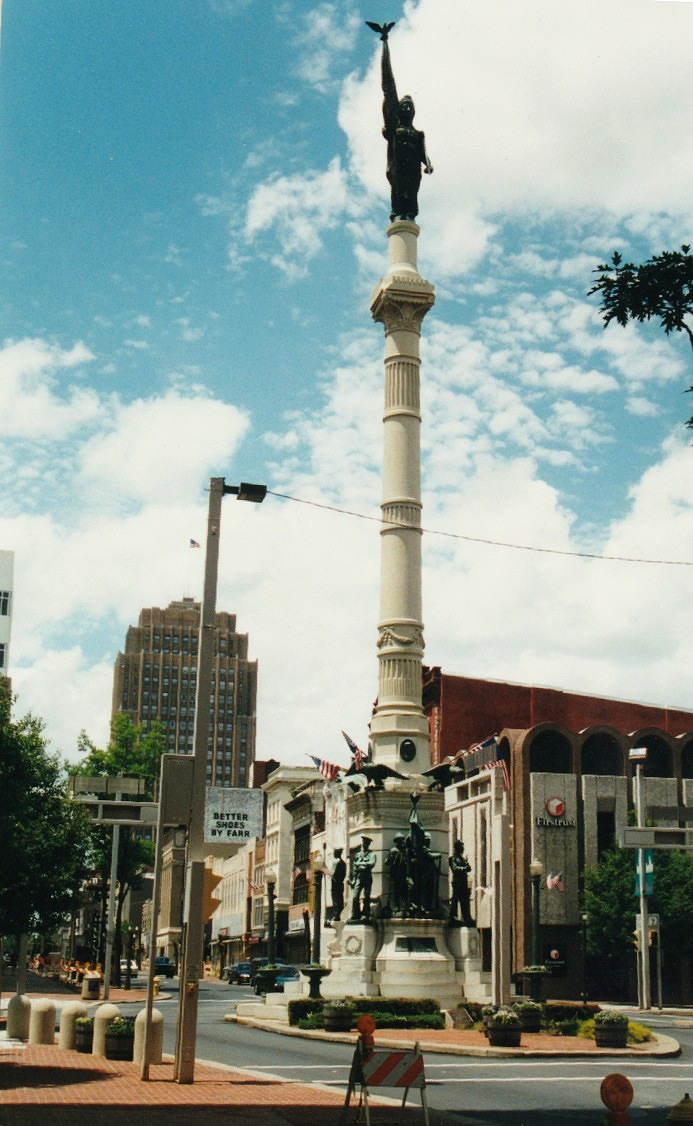
Allentown (Pennsylvania).

Il "Soldiers' and Sailors' Monument" di Allentown (Pennsylvania), opera collettiva di Edward Gallagher Jr., Henry F. Plaschott, Bartholomew Donovan risalente al 1899.
Statua dedicata a John Lawrence Burns (1903).
L'"Army of the Potomac Marker" (1908).
Lo "United States Regulars Monument" (1909).
La "Chaplain Corby of Gettysburg" dedicata al reverendo William Corby, opera dello scultore Samuel Aloysius Murray inaugurata nel 1910.
Memoriale dedicato al ricordo del discorso di Gettysburg pronunciato dal presidente Lincoln al "Gettysburn National Cemetery", progettato da Louis Henrick nel 1912.
Busto di Abraham Lincoln, opera di Henry Kirke Bush-Brown risalente al 1912.
Il "Maj. Gen. Abner Doubledays Headquarters Marker, 1st Corps Headquarters Marker" (1913).
Statua dedicata al generale John White Geary situata a "Culp's Hill", scolpita da Jakob Otto Schweizer (1914 circa).
Statua dedicata al generale Alexander Hays situata a "Ziegler's Grove", scolpita da J. Otto Schweizer (1914 circa).
Statua dedicata al Generale William W. Wells Jr., scolpita da J. Otto Schweizer (1914).

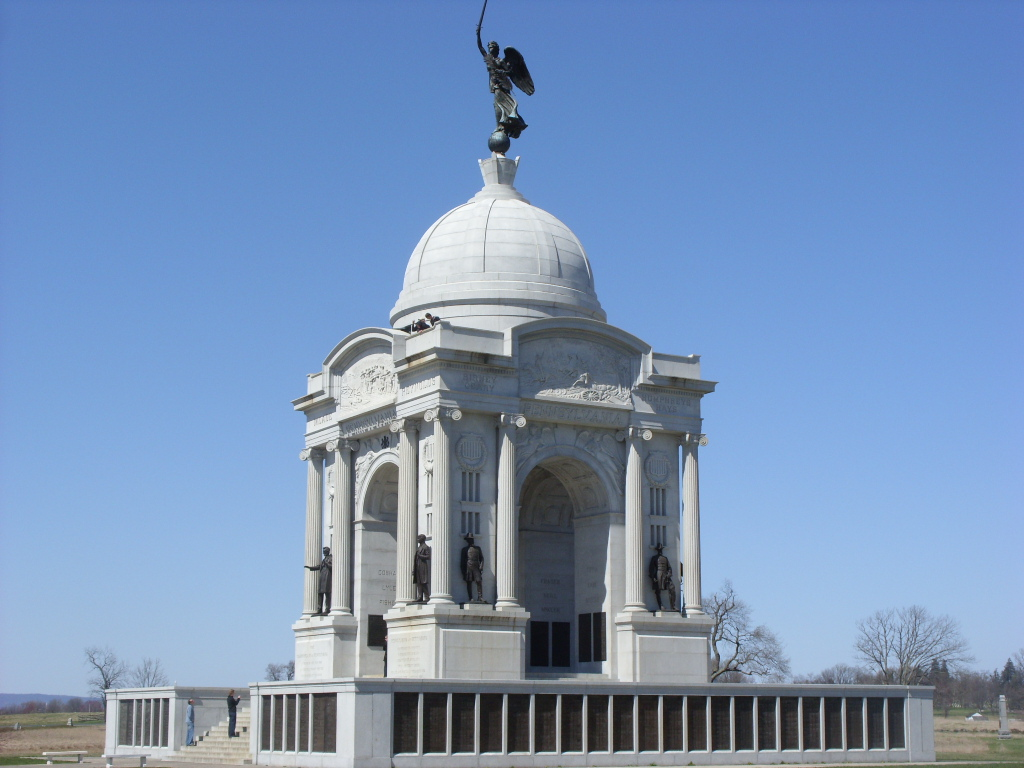
Il "Pennsylvania State Memorial" al Gettysburg National Military Park.

Il "Pennsylvania State Memorial" al "Cemetery Ridge" del "Gettysburg National Military Park" (1914), comprende anche diverse statue con ritratti di:
- - Abraham Lincoln (1911-13) ad opera di J. Otto Schweizer, lato ovest;
  - Governatore della Pennsylvania Andrew Gregg Curtin (1911-13) di William Clark Noble, lato ovest;
  - Generale George G. Meade (1911-13) di Lee Lawrie, lato nord;
  - Generale John Fulton Reynolds (1911-13) di Lee Lawrie, lato nord;
  - Generale Winfield Scott Hancock (1911-13) di Cyrus Edwin Dallin, lato est;
  - Generale David McMurtrie Gregg (1911-13) di J. Otto Schweizer, lato est;
  - Generale Alfred Pleasonton (1911-13) di J. Otto Schweizer, lato sud;
  - Generale David Bell Birney (1911-13) di Lee Lawrie, lato sud;

Statua dedicata al Maggior generale Abner Doubleday (1917).
Lo "United States Signal Corps Marker" (1919)
Statua dedicata al generale Andrew Atkinson Humphreys situata a "Emmitsburg Road", scolpita da J. Otto Schweizer nel 1919.
Statua dedicata al Brigadier generale Francis Channing Barlow (1922).
Il "New York Auxiliary State Monument" (1925).
"First Defenders" di Allentown, opera dello scultore George Brewster risalente al 1917.
Il "Soldiers and Sailors Memorial Bridge", ideato da Lee Lawrie a Harrisburg (1930).
L'"Indiana State Monument" (1971).
Statua dedicata al Brigadier generale Samuel Wylie Crawford (1988).
Il "Delaware State Monument" (2000).
Il "Culp Brothers' Memorial" (2013), vicino all'ingresso del "Gettysburg Heritage Centre"; onora la memoria sia del confederato Wesley Culp che del tenente unionista William Culp ("fratello contro fratello").
Il borough di Lincoln (Contea di Allegheny, Pennsylvania), prende il suo nome da quello del presidente.
La "Lincoln Elementary School" di Pittsburgh.

La Abraham Lincoln High School (Filadelfia).

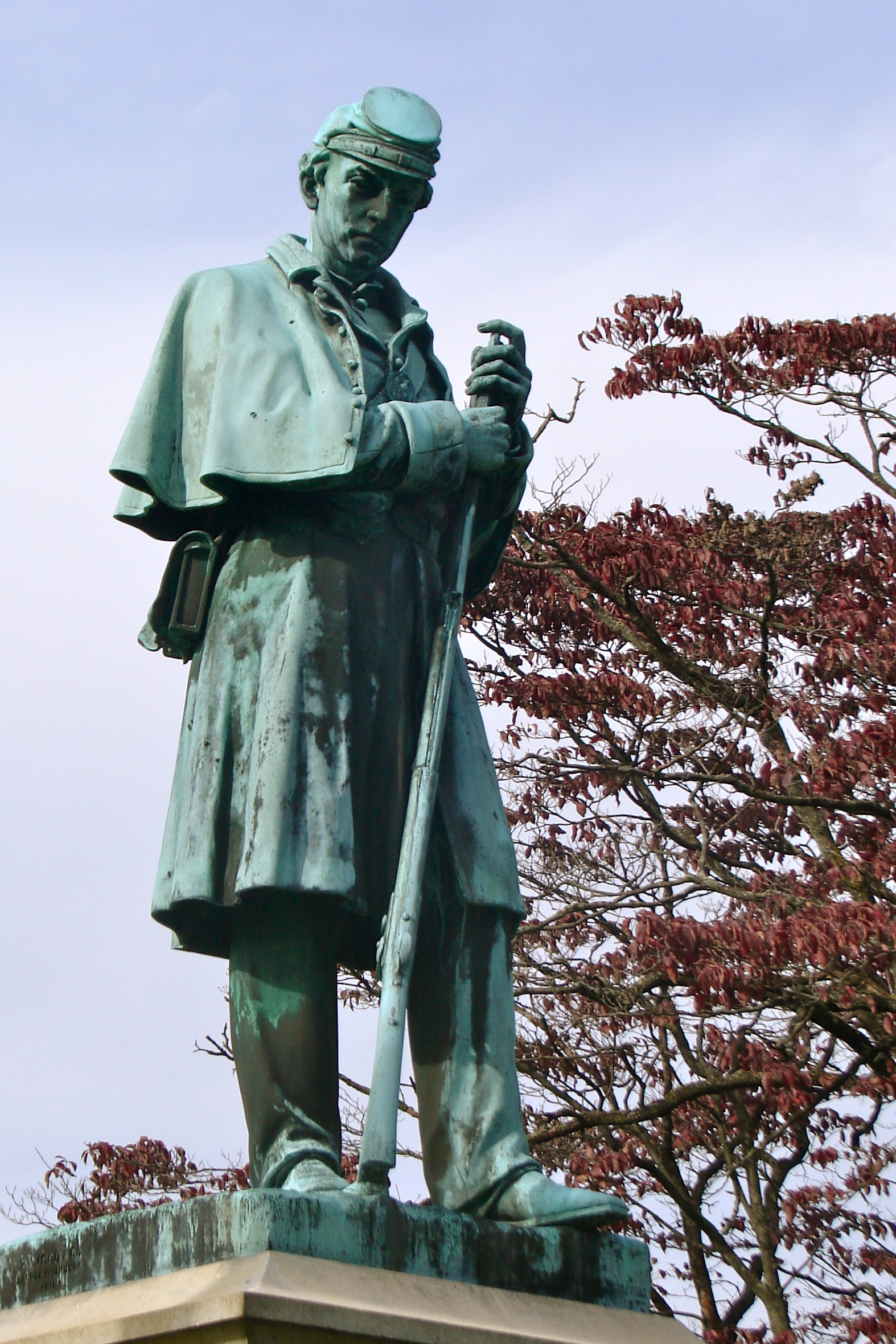
Chester (Pennsylvania), scultore Martin Milmore[226][227].
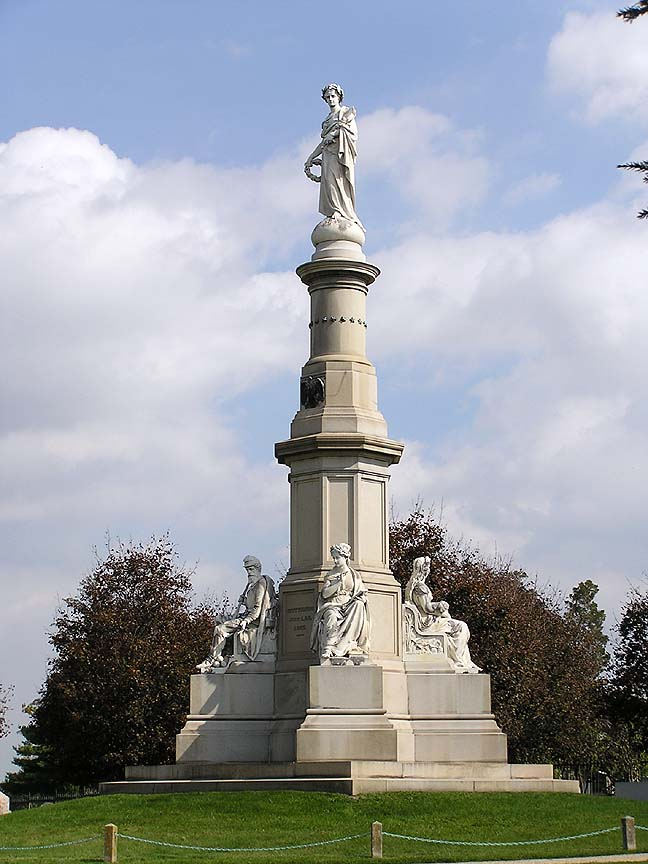
Il "Soldiers' National Monument" al "Gettysburg National Cemetery"
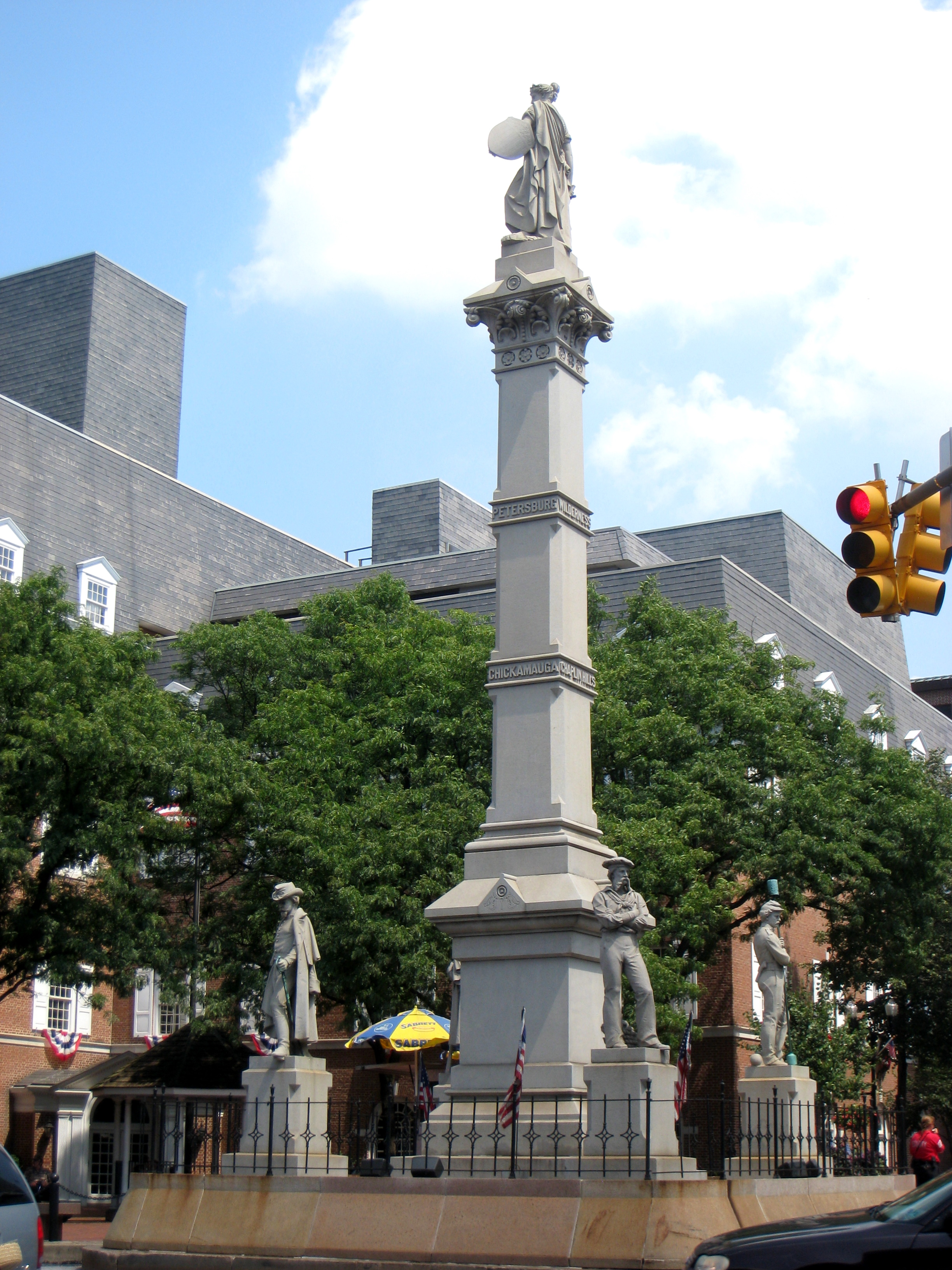
Lancaster (Pennsylvania)
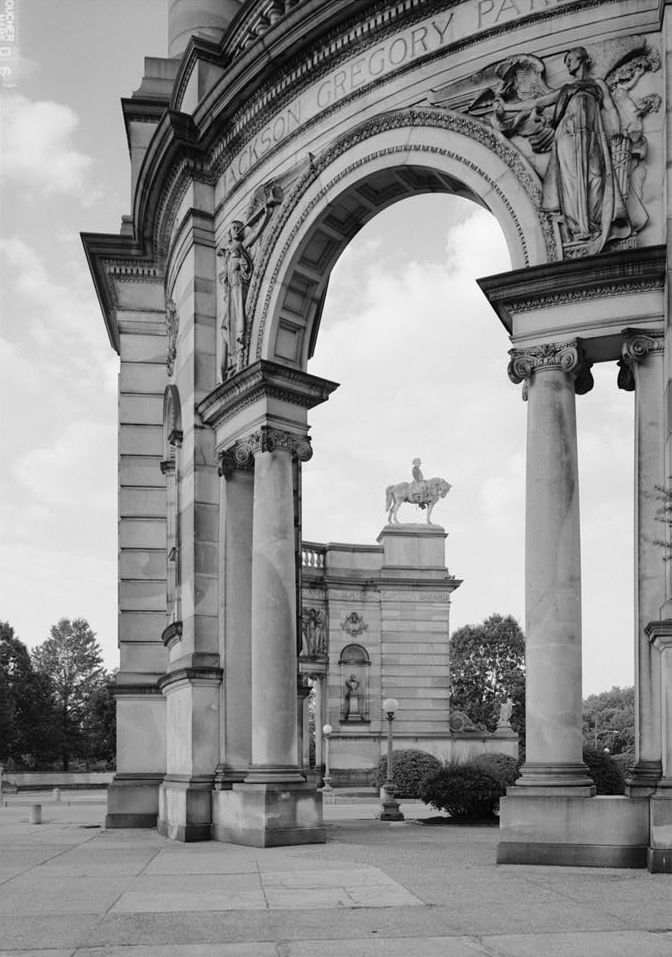
Lo "Smith Memorial Arch" di Filadelfia
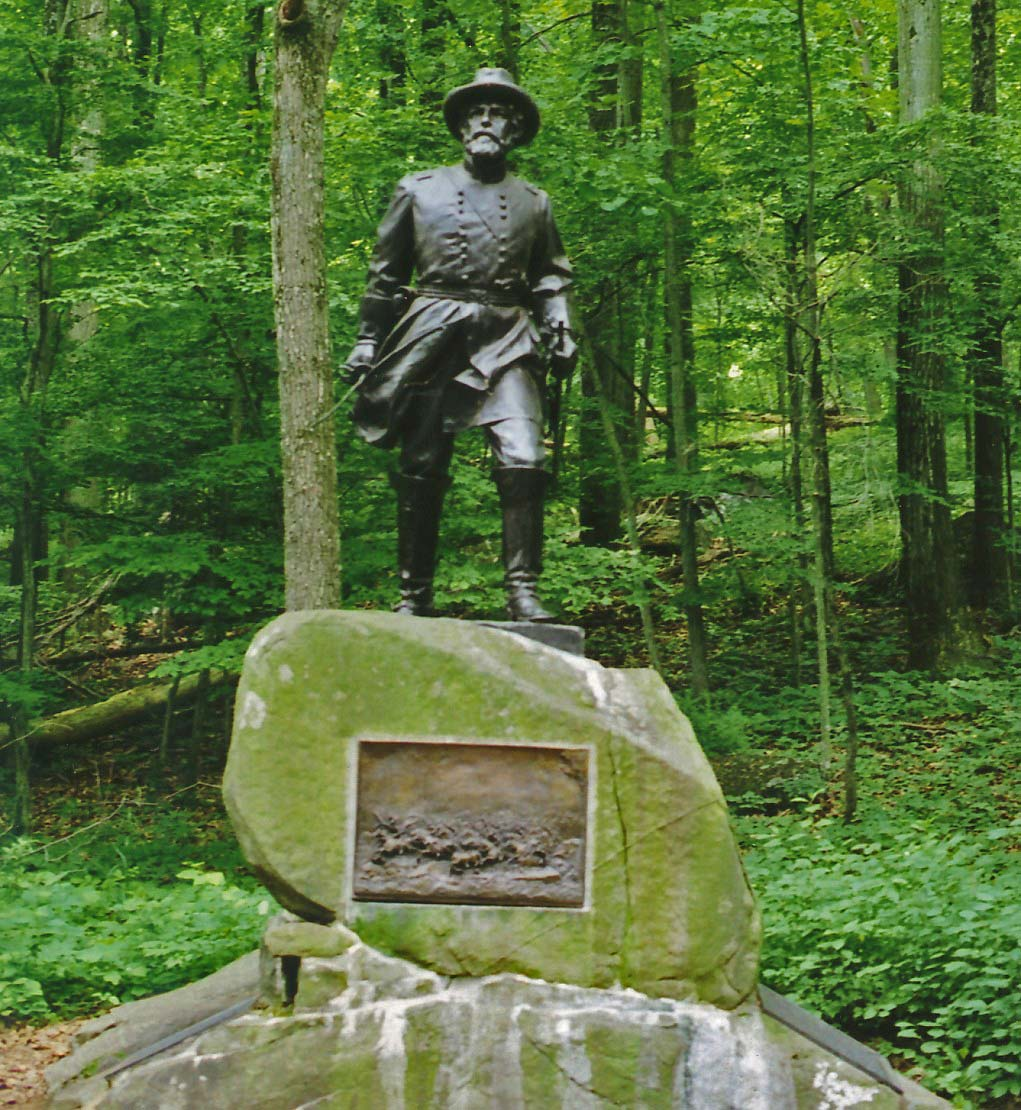
Il generale William W. Wells
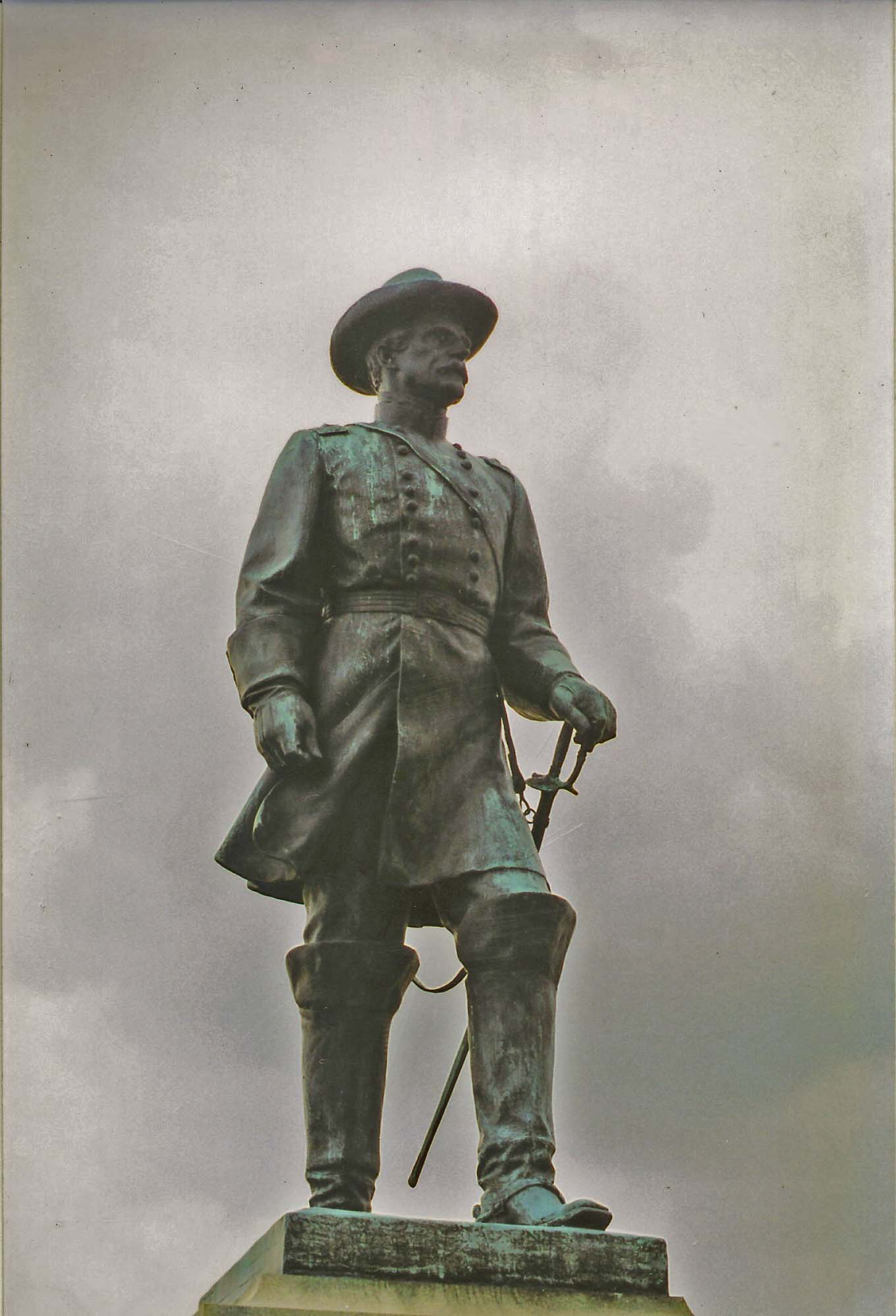
Il generale Andrew Atkinson Humphreys
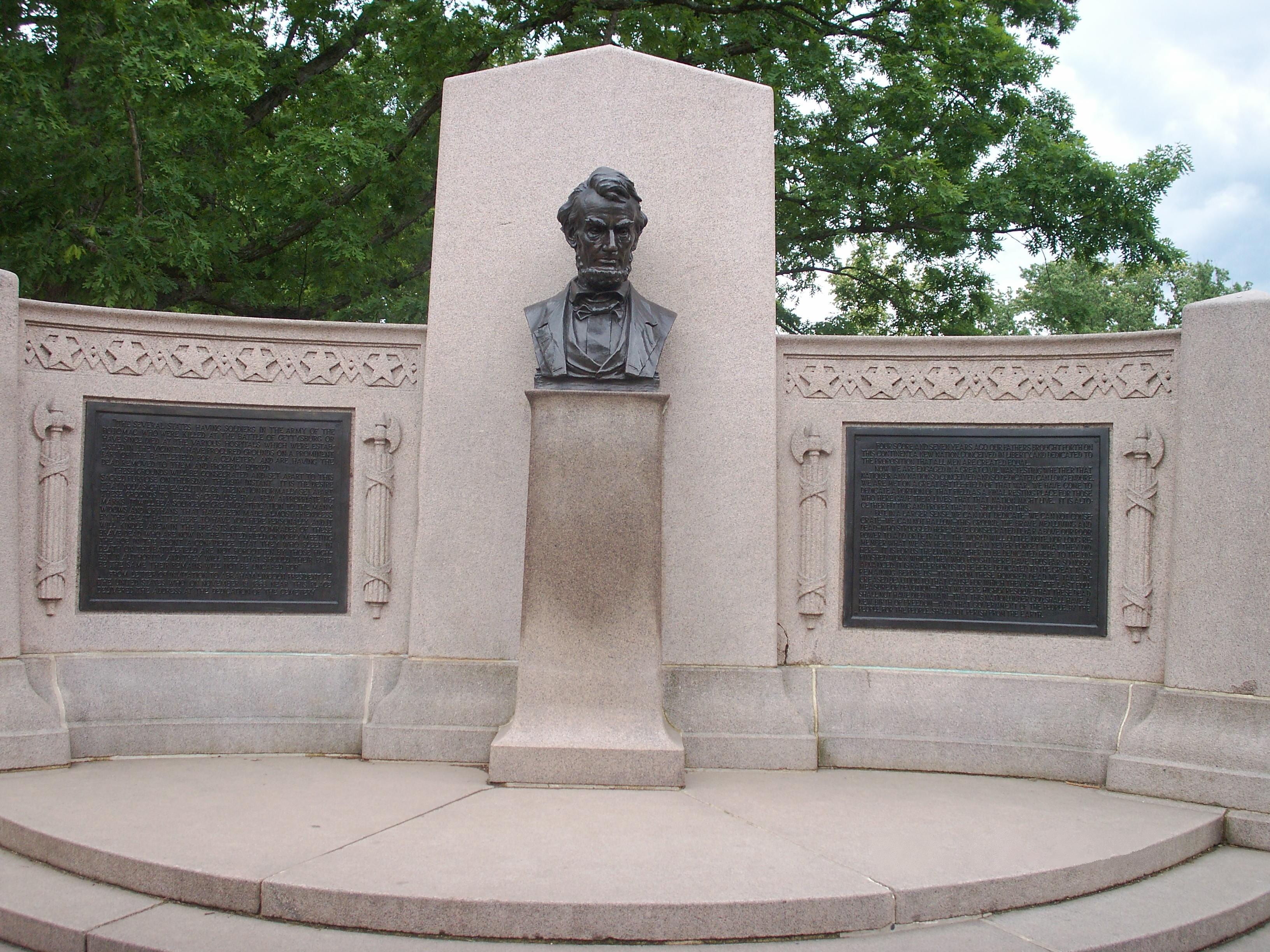
Il "Lincoln Address Memorial", con un busto raffigurante il presidente
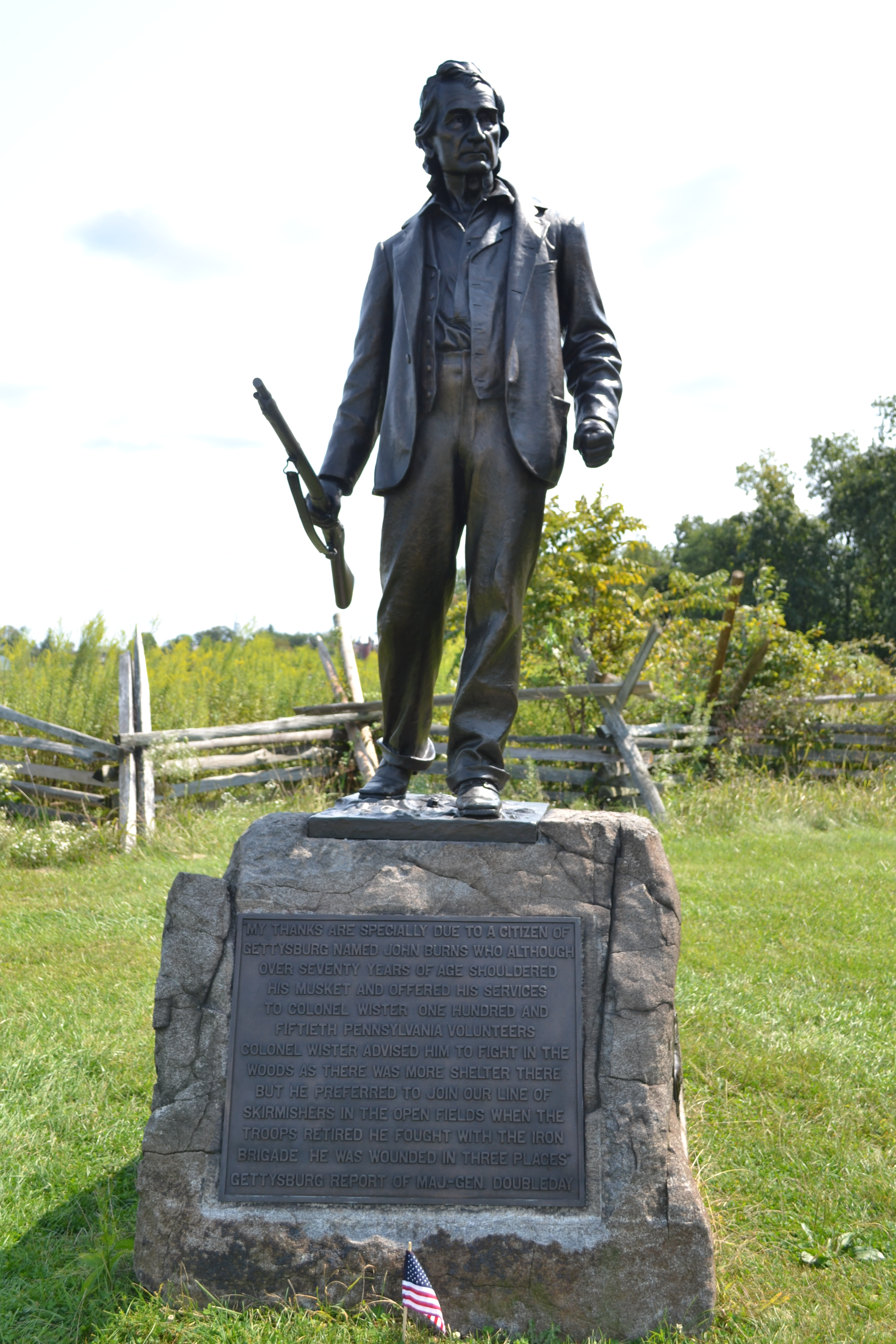
Statua dedicata a John Lawrence Burns, il civile di 69 anni che partecipò alla battaglia di Gettysburg tra le file unioniste.
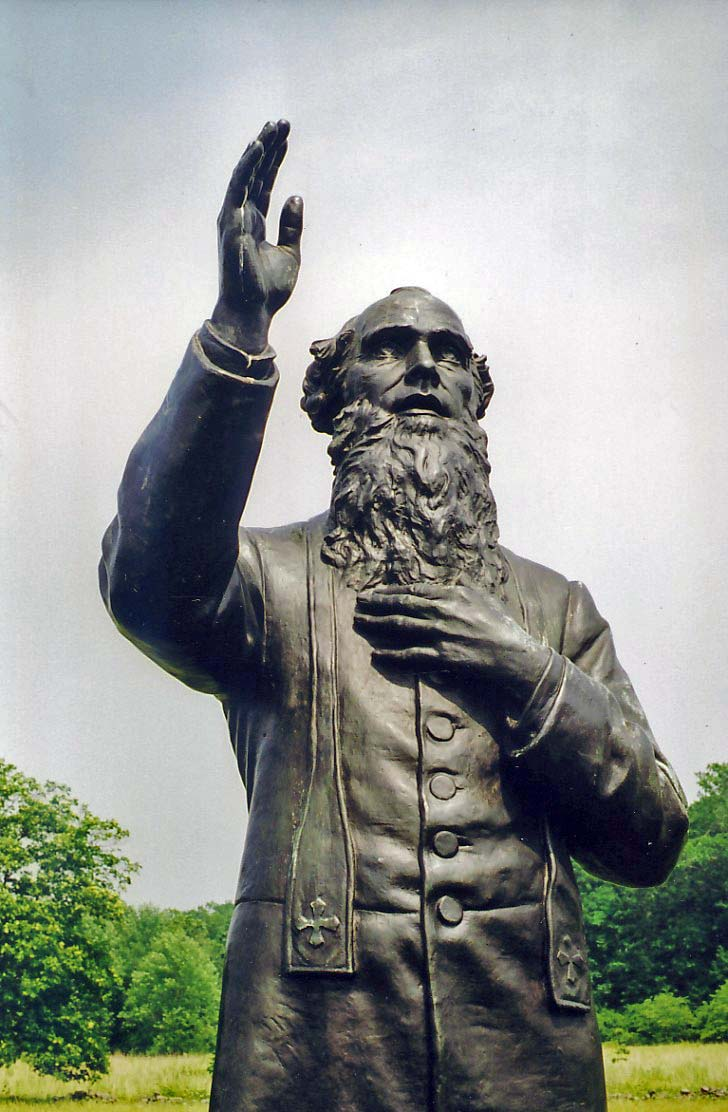
Il cappellano militare William Corby, della brigata irlandese.
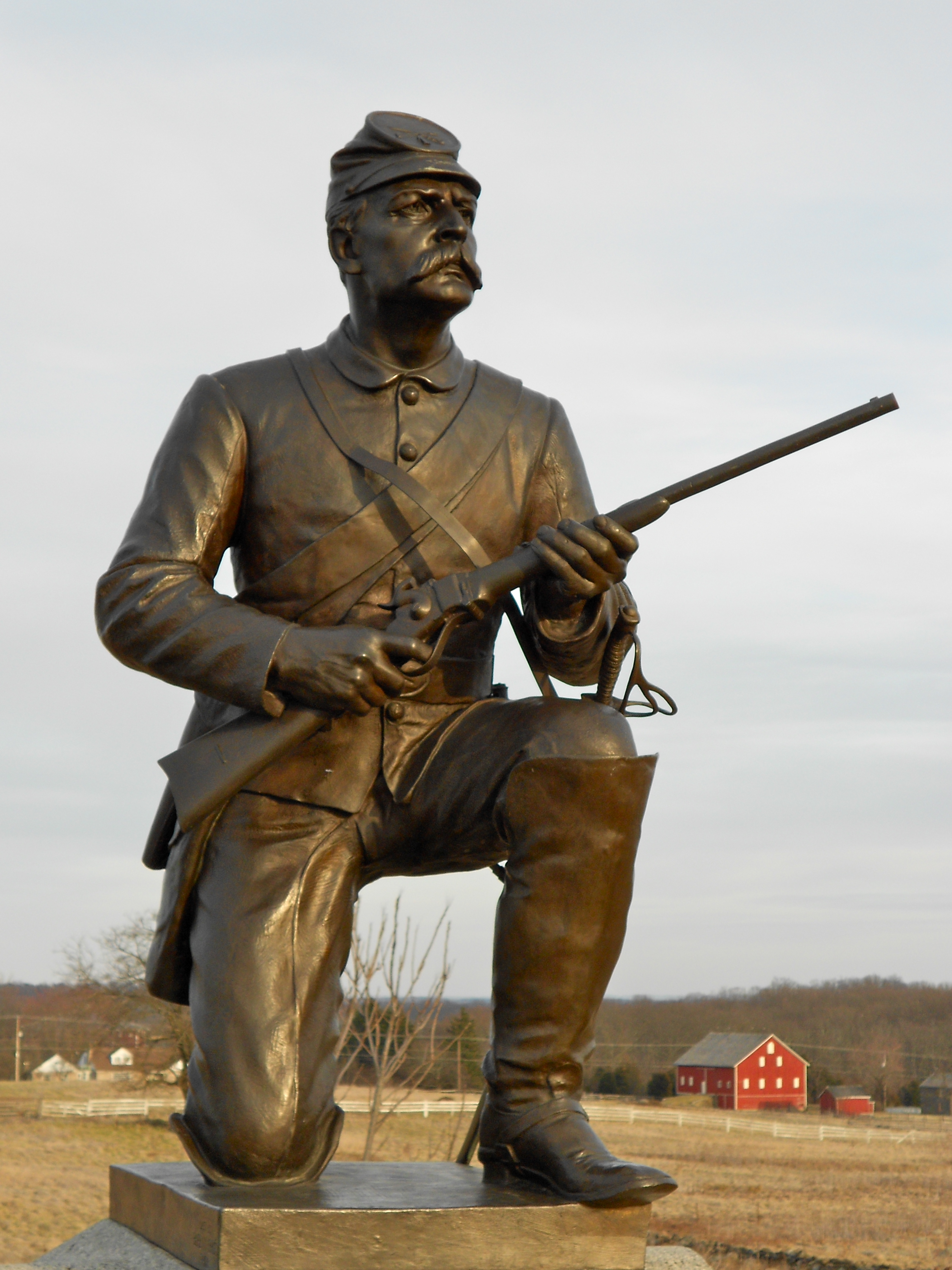
Il "1st Pennsylvania Cavalry Monument"
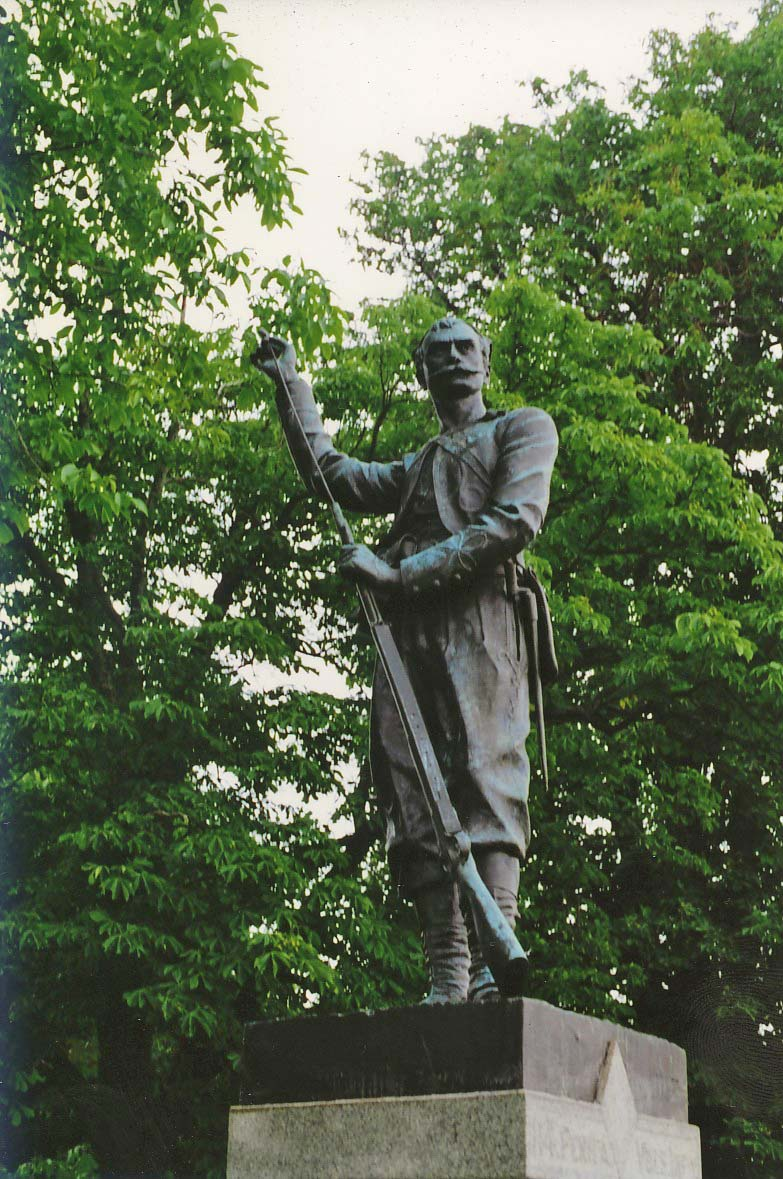
Il "114th Pennsylvania Infantry Monument"
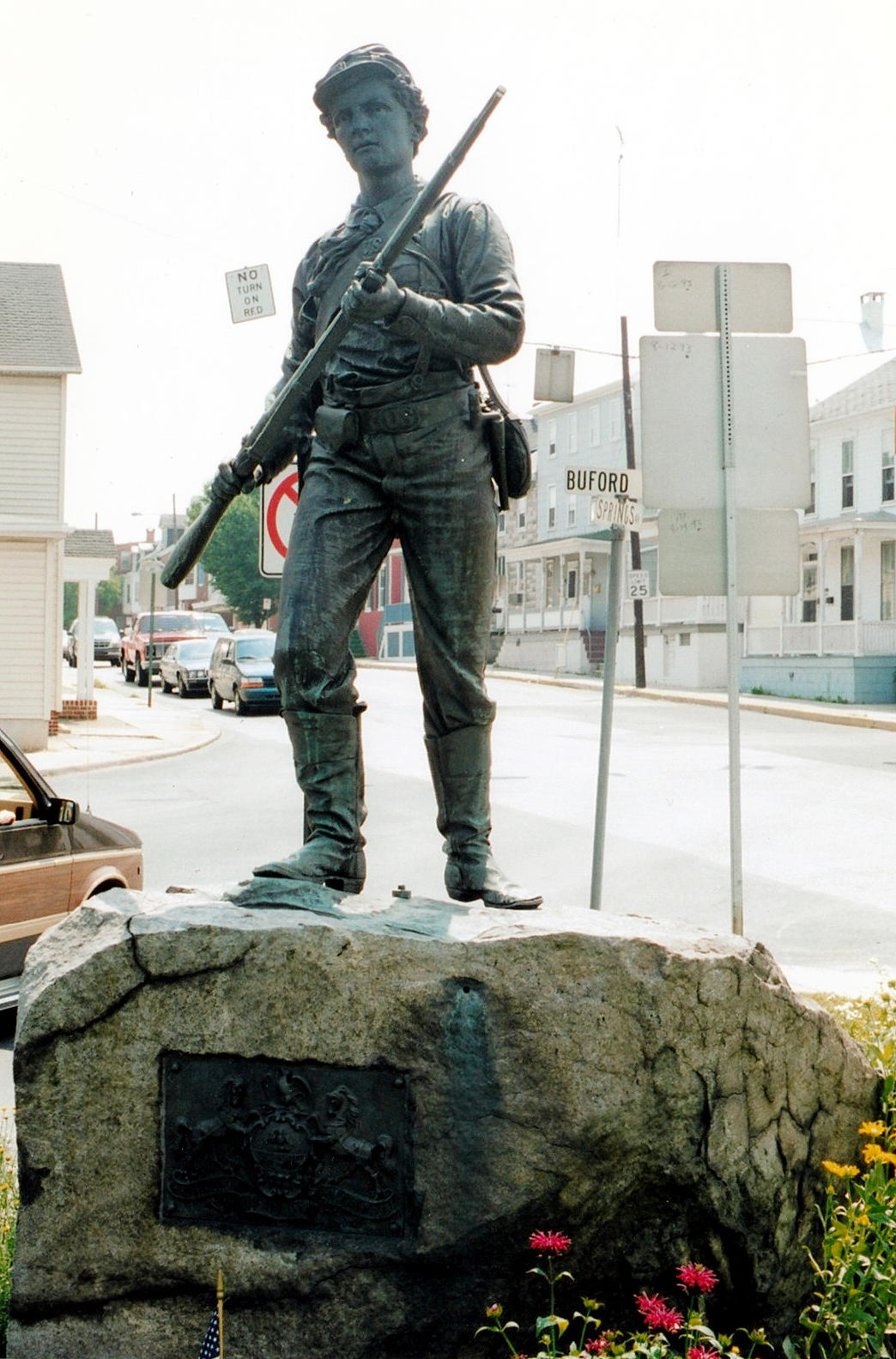
Il "26th Pennsylvania Emergency Militia Monument"

## Rhode Island
- Rhode Island

Il "Civil War Monument" a Woonsocket (Rhode Island) (1868).

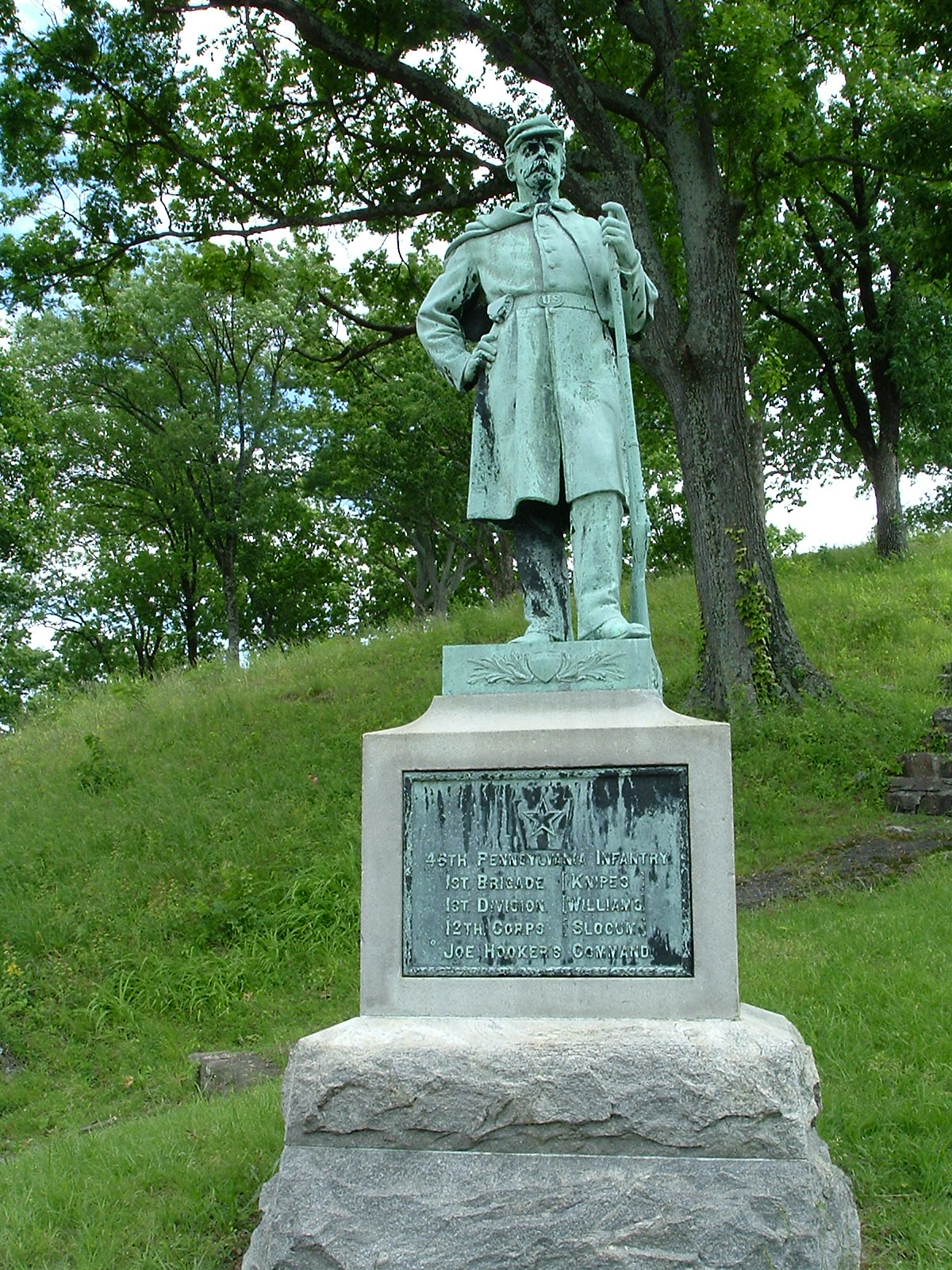
Il "46th Pennsylvania Monument" in onore dei caduti unionisti della Campagna di Chattanooga.

Il "Soldiers and Sailors Monument" di Providence (1871).
Il "Lincoln Woods State Park" a Lincoln (Rhode Island), città ribattezzata nel 1871 alla memoria del presidente.
La statua raffigurante il generale Ambrose Burnside al "Burnside Park" di Providence, opera dello scultore Launt Thompson risalente al 1887.

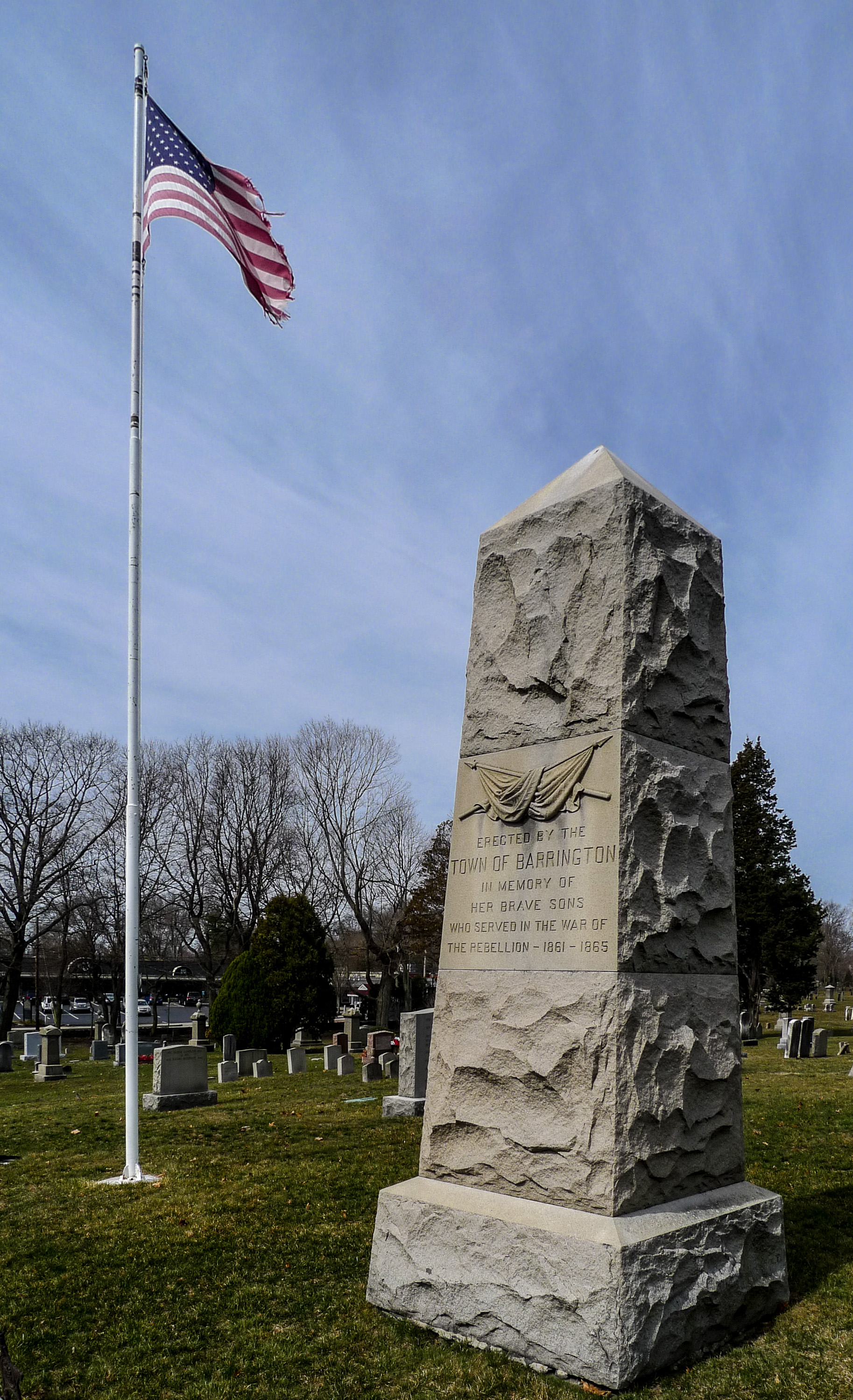
Il "Princes Hill Burial Ground" di Barrington (Rhode Island)
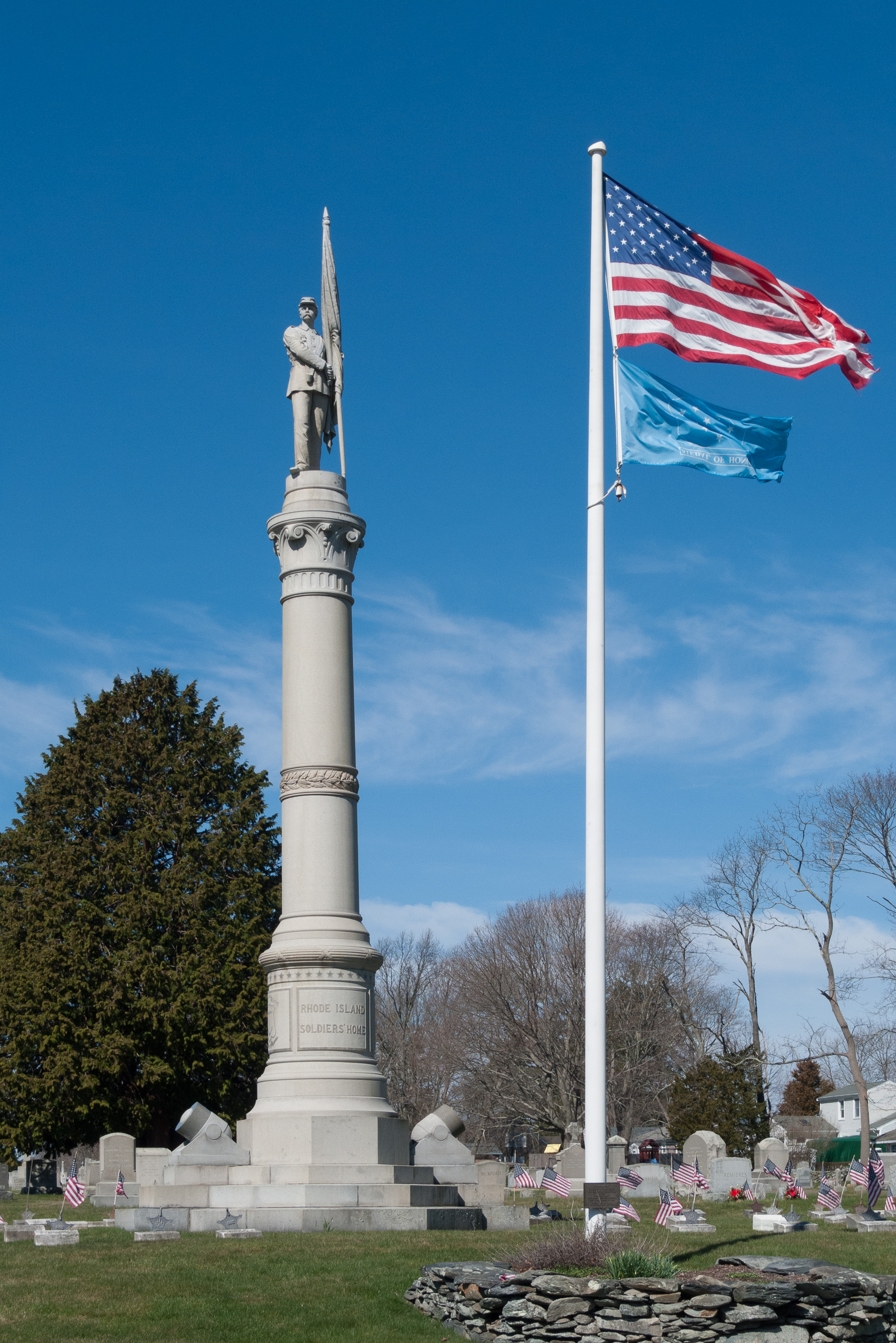
Il "Soldiers Home Monument" al "North Burial Ground" di Bristol
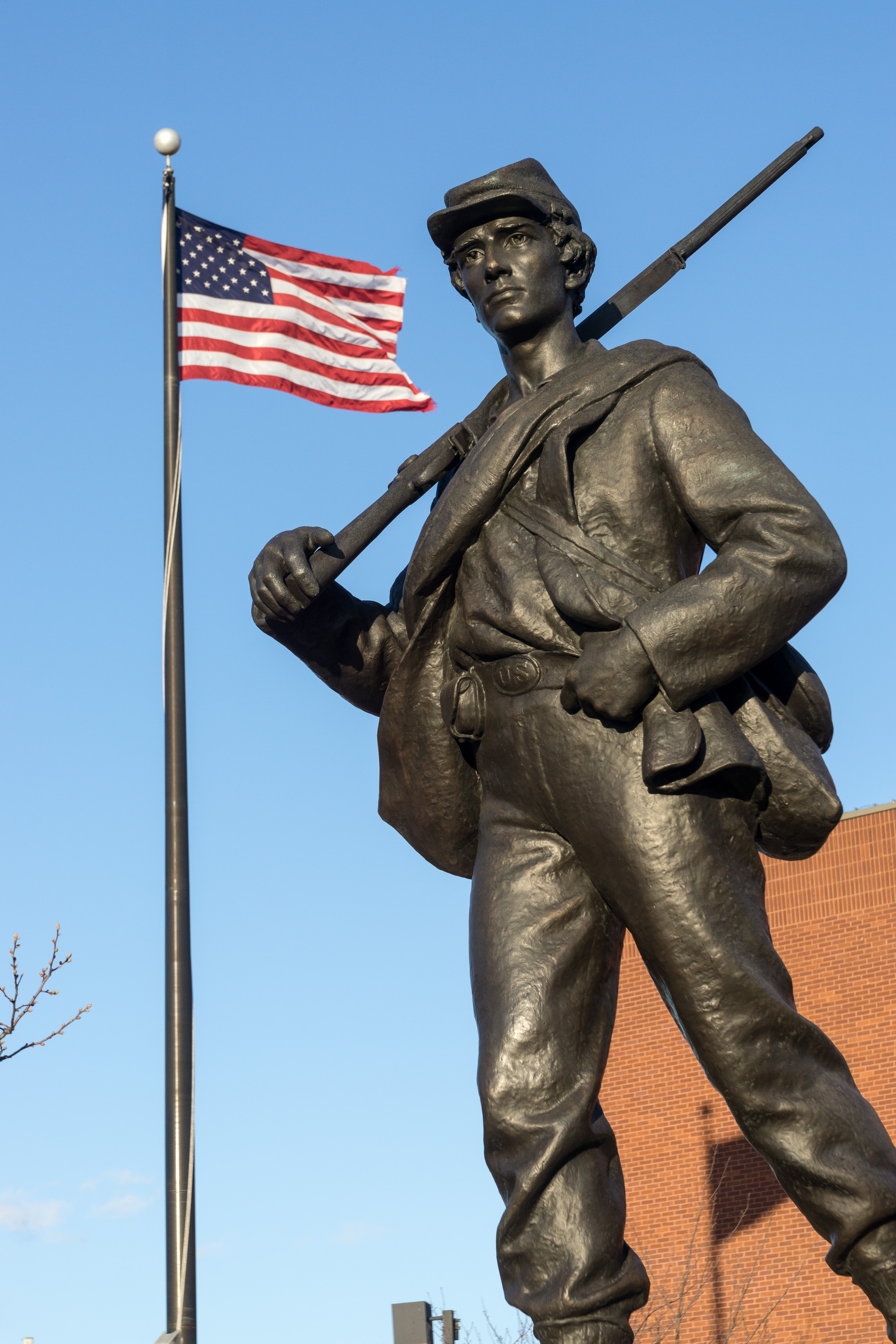
Il "Civil War memorial" di East Providence (Rhode Island)
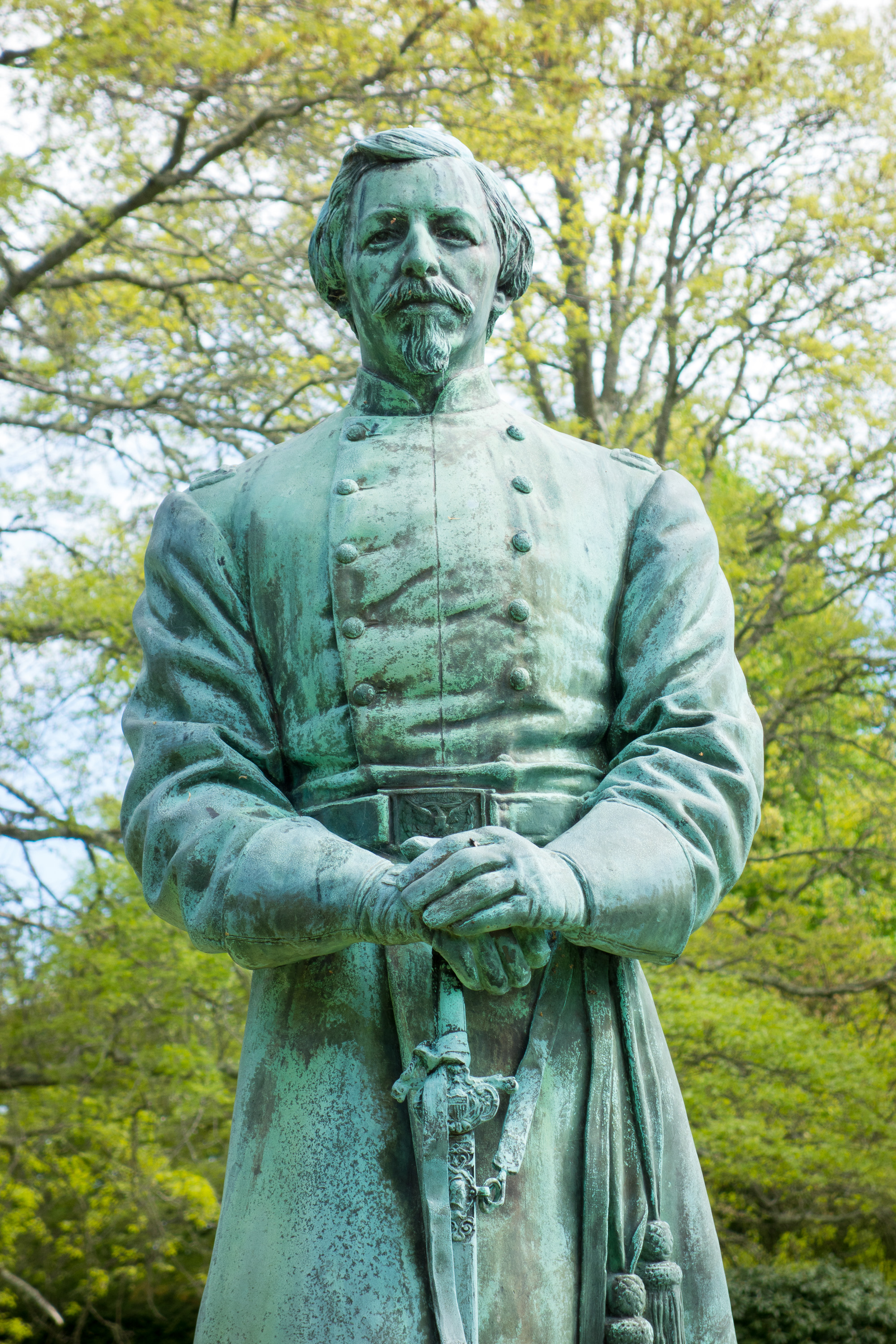
Tomba e statua del colonnello Henry Tillinghast Sisson di Little Compton
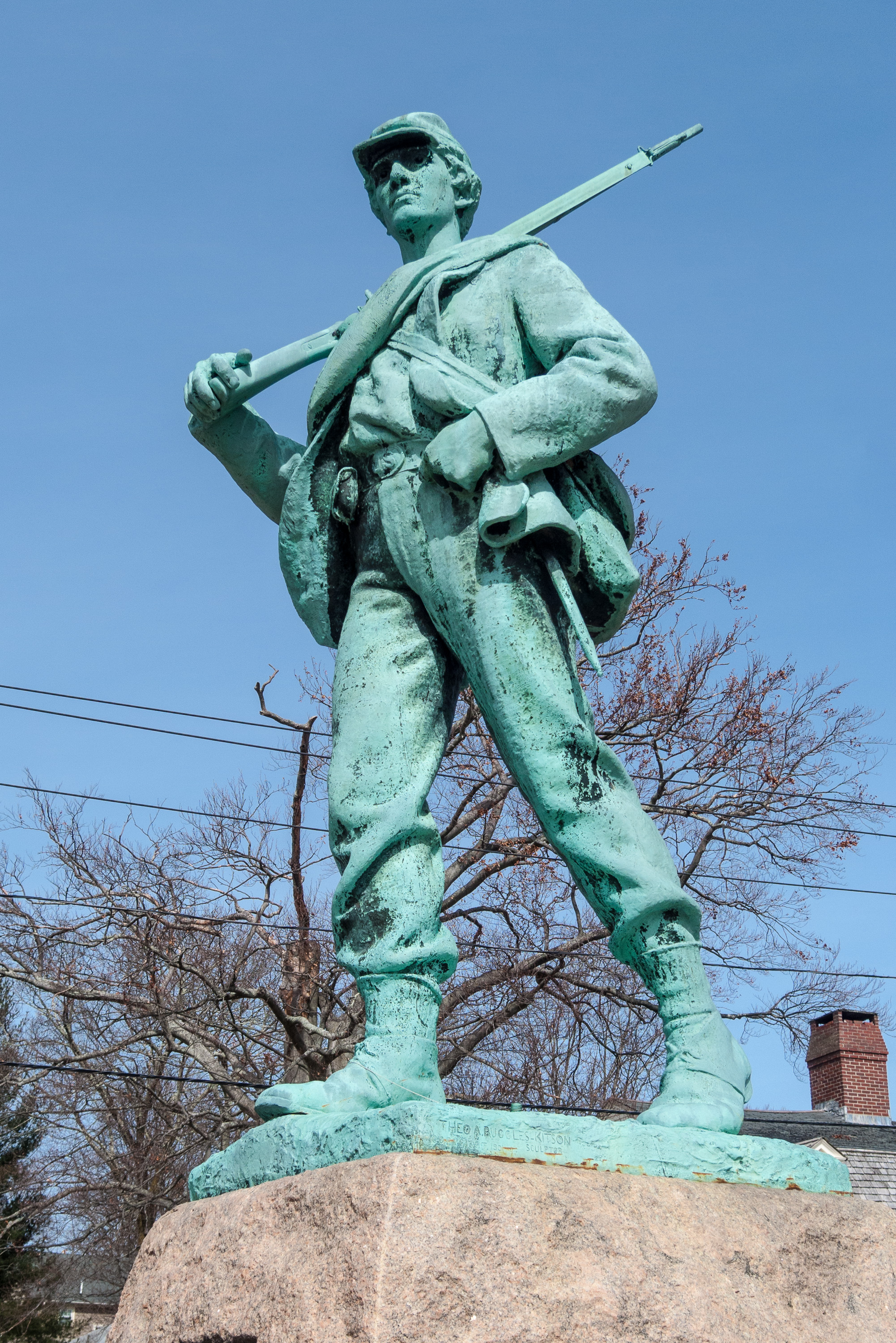
Il "Civil War memorial" di North Providence
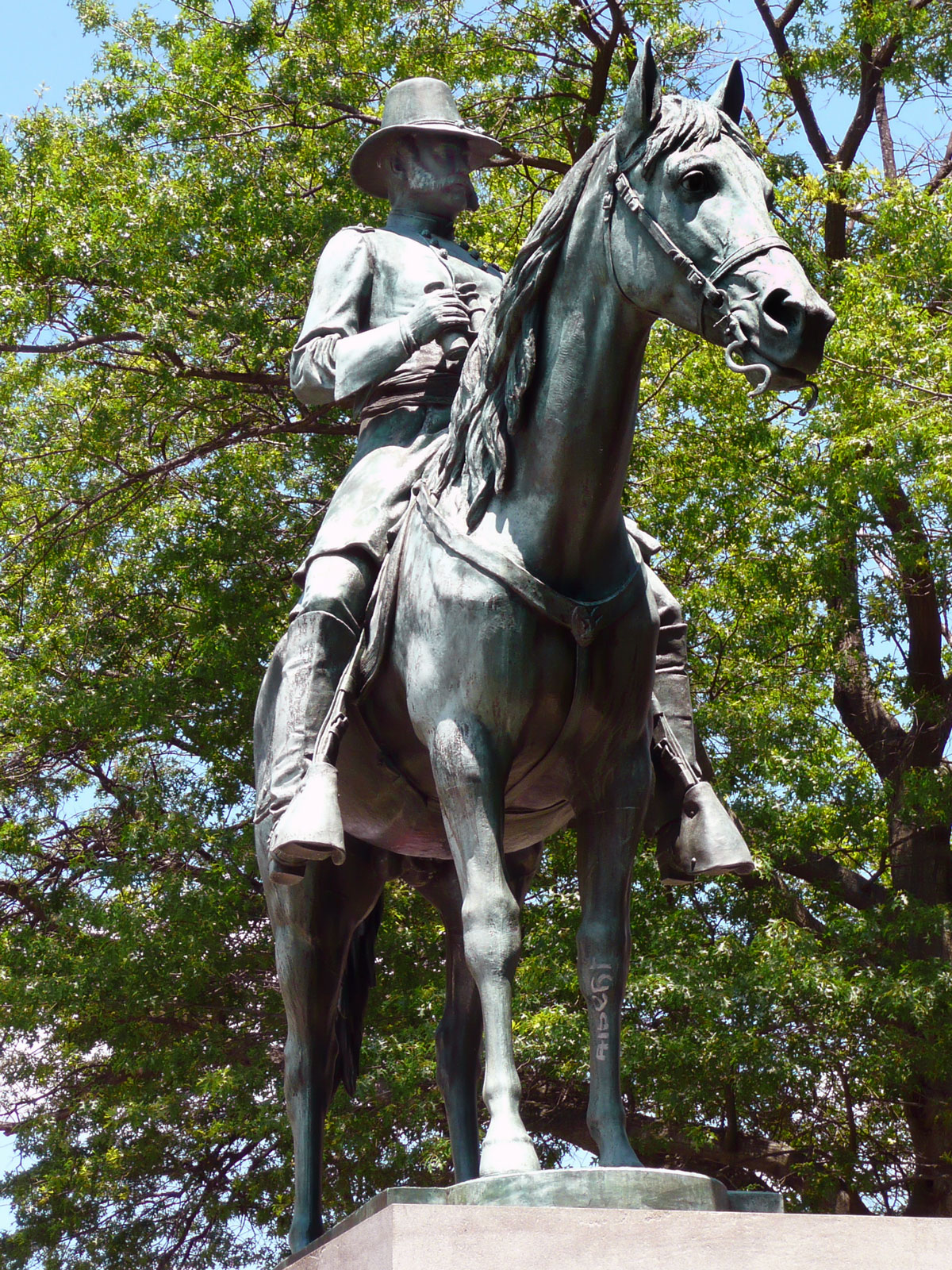
Il "Burnside Monument" al Burnside Park di Providence
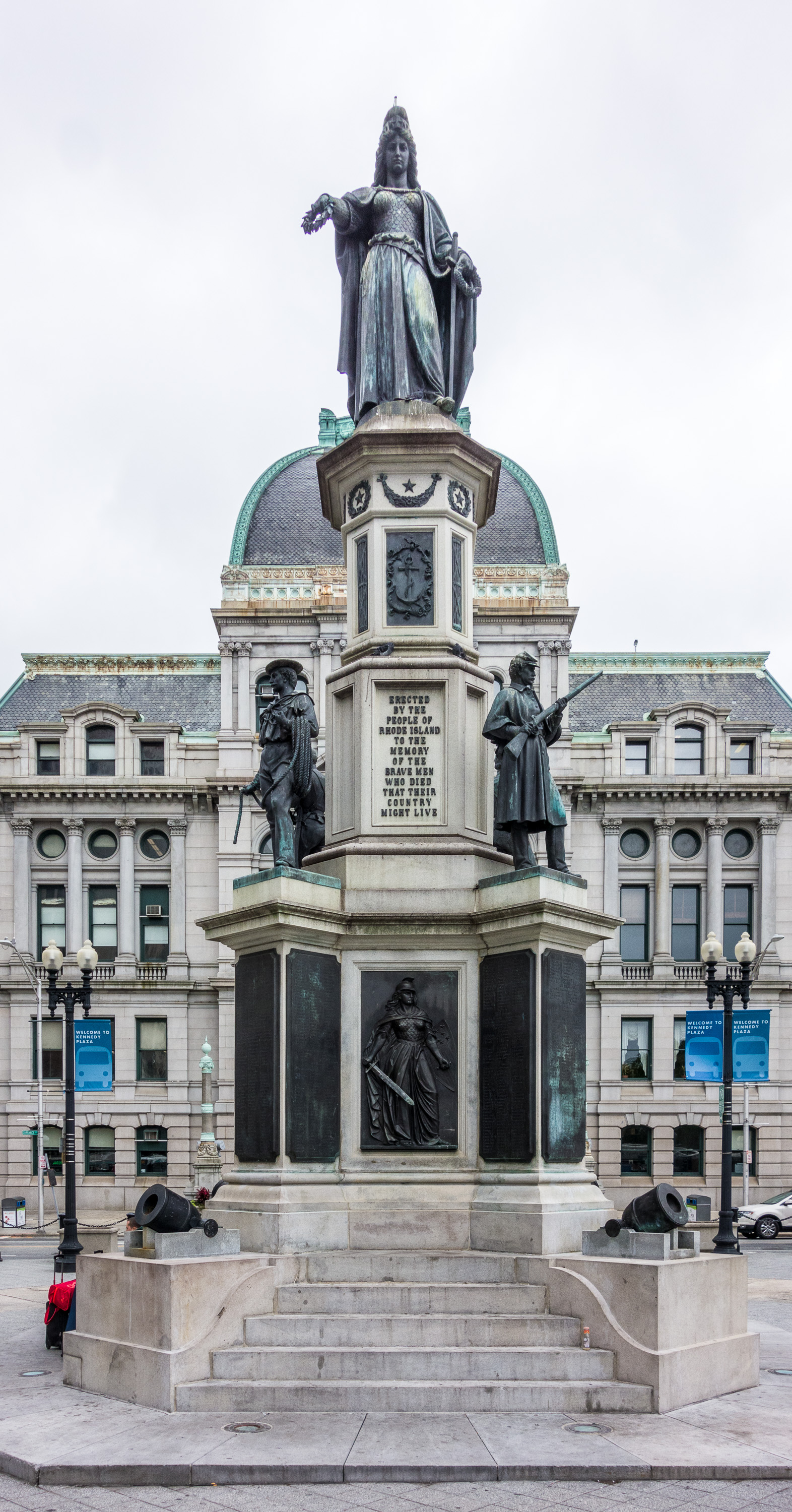
Il "Soldiers and Sailors Monument" di Providence
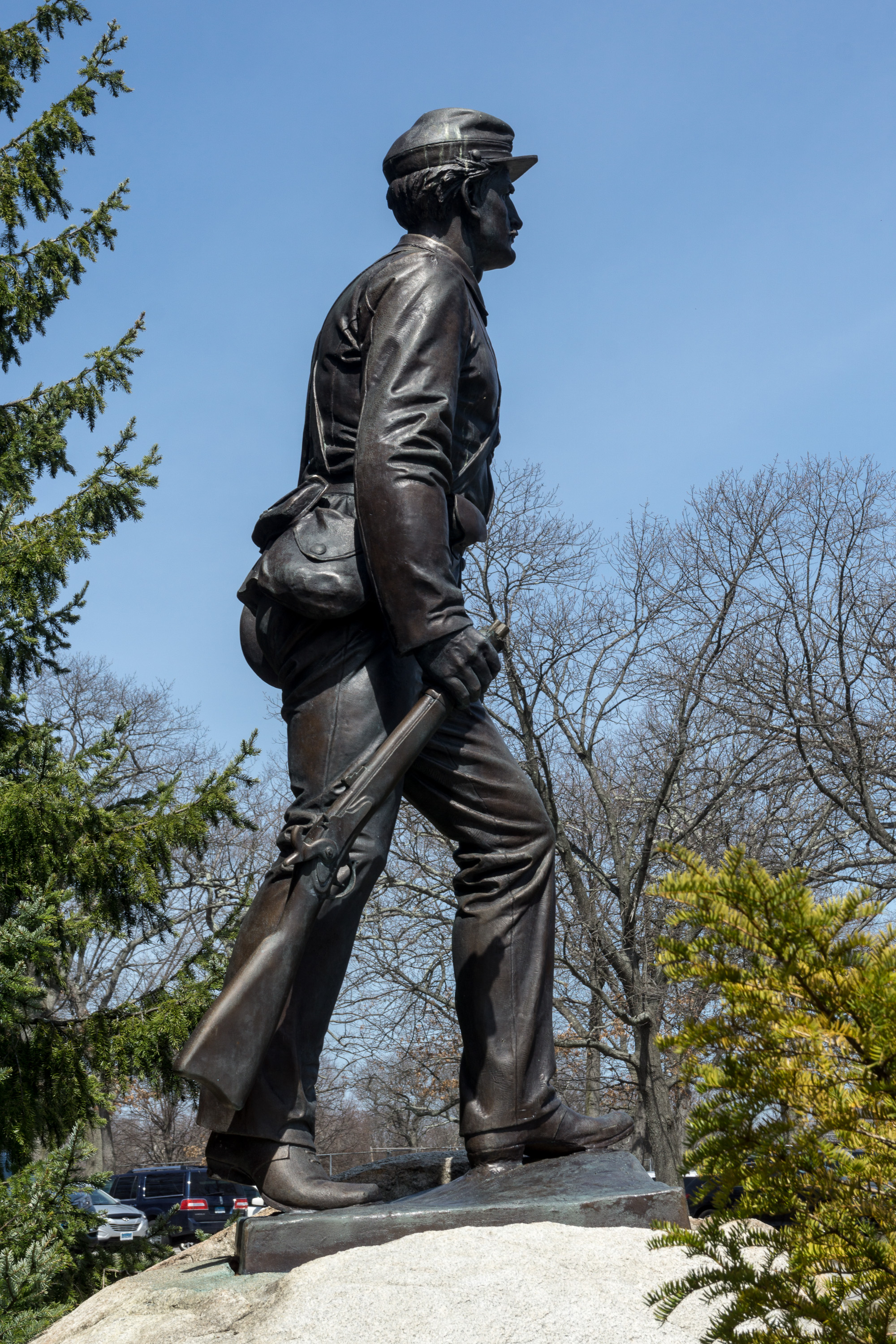
L'"Union Soldier Monument" al "Roger Williams Park" di Providence
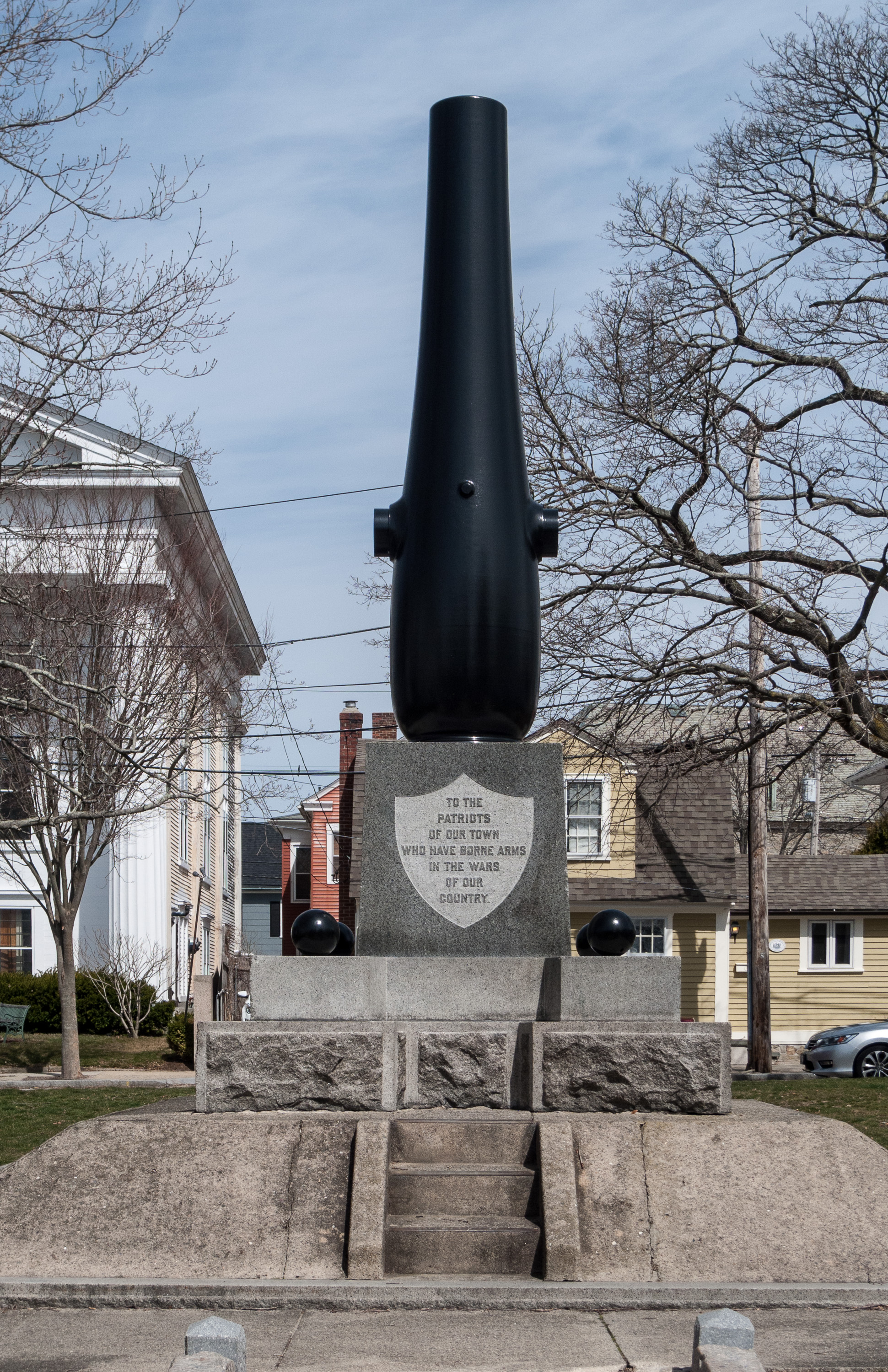
"Warren Common" a Warren (Rhode Island)
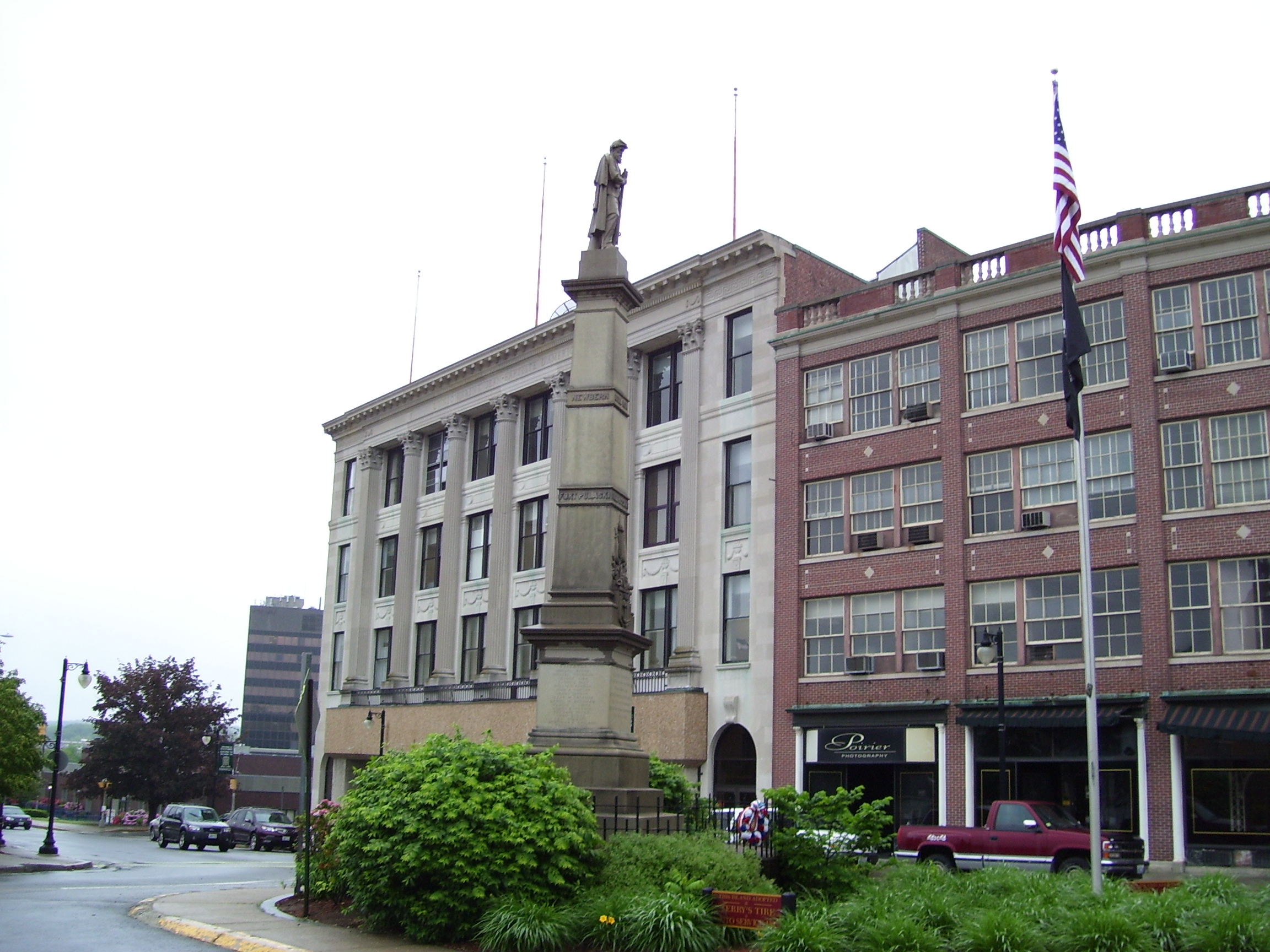
Woonsocket (Rhode Island)

## Tennessee
- Tennessee

Fort Negley a Nashville, costruito dalle forze dell'Unione subito dopo l'avvenuta presa della città a seguito della battaglia di Fort Donelson; prende il nome dal comandante unionista James Scott Negley.

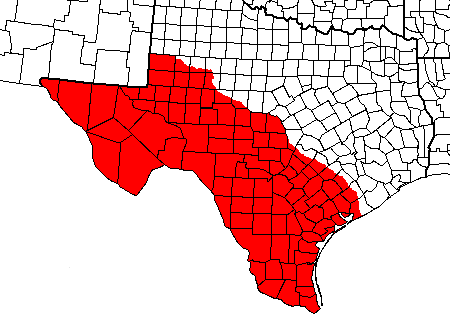
Durante l'Era della Ricostruzione venne proposta la creazione di uno "Stato di Lincoln" a Sudovest del Colorado (fiume Texas).

## Texas
- Texas

Il "Treue der Union Monument" di Comfort (Texas).

## Utah
- Utah

Il " Captain Lot Smith Company Memorial" dedicato al comandante unionista mormone Lot Smith nel Campidoglio (Salt Lake City).
La contea di Garfield (Utah).

## Vermont
- Vermont

Il "Monte Abraham" (Mount Abe) e il valico "Lincoln Gap" delle "Green Mountains" alla periferia della città di Lincoln (Vermont).
Statua del generale William Wells al Battery Park (Burlington), scultura di J. Otto Schweizer risalente al 1914.

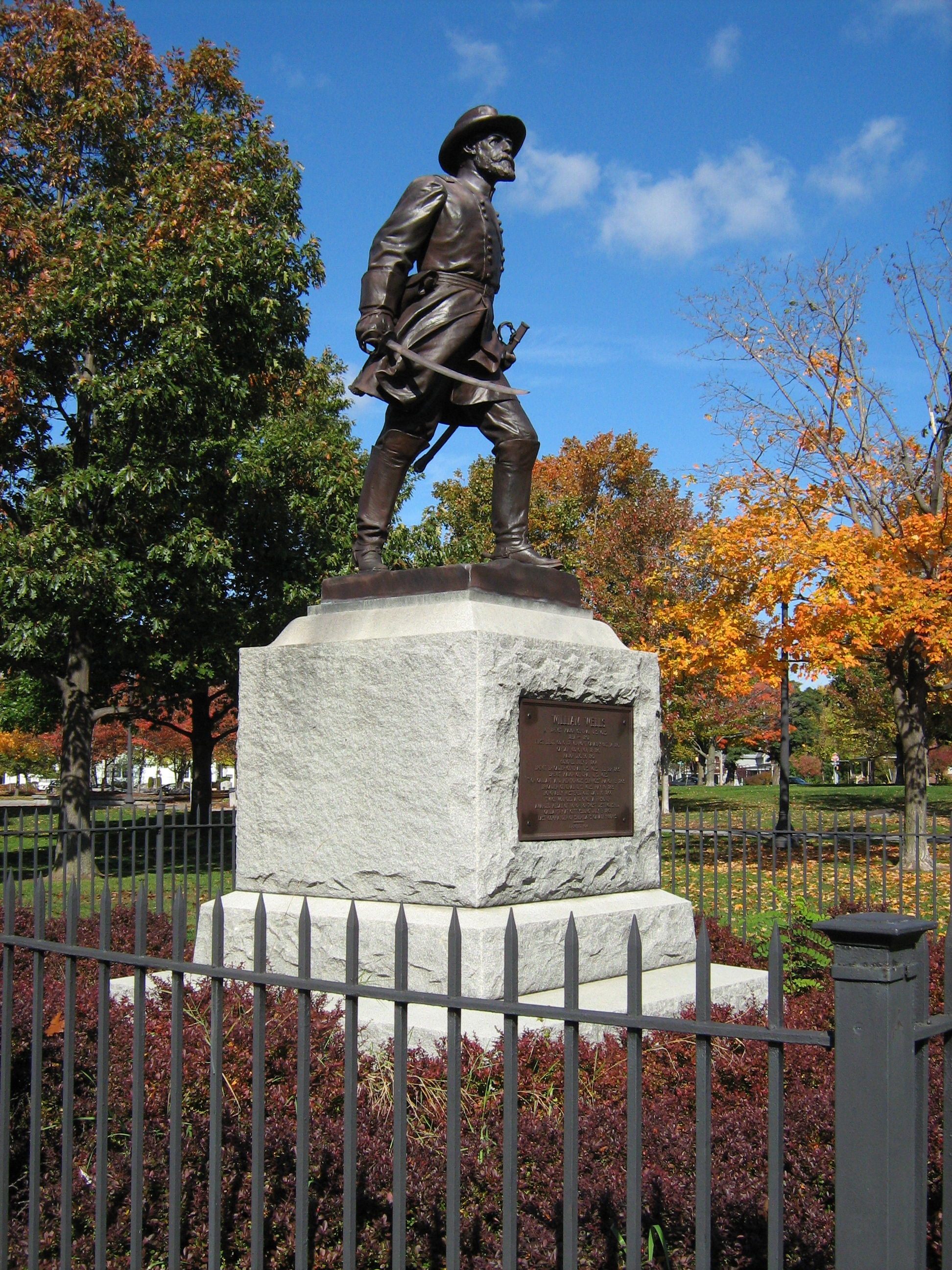
Generale Wells a Burlington (Vermont)
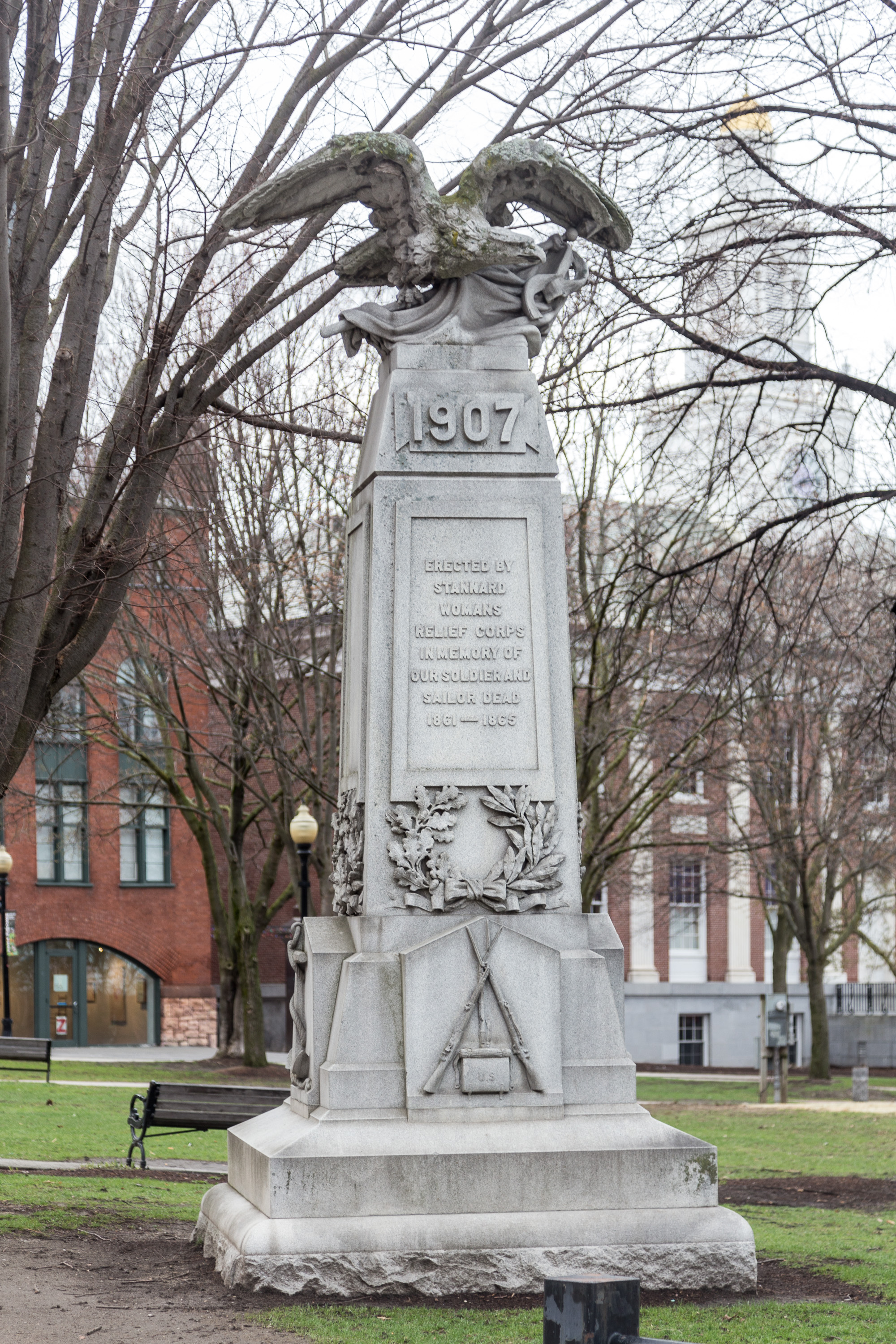
Burlington
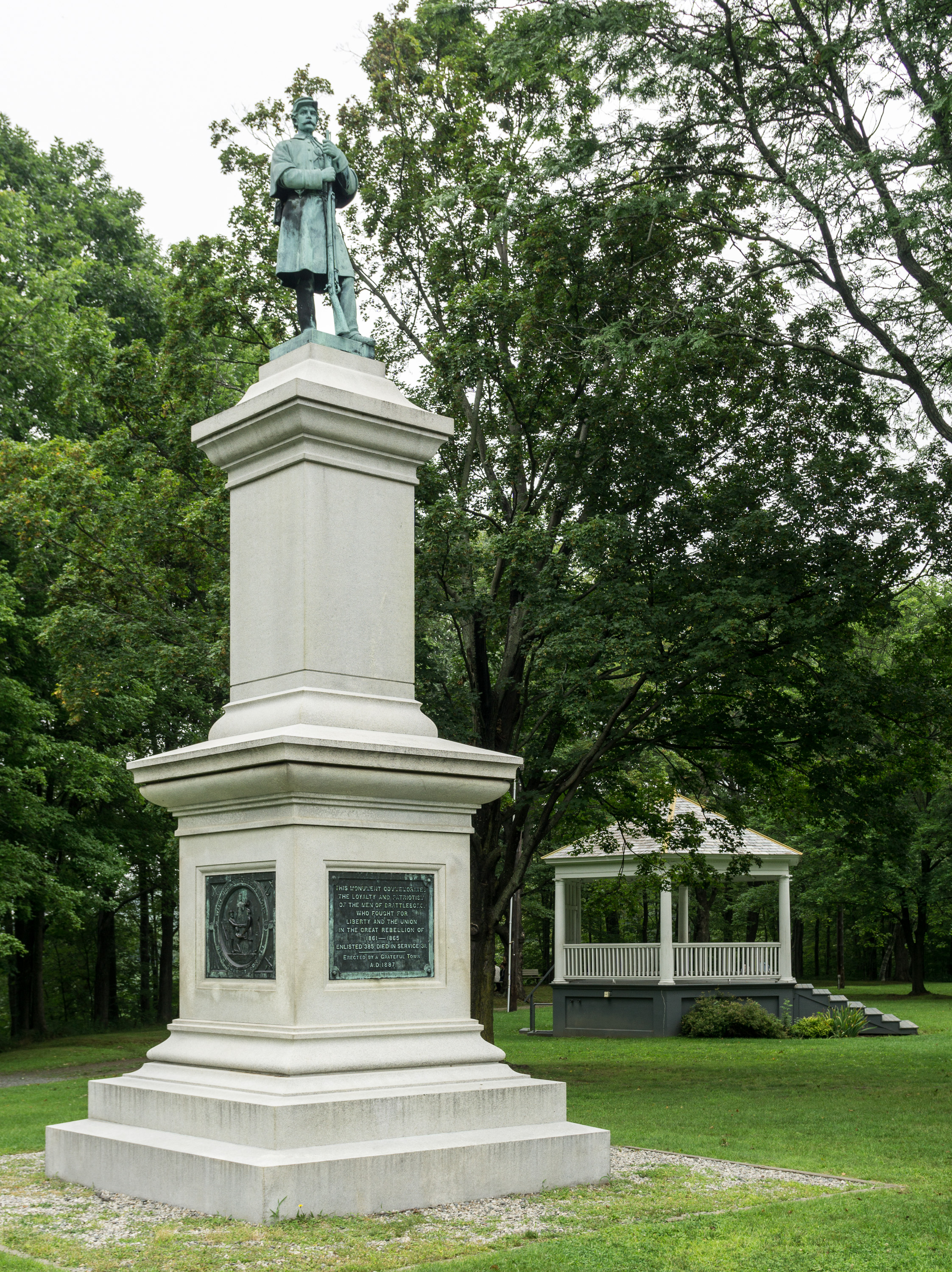
Brattleboro
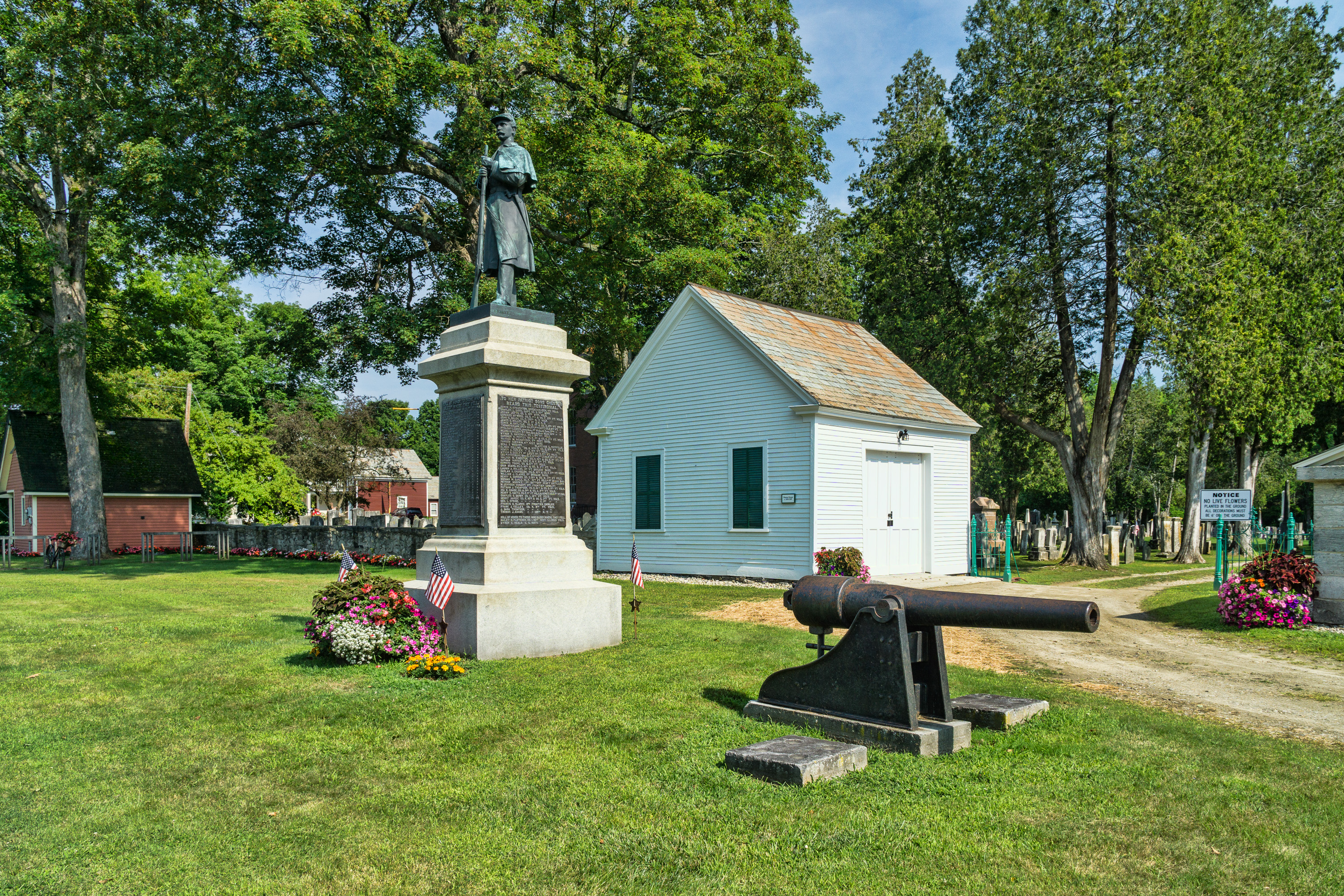
Chester (Vermont)
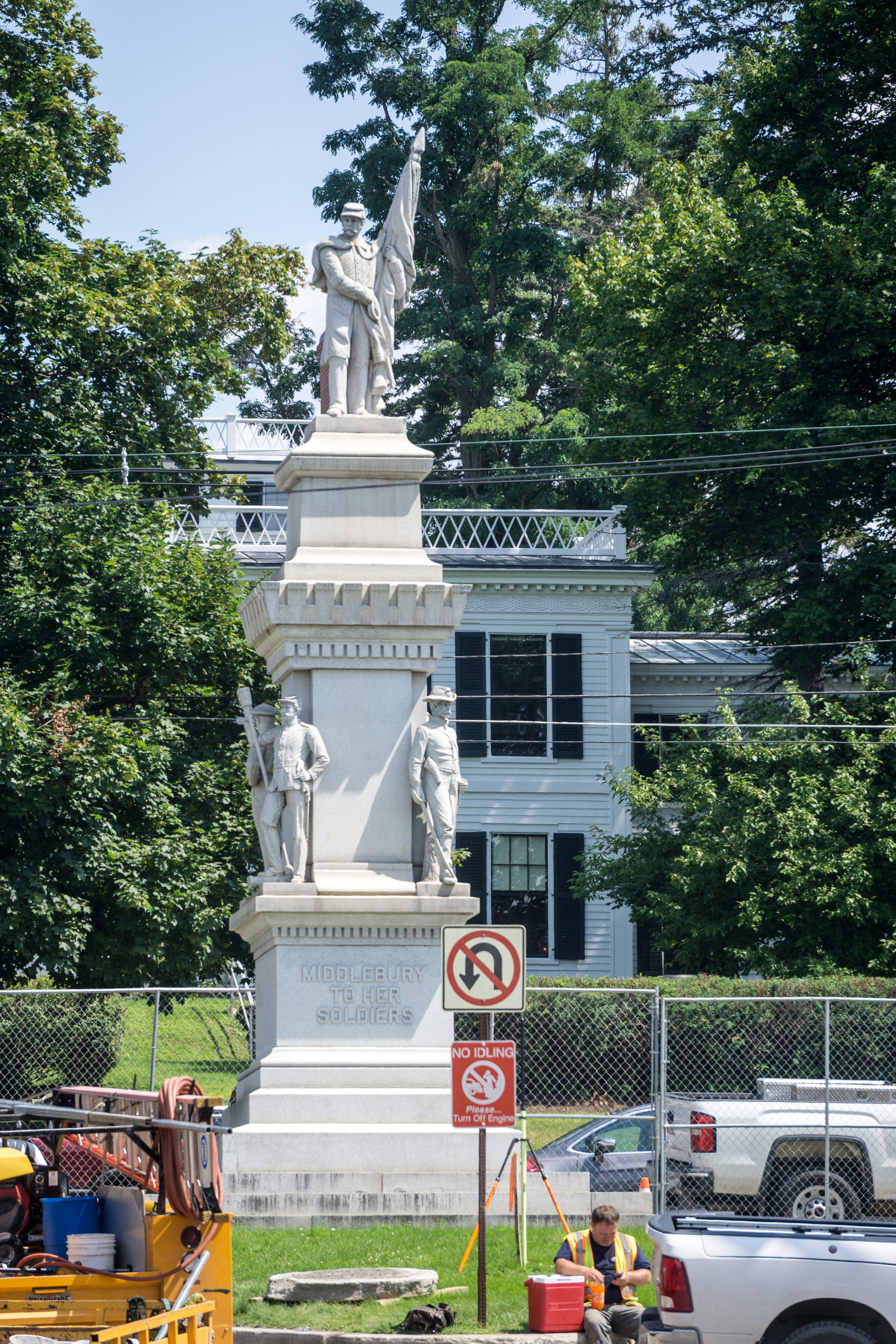
Middlebury (Vermont)
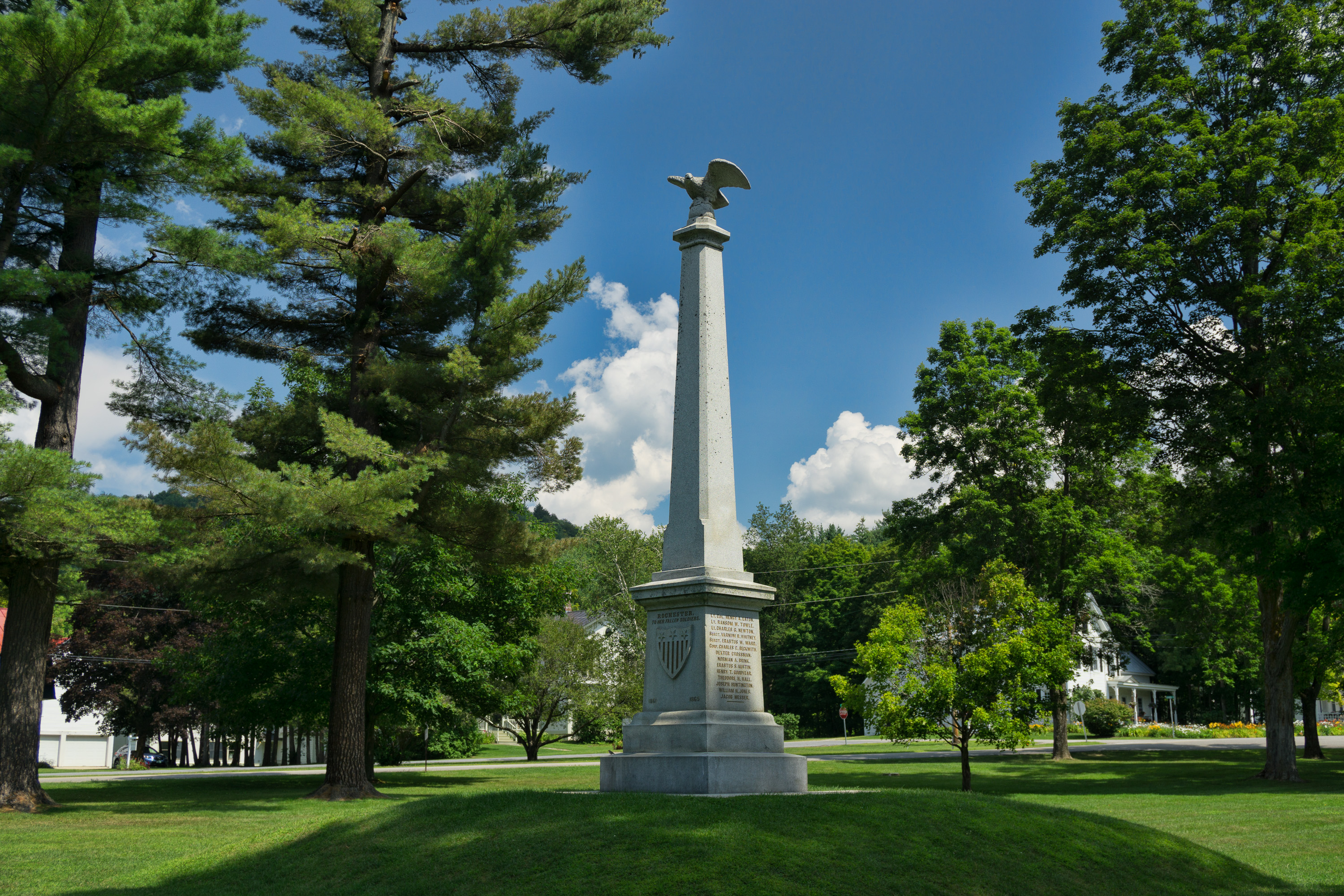
Rochester (Vermont)
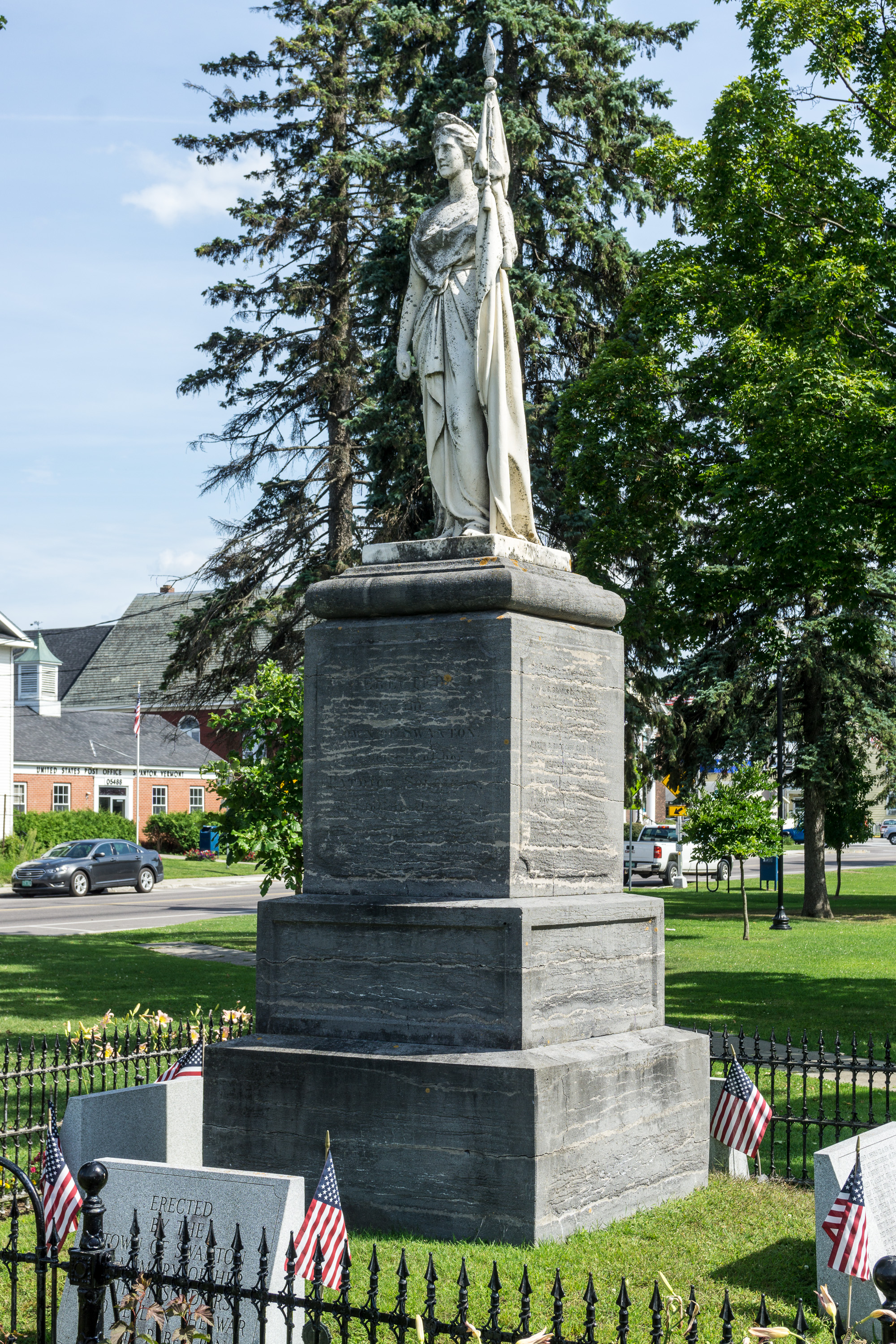
Swanton (Vermont)
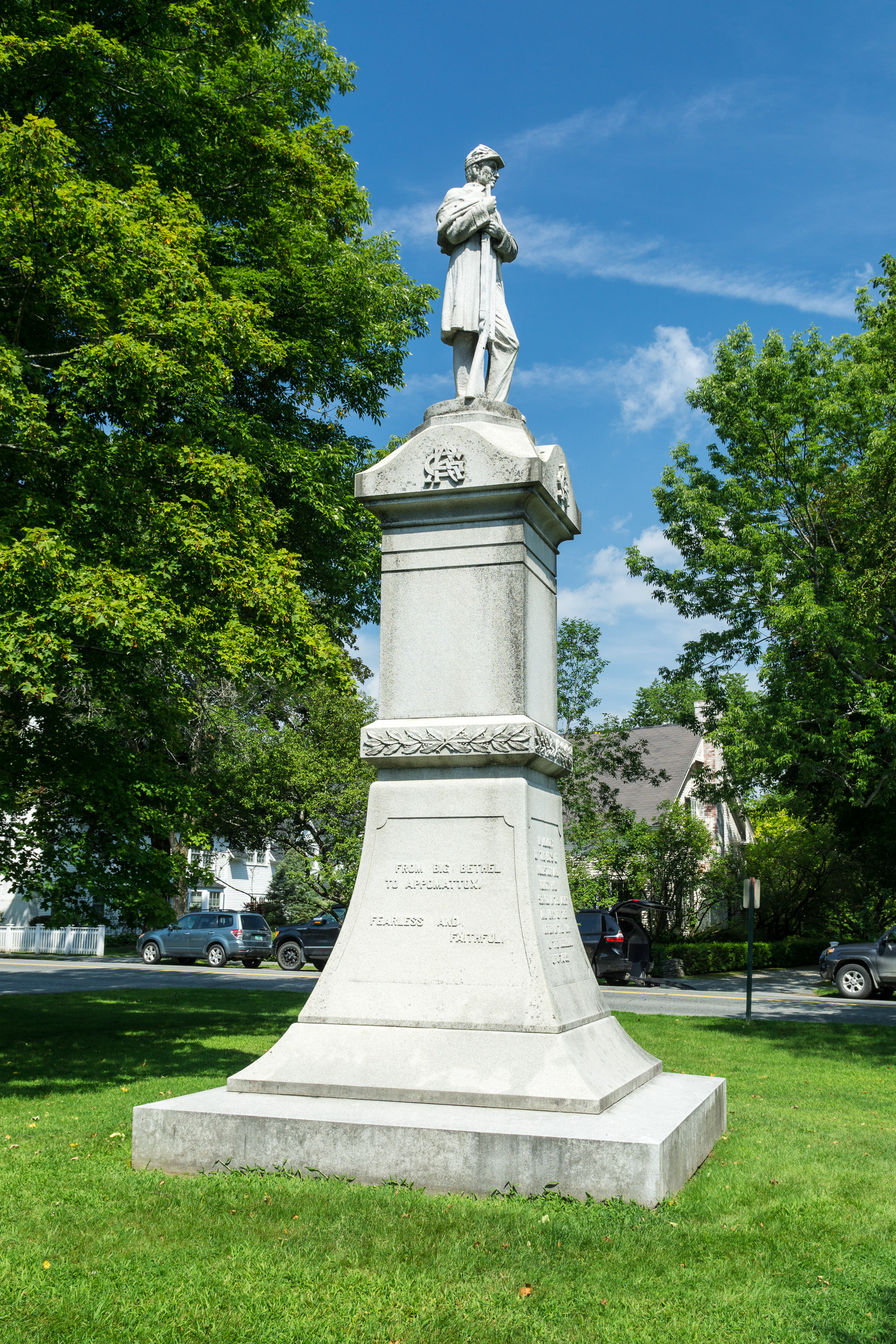
Tribou Park di Woodstock (Vermont)
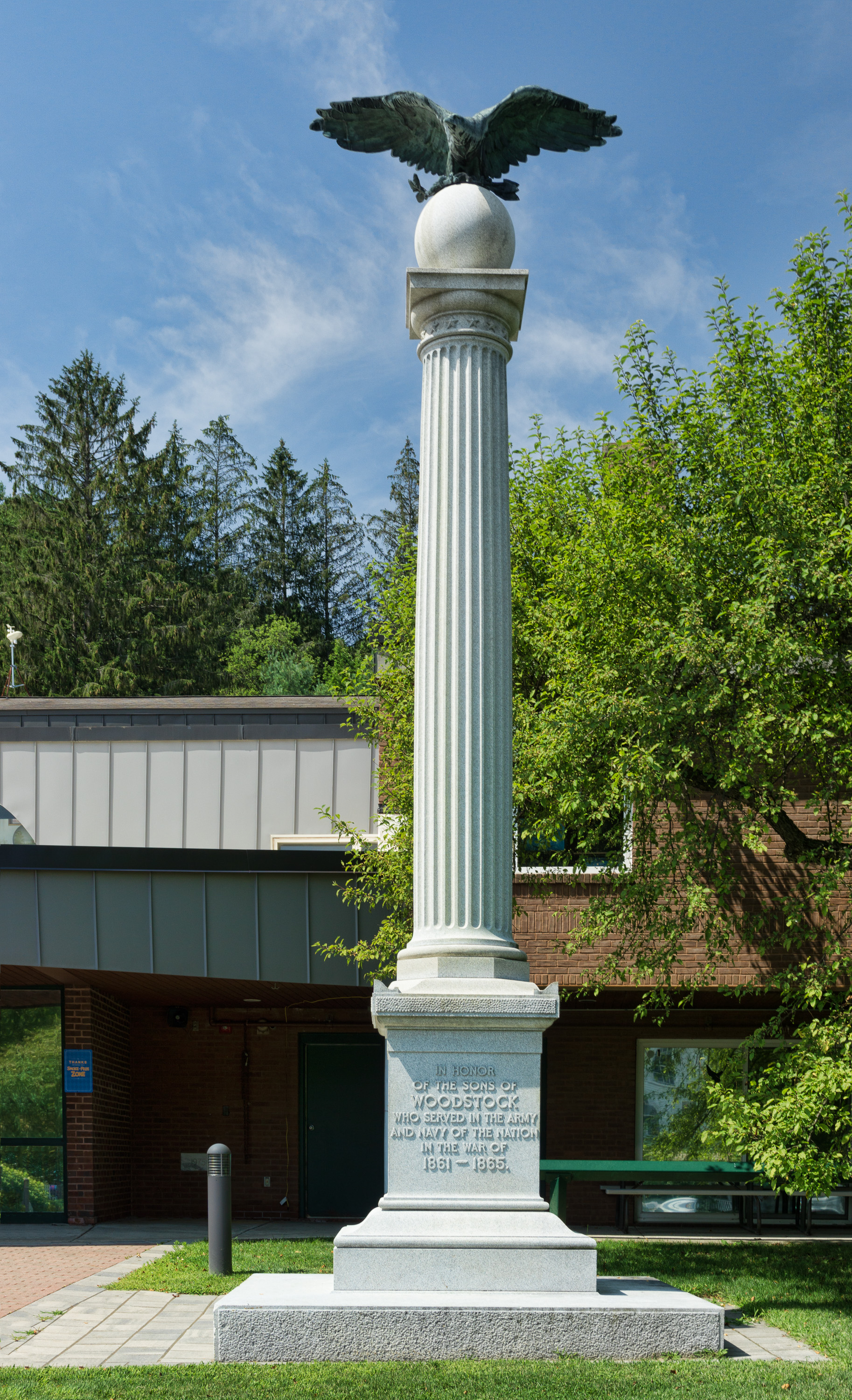
Woodstock

## Virginia
- Virginia

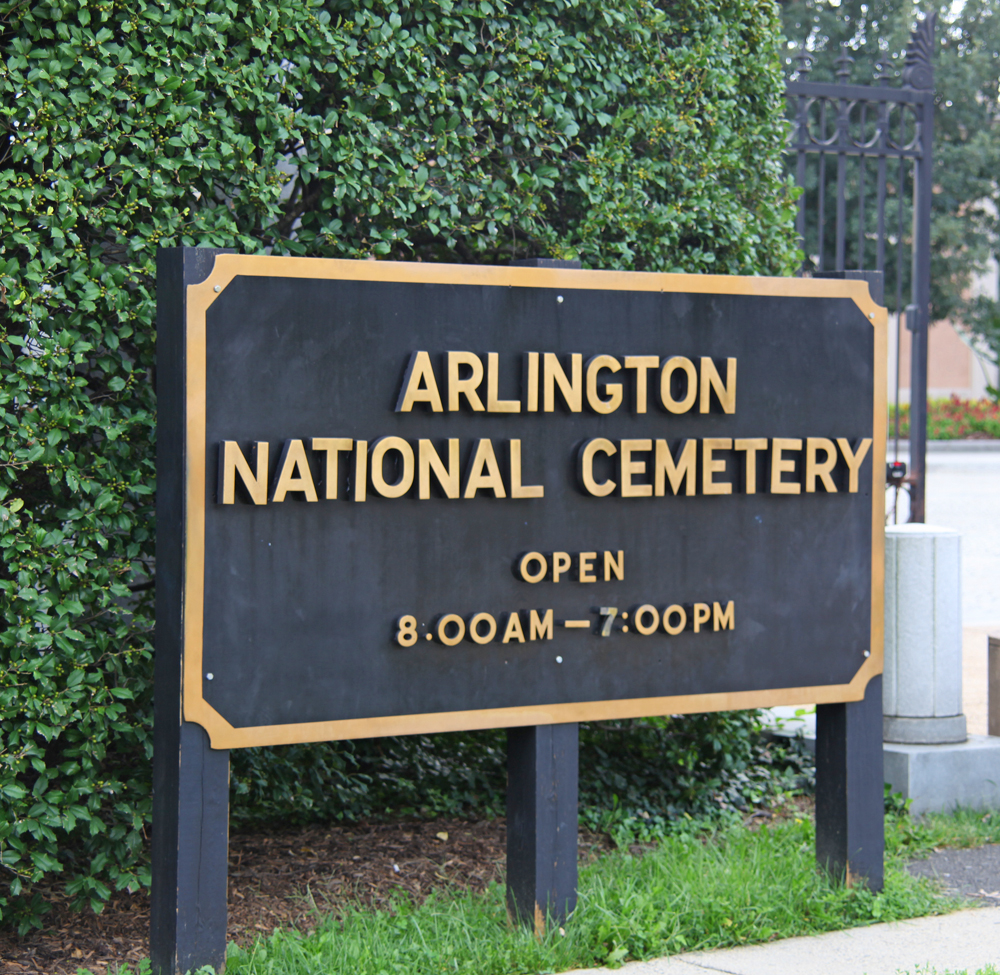
Il cartello d'ingresso al cimitero nazionale di Arlington.

Monumenti all'interno del cimitero nazionale di Arlington:

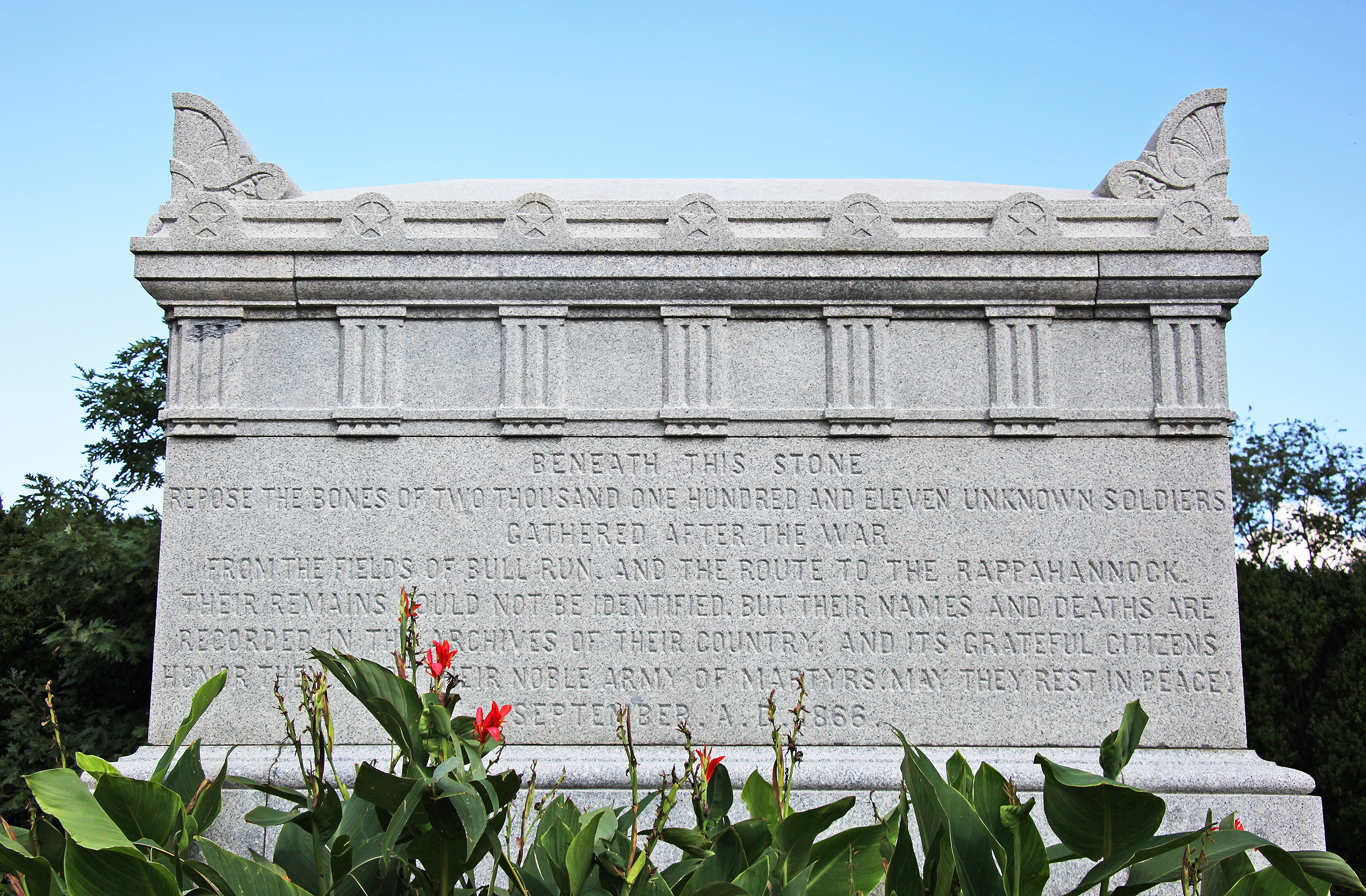
Il Civil War Unknowns Monument.

- Il Civil War Unknowns Monument, risalente al 1865[232].
- L'Anfiteatro Tanner, costruito nel 1873 per supportare i primi eventi del Memorial Day.

L'Emancipation Park a Charlottesville (precedentemente denominato "Lee Park"), ribattezzato in onore del Proclama di emancipazione e risalente al 1917.
Monumento alla Guerra Civile al Lincoln Cemetery (Portsmouth (Virginia).
Il "48th Pennsylvania Monument" a Petersburg (Virginia), alla memoria del colonnello George W. Gowen e del 48º reggimento; risalente al 1907.
Il monumento al Cimitero di West Point (Norfolk); il "Norfolk African-American Civil War Memorial".

## Virginia Occidentale
- Virginia Occidentale

La contea di Grant (Virginia Occidentale).
Il Soldier and Sailors Monument di Wheeling (Virginia Occidentale), dedicato ufficialmente nel 1883. Nel 2018 è stato trasferito nella West Virginia Independence Hall
Monumento unionista della Contea di Hancock (Virginia Occidentale), dedicato nel 1886 e situato di fronte alla Hancock County Courthouse di New Cumberland (Virginia Occidentale).

## Washington
- Washington

La contea di Grant (Washington).
La contea di Garfield (Washington).
La contea di Lincoln (Washington), battezzata in memoria del presidente.

## Wisconsin
- Wisconsin

Il villaggio di Granton.
La Contea di Grant (Wisconsin)
- Wyoming

L'"Abraham Lincoln Memorial Monument" di Laramie, opera dello scultore Robert Isaiah Russin completata nel 1959 (busto colossale su piedistallo).

## Argentina

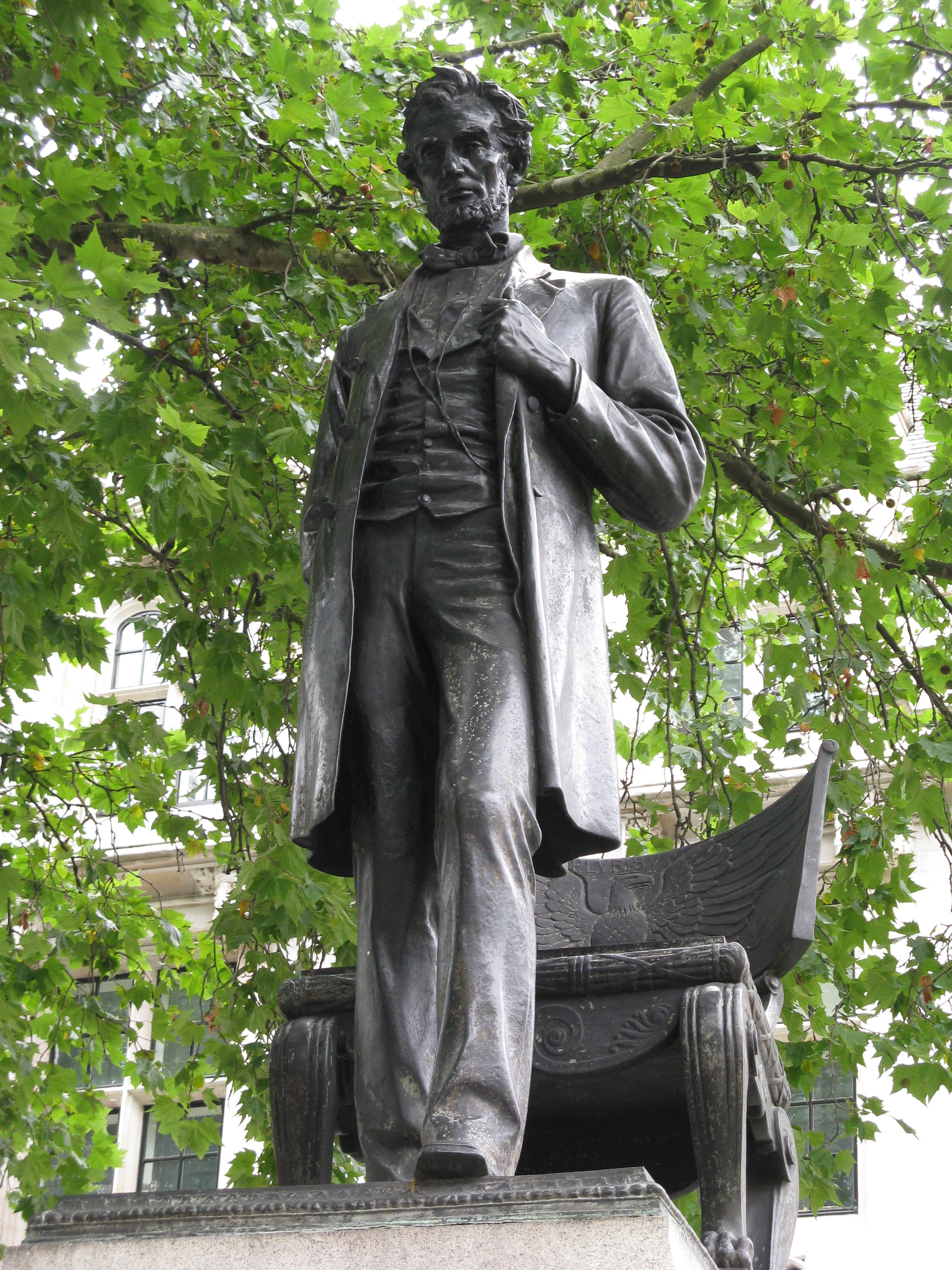
La statua bronzea di Abraham Lincoln a Parliament Square.

- Argentina

La città di Lincoln (Argentina)
Il dipartimento Partido di Lincoln

## Inghilterra
- Inghilterra

La replica di "Abraham Lincoln: The Man" a Parliament Square.

## Scozia
- Scozia

L'"American Civil War Memorial", conosciuto anche come Scottish-American Soldiers Monument, di Edimburgo.

## Trasporti, finanza e alimentari
- La "Lincoln National Corporation"-"Lincoln Financial Group".
- Il "Lincoln Snacks", un popcorn al caramello del 1968.
- Lincoln (azienda) e Lincoln L-Series

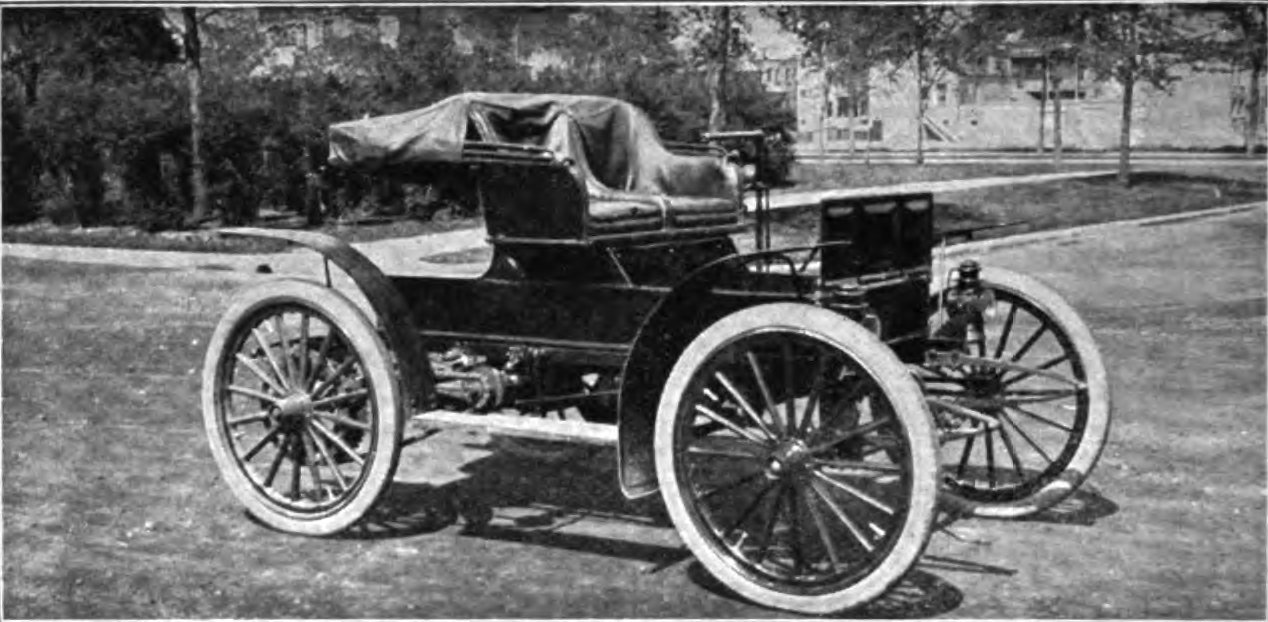
Il modello "Lincoln Motor Car Works" (1911).
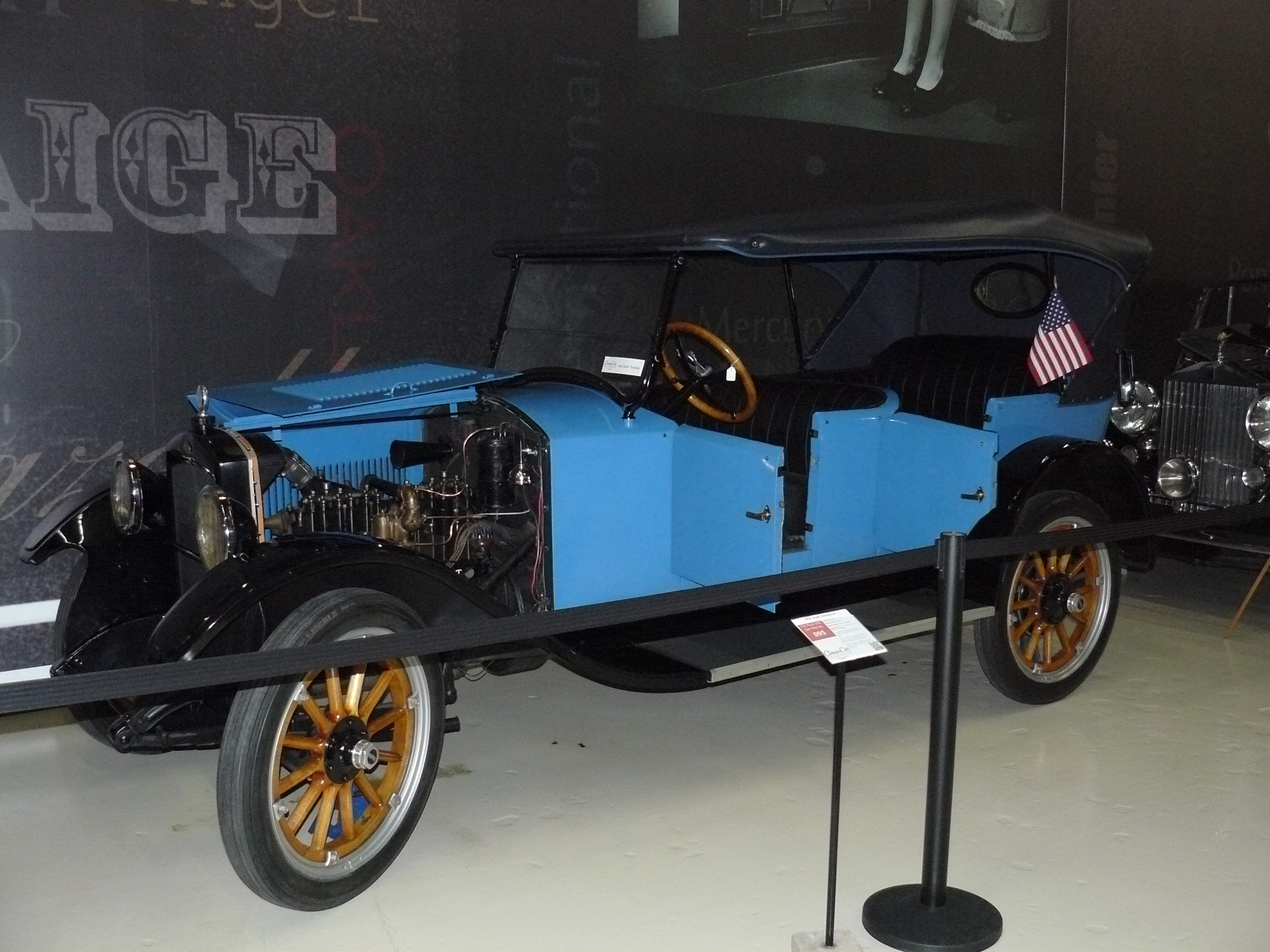
L'automobile Grant (1913).
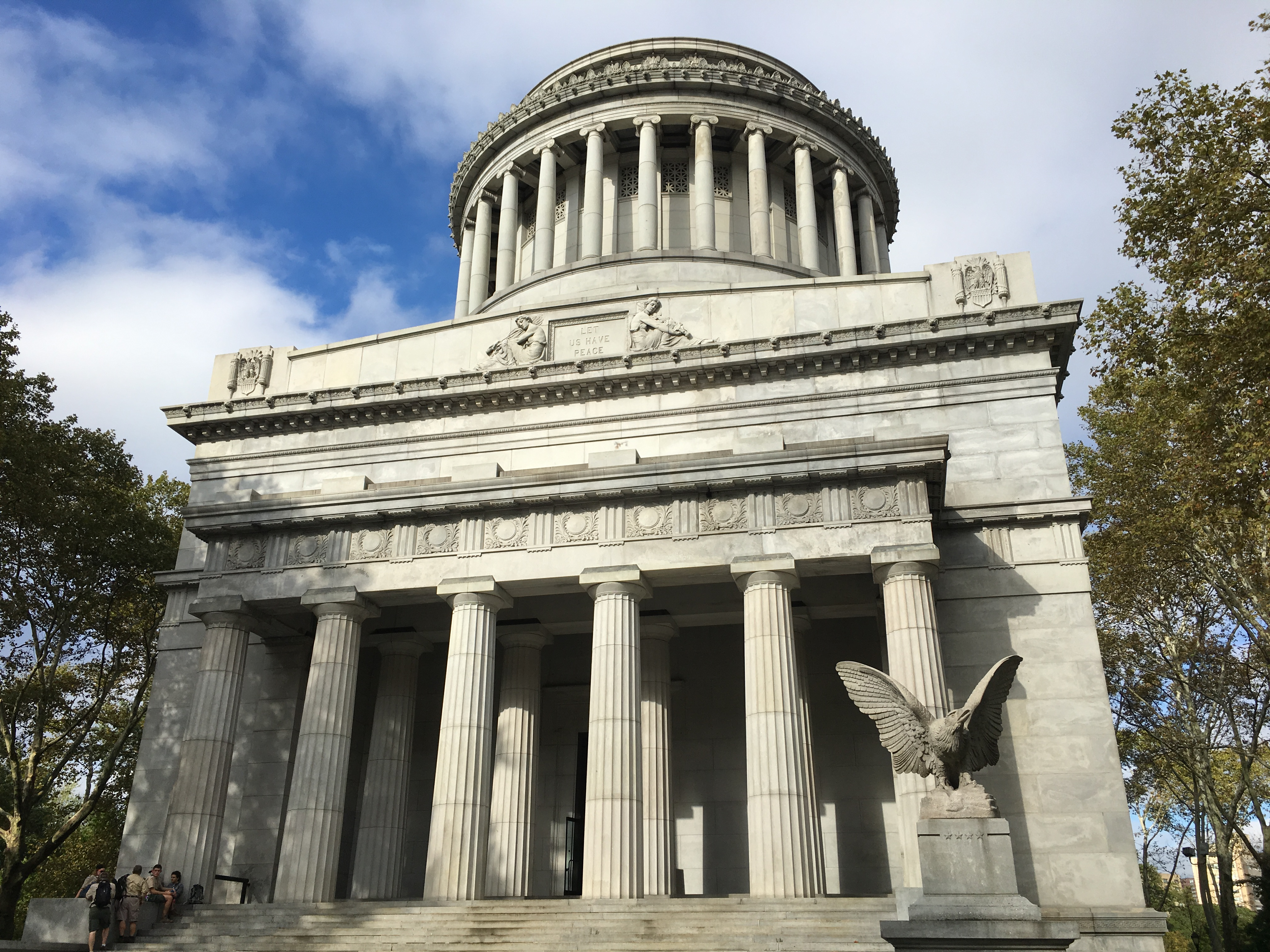
Il General Grant National Memorial
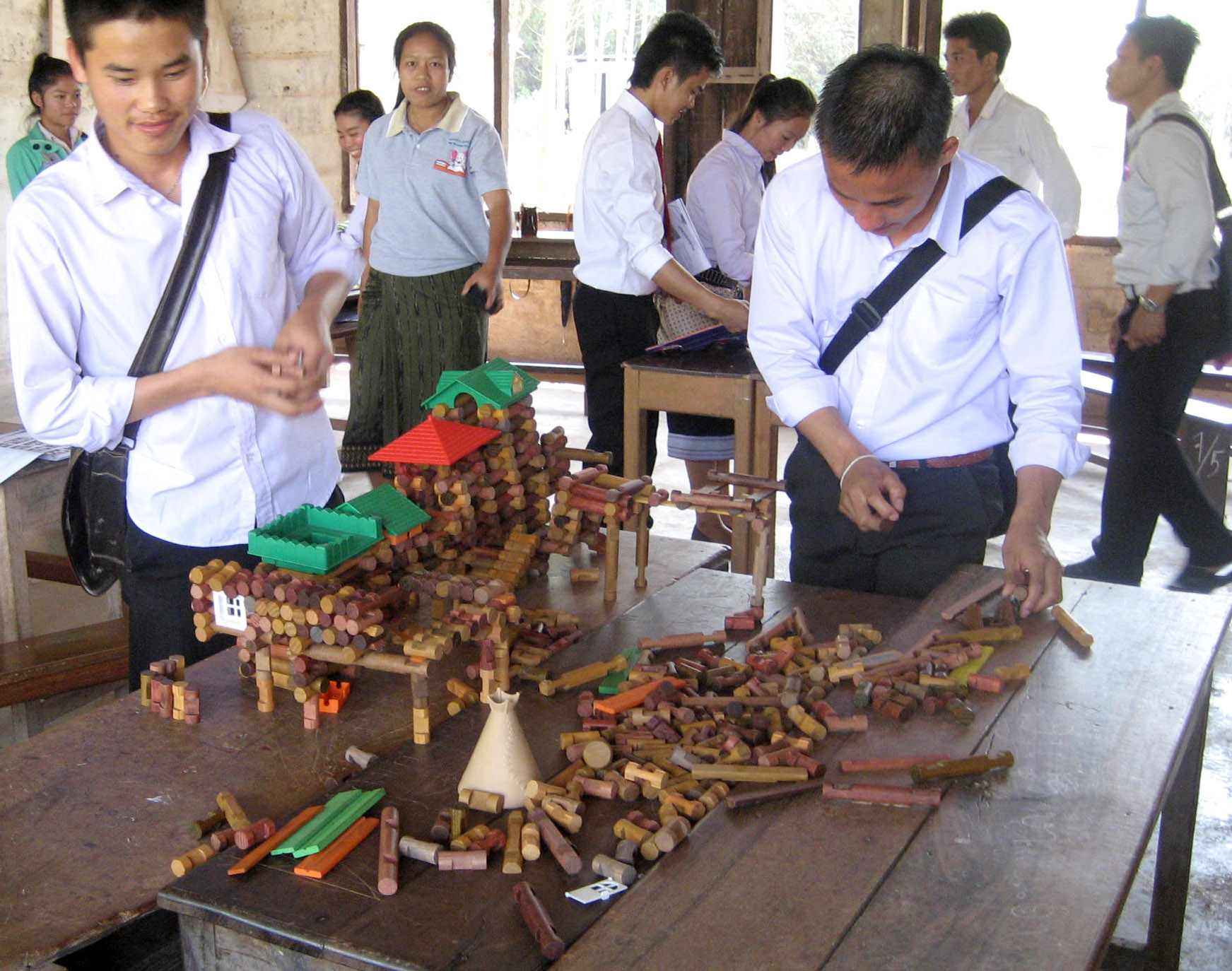
Il gioco di costruzione Lincoln Logs, per ricreare la capanna di tronchi in cui nacque il presidente.
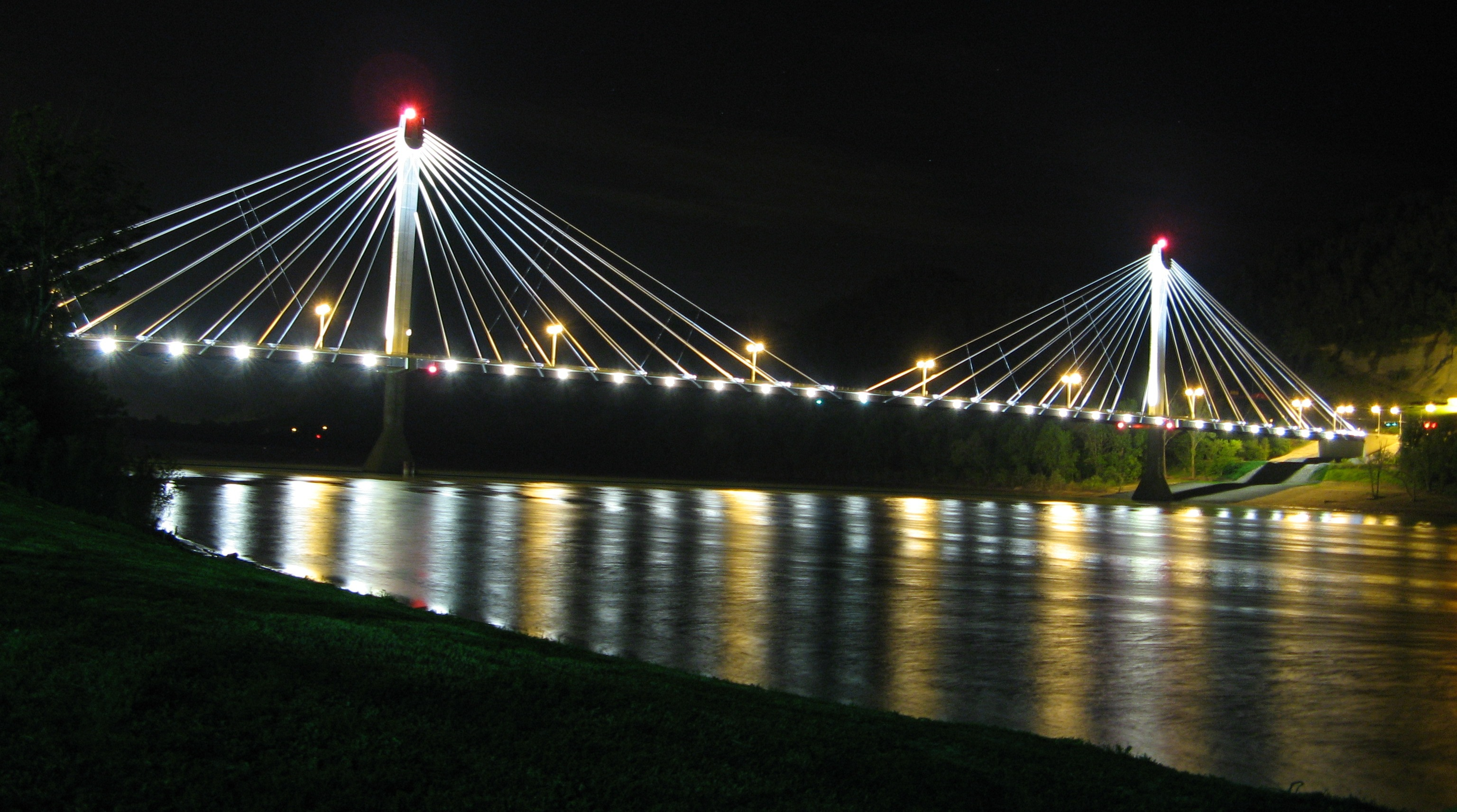
L'"U.S. Grant Bridge" sull'Ohio (fiume).

## Forze armate
- M3 Lee/Grant – carro armato medio
- M4 Sherman – carro armato medio
- USS General Sherman – cannoniera del 1864
- USS President Grant – nave trasporto truppe
- USS President Lincoln – nave trasporto truppe
- USS General Grant – nave a vapore del 1863
- USRC Grant – nave trasporto truppe
- USS U. S. Grant – cutter del 1871
- USS Ulysses S. Grant (SSBN-631) – sottomarino lanciamissili balistici della classe James Madison
- USS Abraham Lincoln (SSBN-602) – sottomarino lanciamissili balistici della classe George Washington
- USS Abraham Lincoln (CVN-72) – portaerei della classe Nimitz

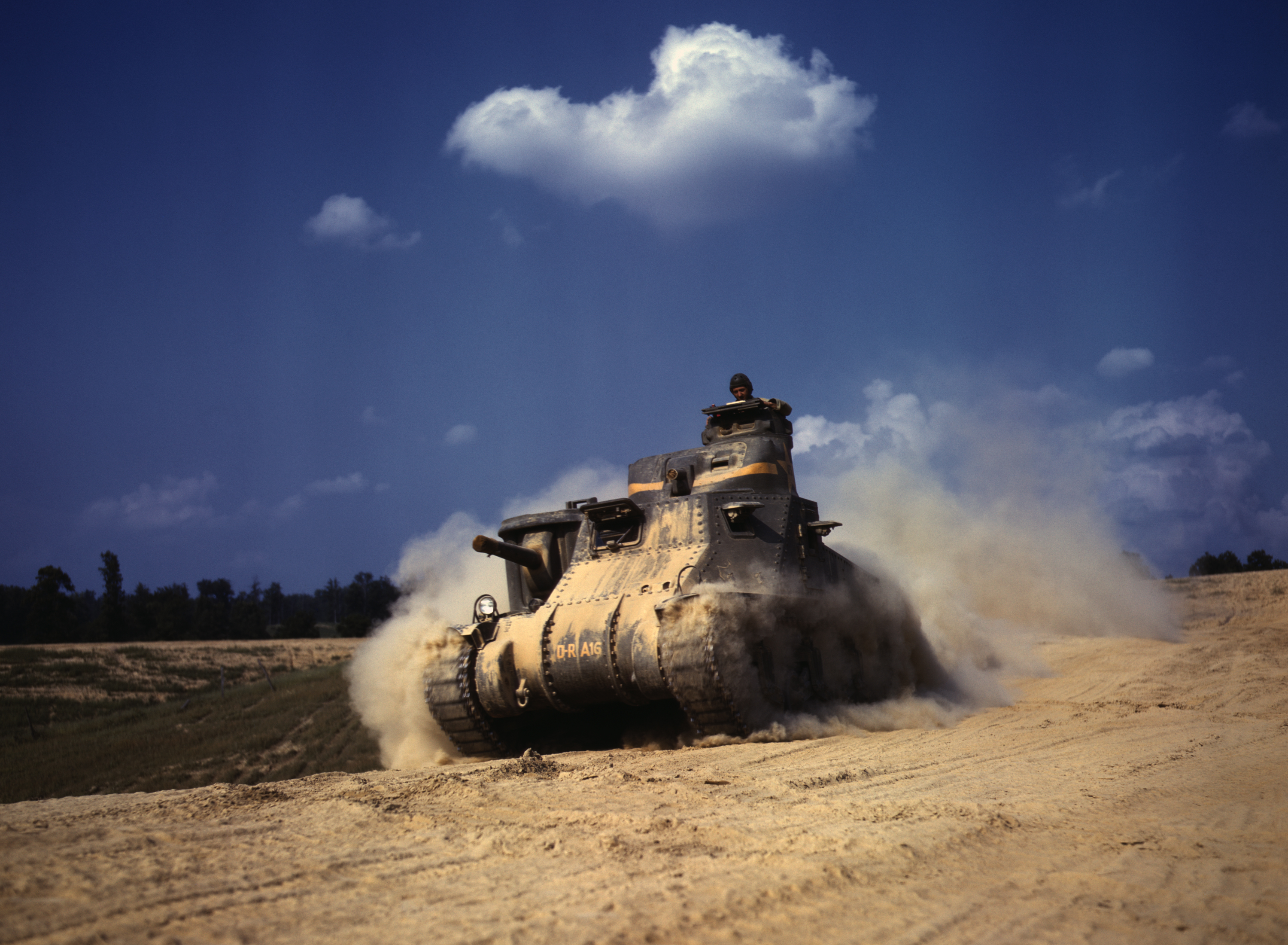
L'M3 Lee/Grant
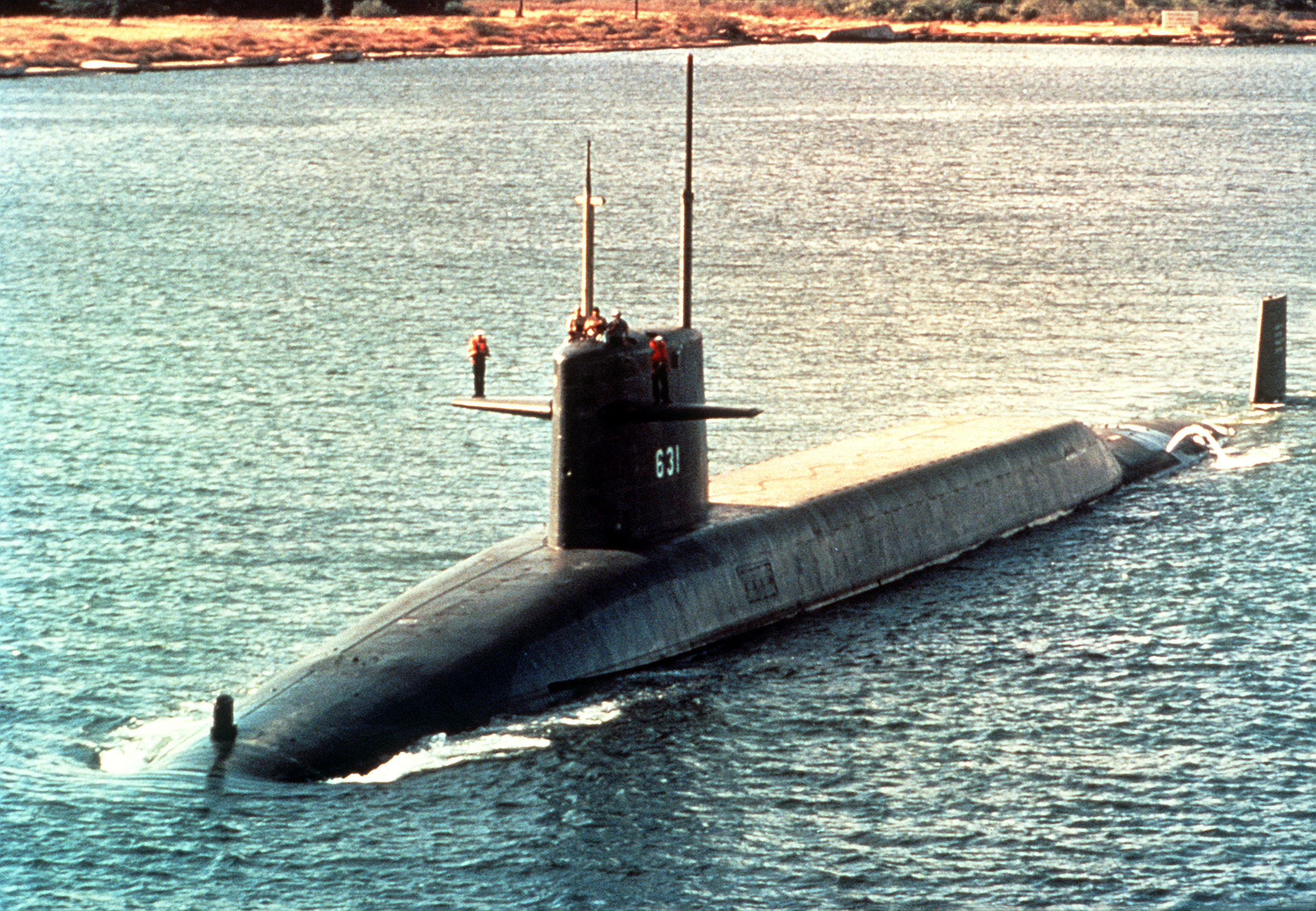
Il sottomarino lanciamissili balistici USS Ulysses S. Grant (SSBN-631)

### Valuta
- Il centesimo Lincoln[243]:

1. il busto del presidente Lincoln raffigurato di profilo sul diritto della moneta a partire dal 1909;
2. il Lincoln Memorial raffigurato sul rovescio dal 1959 al 2008.
3. il bicentenario della nascita di Abraham Lincoln rappresentato sul rovescio nel 2009.

- La banconota da 5 dollari[244]:

1. Il ritratto di Lincoln posto sul diritto a partire dal 1914;
2. Il "Lincoln Memorial" raffigurato sul rovescio a partire dal 1929;

- Storia filatelica e postale degli Stati Uniti d'America

1. Il francobollo presidenziale degli Stati Uniti d'America dedicato ad Abraham Lincoln[245], il 2° dei presidenti degli Stati Uniti d'America per numero di serie emesse (tra gli altri nel 1866, 1869, 1890, 1903, 1938, 1954, 1965, 1995).
2. Il francobollo commemorativo da 5 centesimi per il centenario del Proclama di emancipazione, emesso nel 1963[246].

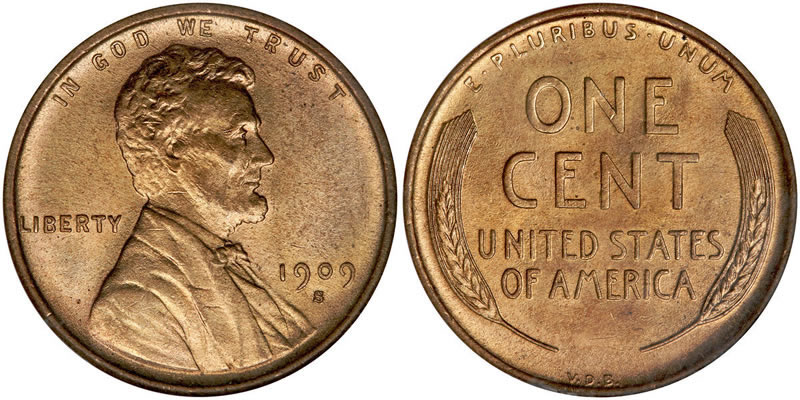
Un raro esemplare del centesimo Lincoln risalente al 1909.
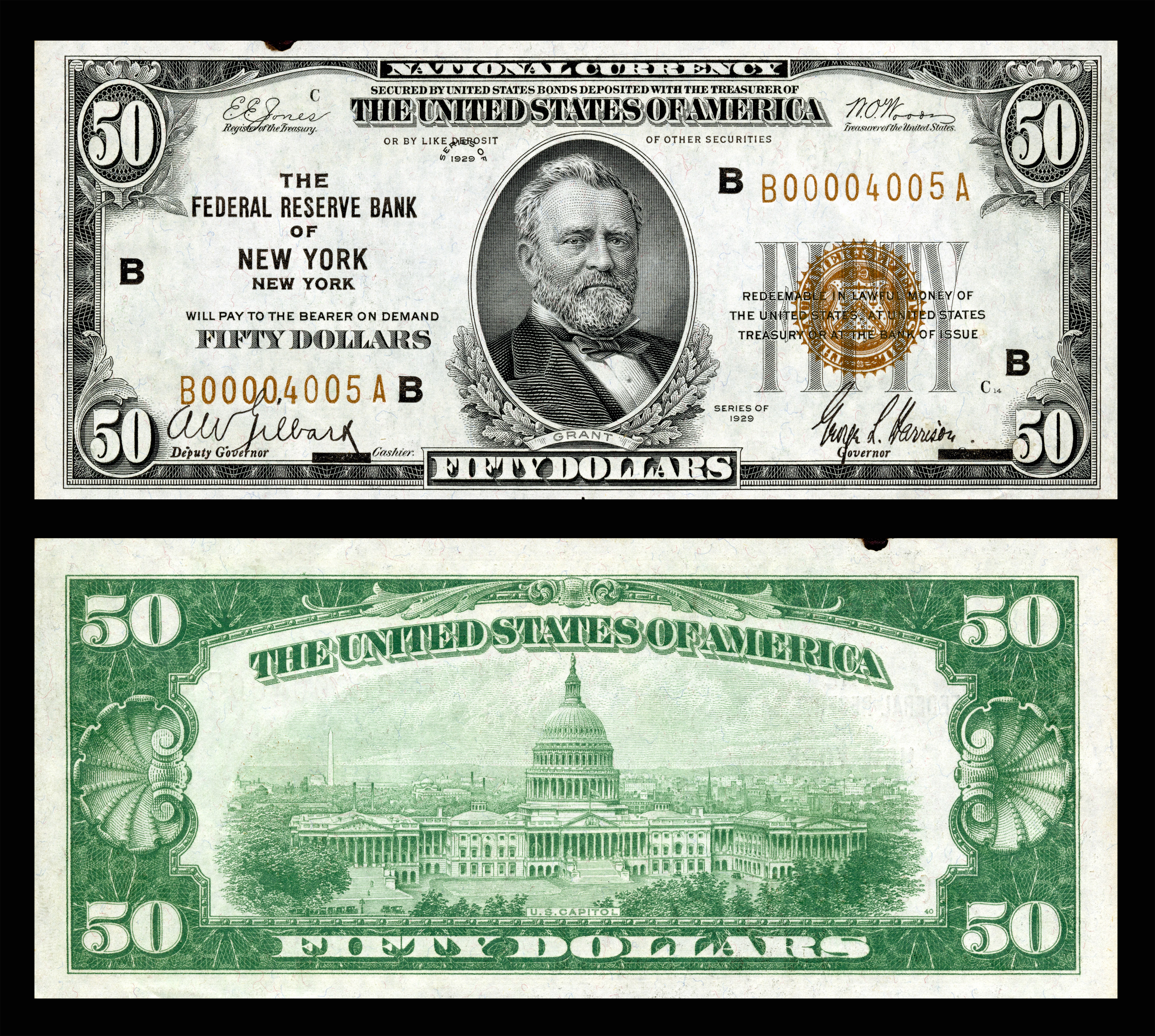
La banconota da 50 dollari.
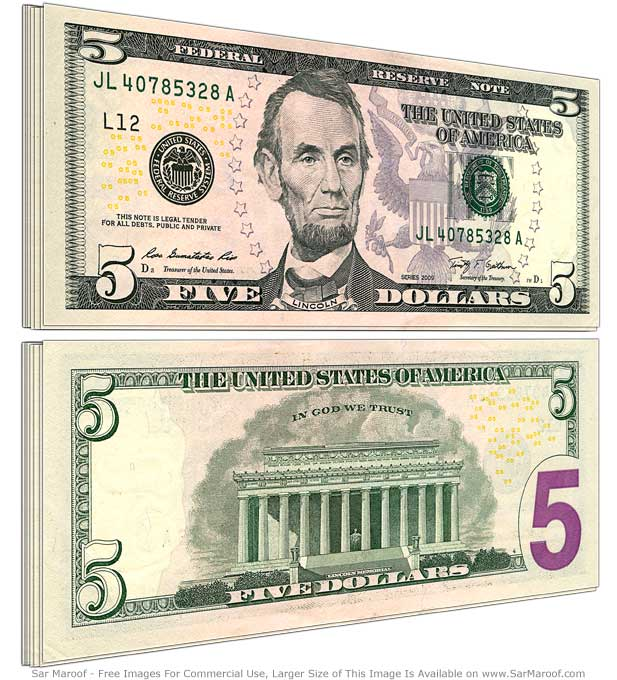
La banconota da 5 dollari.